# Tapolcai-tavasbarlang
A Tapolcai-tavasbarlang Magyarország turisztikai célra kiépített és bárki által megtekinthető barlangjai közé tartozik. A Balaton-felvidéki Nemzeti Parkban, a Tapolcai-medencében lévő Tapolca belterületén helyezkedik el. Különálló barlang volt, de a Kórház-barlanggal összekapcsolása után a Tapolcai-barlangrendszer egyik barlangja lett. A Tapolcai-tavasbarlang 1982 óta Magyarország fokozottan védett barlangjai közül az egyik.

## Leírás
Tapolca belterületén, a Kisfaludy Sándor utca 3. alatt lévő látogatóépületben, 132 m tszf. magasságban nyílik a barlang mesterséges lejárata. A hidrológiai és morfológiai értékei miatt (1982 óta) fokozottan védett természeti érték lépcsőkkel, járdákkal kiépített, elektromos világítással ellátott szakasza belépődíj ellenében egész évben megtekinthető. A barlangtúra 30 percig tart, a túraútvonal 340 m hosszú, melynek egy részét csónakázva tehetik meg a vendégek.
A miocén tenger 13,7 millió évvel ezelőtt alakította ki a barlang befoglaló rétegsorát. Ebben váltják egymást 1–2 cm-es agyagcsík betelepülésekkel a jól kristályosodott rétegek és a márgás rétegek. A felszín alatt mindenhol egyforma mélységben helyezkednek el a rétegek. Enyhén emelkedik a terület É-ra. Emiatt van az, hogy amíg a tavasbarlang legnagyobb része víz alatt fekszik, addig a Kórház-barlang járatai szárazak. A felszín alatt 3–8 m között márgaréteg fekszik, amely nem ereszti át a vizet és meggátolja a felszíni csapadék barlangba jutását. Ez alatt több rétegben váltják egymást 12 m mélységig a homokos, agyagos mészkőrétegek, amelyek alatt jól kristályosodott rétegek vannak.
A barlang jellegét alapvetően két tényező befolyásolta: az elsődleges tektonikai hálózat és a rétegszerkezet. A terület törésrendszere illeszkedik a Bakony hegység fő tömegének ÉK–DNy-i és erre merőleges, ÉNy–DK-i preformáltságához. A járatok többségében láthatók a főirányok, de sokszor rövid részek után az irányok váltakozva követik egymást.
Egyedi sajátosságokat mutat az üregrendszer hidrológiája. A Tapolcai-medencébe eljutó víz két úton halad a fő vízgyűjtőterület felől. Egyrészt a triász dolomitra támaszkodik a miocén mészkő, ami miatt biztosított a nagy mennyiségű hideg karsztvíz utánpótlása. Másrészt a medence alatt a dolomit lehúzódik 300–400 m mélységig. Az ide lejutó víz a vulkáni utóműködés miatt 35–40 °C-ra felmelegszik, a repedéseken feljutva keveredik a hideg vízzel, és létrejön a rendszert kitöltő 18–20 °C-os forrásvíz. A változó keresztmetszetű járatokat, amelyekben véletlenszerű oldásformák figyelhetők meg, keveredési korrózió alakította ki. A terület erózióbázisa a Tapolca D-i részén lévő, 12–15 m³/perc hozamú forrásrendszer, amely a barlangokkal összefüggő Malom-tavat táplálja.

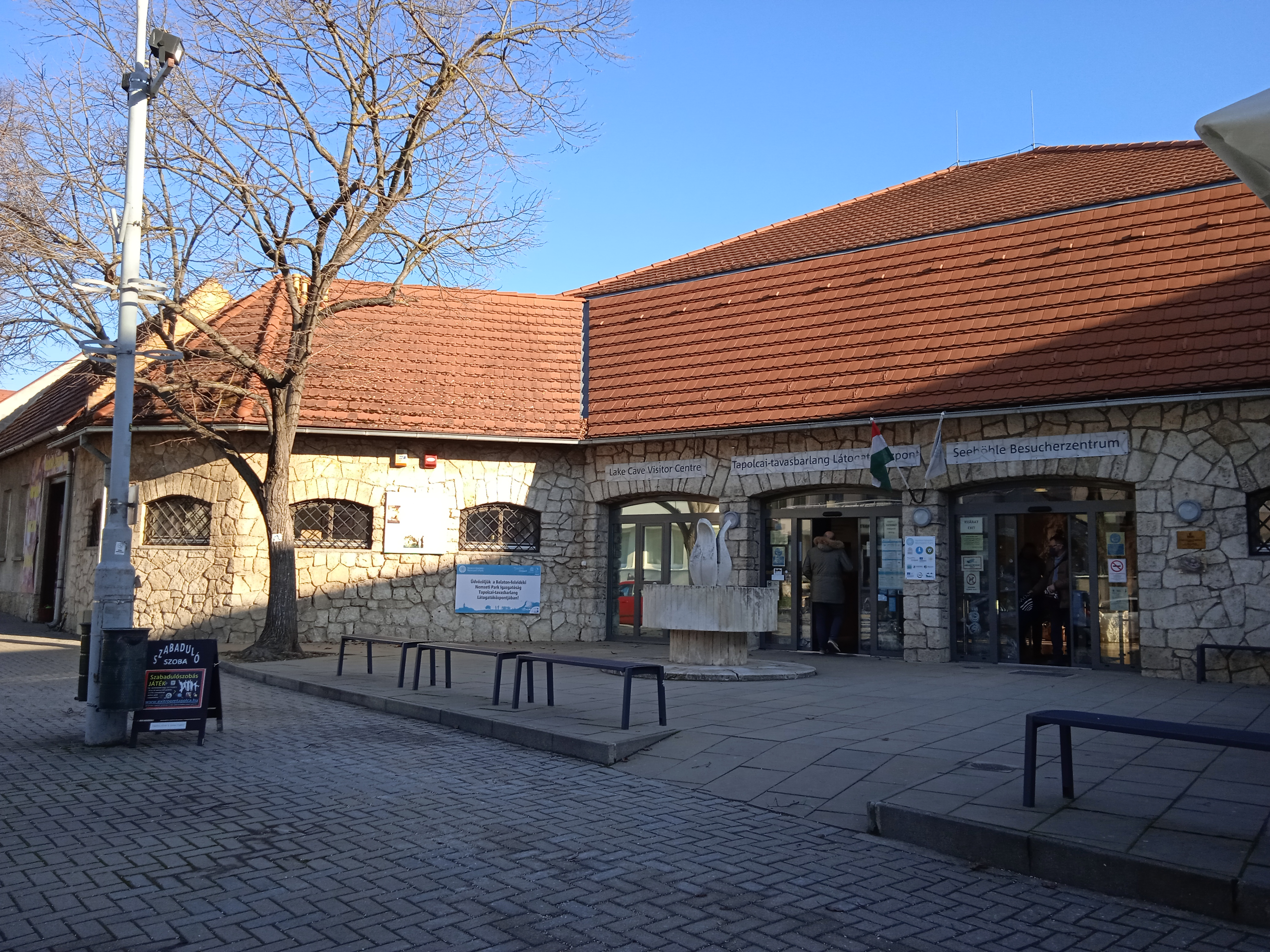
A Tapolcai-tavasbarlang látogatóépülete

Az ismertetett rétegek meghatározták a járatok elhelyezkedését és alakját. Legerősebben a jól kristályosodott rétegekben fejtette ki hatását a keveredési korrózió. Itt szinte csak oldott járatok vannak jelen. Ezek a csőszerű vagy fekvő ellipszis keresztmetszetű járatok 0,8–1,5 m átmérőjűek. Ahol ezek megfelelően közel kerültek egymáshoz, vagy széles, lapos tér kioldása történt, ott gyorsan leszakadozott az agyagcsíkok mentén a mennyezet. Omlások miatt jöttek létre a boltozatos termek, melyeket tovább alakított az oldás.A barlangnak három járatszintje van, melyek közül a felső szint a víztől 3 m-rel magasabban helyezkedik el. Ez fejletlen a kevésbé oldható homokos mészkő miatt. A második szint a jelenlegi vízszinttől 2 m-rel lejjebb található. A barlang legnagyobb része ebből áll. Felszakadásaiból alakultak ki a levegős termek, amik ezért nem tekinthetők önálló szintnek. A harmadik, 20 m mélységig lehatoló szintre csak leírások utalnak, mert fel lettek töltve a járatok tisztításakor.
A turistaszakasz termeiben (Lóczy-terem, Batsányi-terem) eredetileg sok törmelék volt, melyet eltávolítottak, ezért azokban természetes állapotú járat nincs. A barlangban kevés a kitöltés, mely főleg agyag. A barlangban kevés ásványképződmény, cseppkő van. Láthatók hévizes kiválások, melyek két különböző formában fordulnak elő. A falakat néhol, kisméretű (1–2 mm-es) kalcitkristályok bevonata borítja. Másik jellegzetes képződménye, amely csak a mennyezeten, hasadékok, kürtők peremén helyezkedik el, egy aragonitkiválás. Több cm-esre is megnőnek fenyőág alakú pamacsai. A vizsgálatok bebizonyították, hogy aeroszolból váltak ki olyan helyen, ahol hirtelen irányt vált a légáramlás. A langyos karsztvíz nagyon befolyásolja a barlang klímáját, ezért a levegő hőmérséklete eléri a 18–20 °C-ot. A relatív páratartalom 100% a közvetlen vízfelületek miatt.

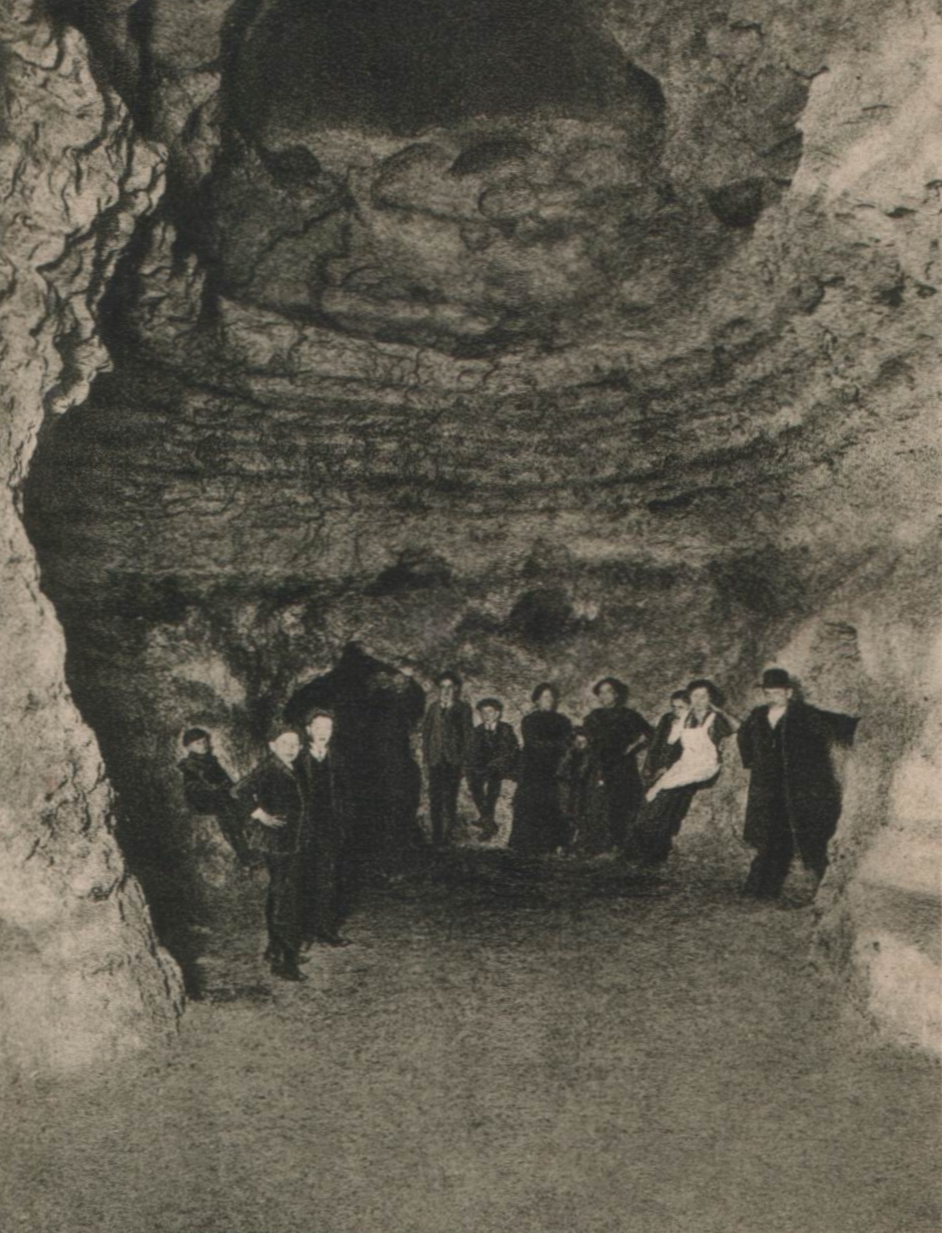
Tapolcai-tavasbarlang, Lóczy-terem (régi képeslap)

1933-ban volt először Tapolcai-tavasbarlangnak nevezve a barlang az irodalmában. Előfordul a barlang az irodalmában Lake Cave at Tapolca (Balázs 1977), Lóczy tavasbarlang (Dormándi, Juhász 1936), Tapolcai-barlang (Stach 1929), Tapolcai barlang (Kadić 1926), Tapolcai-Tavas-barlang (Horváth 1974), Tapolcai tavas barlang (Horn 1931), Tapolcai Tavasbarlang (Balázs 1960), Tapolcai-tavas Cave (Takácsné, Eszterhás, Juhász, Kraus 1989), Tapolca's Tavas Cave (Balázs 1977), Tavas-barlang (Lóczy 1913), Tavasbarlang (Balatoni Kurír 1937), Tavas barlang (Lóczy 1913), Tavas Cave of Tapolca (Kordos 1977), Tó-barlang (Eszterhás 1984) és Tóbarlang (Balatoni Kurír 1937) neveken is.

## Kutatástörténet

### 1906–1929
A Pesti Hírlap 1906. szeptember 14-i számában megjelent, Myskowszky Emil által írt, a Balatonvidéki tapolcai barlang című cikkben közölve lett, hogy Tapolca alsó részén van egy langyosvízű tó. Néhányan sejtették, hogy ennek a tónak a föld alatti vízfolyásával kapcsolatban áll a Kincses-gödör, de hogy hogyan, merre haladó föld alatti járatokon keresztül, azt bizonyítékok hiányában nem ismerték. Emiatt nem foglalkoztak a Tapolcán lévő, körülbelül elképzelt, feltételezett barlangokkal. 1902 tavaszán azonban a Győri utca egyik házában, kútásás közben hévizes barlangokat fedeztek fel. Ez nemcsak a tapolcaiak, hanem a távol élők érdeklődését is nagyon felkeltette. Nem teljesen igaz az a hír, mely szerint hatalmas cseppkőképződményekben bővelkedő üregek lapulnak a föld alatt. Ennek a hiánynak az ellenére érdekes a barlang, mert így is olyan különleges jelenséget mutat meg, hogyha Tapolca kezelésébe veszi a természet csodás alkotását, akkor gyorsan fel tudná lendíteni az idegenforgalmat. Ez könnyű lenne azért, mert Tapolca közel fekszik a Balatonhoz és a vendégek, turisták nem hagynák ki a barlang megtekintését.
1906 nyarán Myskowszky Emil vizsgálta Tapolca és környékének földtani viszonyait és a barlangot is kutatta. Ekkor érdekes következtetéseket vont le az ott tapasztaltakból. A barlanghálózat, melynek összes járatából jelenleg csak néhány 100 m-nyi járható be, kétségtelenül a Halápon túlra, kilométerekre kiterjedve összeköttetésben van a Bakony hegységgel. A barlangnak a Tapolca alatt jelenleg ismert ága a fővonulatnak csak egyik mellékjárata. Ezért is állóvíznek látszik a barlangban megfigyelt, kristálytiszta vízű tavak felszíne, mert a főjáratban van nagyobb sodrás. A főjárat mellett a lejtés olyan csekély, hogy a mellékjáratokban egyáltalán nem látható az áramlás. A barlangi tavak vize kétségtelenül hévíz. Valószínűleg ugyanonnan származik, ahonnan a Hévízi-tó 28 °C-os hévízforrása. Ha a tapolcai barlangok egyszer teljes terjedelmükben fel lesznek tárva, akkor valószínűleg elő fog kerülni a hévforrás nyílása, mely a barlanghoz csatlakozik. Elképzelhető, hogy a barlangi víz nemcsak ugyanolyan hőmérsékletű, hanem melegebb lesz a Hévízen található forrásoknál. Az sincs kizárva, hogy a hévíz a barlangba nem egy, hanem több ponton át jut be. Ezt a több helyen végzendő mérések tudnák bizonyítani.

A Tapolcai-tavasbarlang régi bejárata (képeslap)

Elképzelhető, hogy részletesebb vizsgálatokkal jobban meg lehet ismerni a Balaton vizét tápláló föld alatti forrásokat és ki lehet deríteni a tóban néha váratlanul megjelenő háborgások eredetét. (Köztudott, hogy a háborgások Szabó József szerint a föld alatti, endogén orkánok miatt jönnek létre.) Tapolcának hasznos, bevételt hozó lehet a barlang, de a közvetlenül a település alatt húzódó járatok veszélyeztetik Tapolcát. Az üregek mennyezete és a felszín között ugyanis néhány helyen annyira vékony kőzet fekszik, hogy a barlang felett lévő utcán haladó szekér miatt remeg az egész barlang. Ennél is érdekesebb azonban az, hogy a barlangban nagyon jól lehet hallani néhány épület konyhájából kiszűrődő kopogást, késsel történő vágás zaját.
Úgy tűnik, hogy ez a tapolcaiakat eddig nem nagyon érdekelte, pedig erre a körülményre nagyon oda kell figyelni. Ezzel a helyzettel azért kell komolyan foglalkozni, mert a mai napig nincs átkutatva a barlanghálózat, illetve nem lett pontosan felmérve, emiatt nem ismert annak kiterjedése, és az, hogy milyen mélyen van a föld alatt. A település fejlődése miatt a jelenlegi földszintes házak helyett emeletesek épülnek, ezért a barlangra egyre nagyobb súly nehezedik. Nem lehet tudni, hogy ilyen építkezések előtt lesznek-e próbafúrások. Ajánlott erre a körülményre a Tapolcán élőknek, saját érdekükben, nagyon komolyan odafigyelni, mert a megelőző intézkedések elmulasztása miatt könnyen katasztrófa történhet.

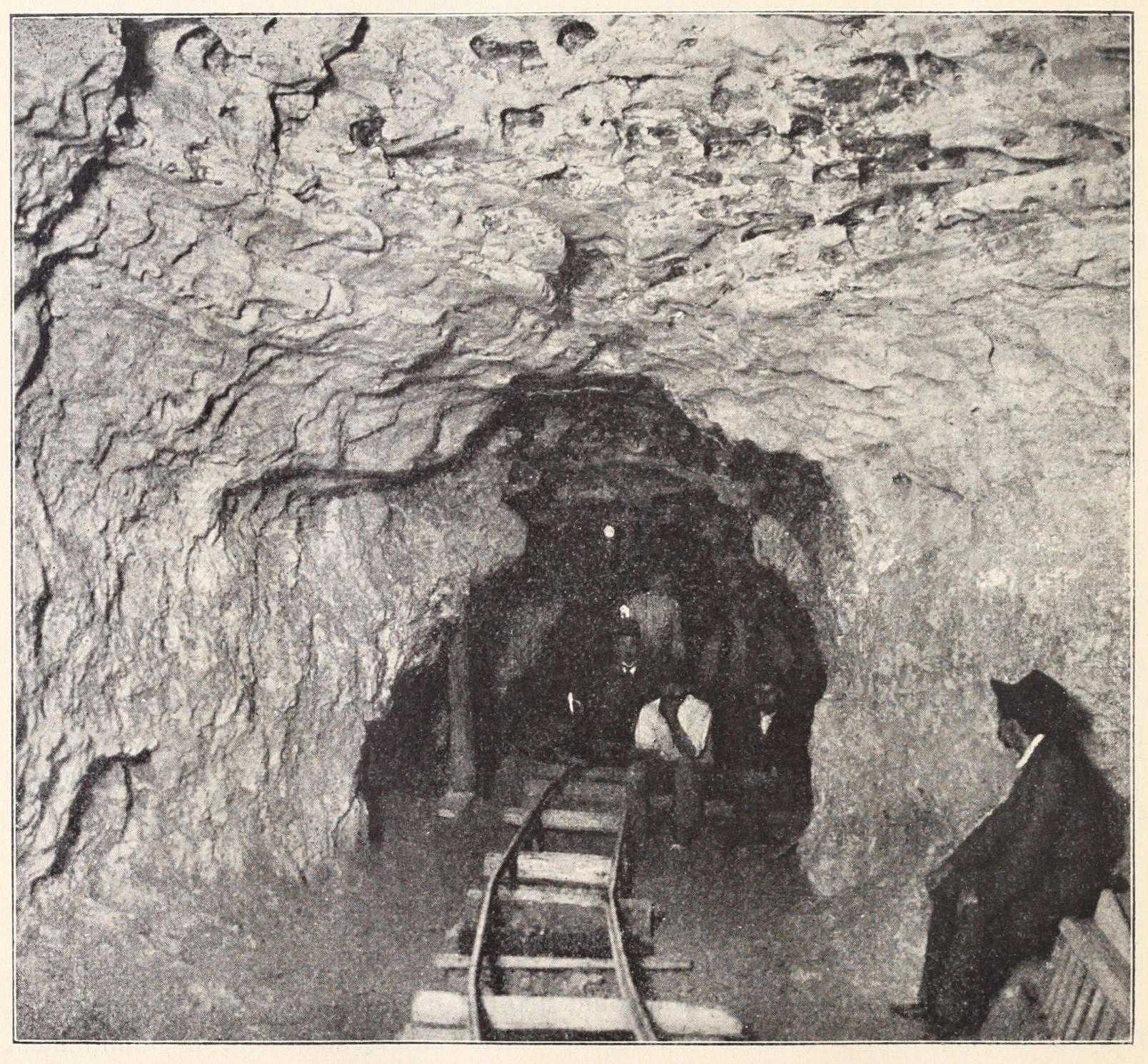
A Tapolcai-tavasbarlang belseje (1913-ban publikált fénykép)

Lóczy Lajos 1913-ban publikált, A Balaton környékének geológiája és morfológiája című munkája szerint a Tapolcán lévő Meleg-tóban eredő források a Tapolca alatt elágazó barlang föld alatti tavainak lefolyását segítik. A barlang 6–7 m magas boltozatain megfigyelhető, hogy a kupolaszerű üregek oldalait, valamint mennyezetét a víz vájta ki és örvényekkel esztergályozta simára. A barlangban jelenleg is van egy nyugodt vízű, 6–7 m mély tó, mely aláaknázott pillérek alá nyomul. Lóczy Lajos emiatt arra következtetett, hogy a vízfolyás szintje időszakosan, 12–14 m magasság között ingadozott a barlangban. Eleinte magasan, a boltozathoz érve folyt a víz, majd mélyen bevájta magát a vízszintes, durva mészkőbe, a jelenlegi vízszintnél 6–7 m-rel mélyebbre. Jelenleg pedig áll és nem folyik a barlang tavában a víz, de ezt lehet, hogy a malmok mögötti tó mesterséges duzzasztása okozza. Hasonló változásokat lehet megfigyelni a Tapolcán lévő, föld alatti vizek ingadozásaiban, mint a korai pleisztocén, a késő pleisztocén és a jelenlegi Balaton vízállási színlőin.
A tapolcai barlangban lévő víz hőmérséklete 19–22 °C, a Malom-tóban lévő pedig 16–18 °C. A barlang tavának felszíne 124,6 m, a barlangi tó feneke 118,6 m, a barlang mennyezete pedig 131,6 m tszf. magasságban helyezkedik el a Lóczy Lajos által aneroid eszközzel végzett, pontos mérés szerint. A Tapolcai-tavasbarlang a Svájcban lévő Jura-hegység estavelleire emlékeztet, melyek Porrentruy és Delémont között, a széles völgy talpán nyílnak, és a Kincses-gödörhöz, illetve a Tapolca melletti nagy beszakadásokhoz hasonlóak. Az estavellek néha, felhőszakadásokkor annyira megtelnek vízzel, hogy alulról kifolyik belőlük a víz és rövid ideig elárasztják a völgyet. A Tapolcai-tavasbarlang mennyezetén elhelyezkedő friss kimosások alapján Lóczy Lajos megállapította, hogy időnként a barlang tetejéig emelkedett az örvénylő víz, majd azután a Kincses-gödörben és a nagyobb beszakadásokban is megjelent a felduzzadt víz. A tapolcai föld alatti vízfolyások távolról kaphatják a vizet, ezek minden bizonnyal a fődolomiton átszivárgó csapadék víztározóit csapolják meg. A tapolcai föld alatti vizek lehet, hogy a Csingervölgyben fekvő bányák, melyek 22 km-re fekszenek, vizéből táplálkoznak. A magassági különbség a víz eltűnése (Csingervölgy) és a Tapolcai-tavasbarlang vize között kb. 200 m. Állandó hőmérsékletű (langyos, 19 °C) vize van a tapolcai forrásoknak és a Tapolcai-tavasbarlang vizének.

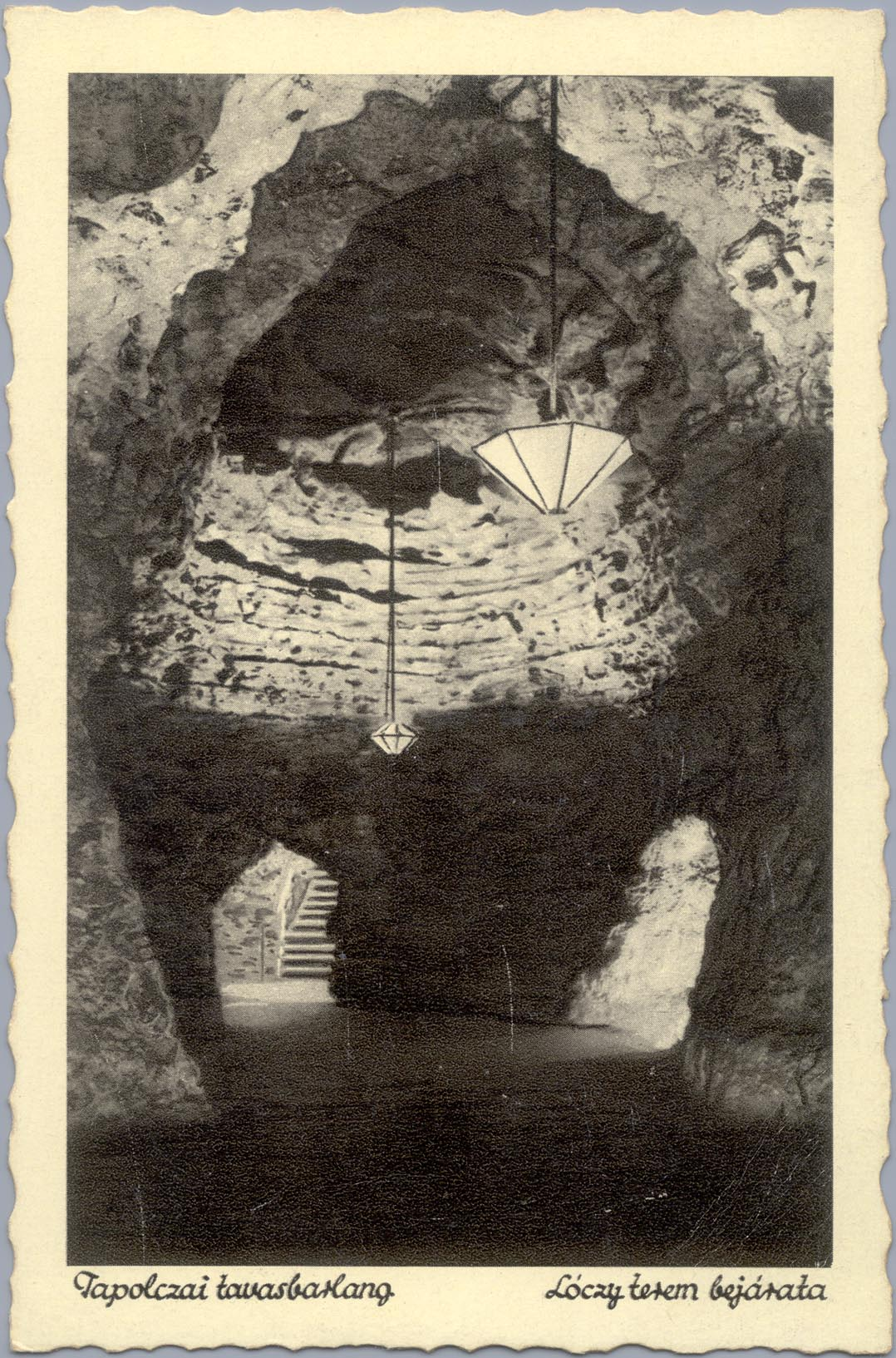
Tapolcai-tavasbarlang, a Lóczy-terem bejárata (régi képeslap)

A Kisfaludy Sándor utca elején nyíló, mesterségesen létrehozott lejáratú Tavas-barlang (Tavas barlang) fenekéről, a szarmata durva mészkő alól, de azzal elválaszthatatlanul összekapcsolódó rétegekből 1911-ben, a barlang rendbetétele közben, kövületekkel teli kődarabok lettek felhozva. Ezek közül egy durva mészkődarabban sok Ostrea gingensis Schloth. var. sarmatica Fuchs töredék volt, de volt benne Potamides (Pirenella) mitralis Eichw. is. Ez a kődarab az alsó szarmata szintbe sorolható. A márgásabb darabokból Lóczy Lajos azonban Porites (P. leptoclada Rss.), Heliastrea (H. Reussana Rss.), Cidaris (tüske), Ostrea lamellosa Brocc., Venus (Omphaloclathrum) Haueri M. Hoernes fajokat határozott meg. Ezek miatt Lóczy Lajos azt állapította meg, hogy a barlang fenekén típusos lajtamészkő (mediterrán szint) van.
Jól látható a tapolcai barlangban a vízszintesen települt szarmata mészkő. A barlang a Kincses-gödörrel és a tapolcai meleg forrással a berni Jura-hegységben lévő estavellekre emlékeztető, föld alatti vízfolyások útja. A tapolcai barlang ÉNy-i ágában lévő szarmata mészkő alól kövületekben gazdag lajtamészkő került elő. A tapolcai barlangban teljesen olyan körülmények között rakódott le a szarmata mészkő, mint Balatonakalin. Érdekes jelenség, hogy a barlangban a szarmata mészkövet felismerhető, éles határvonal nélkül követi a lajtamészkő, anélkül, hogy kavicskonglomerátum lenne a két kőzet között. A kiadványba bekerült a Tapolcai-tavasbarlang alaprajz térképe és két metszet térképe, amelyek 1:500 méretarányban mutatják be a barlangot. A térképek Jordán Károly 1904-ben készített térképeinek módosított változatai. Az alaprajz térképen, amelynek használatához a térképlapon fel van tüntetve az É-i irány, megfigyelhető a két metszet elhelyezkedése a barlangban. A műben látható egy fekete-fehér fénykép, amelyen megfigyelhető a Tapolcai-tavasbarlang belseje (a falakon és a mennyezeten vízvájás nyomai vannak).
A Magyarság 1925. július 30-i számában található, Dobozi István által írt cikkben az olvasható, hogy a tudósokat és a laikusokat ugyanúgy érdekli a Tapolcán elhelyezkedő híres tavasbarlang, amelyet évszázadokon át alakítottak a föld mélyén működő természeti erők. A barlangban nem látható az emberi leleményesség, a technikai haladás nyoma. Tapolca nemrég a geológusok és a földtudományok egyéb rajongóinak érdeklődési körébe került. Néhány évvel ezelőtt kútásás közben véletlenül felfedezték, hogy alá vannak aknázva a település kövezett és aszfaltozott utcái. A Kisfaludy utcában, Tóth pékmester udvarán kutat ástak. Amikor a fúróval 14 m mélyre értek, akkor a kútmester észrevette, hogy az elért földréteg titkos kapcsolatban van egy addig ismeretlen, barlangszerű üreggel, melyben kristályosan csillogó víz volt. A kútfúró közölte megfigyeléseit Keszler Aladár építésszel, akinek felkeltette érdeklődését az üreg. Keszler Aladár közbenjárására alakult egy tíz tagból álló társaság. A társaság célja az, hogy tovább kutassa az üreget és tudósok bevonásával feltárja ennek a különös természeti csodának még ismeretlen részeit.

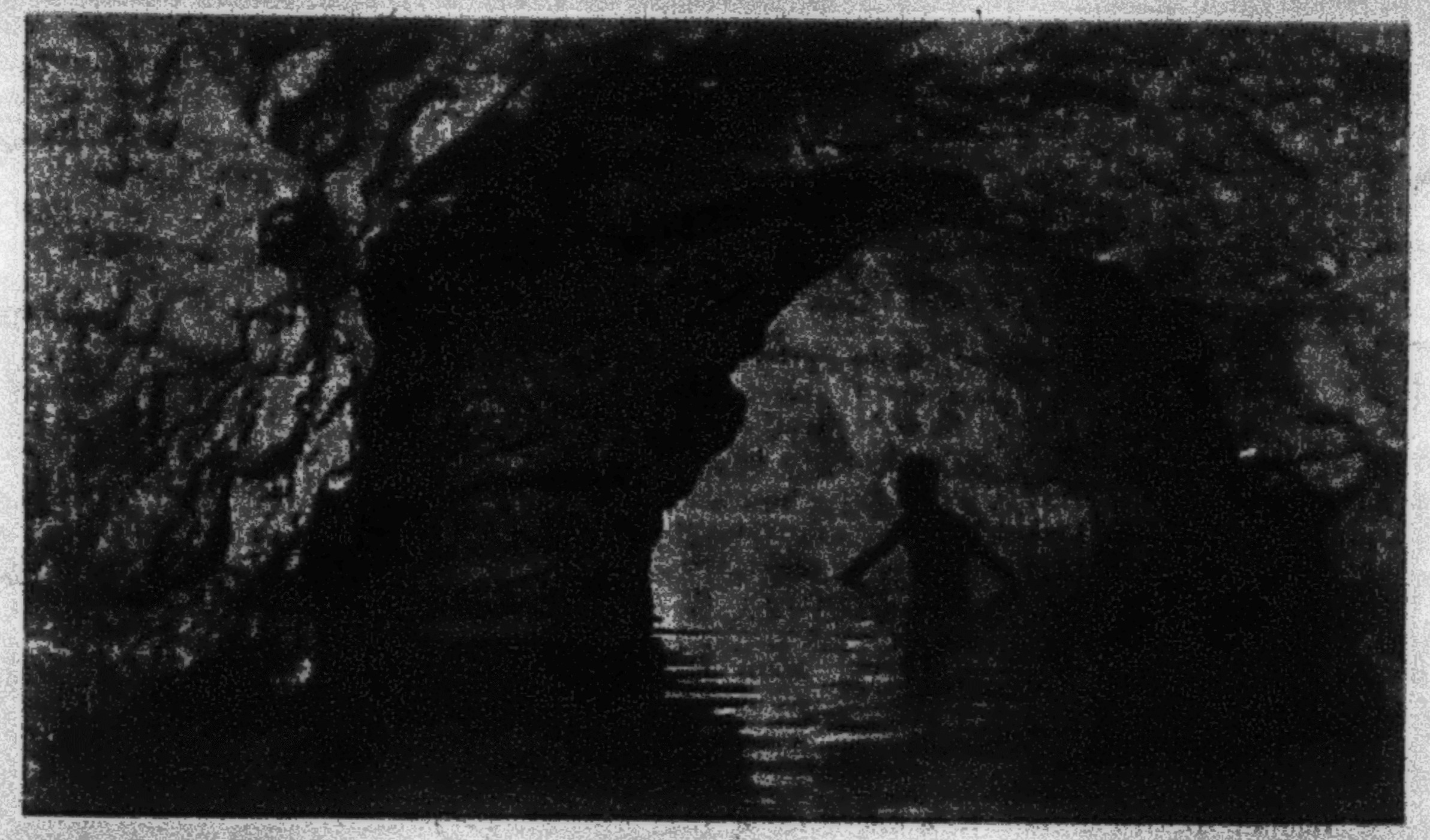
A Tapolcai-tavasbarlang egyik része (1937-ben publikált fénykép)

Dobozi István nagy társasággal szállt ki a tapolcai vasútállomáson a vonatból, hogy a helyszínen megtekintsék a híres tavasbarlangot, melyet a környéken élők csodabarlangnak neveztek el. A Tapolcavidéki Gazdasági Takarékpénztárban 10 000 koronás belépőjegyet váltottak és ugyanitt kaptak egy lelkesen magyarázó túravezetőt. A túravazető Berger Károly volt, aki elmondta nekik, hogy belépődíjat nem haszonszerzési célból szednek, hanem ebből kellene fedezniük a barlang további feltárásának költségeit. Ennek ellenére nemrég 15 millió korona kölcsönt kellett felvenniük, hogy félbe ne szakadjon a megkezdett kutatás. A széles Kisfaludy utcában megálltak egy bádogtetejű kis házikószerű építmény előtt. Berger Károly azt mondta, hogy megérkeztek, majd utasította a látogatókat, hogy amíg lemegy és lámpát gyújt, addig várjanak egy kicsit az ajtónál. A barlang folyamatos, nyirkos párolgása tönkretette a villanyvilágítást.
Néhány másodperc múlva erős karbidszag áramlott fel a barlangból és hallották a karbidlámpa sercegését. Lementek a mélybe vezető 73 lépcsőfokon. Nyirkos, hűvös légáramlat vette körül őket, mintha évszázados kriptában jártak volna. Leértek a tavasbarlang előrészébe. Berger Károly részletesen elmondta, hogyan jöttek létre ezek a természetes üregek. A tudományos megállapítás lényege azonban nagyon egyszerű és világos. Az egész Dunántúlt sós tenger fedte kb. 2000 évvel ezelőtt. A hegyvidék különleges elhelyezkedése miatt a tenger legfontosabb medencéje valószínűleg Tapolca környéke volt. Évszázadok alatt a rengeteg víz lassan leszivárgott, de a föld mélyében tovább dolgoztak a fékezhetetlen természeti erők, melyek barlangokat vájtak a később felépült település alatt. Berger Károly azt mondta, hogy legjobban az itt lévő kőzetekben található kagylómaradványok bizonyítják a sós tenger néhányezer évvel ezelőtti ittlétét. Dobozi István megállapította, hogy ez tényleg így van, mert a barlang mennyezetéről és oldaláról letöredezett kőzetdarabokban jól láthatóan ott van a tengeri kagyló jellegzetes, recés maradványa.

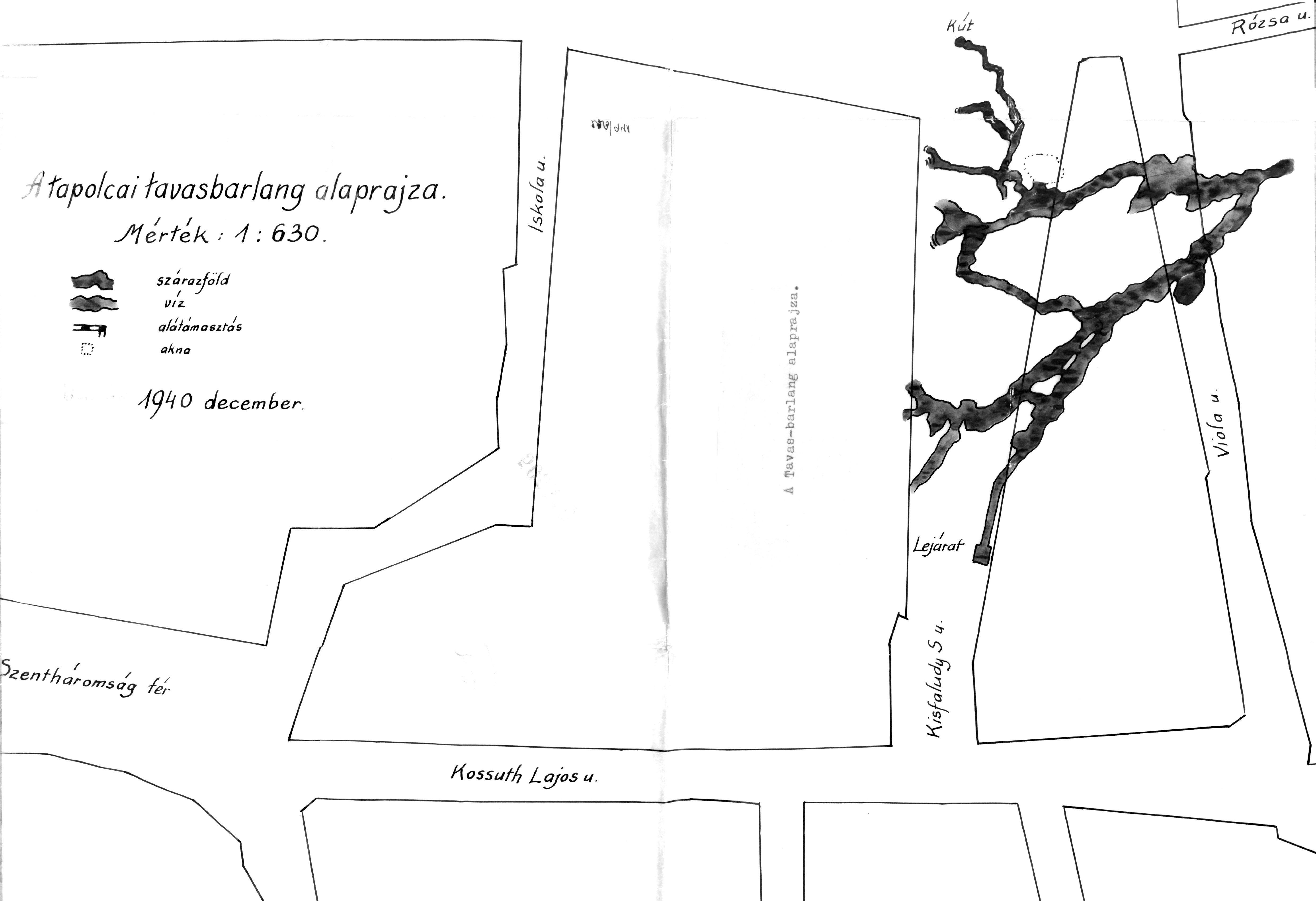
A Tapolcai-tavasbarlang járatainak felszíni vetülete (1940 decemberében készült alaprajz térkép, árnyéktérkép)

Beljebb mentek a barlangba, amelynek mindig 18 °C a hőmérséklete. A Lóczy-teremben voltak. A túravezető szerint id. Lóczy Lajost nagyon érdekelte ez a különös természeti képződmény és ifj. Lóczy Lajos is támogatja a kutatásokat. Ifj. Lóczy Lajos egy hónappal ezelőtt járt itt és tudományos ismereteivel próbálta segíteni a munkálatokat. Berger Károly szerint teljesen elképzelhetetlen, akárhány aggódó is terjeszti azt a rémmesét, hogy a barlang mennyezete a felette dübörgő teherautók súlya alatt beszakad, és emiatt egész utcasorok összeomlanak majd. A barlang természetalkotta boltozata 6,5 m vastag és évszázadok alatt úgy megkövesedett a vízmosta földréteg, hogy szilárdság tekintetében felveszi a versenyt bármelyik természetes, erős kőzetréteggel. A látogatók odaértek egy csodálatos élénkséggel csillogó, keskeny kis tó elé, amely belenyúlik egy barlangnyílásba. Beledobtak egy kődarabot a tóba, mert teljesen meg akartak győződni arról, hogy víz van a tó fenekén. Hallották a víz csobbanását.
Vezetőjük mondott egy érdekes történetet a tóról is. Nemrég ebben a kristályosan tiszta vízű tavacskában nagyon különös apró halak voltak. A hal tudományos neve fürge cselle, népiesen csetri hal. A barlangban lévő kis tó a föld alatt összeköttetésben van a Tapolca közepén fekvő nagy tóval, melyet legjobban az igazol, hogy az összes apró hal kiúszott a barlangból és jelenleg a felszíni tóban úszkálnak. A meszes kőzetekben létrejött barlangról tudni kell azt is, hogy az eddig feltárt barlangüregek 4 m szélesek, 16 m hosszúak és 15 m legnagyobb mélységük. Elérték a látogatók a Darányi-termet. Darányi Ignácot is érdekelte a barlang, ezért ez a nemrég feltárt rész Darányi Ignác földművelésügyi miniszter nevét kapta. Berger Károly azt javasolta, hogy hallgatózzanak Dobozi Istvánék, mert a Kisfaludy utca közepe alatt vannak, ezért hallható az utcán haladó kocsik zörgése. A levegő itt már mintha nyirkosabb lenne. Csepeg a víz a fehér mészkőfalakról. Berger Károly próbálta meggyújtani a falra akasztott petróleumlámpát, de nagyon nehezen sikerült. A lámpabél sercegve küzdött a magas boltozatról leereszkedő vízpárával.

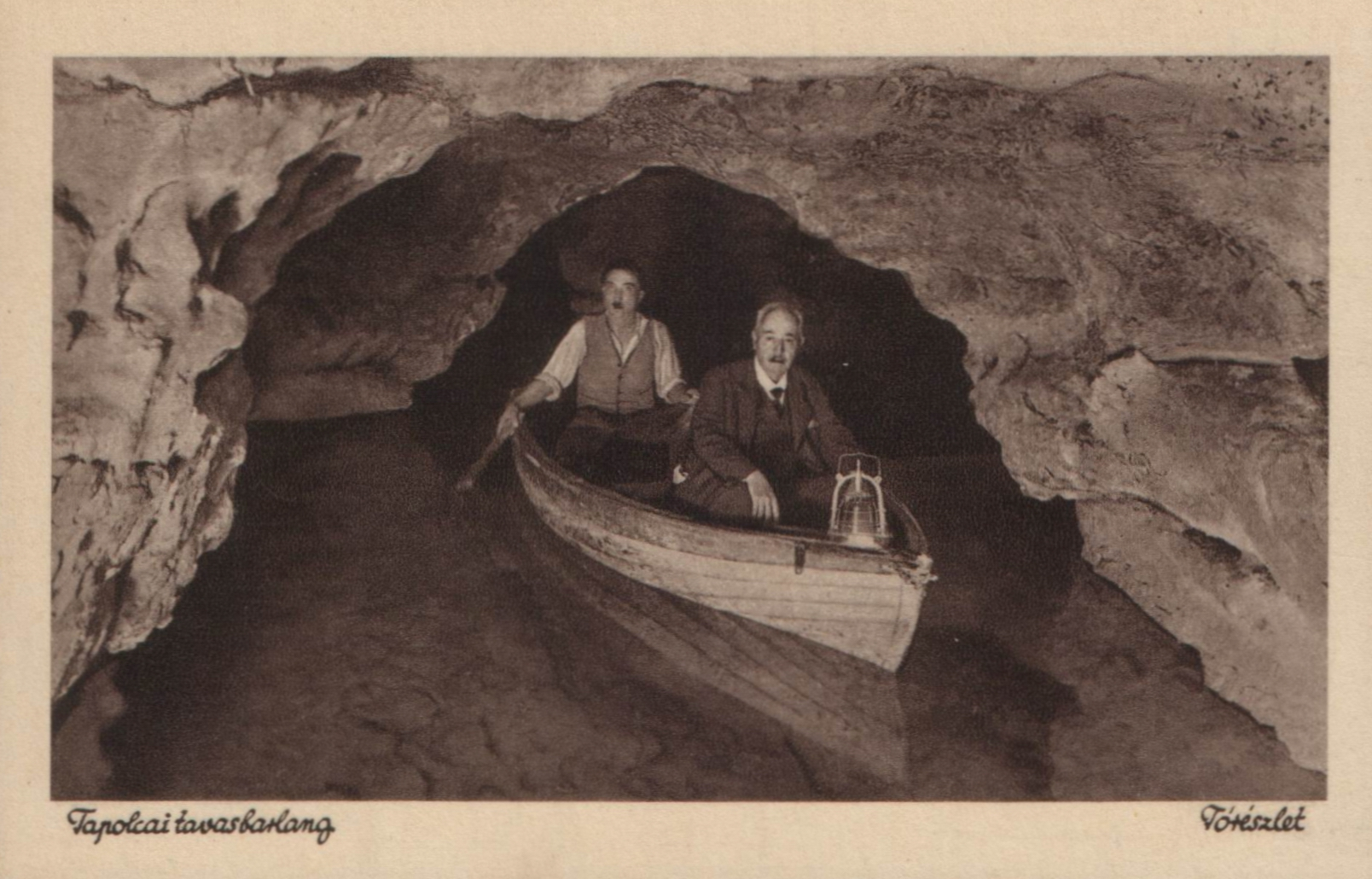
Tapolcai-tavasbarlang, tórészlet (régi képeslap)

A Kisfaludy utca bal oldalán jártak most Berger Károlyék. Tőlük 6–7 m-rel magasabban aszfaltjárda van, melyen a heti piac sürgölődő népe halad. A vendégek már nem féltek, hogy az úttest rájuk szakad. Vezetőjük csodálatos meggyőző ereje megnyugtatta őket. Berger Károly azt mondta, hogy novemberben elhatározták a dolinák összekötését az üregekkel, de ez a vállalkozás nem sikerült, mert váratlanul homokréteget találtak. Dobozi Istvánék a tavasbarlangból emlékül elhoztak egy-egy fehér meszes kőzetet, melyeknek apró szemcséi lepergett évszázadok és évezredek titkait őrzik, csak tudományos kutatásokkal lehet megállapítani a kövek alapján a sejtelmes múltat. A felszínre érve látták a tapolcai nagy tóban a barlangot elhagyó utolsó élőlényt, a fürge csellét. A tónál lévő malom talán ismeri a tapolcai csodabarlang kétezer éves titkait.
Dobozi István kitért a tavasbarlang társadalmi vonatkozására is. Berger Károly, aki végigkalauzolta őket a híres föld alatti járatokban, panaszkodott, hogy közönyös a tapolcai vezetőintelligencia. Pl. az egyik, helyi ügyvéd sokszor nyilatkozott nagy asztaltársaság előtt úgy, hogy nem fogja meglátogatni a barlangot, mert a barlangnak nincs jelentősége. A plébános hasonlóan le akarja beszélni híveit arról, hogy a csodabarlangot kíváncsiságból megtekintsék, mert szerinte a barlangban nincs érdekesség. Ennek a közönynek az egyik oka, hogy Tapolca kis társadalmának egyik fele félve nézi, hogy egy 10 tagból álló lelkes társaság egymásután fel akarja túratni a település utcáit egymással összekötő üregeket. Azért féltek ettől néhányan, mert úgy gondolták, hogy emiatt mesterségesen előidézik a kutatók azt, hogy egy kis földrengés romokba dönthesse Tapolcát.

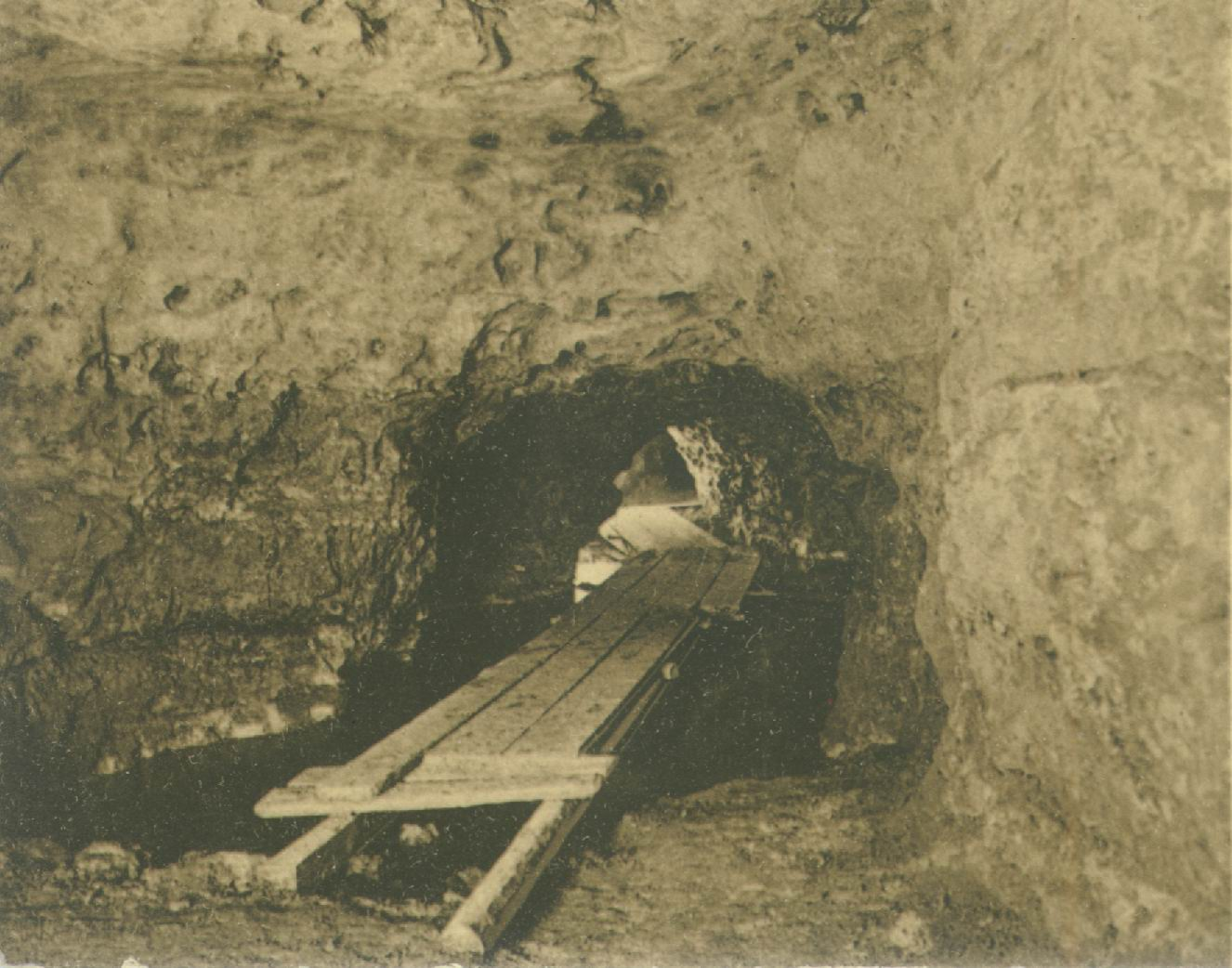
Tapolcai-tavasbarlang, tó részlet (képeslap, 1912)

Lehet, hogy a geológusok és más tudományos alapon kutatók érvelései ezt az aggodalmat megszüntetik, de az életét és vagyonát féltő laikus polgárt nehéz megnyugtatni tudományos elképzelésekkel. Berger Károlyék nem tudták megfelelően ellenőrizni a hitelességét azoknak a helyszínen hallott híreszteléseknek, hogy Tapolca néhány utcáján már be is omlott a föld alatti üreg, illetve pl. a gyulakeszi felé haladó úton a teherautók alatt remeg az úttest, és úgy kong, mint az üres hordó. Annyi azonban biztos, hogy megbízhatónak kellene bemutatni a barlangot, mert az egyrészt visszaadná az aggódó polgárok nyugalmát, másrészt pedig biztosítaná a lelkes társaság kutatómunkájának folyamatosságát. A tavasbarlangban nemrég járt német tudósok véleménye a barlangról jellemző. Azt mondták, ha az övék lenne, akkor megmutatnák, mit lehet belőle csinálni. Ebben a kijelentésben benne van minden, amit Tapolca társadalmának meg kell értenie.
Az 1925. évi Állattani Közleményekben szó van arról, hogy Dudich Endre 1922. október 10-én a zalatapolcai barlangban fogott egy Tachys bisulcatus Nic. példányt. Az 1926. évi Barlangvilágban lévő, Kadić Ottokár által írt összefoglalásból megtudható, hogy Kadić Ottokár a Budapesti Egyetemi Turista Egyesület 1925. évi vándorgyűlésén olyan szerencsés helyzetbe került, hogy meglátogathatta a Balaton-vidéken lévő Tapolcai barlangot. A helyszínen történt megállapodás alapján megint felkereste a barlangot a kirándulás után egy héttel később, 1925. november 7-én a Magyar Turista Egyesület 7 barlangkutató tagjával együtt. Ekkor összerakható vászoncsónakot és egyéb felszerelést is vittek, és egy éjszaka és fél nap alatt átkutatták és felmérték a barlangot. Ebben a munkában a Tapolcai Barlang Társulat részéről Berger Károly (a barlang gondnoka) támogatta őket. Az 1926. évi Barlangvilágban megjelent, Mayerfelsi Maier István által írt publikáció szerint az 1925. évi magyarországi barlangkutatási események közé tartoznak a Kadić Ottokár által végzett, a Csákvári-barlangot, a balatonvidéki Tapolcai barlangot és a Bakony hegység barlangjait megismerni akaró kutatások is.

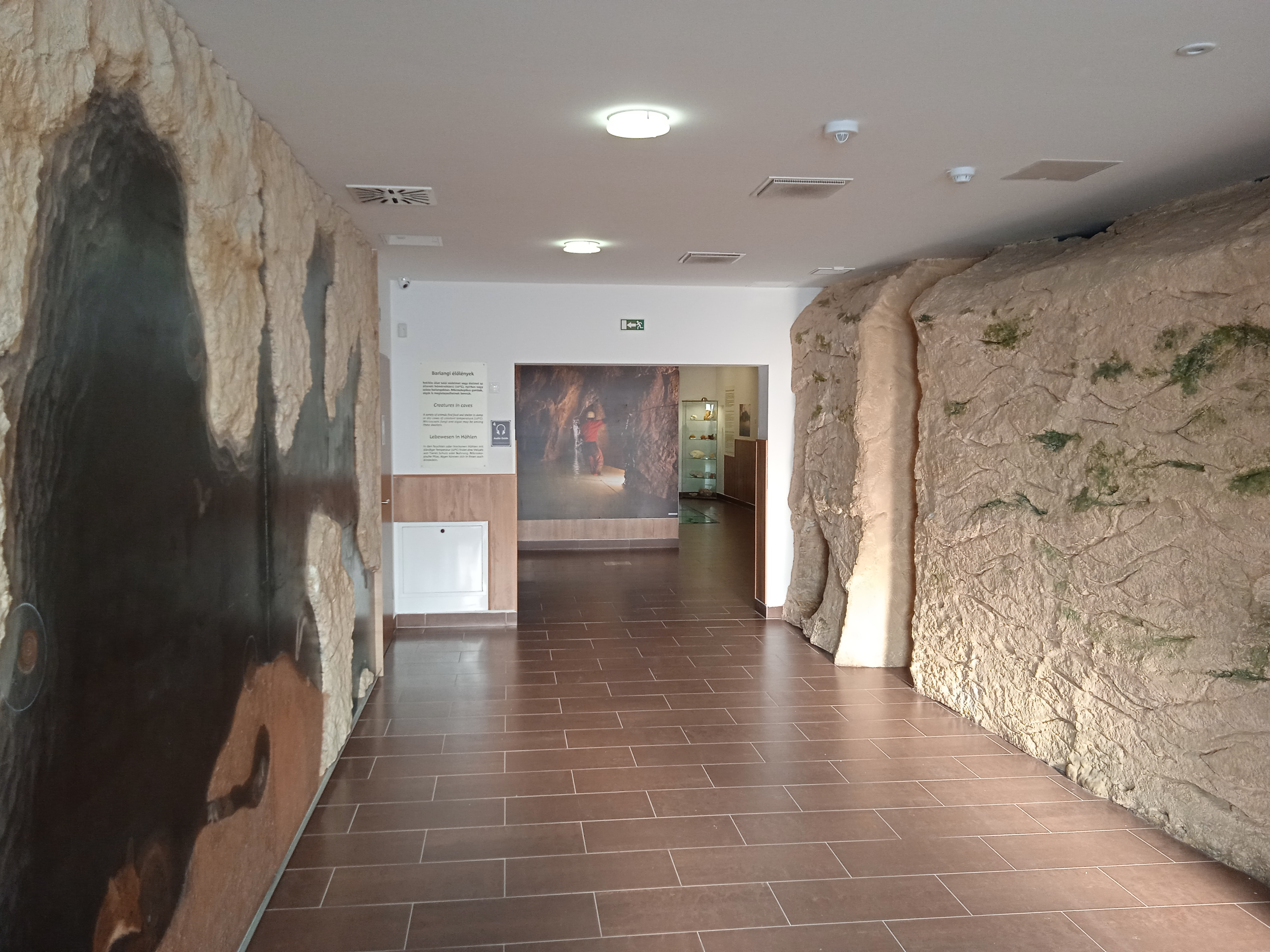
Tapolcai-tavasbarlang, a látogatóépület egyik része

Az 1927-ben kiadott, Bakony című útikalauzban az van írva, hogy a Kisfaludy Sándor utcában van Tapolca, sőt a Bakony hegység és a Balatonvidék egyik legnagyobb természeti érdekességének, a Tavas barlangnak a lejárata. Vízszintesen települt szarmata mészkőben helyezkedik el a Tapolca alatt elágazó barlang, amely a Kincses-gödörrel és a Meleg-tó forrásával a berni Jura-hegységben lévő estavellekre emlékeztető, föld alatti vízfolyások és tavak útjául szolgál. 1912-ben kútásás közben véletlenül fedezték fel a barlangot és pl. Keszler Árpád építőmester, Jordán Károly és Myskovszky Ernő kutatták át. Feltárásáért, karbantartásáért és a turisták számára való megnyitása miatt helyben alakult egy barlangkutató társaság, de az megfelelő támogatás nélkül nem tud eleget tenni feladatának. A vasajtóval lezárható lejárat a kocsiút és a járda között található.
92 kényelmes lépcsőfok vezet a barlang lenyűgöző és legnagyobb termébe, a Lóczy-terembe, ahonnan át lehet menni a sziklák boltívei alatt a másik tág részbe, a Darányi-terembe. A barlang 6–7 m magas boltozatain látni lehet, hogy víz vájta ki, mely örvényekkel esztergályozta simára a kupolaszerű üregek oldalait és mennyezetét. A barlangban van egy 6–7 m mély, csendes vízű tó, mely aláaknázott pillérek alá nyomul Lóczy Lajos szerint. A barlang egymás után lévő tavai föld alatti vízfolyásokból kapják vizüket messziről (lehet, hogy a csingervölgyi szénbányákból, melyek 22 km-re fekszenek). Lóczy Lajos szerint ezek a vízfolyások minden bizonnyal a fődolomiton át elszivárgó csapadékvizek víztározóit csapolják meg. 1925 telén fedezték fel a barlangkutatók a barlang addig ismeretlen, csodás ívű termeit és gyönyörű tavait, melyekben tömzsi kis halak élnek. A barlang némi belépődíj megfizetésével bármikor megtekinthető (jelentkezés: Kossuth Lajos utca 12.). A kiadványban publikálva lett a Tapolcai-tavasbarlang Jordán Károly által 1904-ben készített alaprajz térképe.

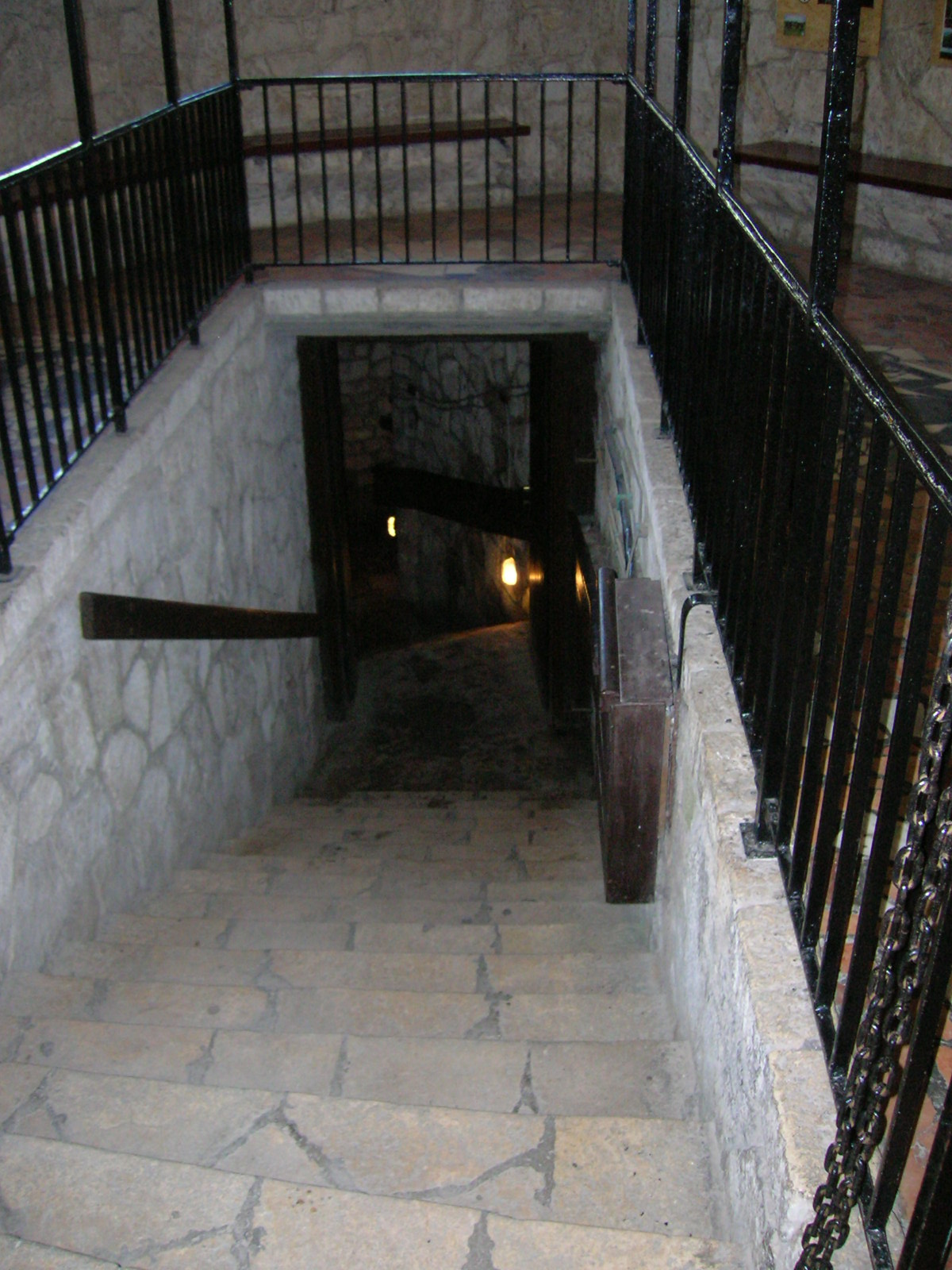
A Tapolcai-tavasbarlang bejárata, amely a barlang látogatóépületéből nyílik

Az 1928. évi Állattani Közleményekben az olvasható, hogy Dudich Endre és Hankó Béla a zalatapolcai barlangban 1926. május 1-jén Bimastus tenuis Eisen.-t fedeztek fel. Az 1929-ben napvilágot látott, Jan Stach által írt publikációban meg van említve, hogy 1926. május 12-én Dudich Endre és Hankó Béla Folsomia fimetaria Tullb.-t, illetve Sinella coeca Schött.-t (az állatokat Jan Stach határozta meg) találtak a Tapolcai-barlangban (Tapolcai barlang). Dudich Endre Lepidocyrtus curvicollis Bourl.-t (azonosította Jan Stach) talált a barlangban 1926. május 1-jén (12-én).

### 1930–1939
A Hidrológiai Közlöny 1930. évi évfolyamában lévő, Pávai-Vajna Ferenc által írt tanulmány szerint a Tihannyal szomszédosnak mondható, langyosvizű Tapolcai barlang felül-belül zárt üregesedései nem olyan jellemzőek, mint a sokszor ismertetett kimarási, kioldási formák. A Tapolcai-tavasbarlangban azonban a mészkő viszonylag puha szarmata mészkő, amiben azok nem konzerválódhattak úgy, mint a Szeleta-barlangban és a Szent István-barlangban. Az 1931. évi Turistaság és Alpinizmusban meg van említve, hogy Kadić Ottokár 1930-ban a Balatoni Szövetség Keszthelyen lebonyolított közgyűlésén előadást tartott a Balaton környékén lévő barlangok idegenforgalmi jelentőségéről. Előadó elismeréssel emlékezett meg a Tapolcai tavas barlang rendbetételéről és jelenlegi gondozásáról.
Az 1931-ben kiadott, Természetvédelem és a természeti emlékek című könyvben az szerepel, hogy a tapolcai barlang a balatoni hegyvidéken helyezkedik el. A Balaton környékének eddig csak két kis mesterségesen megnyitott barlangja van, amelyek nem jelentősek tudományos szempontból, de figyelmet érdemelnek idegenforgalmi értékük miatt. A két barlang egyike a Tapolcai-tavasbarlang, amelyet Tapolca belterületén egy kút ásásával, tehát teljesen véletlenül fedeztek fel. Bizonyos mélységben ugyanis találtak egy nagy üreget. A későbbi kutatások során előkerült több nagy, teremformájú, kupolás üreg, melyek a település alatt lévő szarmata mészkőben alakultak ki. Ezeket az üregeket folyosók kapcsolják egymáshoz. Ezeken a folyosókon patak halad keresztül, mely néhány helyen tóvá szélesedik a barlang teremszerű üregeiben. A patak a barlangból a föld alá tűnik el, majd távolabb előtör a felszínen, és a Tapolcán található közismert tavat táplálja.

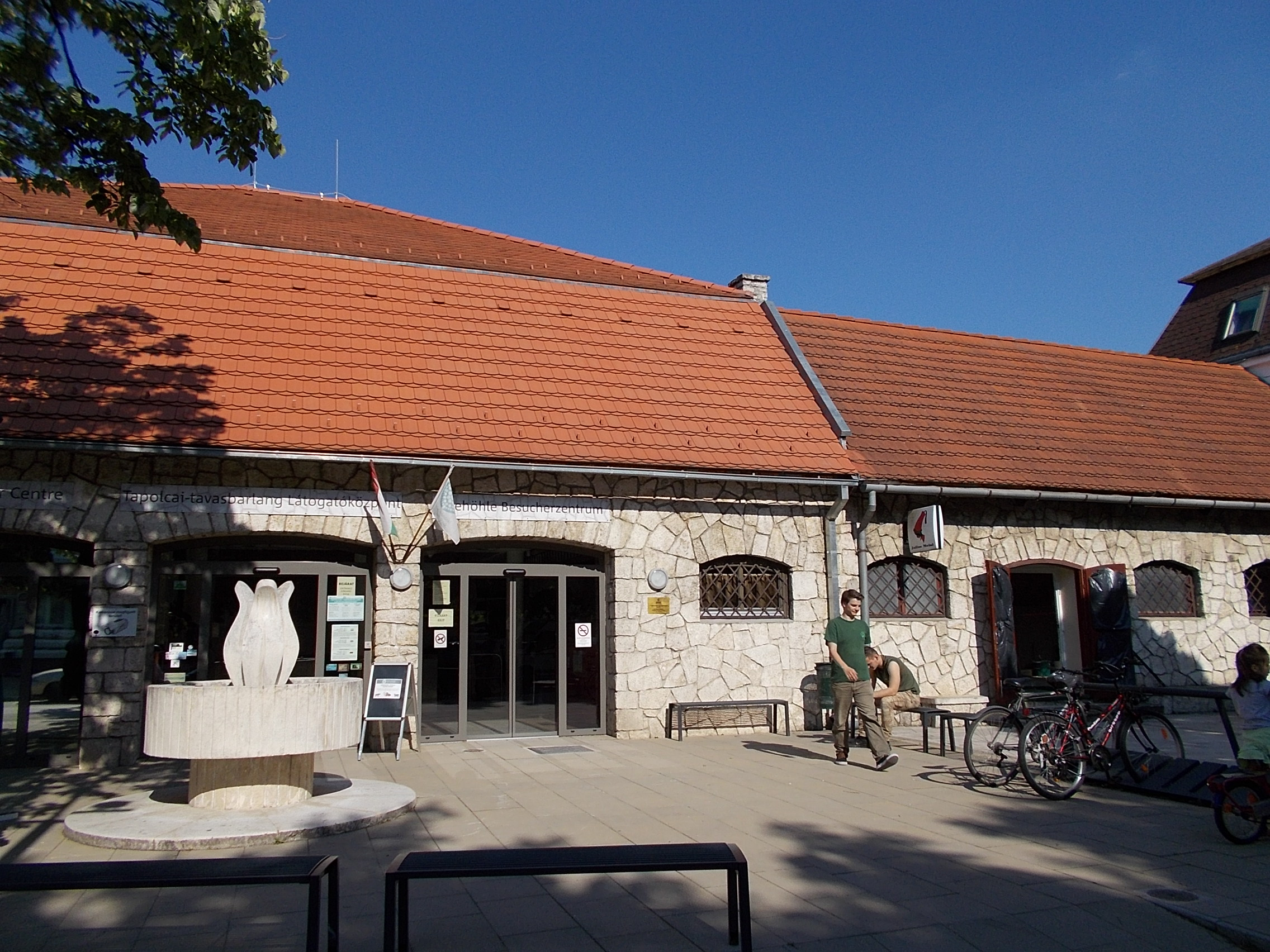
A Tapolcai-tavasbarlang látogatóépülete 2016-ban

A teremszerű, szép formájú üregeket látványossá teszi kupolássá fejlődésük. Ez a körülmény és a víznek a falakon és kupolákon kivájásokként megmutatkozó évezredes munkája, illetve a föld alatti tavak kristálytiszta vize érdekessé teszik a látogatók számára a barlangot, amelyben egyébként nincs cseppkő. Annak idején a barlang feltárása érdekében Tapolca lakóiból megalakult a Tapolcai Barlang Társaság. A legszükségesebb anyagi eszközök előteremtésével egy lejtős bejáratot építettek az utcáról, a helyenként összegyűlt felesleges törmeléket kihordatták és villanyvilágítást vezettek a barlangba.
Az 1932-ben napvilágot látott, Dudich Endre által írt könyvben, a Bakony hegység barlangjairól szóló részben az van írva, hogy Zalatapolca közepén, a Kisfaludy Sándor utcában van a Tavas barlang bejárata. Szarmata mészkőben alakult ki a barlang és teremszerű nagy üregekből áll, amelyeket folyosók fűznek össze. Hosszan elnyúló barlang, amelyben egymás után helyezkednek el az állóvizek, kis tavak. Ezek vize, mely a Malom-tavat táplálja, viszonylag meleg (19–22 °C). Nincsenek cseppkövei, de a barlang oldalfalain és boltozatán jól megfigyelhetőek a nyomási és nehézségi erózió hatásai. Előfordul a barlang vizében egy kis hal, a fürge cselle (Phoxinus phoxinus), mely a Malom-tóból úszik be ide. Magyarországon csak ebben a barlangban lett megállapítva a Sinella coeca nevű vak ősrovar jelenléte. A könyv barlangra vonatkozó része 8 irodalmi mű alapján lett írva. (A Dornyay Béla által írt, Bakony című útikalauz Dudich Endre szerint 1921-ban lett kiadva, de ez elírás, mert az útikalauz 1927-ben jelent meg.)
Az 1932. évi Barlangvilágban a Tapolcai-tavasbarlang gondnoksága közölte, hogy a Tapolcai Barlang Társaság kezelésében lévő Tapolcai-barlang látogatottsága évről-évre nő. Igaz, hogy 1931-ben az előző évekhez képest kevesebb iskola látogatta, de annál több látogató kereste fel egyedül. Az elmaradt iskolákat ez pótolta. Sok külföldi is megtekintette a barlangot, akik elismeréssel nyilatkoztak annak kialakításáról. Az előző évihez képest kissé emelkedett a bevétel, de még mindig nem volt akkora, hogy a barlang további feltárását és rendbetételét folytatni lehessen. Amit eddig rendbehoztak, az a vendégek igényeinek megfelel. A villanyvilágítás kiváló és nagyszerűen beváltak a színes búvárlámpák is. Az 1932-ben napvilágot látott, Természetvédelem és a természeti emlékek című könyvben meg van ismételve a könyv 1931. évi kiadásának Tapolcai-tavasbarlangot tárgyaló része.

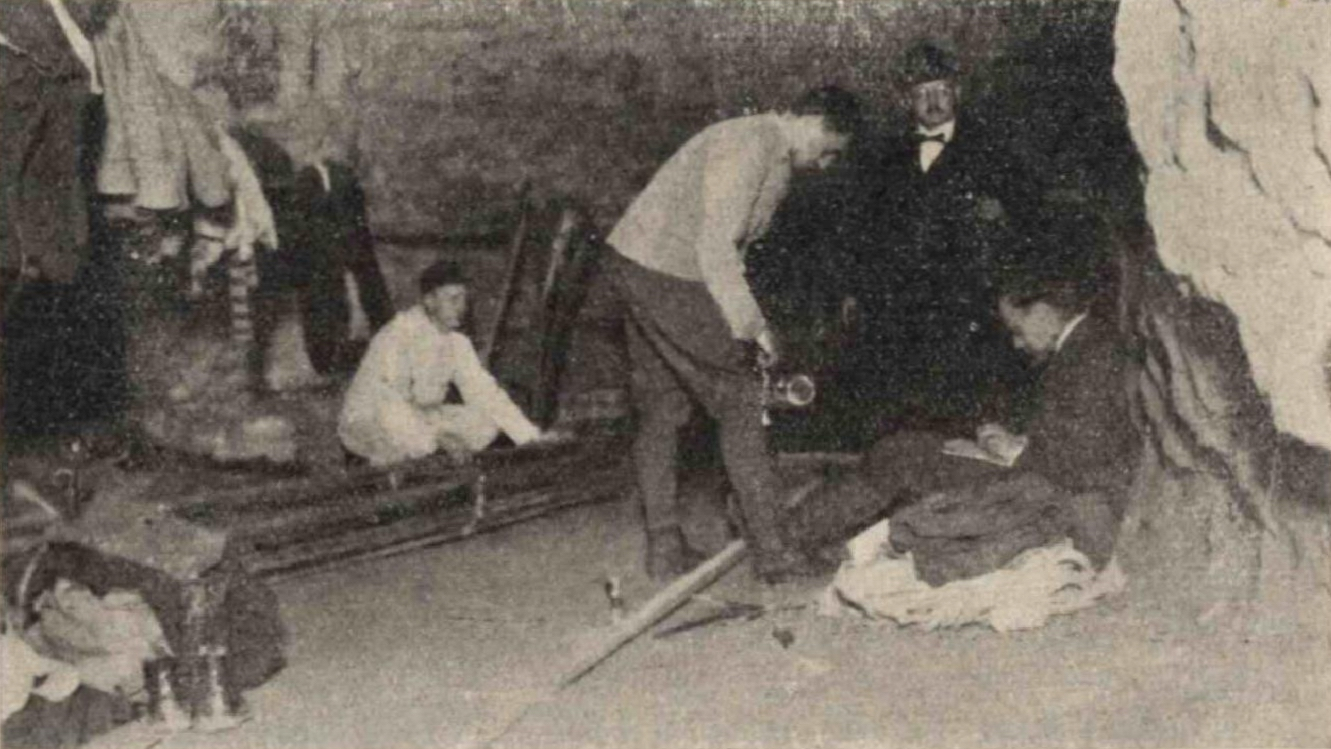
Térképezés a Tapolcai-tavasbarlangban (1940-ben publikált fénykép)

Az 1932. évi Hidrológiai Közlönyben lévő, Csegezy Géza által írt tanulmány szerint a Tapolca-patak forrásai közül csak a Tapolca alatt található föld alatti tavat, a tó forrásszerű előbukkanásánál tudták vizsgálni Csegezy Gézáék. A víz itt kémiai szempontból megfelelő lenne, de a megengedhetőnél magasabb a baktériumtartalma. A dolgozatban található táblázat szerint a Tapolca-patak forrásából 1929. augusztus 13-án lett vízminta véve. A víz hőmérséklete 16,5 °C volt. A víz kémhatása semleges volt. Összes oldott szilárd anyag 1 l vízben: 480 mg. Szerves anyagokra fogyó oxigén: 0,63 mg. Ammónia (NH3): 0 mg. Salétromossav (N2O3): 0 mg. Salétromsav (N2O5): 5 mg. Klór (Cl): 24,85 mg. Szilícium-dioxid (SiO2): 1,66 mg. Kalcium-oxid (CaO): 141,66 mg. Magnézium-oxid (MgO): 96 mg. Szulfát (SO3): 37,19 mg. Vas-oxid (Fe2O3): nyom. Alumínium-oxid (Al2O3): 3,26 mg. Kötött CO2: 147,4 mg. Szabad CO2: 0 mg. Nátrium (Na): nem lett vizsgálva. Ritkább elemek: nem lett vizsgálva. Keménység: 27,6 nk°. Baktériumok száma 1 cm³ vízben: Gélt folyósító: 87. Gélt nem folyósító: 261. Penész: 43. Bact. coli commune: 0. Pathogen mikroorganism.: 0. Összesen: 391.
A Magyar Turista Élet 1933. december 7-i számában, a Lándori György által írt túrabeszámolóban az van írva, hogy Lándori György 1933. szeptember 22-ének reggelén nézte meg a rendkívül érdekes Tavas-barlangot, amelynek csak kb. negyede van felfedezve a geológusok szerint. A barlang további kutatása félbemaradt pénzhiány miatt, de a feltárt rész is látványos. Az utca közepéről 92 lépcsőfok vezet le a barlangba, amelynek két nagy üregén, a Lóczy-termen és a Darányi-termen keresztül érhető el a tó. A tó 30 m mély, de a kristálytiszta víztükör ennek ellentmond. Sokkal feketébbek az apró, 50 m mély tengerszemek, melyek szépségét fokozzák a vörös fényt árasztó villanykörték. Nagyon érdekesek a falak is, mert olyan keményre kristályosodtak a mészrétegek, hogy egy morzsányit sem tudott letörni belőlük botjával Lándori György, aki a barlang megetkintése után Sümegre utazott.

Tapolcai-tavasbarlang, folyosórészlet (régi képeslap)

A Turisták Lapja 1933. évi évfolyamában meg van említve, hogy a magyarországi barlangok közül pl. a Tapolcai-tavasbarlang, amelynek feltárásában az MTE barlangkutatói is részt vettek, érdemli meg a további feltárást és széleskörű propagandát. Az 1933. évi Erdészeti Lapokban szó van arról, hogy a Bakony hegységben és környékén csak egy olyan barlang található, a Tapolcai-tavasbarlang, amelynek országos híre van, a többi csak esetleg betyárok búvóhelyéül szolgált régen. A Tapolcai-tavasbarlang, amely Tapolca alatt helyezkedik el, figyelemre méltó természetvédelmi szempontból is. Cseppkövek nincsenek benne, de hosszú folyosói és hatalmas termei nemcsak a természetbarátot, turistát, hanem a tudóst is érdekelhetik, főleg a zoológust, mert Dudich Endre szerint Magyarországon csak ebből a barlangból lett kimutatva a Sinella coeca nevű vak ősrovar. Wagner János 1934-ben publikált dolgozatában az van írva, hogy a Limax flavus breckworthiana Lehmann nevű meztelencsiga Magyarországon lévő egyik előfordulási helye Zalatapolca (barlangban).
A Balatoni Kurír 1936. április 15-i számában az olvasható, hogy a Balatonnál lévő természeti érdekességek között első hely illeti meg a Tapolca közepén 25 évvel ezelőtt felfedezett barlangot, amelynek többezer látogatója van évente. A barlang feltárását Tapolca néhány önzetlen férfiának adakozása tette lehetővé, de a barlang, hiába érdekes és figyelemre méltó, olyan kicsi, hogy nem volt alkalmas jelenlegi méretében a látogatók – akiknek száma a tervezett nagyobb propaganda miatt nőne – fogadására. Nagyobbítani, továbbkutatni tetszés szerint lehetne a barlangot. A szakemberek által bejárt részekben is gyönyörű üregek és szebbnél-szebb tórészek vannak. Alig 2–300 pengőbe kerülne ezek feltárása, majd a megduplázódott barlang alkalmas lenne idegenforgalmi reklámozásra. A felfedezés és az első anyagi áldozatok meghozatala óta eltelt 25 év során, ahogy az a magyarországi kis városokban lenni szokott, teljesen megcsappant az érdeklődés a barlang iránt. Valószínűleg be lenne tömve és el lenne feledve, ha Berger Károly nem lett volna. Ő volt az egyetlen ember, aki fenntartotta a kapcsolatot a barlangkutatókkal, foglalkozott a népszerűsítéssel és fáradhatatlanul kalauzolta a rengeteg látogatót.
A tapolcai tavasbarlangnak van egy nagyon különleges nevezetessége a természet által nyújtott érdekességeken kívül: jövedelmet hoz. Ezeket a lehetőségeket felismerték Tapolcán, és mivel a település tulajdona a barlang, a szerződés pedig lejárt a bérbevevő, alapító társasággal, ezért úgy döntenek majd a település vezetői, hogy a barlang kezelését ezentúl saját hatáskörükben intézik. Így meglesz a lehetősége annak, hogy a barlang nagyobbodjon, nagyobb érdeklődést keltsen és a Balatont meglátogatók felvegyék programjukba megtekintését. Ha ez a munka elkezdődik Tapolca és a társadalom áldozatkészségével, akkor biztos, hogy a Balatoni Intéző Bizottság érdeklődése és anyagi támogatása sem marad el. A cikkben látható egy fekete-fehér fénykép, amelyen a Tapolcai-tavasbarlang egyik része figyelhető meg.

Tapolcai-tavasbarlang (régi képeslap)

A Balatoni Kurír 1936. október 28-i száma szerint Kessler Hubert Tapolcán járt a napokban, hogy tanulmányozza a tavasbarlang bővítésének lehetőségeit. Nagyon bíztató eredménnyel járt a bejárás. Megállapította, hogy nagyon kevés munkával és költséggel a még feltáratlan többi üreget hozzá lehet kapcsolni a jelenlegi tavasbarlanghoz. A látogatók majd csónakkal közlekedhetnek a járatokban. Decemberben elvégzik a munkákat, melyek a barlangot a Balatonhoz járó vendégek legvonzóbb látványosságává avatják. A Tapolcai Újság 1936. november 1-i számában meg van említve, hogy Kessler Hubert Tapolcán járt a napokban, hogy tanulmányozza a tavasbarlang bővítési lehetőségeit. Bíztató eredménnyel járt kutatása. Megállapította, hogy kevés munkával és költséggel a még feltáratlan üregeket hozzá lehet kapcsolni a jelenlegi tavasbarlanghoz. A látogatók majd csónakokkal közlekedhetnek a járatokban. December elején elvégzik a tapolcai tavasbarlang kibővítését, mely a vendégek számára a legvonzóbb látványossággá avatja a barlangot tavaszra.
A Turisták Lapja 1936. évi évfolyamában publikált, Barbie Lajos által írt tanulmány szerint a tavas, vagy tócsás barlangok közé tartozik a Tapolcai-tavasbarlang. A legszebb barlangok közé tartoznak a cseppkőbarlangok, a jégbarlangok és a folyóvizes barlangok, amelyek a látványossági barlangok. Ezek közé tartozik pl. a Tapolcai-tavasbarlang. A Turisták Lapja 1936. évi évfolyamában közölve lett, hogy Kessler Hubert Tapolcán járt és vizsgálatokat végzett a tapolcai Tavas-barlangban, amelynek sikerült felfedeznie teljesen új részeit. A felfedezett rész össze lesz kötve a jelenlegi Tavas-barlanggal egy nagy folyosó segítségével. A látogatók így az egész barlangot bejárhatják csónakon. A munkálatokat valószínűleg decemberben kezdik el, ezért 1937 nyaráig egy új, vonzó és érdekes látványossággal gazdagodik a Balaton környéke. Az 1936-ban megjelent Új lexikonban lévő Tapolca címszó végén meg van említve, hogy Tapolca alatt van a mesterséges lejáróval megnyitott, kis tavakat rejtegető Lóczy tavasbarlang.

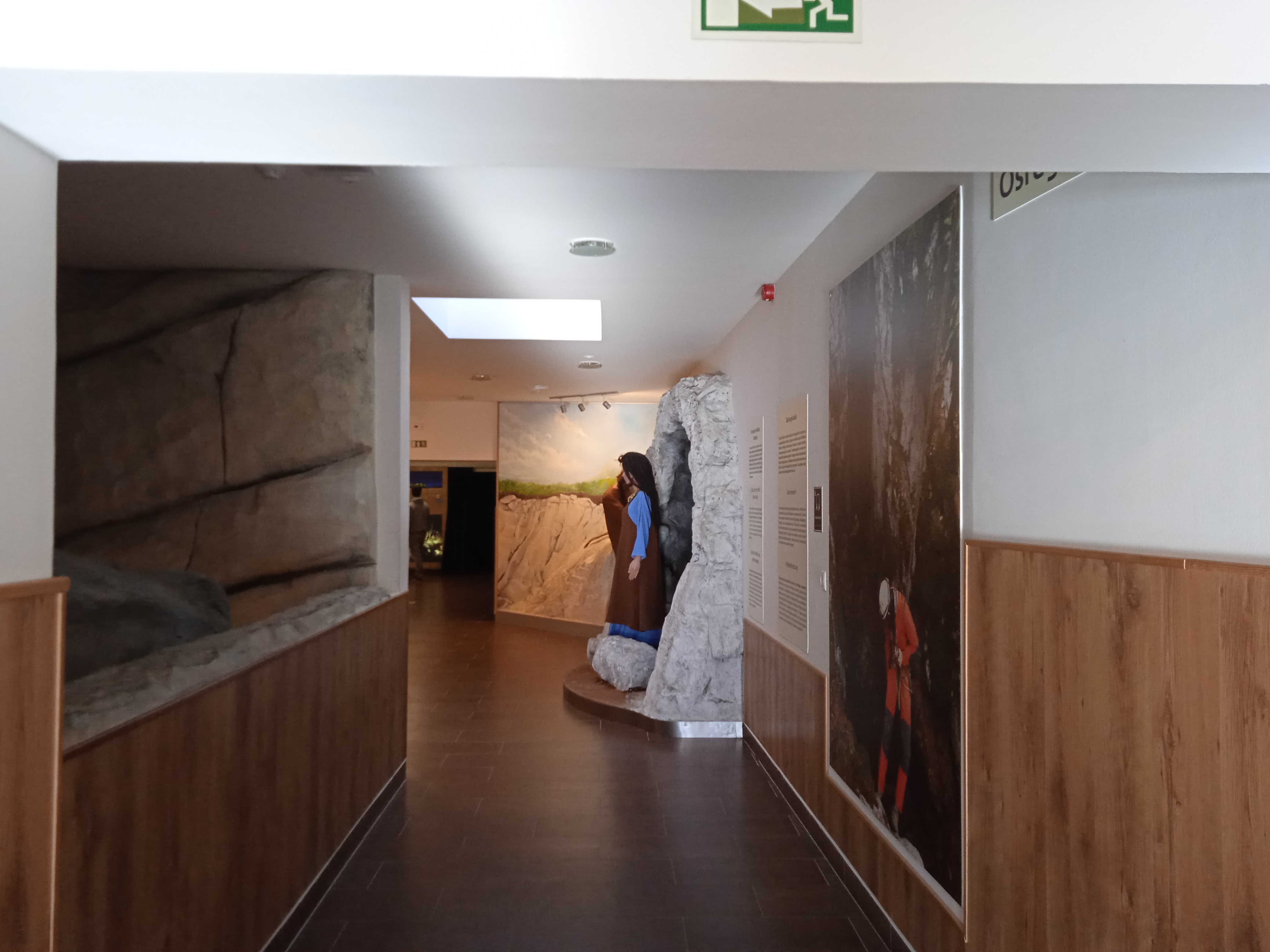
A Tapolcai-tavasbarlang látogatóépületének egyik része

A Balatoni Kurír 1937. február 17-i számában szerzőnév nélkül publikált cikkben szó van arról, hogy Kessler Hubert napok óta kutatja a tapolcai tavasbarlangot a barlang még ismeretlen részeinek feltárása miatt. Az a terve, hogy részletesen átvizsgálja azokat a barlangjáratokat, amelyek még el vannak zárva a látogatóktól. A jelek szerint remélhető, hogy sikerül olyan megoldást találnia, mely értéket ad a barlangnak, Tapolca természeti kincsének. Az első tavon túli további részek kevés költséggel járhatóvá tehetők, valamint ha azokból el van távolítva a törmelék, akkor egy hosszú, szép, csónakázható tórész lesz látogatható. A feltáró munka 1937. március eleje körül fog befejeződni és Kessler Hubert nyilatkozata szerint kb. 100 m-es vízfelszín lett kialakítva, melyen csónakázhatnak az idelátogatók.
A Balatoni Kurír 1937. február 24-i számában szerzőnév nélkül megjelent, Idegenforgalmi attrakció: Csónakázás a föld alatt című cikk szerint Kessler Hubert, ahogy a folyóirat előző számában megjelent, a Tapolcán fekvő tavasbarlangban kutatott a további feltárások miatt. A páratlan természeti kincs, amely el lett hanyagolva eddig főleg pénzhiány miatt, a jelenlegi kutatás után valószínűleg méltón be fog kapcsolódni a magyarországi idegenforgalomba, ami nemcsak Tapolcának fog nagy hasznot hozni, hanem Magyarországnak is figyelemreméltó bevételi forrása lesz. Berger Károly, aki évtizedeken keresztül a Barlangtársaság igazgatója volt és mindent elkövetett, hogy az ismeretlenségből kiemelje ezt az értéket, segítette a Kessler Hubert által végzett kutatást.
Kessler Hubert szerint úgy történt a vizsgálat, hogy 1937. február 11-én lecsapolta a külső tavat és egyszerre mérette a barlangban és a külső tónál a vízszintcsökkenést. A tó vize a lecsapolás miatt 96 cm-t süllyedt, a barlang vize pedig 13 cm-t. A barlangban  a vízszintcsökkenés egy órával a tó vízszintcsökkenése után kezdődött, tehát jelentős késéssel. A barlangi tó vízszintsüllyedése 5 óra elteltével szűnt meg, pedig a külső tó vize 80 perc alatt le lett eresztve. Emiatt arra lehet következtetni, hogy a barlang vize a tó felé nem szabad mederben, hanem szűk csőhálózatban áramlik nagy ellenállást leküzdve. Ez természetesen nem zárja ki azt, hogy nagy termek is lehetnek közben, de az út nagyobb része kétségtelenül nagyon szűk. A látogatók számára átalakított barlangrész egy kb. 10 m hosszú tó előtt végződik. Ezen a barlangot korábban kutatók is átjutottak és egy második, majd egy harmadik tóhoz értek. A harmadik tó hirtelen elkanyarodik ÉNy-ra, de DK-i irányban is tovább lehet menni egy nagyon szűk járaton keresztül és egy kis tavon átkelve. Itt még kb. 20 m-t lehet hason kúszva megtenni.

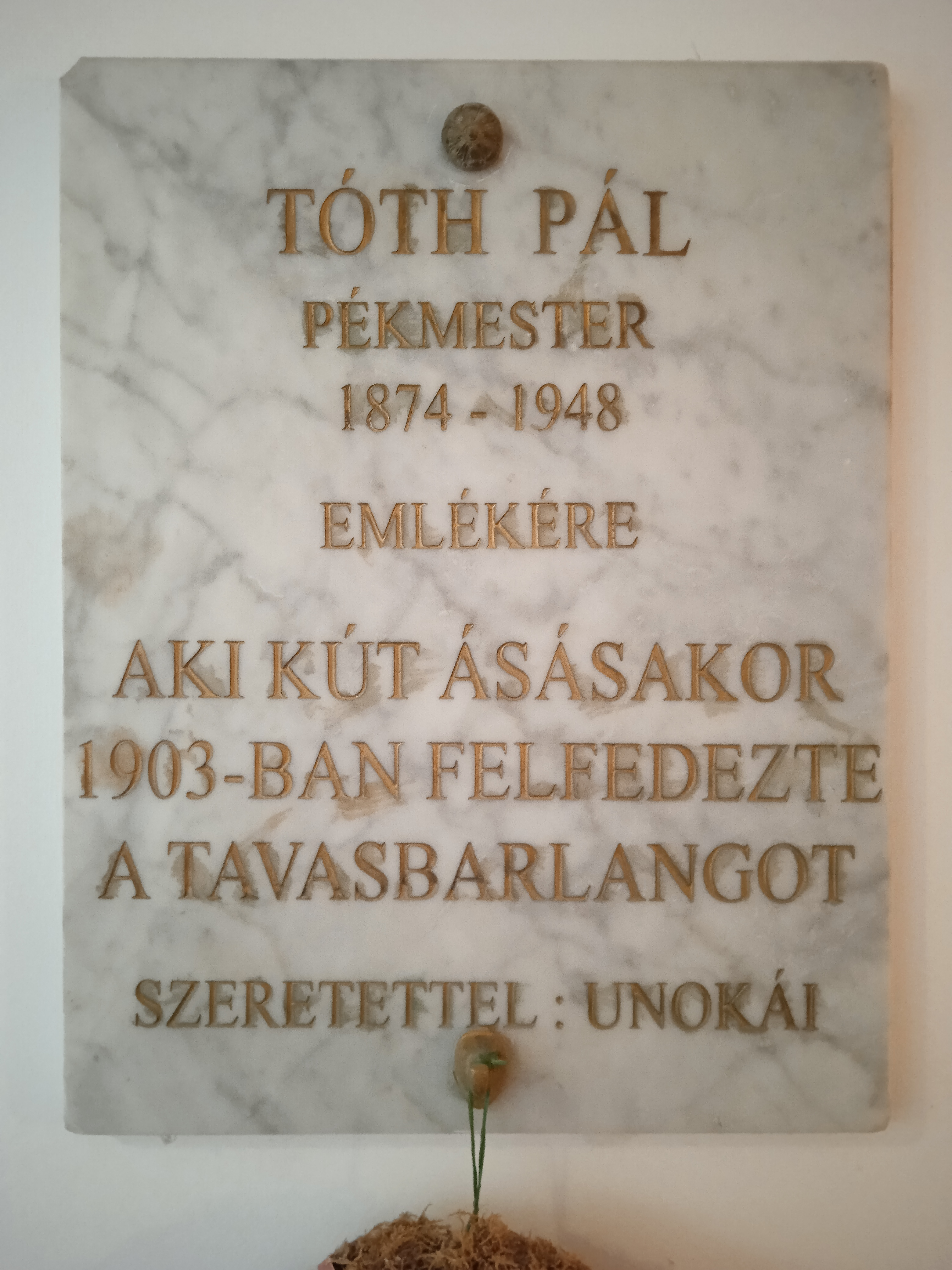
A barlang látogatóépületében lévő emléktábla a telek tulajdonosát, Tóth Pált nevezi meg felfedezőkét, nem említve Németh Ferenc kőművest és Biró Gyula kútásót, akik a barlang valódi felfedezői

Nagyon szűk járat előtt ér véget a harmadik tó. Kessler Hubert ezen átkúszva egy negyedik tóhoz jutott, melyen átúszva talált felfelé vezető, száraz járatokat. Az egyik járat lefelé halad, amelyben Kessler Hubert néhány kő eltávolításával elérte a vizet. Elképzelhető, hogy néhány napos munkával itt egy új termek felé vezető út található. Az új rész hossza 105 m. A barlang eddigi, Kadić Ottokár által feltérképezett hossza 207 m. A most felfedezett részek hossza 145 m, a barlang pedig ezért 352 m hosszú. Szarmata mészkő a barlang befoglaló kőzete. Az első tó 18,6 °C-os, a negyedik tó pedig 19,1 °C-os. A levegő 14,1 °C, a páratartalom 95 %. A víz minden bizonnyal meleg (kb. 22 °C-tól melegebb) hévforrások és felszíni eredetű, hideg karsztvizek keveredése következtében lett ilyen, viszonylag szokatlan hőmérsékletű.
A barlang idegenforgalmával kapcsolatos javaslatok: a barlang idegenforgalom számára hasznosítása miatt, elsősorban a barlang minél hosszabb szakaszainak villannyal történő megvilágítását kell megoldani. A barlang nagy része (a Lóczy-terem végéig és az első tó) már majdnem megfelelően ki van világítva. Idegenforgalom szempontjából nagyon fontos lenne összekapcsolni a barlang tavait és azokat csónakkal járhatóvá tenni. Mivel nincs cseppkő a barlangban, a közönségnek a legnagyobb attrakciót a tavon csónakázás nyújthatja. Kb. 80 m hosszú tavat lehet kialakítani, ha az első és második, illetve a második és harmadik tó közötti törmelék eltávolításra kerül, mely viszonylag nagyon kis költséggel megvalósítható. Egyelőre elég lenne a csónakon egy nagy fényerejű lámpát (pl. Maxim petrolgázlámpát) használni, később pedig be kell vezetni a tavakhoz a villanyvilágítást. Nemcsak Magyarország, hanem Európa egyedülálló látványosságává lehetne a barlangot varázsolni. Ha rendelkezésre áll elég pénz, akkor ki kell bontani a Darányi-teremnél elhelyezkedő járatokat.
Az 1937-ben kiadott és Szeghalmy Gyula által írt könyvben az olvasható, hogy a Tapolcán található Tavas-barlang mélyén átfolyó kristálytiszta víz figyelhető meg. A Balaton-vidék barlangjai, víznyelői, dolinái közül csak a Tapolcai-tavasbarlang, a Gyenesdiási Vadlány-lik, a Cserszegtomaji-kútbarlang és a Barátlakások vannak bemutatva a könyvben, mert Szeghalmy Gyula szerint a többi annyira jelentéktelen, hogy azokat nem érdemes felsorolni, felkeresni pedig végképp felesleges. A Balaton-vidék egyik legnagyobb természeti érdekessége a Tavas-barlang. A Tapolca alatt lévő, sok járatból álló barlang ismeretlen időben, miocén szarmata mészkőben keletkezett. 1902-ben kútásás során fedezték fel és a nyilvánosságnak 1912-ben lett átadva. A barlang lejárata a Kisfaludy utcában van. 92 beton lépcsőfokon lehet lemenni a mélybe, a barlang legnagyobb termébe, a Lóczy-terembe. A barlang sokszor át lett kutatva, de jelenleg sem ismert teljes hossza, mert helyenként előrecsúszó sziklapadok zárják el a járatokat, melyeket nem lehet robbantással eltávolítani a barlang felett található házsorok miatt.

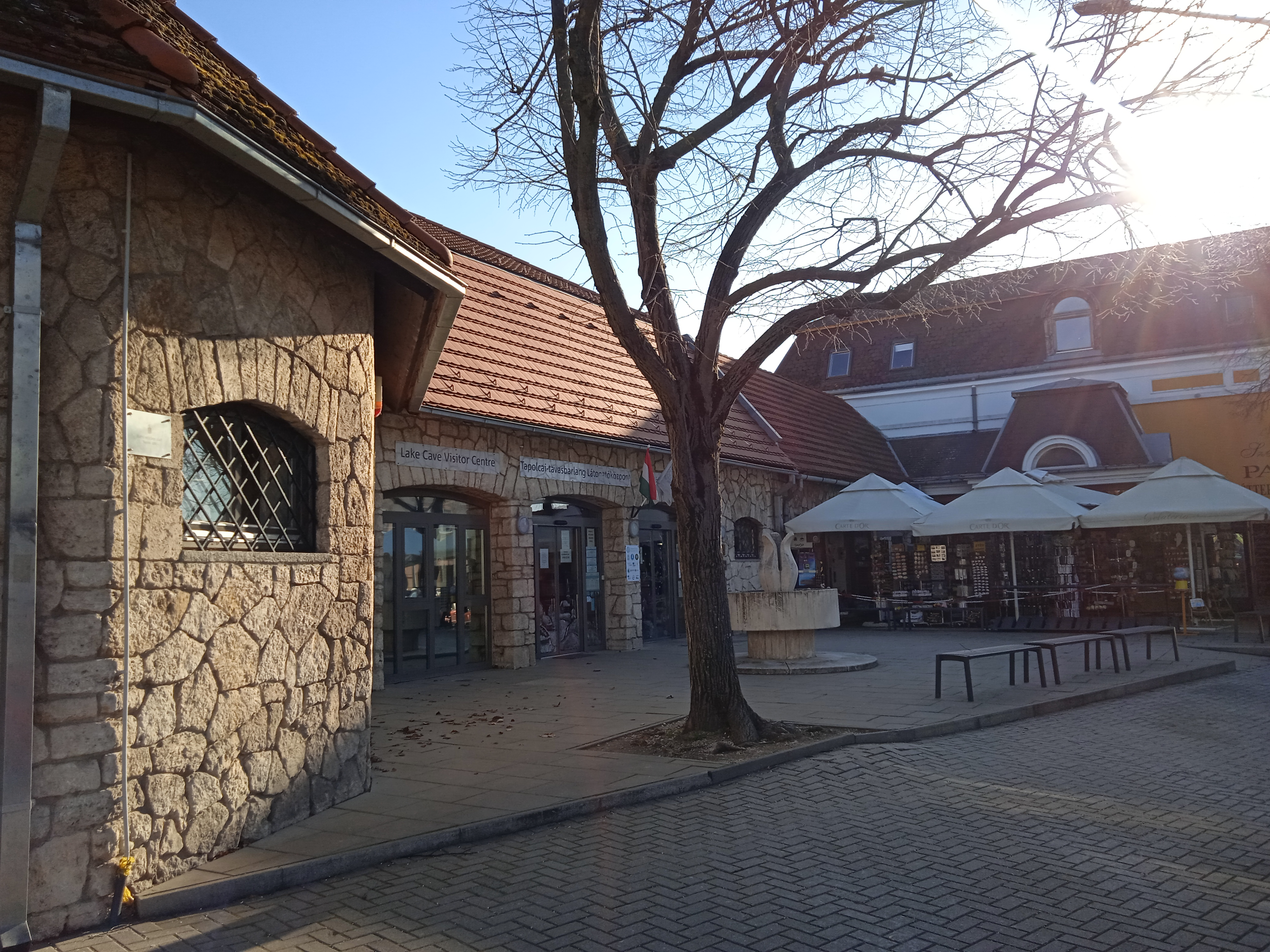
A Tapolcai-tavasbarlang látogatóépülete 2021-ben

6–7 m magas a Lóczy-terem kupolaboltozata. Mészkőfalainak rétegein jól látható, hogy az örvénylően sodródó víz az évezredek folyamán mivé gyalulta, esztergályozta ki a kupolát és a barlangjáratokat. A föld alatti vízfolyás, mely egykor atomonként szállította el az útjába kerülő mészkő kristályait, jelenleg is végigfut a barlangon. A víz mélysége hiába éri el helyenként a 6–7 m mélységet, az olyan tiszta, hogy a fenéken görgő homokszemcséket is látni lehet benne. A barlang az eddigi megállapítások szerint a kisebb-nagyobb kupolás üregek és tavak összekapcsolt sorozatából áll és az egyik elképzelés szerint a 22 km-re elhelyezkedő csingervölgyi szénbánya feküjéből, a másik szerint a fődolomiton átszivárgó csapadék víztározóiból táplálkozik.
A Balatoni Kurír 1937. augusztus 25-i számában szerzőnév nélkül megjelent, A tapolcai tavas barlang felfedeztetése című közleményben szó van arról, hogy megjelent a szerkesztőségben Hajduczky Lászlóné úrnő, néhai Németh Ferenc tapolcai kőművesmester leánya és megmutatta a szerkesztőségnek a tulajdonában lévő régi jegyzőkönyvet. A jegyzőkönyv (Készült Tapolcán, a települési előljáróságnál, 1925. augusztus 6-án. Jelen voltak az alulírottak.) szerint megjelent az előljáróságnál Tóth Pál (tapolcai lakos, háztulajdonos, pékmester) és azt mondta, hogy 1902. januárban az akkor épülő házánál Németh Ferenc (tapolcai lakos, kőművesmester), aki építette a házat és és Biró Gyula (kútásó mester) kútásás közben felfedezte a jelenlegi tavasbarlangot. A kút robbantása során a kút oldala bedőlt egy helyen, amit Németh Ferenc megvizsgált és talált egy föld alatti üreget. Németh Ferenc jelentette az esetet Redl Gusztávnak (polgári iskola igazgató), aki az esetről a Magyar Királyi Földtani Intézetnek számolt be. A jelentés kézhezvétele után Lóczy Lajos és Jordán Károly leutaztak Tapolcára és átvizsgálták a teljes barlangot. Addig mentek, míg tudtak. Onnan kezdődnek a tavasbarlang később feltárt részei. (Aláírások: Horváth Jenő főjegyző, Tóth Pál. Az irat el lett látva Tapolca körbélyegzőjével.)

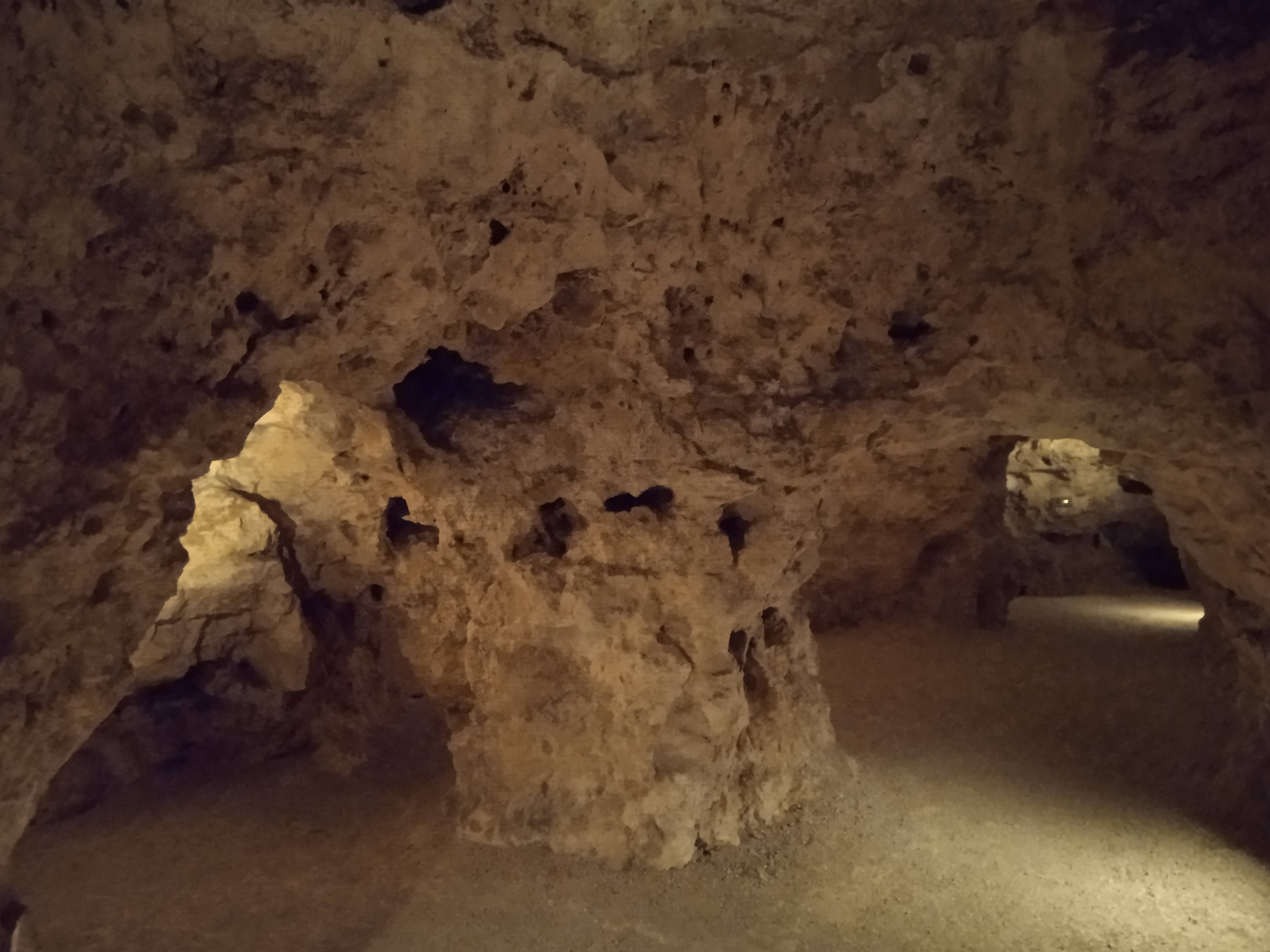
A Tapolcai-tavasbarlang egyik része

Régebbi feljegyzések és szájhagyomány szerint már tudtak egy Tapolca alatti, mélyen a föld alatt található üregről, de azt nem nagyon ismerték. Úgy gondolták, hogy azt az üreget kincsásók vájták ki. Ez a nagy és mély gödör Tapolca felső szélén helyezkedett el. Alján volt egy beljebb nyúló, tölcsérszerű nyílása, de ebbe nem mertek leereszkedni az emberek. Ha köveket dobáltak bele, akkor hallották a rejtett víz lentről felhallatszó csobbanását. Később ezt a nyílást betömték, vagy befalazták. Minden bizonnyal itt lett megnyitva sok évvel később a barlangba vezető lejárat, melyen eleinte létrán másztak le, de jelenleg kiépített lépcsőn lehet lemenni (ez nagyon jó) a szépen megvilágított, tóvizes termekbe. Németh Ferenc rokonsága azt szeretné, hogy a felfedező neve legyen megörökítve az irodalomban és a barlanglejárat falán elhelyezett kőtáblán. Ezt a megemlékezést megérdemli igazság alapján. A magyarországi és külföldi geológusok megint tanulmányozták a tavasbarlangot, amely a jelenlegi vezetők tevékenysége miatt világhírű lesz. Herman Ottó és Lendl Adolf régen meglátogatták néhányszor a barlangban lévő, langyos vízű tavakat, hogy azokat biológiailag tanulmányozzák.
Lendl Adolf alig két éve a Tapolcai Kaszinó meghívására tartott egy előadást, mely a Tapolcai-tavasbarlangról szólt. Az előadáson össze lett hasonlítva a tavasbarlang a Dobsinai-jégbarlanggal és a Baradla-barlanggal. Lendl Adolf nagy jövőt jósolt a tavasbarlangnak és Tóbarlangnak nevezte, nem pedig Tavasbarlangnak. Ezt azzal indokolta: mert Jégbarlang és nem Jegesbarlang, Cseppkőbarlang és nem Cseppkövesbarlang, Csontbarlang és nem Csontosbarlang (pedig sok ősállatcsont van a barlangban). Tóváros (Komárom megye) nem Tavasváros, Tóvölgy (Zala megyei völgy) és nem Tavasvölgy, Tóvölgyi Titusz pedig nem Tavasvölgyi Titusz. Megemlítette azt is, hogy van Tómalom (Sopron), Tófürdő, Tószög, Tófej, Tófalu és Tófű (ezek mind Dunántúlon lévő helyek tulajdonnevei).

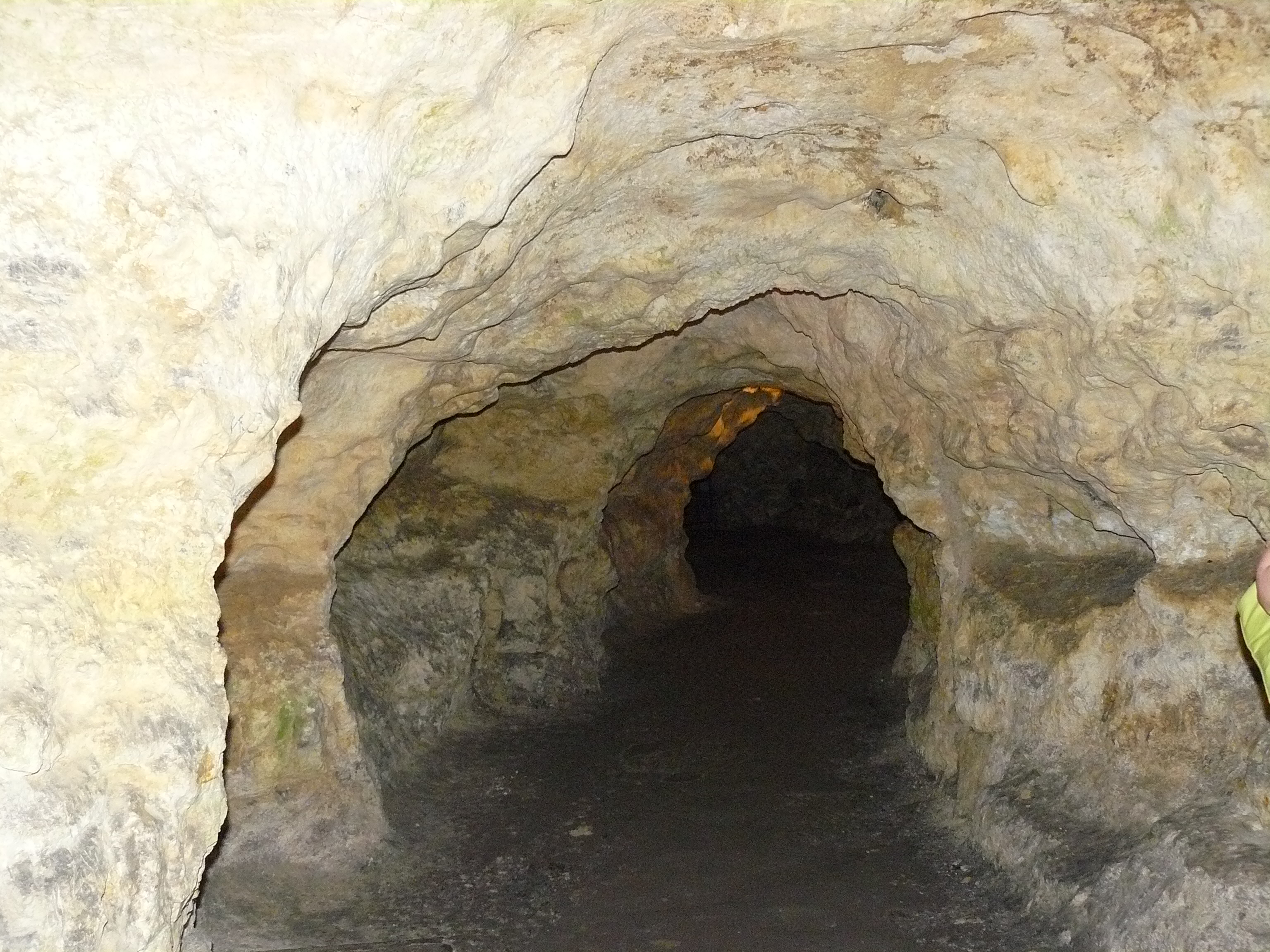
A Tapolcai-tavasbarlang egyik része

A helyesen választott tulajdonneve a Tapolcán lévő, nedves, vizes és hűvös barlangnak tehát Tóbarlang és nem Tavasbarlang, ahogy azt néhány tapolcai úr gondolja. Ha azonban mégis használni akarjuk a tavas szót, akkor azt melléknévi jelzőként, kis kezdőbetűvel kell a barlang főnév elé, attól elválasztva írni. Ugyanakkor ajánlotta Lendl Adolf a tapolcaiaknak azt is, hogy nagy hirdetéssel hívják ide a vándorló, nyaraló közönséget, mert még nagyon kevesen jártak a barlangban. A csodás Tóbarlangnak nagy vonzereje lehetne, ha ezt felfedezi az utazó sokaság.
Az 1937-ben napvilágot látott, Cholnoky Jenő által írt, Balaton című könyvben az van írva, hogy mészkőben keletkezett a Tapolcán lévő Tavas-barlang. Elképzelhető, hogy vannak ott még a tavasbarlangon kívül barlangok. Tapolca régi városrésze fenn van a mészkőfennsíkon. Itt, az udvarokon kutat ástak a mészkőbe és egyik-másik barlangüregbe lyukadt be. Ezek átvizsgálásával fedezték fel a Tavas-barlangot. A barlang egy részét elöntötte a felduzzasztott melegforrás vize. Ha a meleg tavat tisztítás miatt leeresztik, akkor eltűnnek a tavak a barlangból is. Ezért nagyon szép látvány a szövevényes hálózatú kis barlang, amelynek mélyebb részeiben tiszta vízű tavak tükrözik vissza a színes villanylámpák fényét. Berger úr, a barlang lelkes apostola és megbízott kezelője nagyon boldogan mutatja meg mindenkinek a barlangot. A barlangba levezető jó lépcső és a szépen kivilágított barlang miatt nagy elismerés övezi Berger Károlyt. Az üregek mennyezetén jól látható a vízszintesen rétegzett szarmata mészkő, illetve jól megfigyelhetők a falakon és a mennyezeten a vízvájta mélyedések.

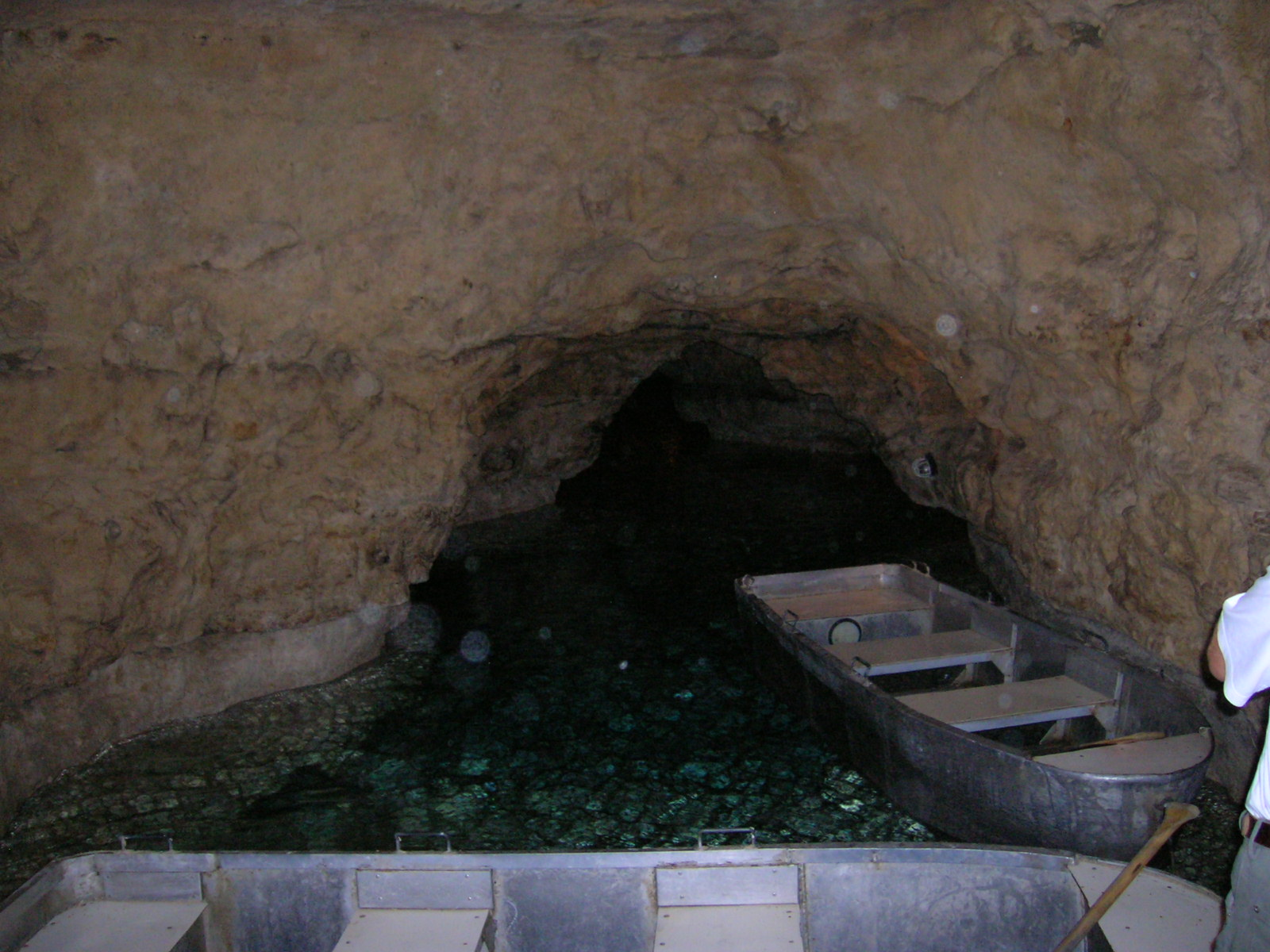
Csónakok a Tapolcai-tavasbarlangban

Az 1937. évi Magyar Nyelvben Nagy J. Béla (N. J. B., a folyóirat munkatársa) olvasói levélre írt válaszában azt tanácsolta V. I.-nak, hogy a tapolcai tavasbarlangot ne tóbarlangnak nevezze, mert a tavasbarlang nagyon jó, magyaros elnevezése az olyan barlangnak, melyben kis tavak találhatók. Akárki nevezte el Tapolca érdekességét tavasbarlangnak, nagyon jó nyelvérzéke volt, és Lóczy Lajos nagyon okosan cselekedett akkor, mikor ezt a szót tette hivatalos névvé. Nagyon jó, hogy az 1936-ban kiadott Új lexikonban lévő Tapolca címszó végén Lóczy tavasbarlang van írva, az Iskola és Élet című folyóiratban pedig tapolcai Tavas barlang (Tóth Aurél, A földrajzi helyesírás és a földrajzi nevek helyes írása). A Turisták Lapja 1937. évi évfolyamában lévő, Jellinek János által írt cikkben meg van említve, hogy jelenleg Kessler Hubert kutatja a Tapolcai-tavasbarlangot. Az 1937. évi Barlangvilágból megtudható, hogy a Magyar Barlangkutató Társulat 1937. május 25-én tartott választmányi ülésén Mottl Mária jelentette, hogy megszűnt a Tapolcai Barlang Társaság, amely 1930 óta a társulat rendes tagja. Tapolca vette át a barlang kezelését.
Az Esti Újság 1939. július 12-i számából megtudható, hogy a híres Tapolcai-tavasbarlangban a barlangkutató munkát újra elkezdték. A Budapesti Turista Egyesület barlangkutatói reflektoros csónakokkal járják be a barlang útvesztőit. A tavasbarlang egyrésze már el van látva villanyvilágítással és eddig is érdekes látványosság volt, de most a barlang többi részét is hozzáférhetővé akarják tenni és színes villanylámpákkal akarják kivilágítani. A Földön páratlanul álló barlangnak nagy jelentősége lesz idegenforgalmi szempontból. Az 1939. évi Barlangvilágban megjelent és Kadić Ottokár által írt dolgozat szerint a Bükk hegységben lévő Szeleta-barlanghoz, Balla-barlanghoz, Herman Ottó-barlanghoz, Kecske-lyukhoz, Három-kúti-barlanghoz, Istállós-kői-barlanghoz, Büdös-pesthez és Puskaporosi-kőfülkéhez hasonló jelentőségűek a dunántúli barlangok, pl. a Bakony hegységben található Tapolcai-barlang.

### 1940–1942

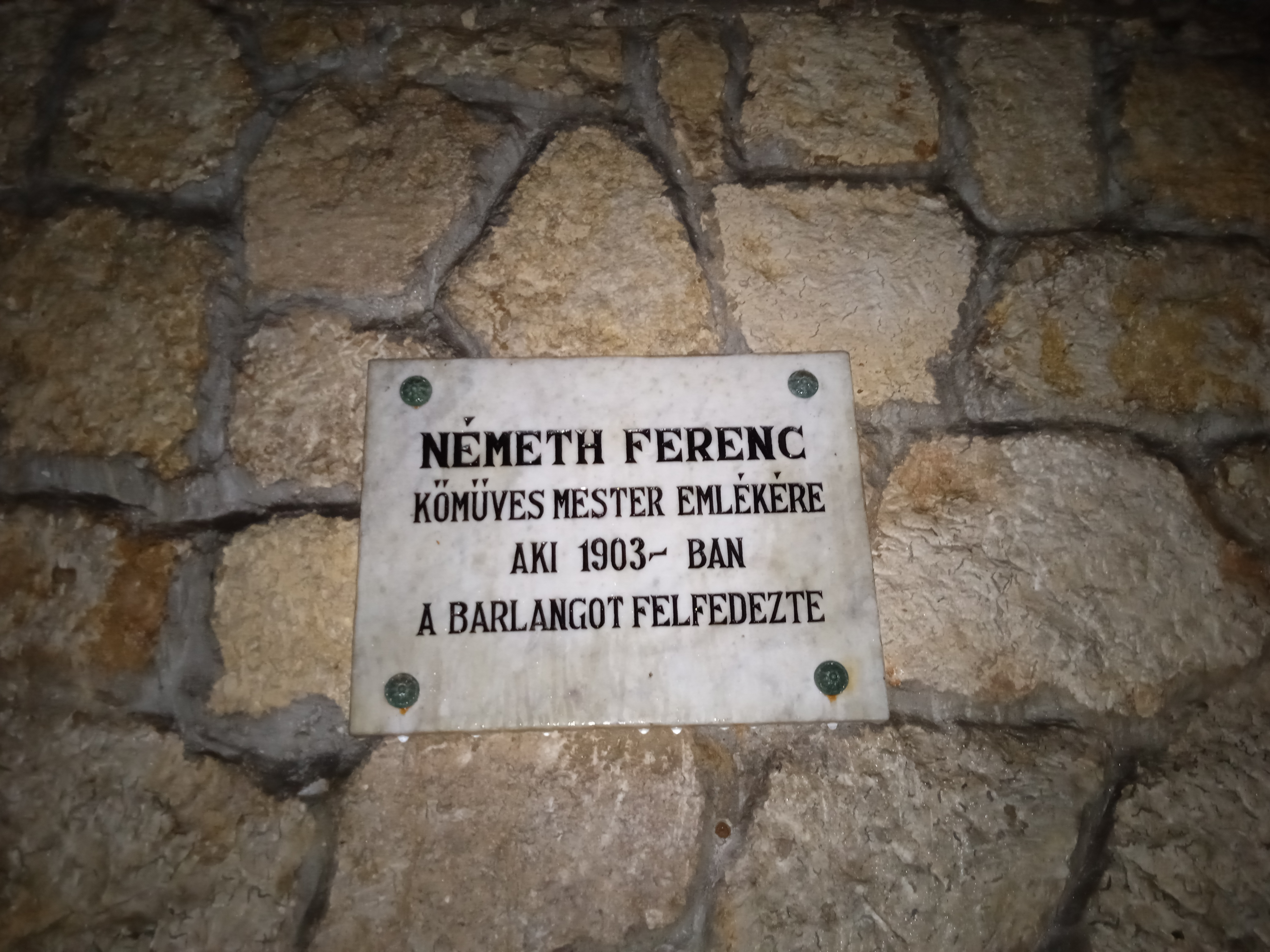
Tapolcai-tavasbarlang, Németh Ferencnek, a barlang egyik felfedezőjének emléktáblája a barlangban

Az 1940. évi Barlangvilágban lévő, a Tapolcai-tavasbarlang történetét ismertető tanulmány szerint Berger Károly emlékszik arra, hogy 38 évvel korábban a Kisfaludy utcában, Tóth Pál pékmester udvarában történt kutatás során Németh Ferenc (kőművespallér) 14 m mélységből feljött, majd izgatottan mondta Keszler Aladár építészmesternek, hogy beszakadt a kút oldala és annak helyén keletkezett egy nagy, törmelékkel kitöltött üreg. Ez a felfedezés Tapolcán feltűnést keltett, ezért Berger Károlyék (az építészmesterrel), hogy tisztázzák a helyzetet, gyertyákkal és fáklyákkal felszerelve leereszkedtek az épülő kútba egy vödörben. A kút aljára leérve átbújtak egy szűk nyíláson, és csakhamar egy kis természetes üregben álltak, mely jórészt agyaggal és kőtörmelékkel volt kitöltve. Innen nehezen tudtak továbbmenni, mert itt is mindenhol kőtörmelék volt útjukban. Ezt a kőtörmeléket a víz máshonnan szállította ide évezredeken át. Az első tág üregbe, melyet később az általuk tisztelt id. Lóczy Lajos miatt Lóczy-teremnek neveztek el, érve elfelejtették fáradtságukat. Itt figyelmüket leginkább a terem szépen kiöblösödő mennyezete és padosan rétegzett oldalai ragadták meg.
Óvatosan továbbmentek gyertya- és fáklyafény segítségével, majd elértek egy kristálytiszta vízű tóig, amelyben több ezer, alig néhány cm-es fürge cselle úszott be a sötét háttérbe. Riadtan menekültek előlük a valószínűleg régóta zavartalanul élő kis halak, mert megzavarta nyugalmukat az, amikor a látogatók fáklyáikkal megvilágították a víztükröt. Ekkor eddig jutottak Berger Károlyék, mert elég volt nekik a felfedezés ténye, és a kúton át visszatértek a felszínre. Élmény volt számukra az, amit a föld alatt azon a napon láttak. Később, a kút elkészítésének befejezéséig jártak még az üregben Berger Károlyék.

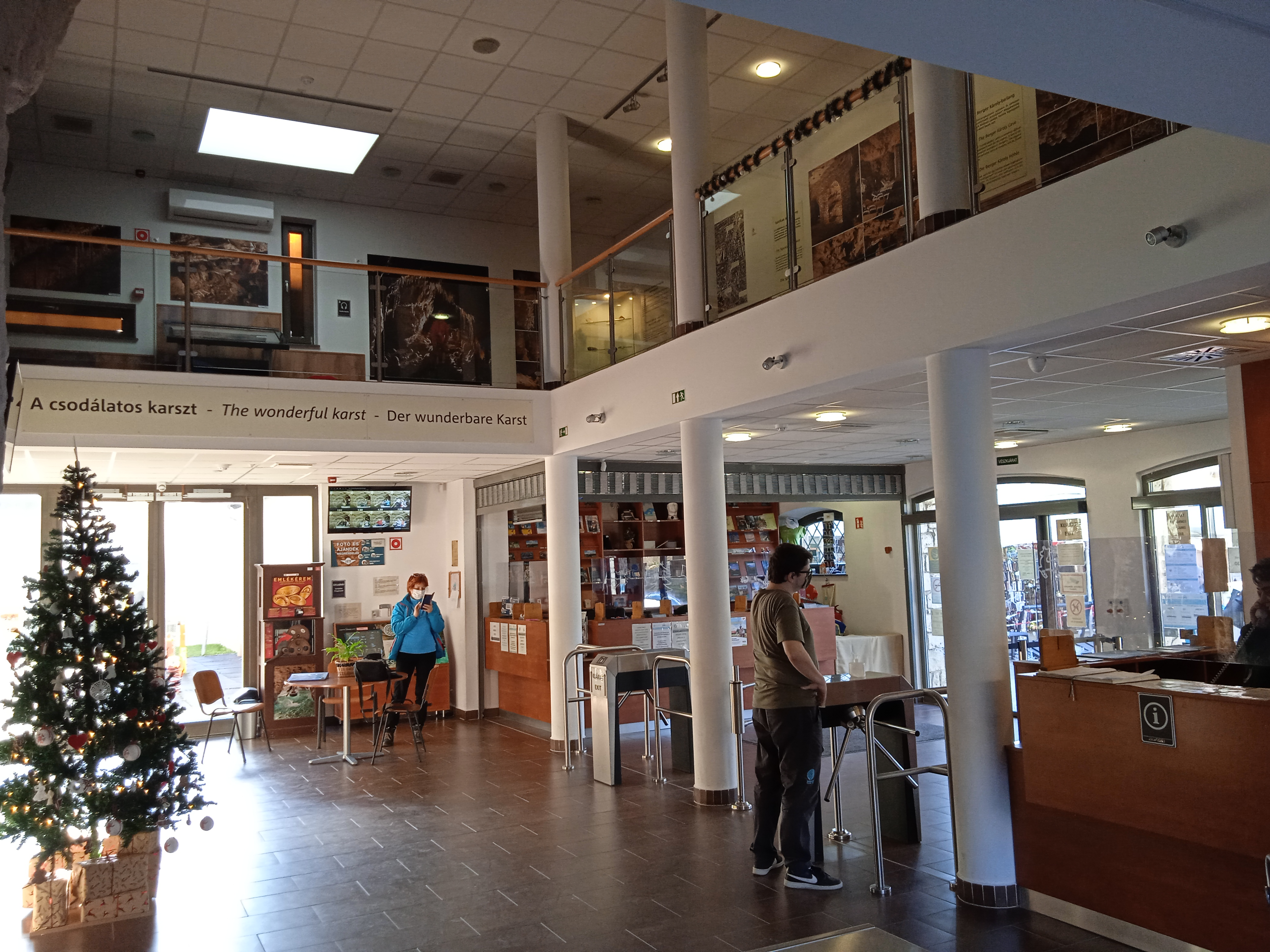
A barlang látogatóépületének egyik része

A felfedezett üreg turisztikai jelentőségét felismerve és a közelben található Balaton idegenforgalmi lehetőségeit ismerve elhatározták, hogy mindent megtesznek a Tapolcai barlang feltárásáért, rendbetételéért, kivilágításáért, majd pedig idegenforgalmi bemutatásáért. Berger Károlyék elhatározását tett követte és nemsokára megalakult 10 helyben élő érdeklődőből a Tapolcai Barlang Társulat. Mind a tízen 1000 aranykoronát adtak, hogy elkezdődjön a munka. Megállapodtak, hogy a társulat önzetlenül tevékenykedik, vagyis a befektetett 10 000 aranykorona a tagoknak sem jövedelmet, sem kamatot nem hoz. Az összeg csak a nemes célt fogja szolgálni. Így is történt, nemcsak ezt az összeget, hanem egy később felvett nagy összegű kölcsönt is kizárólag a barlang fenntartására fordította a társulat. A tíz lelkes ember csak a tudományt és a turizmust kívánta szolgálni.
Voltak olyanok, akik nem hitték, hogy Berger Károlyék vállalkozása sikeres lesz és az üregből jelentős dolog válik. A társulat tagjai azonban ezzel nem törődtek. Keszler Aladár építőmestert megbízták, hogy tárja fel a Tapolcai barlangot. Keszler Aladár a társulat tagja volt és sok elismerést szerzett a barlang felfedezéséért, első feltárásáért és a barlang későbbi fejlesztése miatt. Keszler Aladár tervei alapján, részletes átgondolás és mérések után, az utcáról, közvetlenül a járda mellől egy lejtős altárót mélyesztett a társulat a barlangba. Az alagút elkészülte után iparvágányt fektettek le, így hordták ki a barlangból a felhalmozódott rengeteg követ és agyagot. Sorban tárták fel a barlang bejáratához közel fekvő termeket és folyosókat. Később, a bejáratközeli szakasz járhatóvá alakítása után folytatták a kutatást és a feltárást. Ezután a feltárt részek rendbetétele és kivilágítása, illetve lejtős altáró és kényelmesen járható 74 lépcsőfok építése következett. Évek teltek el addig, amíg a barlang a napjainkban látható állapotú lett.

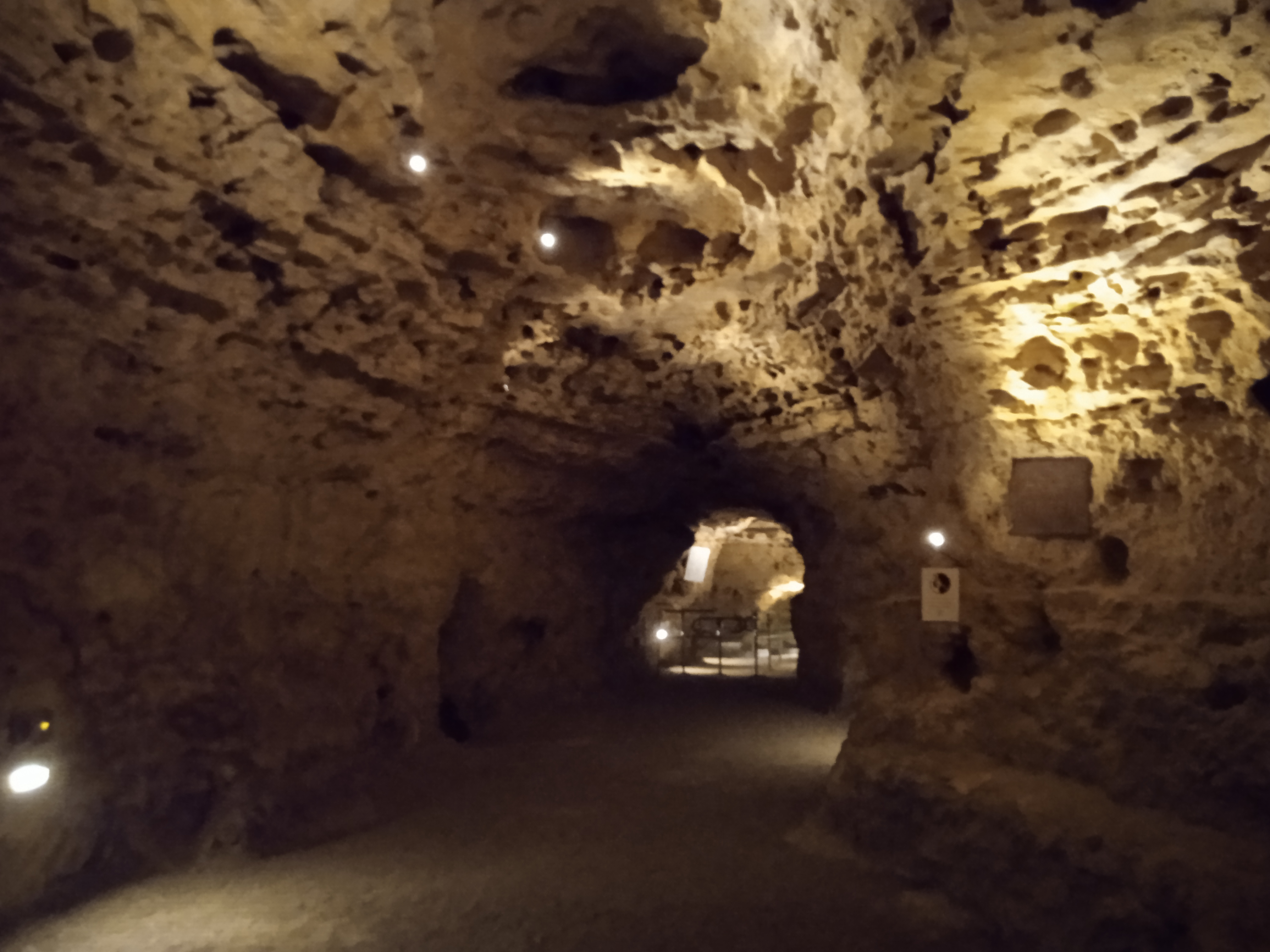
A Tapolcai-tavasbarlang egyik, száraz lábbal járható része

Tapolca elöljárósága a barlangot 25 évre kölcsönadta a társulatnak azzal a feltétellel, hogy a rendbetett, kiépített barlang a bérleti szerződés lejárta után Tapolcáé lesz. A társulat ezért évi 1 aranykoronát fizetett a településnek az úrijog elismeréseként. Ez a szerződés néhány évvel ezelőtt járt le, ezért manapság Tapolca kezeli a barlangot. Erre a célra megalakította a település a Tapolcai Barlang Bizottságot, amelynek tagsága a települési képviselőtestületnek azokból a tagjaiból áll, akiket leginkább érdekel a barlang ügye. A bizottság a barlanggal kapcsolatban ugyanazokat a feladatokat vállalta, melyeket annak idején az egykori társulat maga elé tűzött. A bizottság tehát arra törekszik, hogy bővítse, fellendítse és minél jobban az idegenforgalomba kapcsolja a barlangot. Egyszóval a társulat munkáját a bizottság folytatja, amely az utóbbi években főleg arra törekedett, hogy összekapcsolja a tavas részeket, majd az így kialakított tavasbarlangot alkalmassá tegye csónakázásra. Ez sikerült, ezért az érdeklődők csónakkal járhatják be a barlang majdnem 80 m-es részét. Tavaly építették ki ennek a vízi útnak a körjáratát. A látogatók így körbe tudnak haladni csónakázás közben. Ez a föld alatti csónakázás a vendégek eszébe juttatja Charont, az alvilági révészt, aki az elkárhozottakat az alvilágba szállította.
A barlang rendkívül érdekes jelenlegi formájában is. Érdekes egyrészt azért, mert nem a megszokott tömör kőzetben, hanem kevésbé szilárd szarmata mészkőben jött létre. A szarmata mészkő enyhén lejtő mészkőpadjai mindenhol jól megfigyelhetők a barlangban. A víz kémiai és mechanikai hatása miatt különbözőképpen oldotta és vájta ki a helyenként szilárdan, helyenként pedig lazán összeálló mészkőpadokat. Másik érdekességei a barlangnak azok a mennyezeten lévő hatalmas, üstszerű beöblösödések, melyek szintén bizonyítják a víz föld alatti munkáját. A barlangban ugyan nincsenek cseppkövek, de pótolják a cseppköveket az említett, víz által kifaragott alakzatok. Itt, a föld mélyében a természet sokezer éves alkotásában lehet gyönyörködni. Sok idő kellett ahhoz, hogy a tengervízből lerakódjanak az említett mészkőpadok, és újabb sokezer év volt szükséges ahhoz, hogy ebben a mészkőben ennyire kialakuljon ez a pompás üreg. A barlangjáró föld alatti templomban érzi magát és elgondolkozva megáll ezek előtt a csodás alkotások előtt. Ilyenkor eszébe jut az embernek az, hogy mi, gyarló emberek milyen kicsik és jelentéktelenek vagyunk a természet nagyságához képest. Berger Károly csak kissé hisz abban, hogy van olyan szobrász, aki az itt látható képződményeket jobban és szebben meg tudná alkotni.

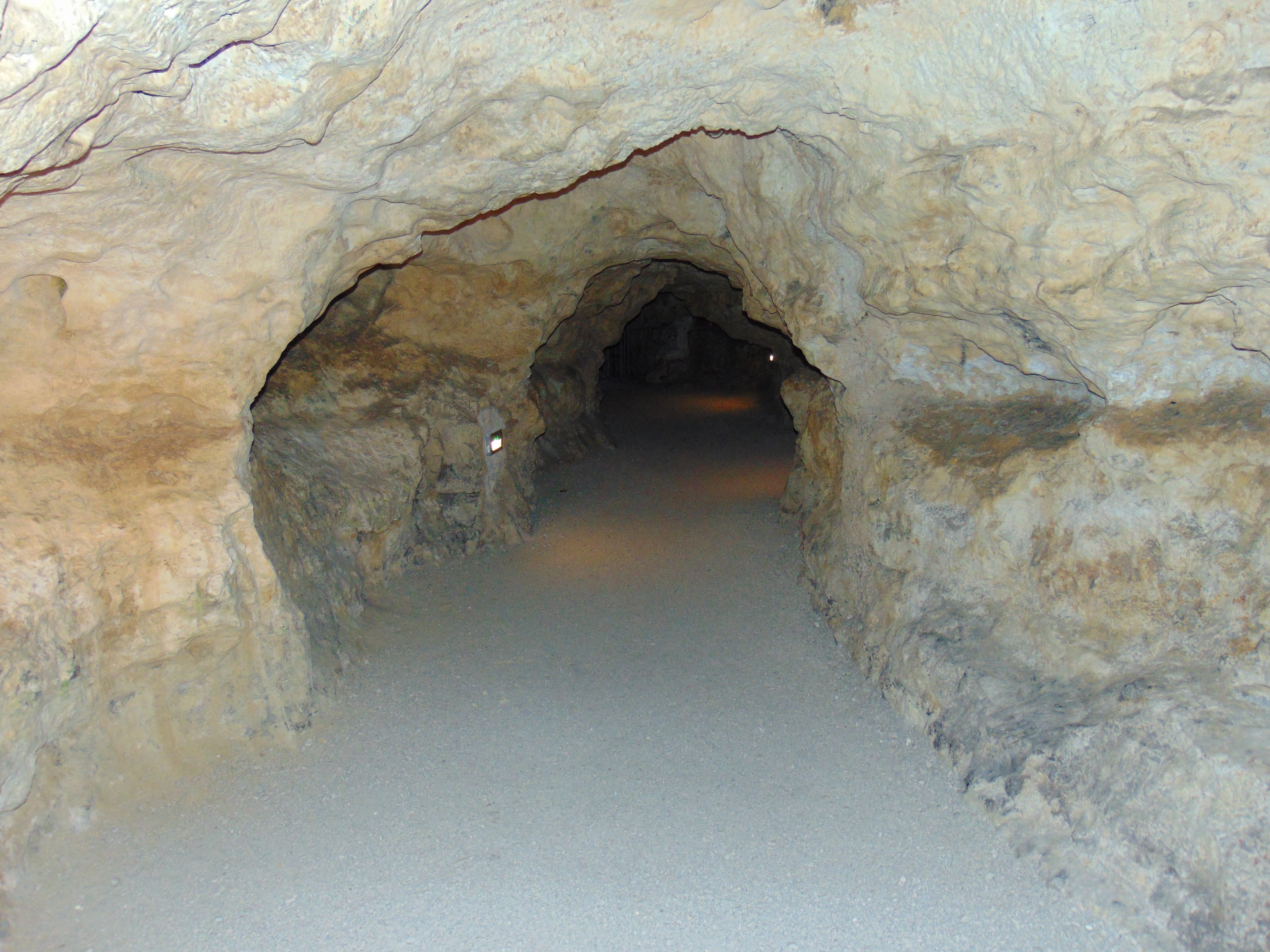
A Tapolcai-tavasbarlang egyik, száraz lábbal járható része

A barlang legszembetűnőbb bája kétségtelenül a benne összegyűlt víz, mely a kis barlangot föld alatti tó alakjában teszi nevezetessé. Ez tulajdonképpen nem is állóvíz, vagyis tó, hanem lassan, majdnem észrevétlenül mozgó víztömeg, mely valahonnan a Bakony hegységből ered és itt, Tapolca alatt lassan mozog az üregekben és kétségtelenül kapcsolatban áll a Tapolcán lévő külső tóval. A tapolcai barlangkutatások legszebb feladatai közé tartozik még jobban megismerni ennek a föld alatti mozgó víznek a medrét. Senki nem tudja, hogy milyen, ismeretlen vízi alvilág rejlik Tapolca alatt. Ha a látogató megáll a kristálytiszta vízű tó előtt és meglátja annak kék színű vizét, akkor elhiszi, hogy nemcsak a költő képzeletében él a kék tó, a tiszta tó, hanem a valóságban is, itt találni azt a föld alatt. Berger Károlyt is, aki sokezerszer volt lent a barlangban a felfedezés óta, akárhányszor áll meg e gyönyörű tó előtt, lebilincseli a tó látványa.
A fürge csellék jelenleg is csapatokban úsznak a barlangi tóban, de nem a sötétség, hanem a világosság felé. A barlang felfedezése óta kibékültek a kutatókkal. Most már teljesen szelídek, mert naponta néhány marék kukoricadarát kapnak. Rajokban jönnek a csónak kikötőjéhez, amikor jelezve van kopogtatással az, hogy elérkezett a táplálkozás ideje. 1925-ben a Tapolcai-tavasbarlang közelében felfedeztek egy hasonló barlangot. A bizottság azt találta ki, hogy a Kórház-barlangot és a Tapolcai-tavasbarlangot altáróval fogja összekötni. Ha ez sikerül, akkor a szerény Tapolcai-tavasbarlang Magyarország nagy, látványos barlangjai közé fog tartozni. A tanulmányhoz mellékelve lett 3 fekete-fehér fénykép, amelyek bemutatják a barlangot. Az első fényképen a barlangban történő térképező munka figyelhető meg. A második fényképen a barlangban csónakázók láthatók. A harmadik fényképen a barlangban lévő Lóczy-terem van bemutatva.
Az 1941-ben kiadott Magyar turista lexikonban külön szócikke van a barlangnak. A kiadványban szó van arról, hogy Tapolca közepén, a Kisfaludy Sándor utcában van a Tavasbarlang bejárata. A barlangot 1902-ben fedezték fel és 1912-ben megnyitották a látogatók előtt. Néhány nagy, teremszerű üregből áll, amelyeket folyosók kapcsolnak össze. Lépcső vezet le a bejárattól a Lóczy-terembe, amely a barlang legnagyobb terme. Innen át lehet menni a barlang másik legnagyobb, tág termébe, a Darányi-terembe. A hosszan elnyúló barlangban állóvizek, kis tavak találhatók, melyek néhol elérik a 6–7 m mélységet. A víz viszonylag meleg, 19–22 °C hőmérsékletű. A barlang vizeiben előfordul egy kis hal, a fürge cselle (Phoxinus laevis). Magyarországon csak itt él a Sinella coeca nevű vak ősrovar.

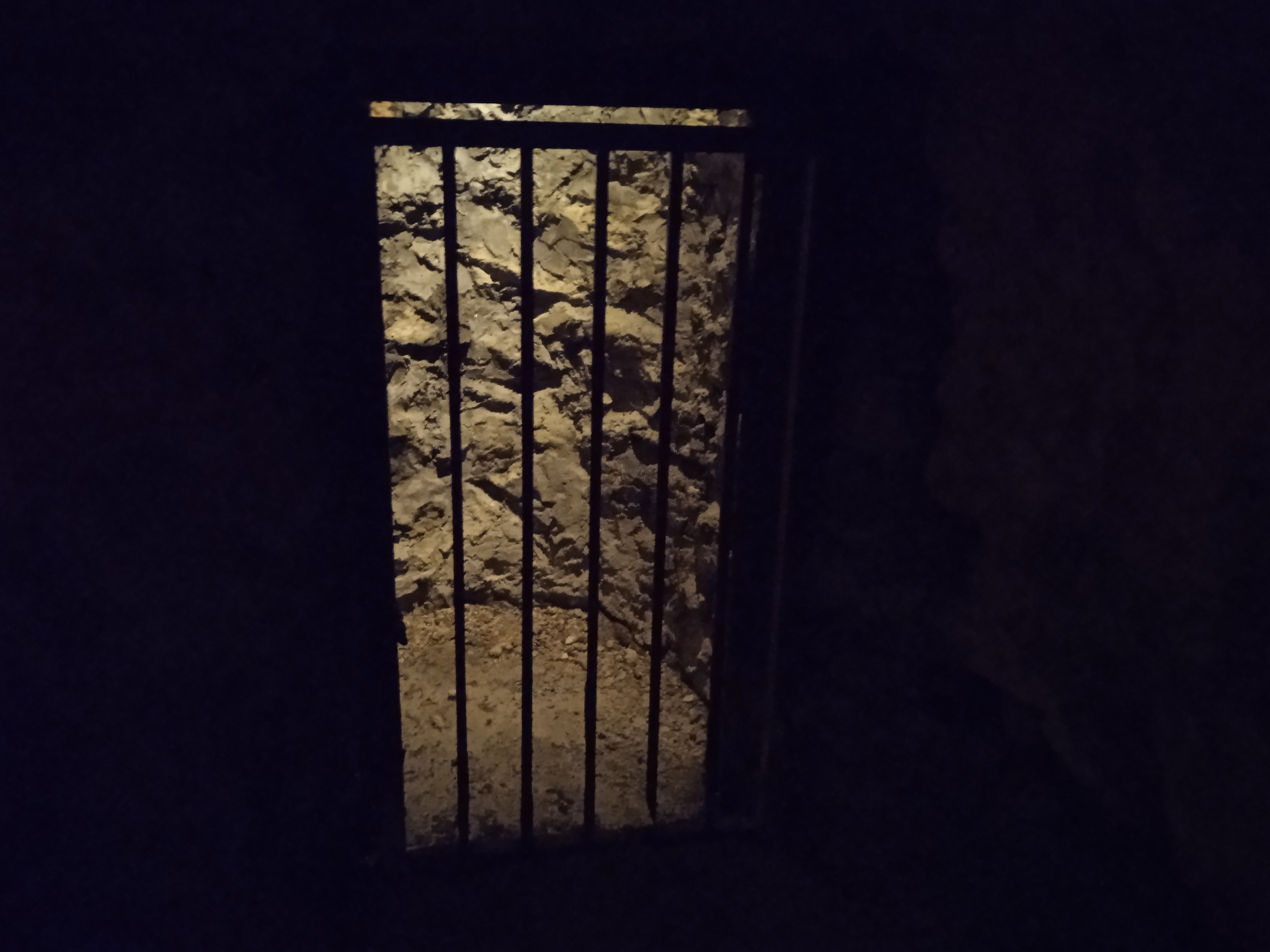
A Tapolcai-tavasbarlang egyik része

A Turisták Lapja 1941. évi évfolyamában kiadott, Sebestyén Jenő által publikált írásban szó van arról, hogy mindenki hallott már a Tapolcai-tavasbarlangról. Ha arra jár a turista, akkor megtekinti, sőt, vissza-visszatér, hogy megint megnézhesse. Tapolca föld alatti, még sok titkot rejtő világa jelenleg már sokkal több egyszerű érdekességnél. A tudomány regisztrálja minden új leletét. A kultúrember tanulni vágyása a friss látnivalókat várja és a turistaélményeket kereső közönség egyre nagyobb számban keresi fel az eddig csak sejtett és emlegetett barlangrészeket. A világhírű barlang feltárásának és a továbbjutásnak legnagyobb akadálya mindig a torlaszokat alkotó sok kő- és földtörmelék volt. Két éve Péczely Béla igazgató-főorvos felismerte a barlang értékét és lelkesedése új lendületet adott a fejlesztő munkának. Elkészítette a barlang csónakázó körútját.
Az útban lévő törmeléket a hosszú lejárati lépcsősoron kellett zsákokban, vagy egyéb nehéz módon felhordani. A több ezer m³ törmelék hasonló módon történő eltávolítása már emberfeletti munkát és elő nem teremthető költséget jelentett volna. Ekkor vetődött fel először az az elképzelés, hogy talán a vásártéren lévő, használaton kívüli kutat össze lehet kötni a tavasbarlanggal. Esetleg a szintén közeli, kórház alatt húzódó barlanggal is össze lehetne kötni a tavasbarlangot. A kútaknán át emelőszerkezet segítségével el lehetne távolítani a rengeteg törmeléket, mely gátolja az előrehaladást. Emiatt indult meg az a kutatás, mely végül eredménnyel végződött. Hosszú ideig tartó nehéz munka és izgalmas várakozás után sikerült megtalálni a kapcsolatot a vásártéri kút és a tavasbarlang között. Ez nagy jelentőségű, mert az összeköttetés megteremtésével a jelenleg még ismeretlen méretű, de az egymástól távol lévő járatok alapján valószínűleg hatalmas kiterjedésű barlangrendszer további feltárásának lehetősége és fejlesztése nagyon bíztató lett.

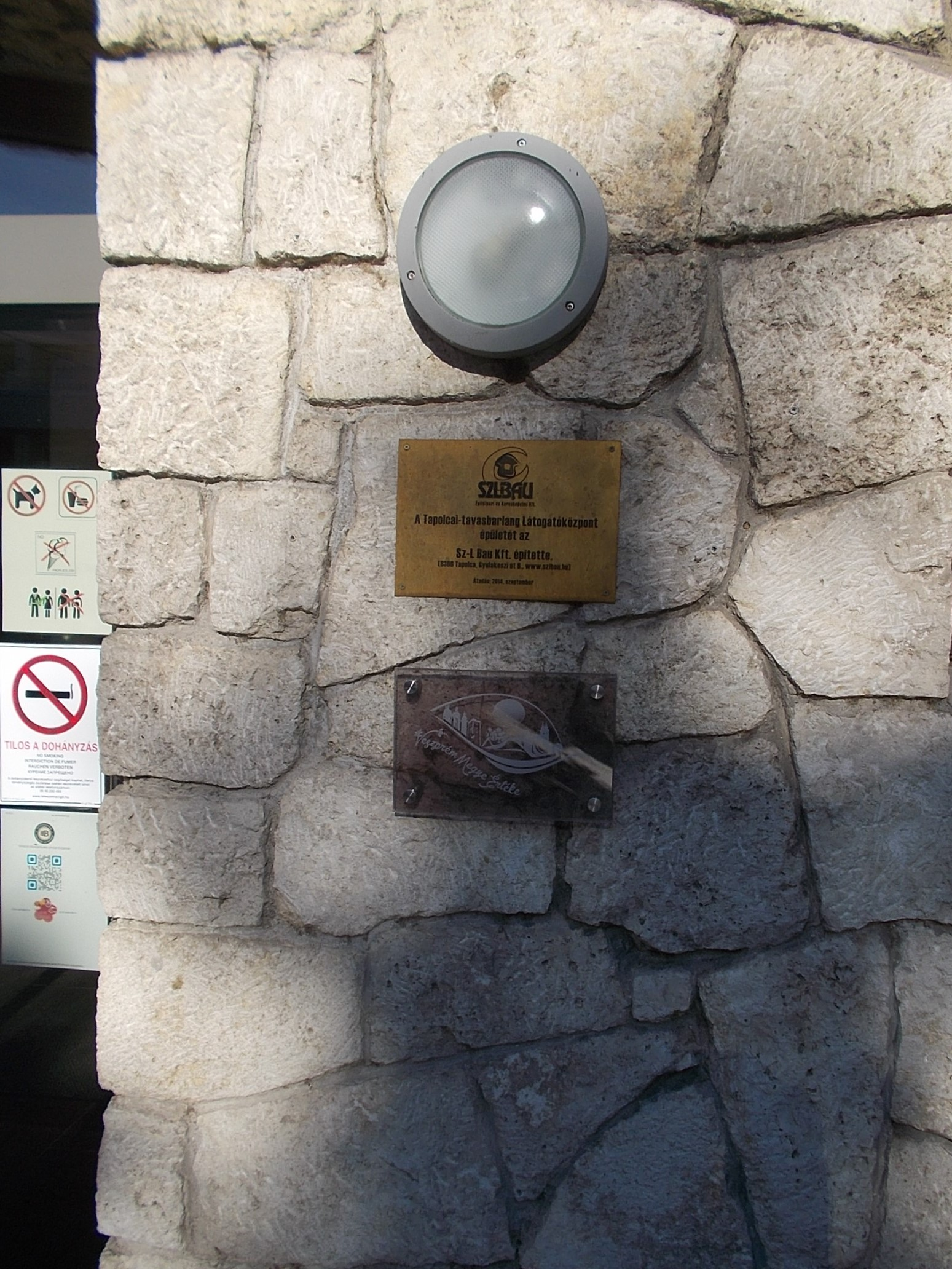
A Tapolcai-tavasbarlang látogatóépületének egyik, utcai része

A vásártéri kútban a mélybe leereszkedés egyszerűen történt, kezdetleges liftszerűséggel, ahogy egy Tarzan filmben látható. A kutatók beálltak a kút feletti csigáról kötélen lógó hatalmas vödörbe, megkapaszkodtak a kötélbe és erős munkáskezek engedték őket lefelé. Néhány körbeforgás után 10–10 m-re egy másik ember fogadta őket odalent. A vödörből közvetlenül be tudtak lépni a kút oldalába vájt alagút bejáratán. Az alagutat ki kellett fúrni a mészkőbe. Bányászlámpa segítségével, mélyen meghajolva indultak el az 1,5 m magas és átlagban ugyanolyan széles, kissé kígyózó alagútban befelé. Kb. 15 m-t haladtak Sebestyén Jenőék, amikor rátaláltak egy dolgozó csoportra. Péczely Béla figyelte két munkását, akik azon dolgoztak, hogy eltávolítsák az utolsó akadályt a mesterséges alagút vége és a tavasbarlang egyik ismert ága közül. Míg az izgalmas bányászmunka tartott, addig Péczely Béla elmondta, hogy miként tudta a föld alatt a cél pontos irányát megtalálni és annak alapján a munkásokat irányítani.
A tavasbarlang egyik oldalüregében, amely a barlang belső vizein túl van, felfedezett egy ÉNy-ra vezető szűk folyosót. A folyosóban, hetekig tartó, nehéz munkával eltávolította az akadályokat és lassan előrébb tudott jutni. A folyosó beljebb néhány nagyon szűk ágra szakadt. Iránytű segítségével megállapította, hogy az egyik ág a vásártéri kút felé halad és attól kb. 17 m-re vége van egy sziklaomlás miatt. A többi szűk folyosó a Kozáry ház irányába halad és vízbe torkollik. Itt valószínűleg további meglepetések várják a kutatókat. Úgy döntött, hogy az esetleg hosszabb, de biztos utat választja, ezért a vásártéri kútból kezdődjön az alagút fúrása. Eddig jutott a beszélgetésben Sebestyén Jenő és Péczely Béla, amikor az egyik munkás jelentette, hogy megvan, és egy rozsdás, sáros kalapácsot mutatott nekik. Kérdő tekintetüket látva a munkás elmagyarázta, hogy a kalapácsot akkor ejtették le a kövek közé, amikor régen a túloldalon dolgoztak, kutattak. Pár perc és néhány kő eltávolítása után be tudtak világítani egy csatornaszerű, szűk üregbe. Megtalálták az összeköttetést.
Másnap (megfelelő öltözékben) végigjárták az új utat. A Kisfaludy utcai lépcsős lejárón mentek a tavasbarlangba, majd csónakon beeveztek a belső teremhez. Itt meredek partra kell felkapaszkodni, majd a Péczely Béla által felfedezett szűk folyosóban elindultak villanylámpával. A kb. 30 m hosszú úton először meghajolva, majd térden járva, félúttól kezdve pedig hason kúszva haladtak. Amíg sárosan, lihegve és kiizzadtan átértek az új részbe, addig volt idejük azon is gondolkozni, hogyan lehetett a szűk járatban még méréseket is végezni, sőt, pontosan mérni. Nemcsak sikeres, hanem tényleg elismerésre méltó munka volt az: igazi, lelkes turistateljesítmény. Az új út megtalálása miatt új barlangrészek nyíltak meg, melyek bővítése és nagyközönség számára is hozzáférhetővé tétele a közeli jövőben végzendő egyik feladat. Az MTE Balatoni Osztálya (Tapolca) reméli, hogy önzetlen, közérdekű munkáját nemcsak a tagok adományai, hanem állami támogatás is segíteni fogja.

Tapolcai-tavasbarlang, tórészlet (régi képeslap)

Az 1942. évi Barlangvilágban lévő, Margittay Rikárd által írt, A Balaton vidékének barlangjai című tanulmányban az olvasható, hogy kissé távol van a Balatontól a Tapolcai-tavasbarlang, amely a Balaton környékének egyik legnevezetesebb természeti érdekessége. A barlangot 1906-ban fedezte fel kútásás közben Tóth Pál pékmester. Kadić Ottokár 1912-ben mérte fel a barlangot. Két legnagyobb terme Lóczy Lajos és Darányi Ignác nevét viseli. A barlang 6–7 m magas és ugyanilyen mély a benne található öt tó is, melyeket alulról és felülről színes villanylámpák világítanak meg. Egy különleges apró halfaj, a fürge cselle milliónyi egyede él a barlang langyos, mindig 18 °C-os vizében. A Kisfaludy Sándor utcából 74 lépcsőfokon lehet lemenni a barlangba, amely a település alatt (kórház) húzódik, és minden bizonnyal összeköttetésben van a közelben lévő szénbányákkal is, mert az azokban megfigyelhető víz szintjéhez hasonlóan süllyed, illetve emelkedik a barlang vízszintje. A Malom-tó vizének mesterséges duzzasztása is emeli a barlangi tavak vízszintjét. A szarmata mészkőben kialakult barlang karsztvíz által kimosva jött létre, melynek a barlang mennyezetén lévő nyoma jól megfigyelhető. Az új megállapítások szerint a Tapolcai-tavasbarlang alatt, kb. 20 m mélységben fekszik egy másik üreg.
A Balatoni Kurír 1942. július 30-i számában lévő, Margittay Rikárd által írt cikk Tapolcai-tavasbarlangról szóló részében majdnem szóról-szóra meg van ismételve az 1942. évi Barlangvilágban közölt, Margittay Rikárd által írt tanulmányban található, Tapolcai-tavasbarlangot bemutató ismertetés. A Balatoni Kurírban közölt, bővebb cikk szerint azonban a barlangot 1902-ben fedezte fel kútásás közben Tóth Pál pékmester. Kadić Ottokár adta a barlang két legnagyobb termének Lóczy Lajos és Darányi Ignác nevét. A barlangban lévő öt tavon csónakázni lehet. A Kisfaludy Sándor utcából 70 lépcsőfokon lehet lemenni a barlangba, amely valószínűleg az egész település alatt (kórház) ott van. A szarmata mészkőben kialakult barlang karsztvíz által kivájva jött létre. A barlangot a tapolcai Barlangkutató Társaság tartja karban, mely a barlangot megtekintőktől némi belépődíjat szed. Az új megállapítások szerint a Tapolcai-tavasbarlang alatt, kb. 20 m mélységben fekszik egy másik üreg. Ez utóbbi tény miatt is különleges a Tapolcai-tavasbarlang, amelynek nincs párja a Földön.
Az 1942. évi Barlangvilágban lévő, Bódai Lajos által írt közleményből megtudható, hogy Tapolca képviselőtestülete 1941. november 21-én Fehér Károly elnöklete alatt közgyűlést tartott, amelyen lemondott megbízatásáról a Tapolcai Barlang Bizottság, egyúttal elhatározta, hogy a Magyar Barlangkutató Társulaton belül új bizottságot alakít. A képviselőtestület ebben az ügyben egyhangúlag elhatározta a következőket (határozat:): a képviselőtestület elfogadja a barlangbizottság tagjainak megbízatásukról való lemondását, eredményes és értékes munkásságukért jegyzőkönyvileg kifejezi köszönetét és megalakítja a Magyar Barlangkutató Társulat Tapolcai Bizottságát. A bizottság célja a barlangtan és rokontudományainak művelése, terjesztése és népszerűsítése, főleg a Tapolcai-tavasbarlang és a Tapolcához tartozó területek alatt található, illetve majdan felfedezett barlangok turisztikai feltárása és tudományos kutatása.
A Tapolcai Barlang Bizottság elfogadja, hogy a Magyar Barlangkutató Társulat irányítsa tudományos és turista szempontból. A barlang a település tulajdonában marad. Ezért, bár a bizottság átveszi a barlang vagyonkezelését is, azzal a település felé elszámolással tartozik. A belépőjegyek eladásából származó bevétellel kapcsolatban marad az az irányelv, mely szerint a bevételt a fejlesztésre és feltárásra kell fordítani. A bizottság majd kidolgoz egy ügyviteli szabályzatot, amit jóváhagyásra a társulatnak és a képviselőtestületnek is bemutat.

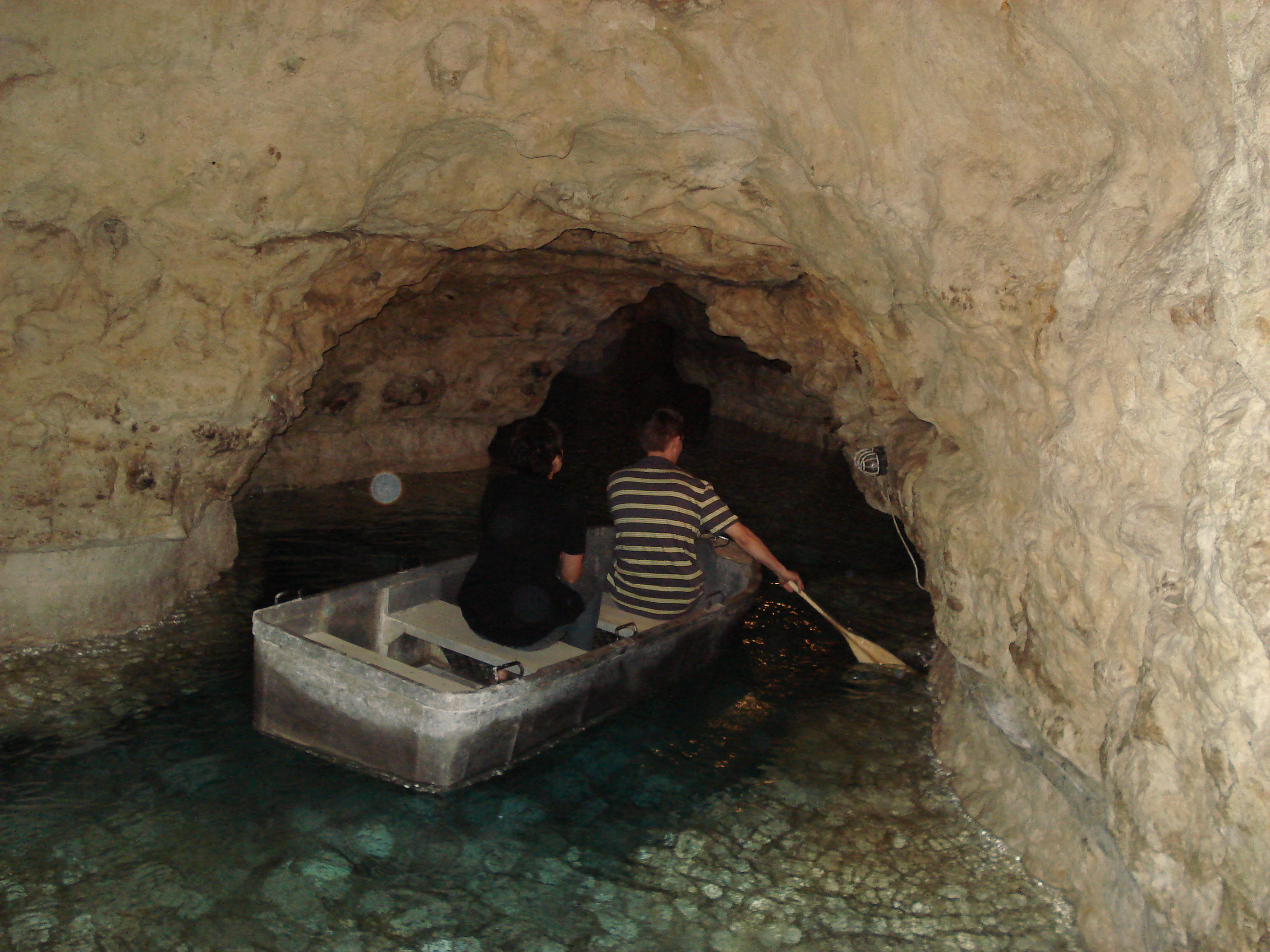
Tapolcai-tavasbarlang

A képviselőtestület a bizottságba Bódai Lajost (községbíró), Fehér Károlyt (községi jegyző), Darvalics Lajost (h. bíró), Sebestyén Gyulát (községi mérnök), Péczely Bélát (közkórházi igazgató-főorvos) és Sebestyén Jenőt (közkórházi gondnok) választja meg, akiknek kéri a Magyar Barlangkutató Társulatba felvételét. A bizottság kiegészítheti magát meghívott tagokkal. Indokolás: A tudományos körökkel való kapcsolattartás és a tapasztalatok igazolták azt a megállapítást, hogy a ritka, föld alatti képződményt jelentő barlang a település nagyjelentőségű természeti kincse, amelynek tudományos tanulmányozása és fejlesztése nemzeti érdek. Ezért szükséges, hogy a tudósok jobban figyeljenek a barlangra. Erre a Magyar Barlangkutató Társulat látszik legalkalmasabbnak. Remélhető, hogy a barlang fejlesztése így gyorsabb lesz, ami Tapolcának és a barlangot látogatóknak is érdeke.

### 1943
Az 1943. évi Magyar Turista Életben publikált, Kotsis Tivadar által írt, A tapolcai tavasbarlang című cikkben az olvasható, hogy ne töltse a turista Tapolcán városnézéssel az időt, hanem nézze meg a Balaton-felvidék egyik legnagyobb természeti érdekességét, a Tavas-barlangot, amelynek nem nagyon vonzó a külseje, de lefelé egyre érdekesebb lesz a kép. A túravezető magyarázza, hogy 74 lépcsőfok vezet le 14 m mélyre. Először a barlang száraz részébe, a Lóczy-terembe jut a látogató, innen a sziklák boltívei alatt pedig a szomszédos Darányi-terembe. A további részekben közlekedni csak csónakkal lehet. A barlangot 1902-ben fedezték fel, mikor kutat ástak egy pékmester udvarában. Ásás közben beszakadt a kút oldala és helyén törmelékkel kitöltött üreg keletkezett. A felfedezés nagy feltűnést okozott és a barlangba sokan leereszkedtek, hogy átkutassák. A kutatás nehezen ment, mert a járatokat nagyon sok törmelék torlaszolta el.

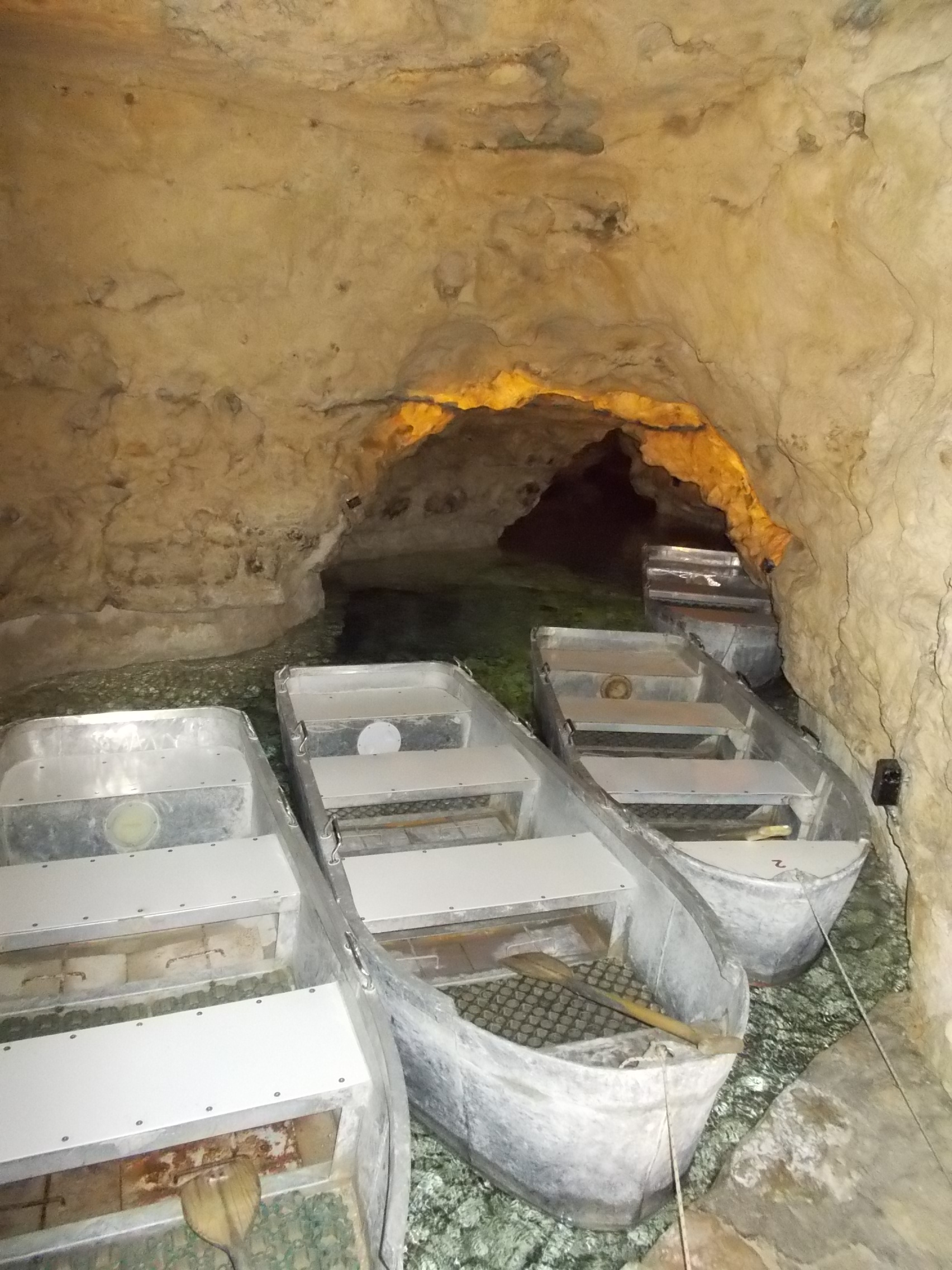
Tapolcai-tavasbarlang

A továbbhaladó kutatók útját egy kristálytiszta vízű tó állta el, melyben több ezer apró hal, fürge cselle menekült a fáklyafény elől. Akkoriban nem jutottak tovább, ez csak évek hosszú munkájával lett lehetséges. A kutatókat nem hagyta nyugodni a felfedezés nagyszerűsége. Hamarosan tett követte az elhatározást és megalakult a Tapolcai Barlang Társulat. A feltárásban nagy érdeme van Kessler Hubertnek, illetve Jordán Károlynak és Myskovszky Ernőnek. Csak 1912-ben nyitották meg a barlangot, amely azóta egyre bővül. Jelenleg már kb. 80 m hosszú csónakúton halad a látogató. A kis ladik előbb sekély, majd mély víz felett úszik. A keskeny folyosót gyönyörű zöld szín tölti be, ahogy a kis lámpa sugárkévéje belehasít a vízbe. Itt már 9 m mély a víz. Nem is állóvíz ez a tó, hanem nagyon lassan mozgó víztömeg, mely a tapolcai külső tóval kapcsolatban áll. A külső tó felduzzasztása miatt öntötte el a barlangot a víz.
A jövőbeli kutatások feladata kinyomozni ennek a víznek a medrét, mert könnyen előfordulhat, hogy hatalmas föld alatti vízrendszerre bukkannak. A tavasbarlang felfedezése után sokkal később, 1925-ben különös, tompa hangokra figyelt fel a barlangban tartózkodó vezető, Berger Károly. Nagyon közelről hallatszottak ezek a hangok. Ekkor építették a kórházat. A Kórház-barlang sokkal nagyobb, mint a Tapolcai-tavasbarlang. A Barlang Bizottság azt tervezi, hogy altáróval összekapcsolja a két barlangot, amelyek között csak 190 m légvonalbeli különbség van. Amennyiben ez sikerül és a két barlang vízzel lesz elárasztva, akkor a jelenleg még kisméretű tavasbarlang Európa egyik legnagyszerűbb látványossága lesz.

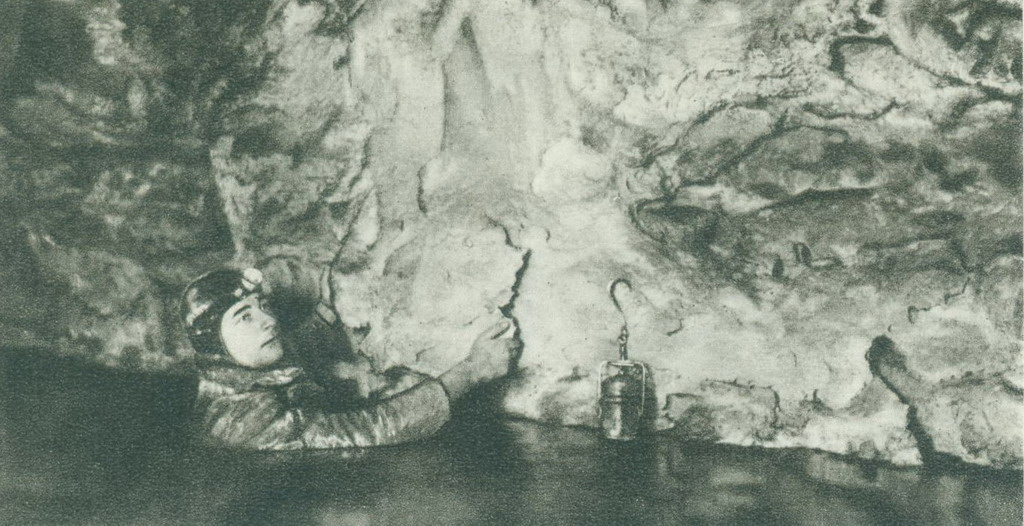
Kessler Hubert a Tapolcai-tavasbarlang kutatása közben

A Balatoni Kurír 1943. február 4-i számában lévő, Péchy-Horváth Rezső által írt, A tapolcai tavasbarlang című cikkben az van írva, hogy Isten csodálatos, remekművű alkotásainak egyik ritkasága ez a kis barlangüregek sorozatából álló tavasbarlang, amely bizonyítéka a mi hagyományos, javíthatatlan élhetetlenségünknek. Érdekes ritkaság a maga nemében, egyedi természeti csoda a barlang, amelynek (mivel fáradtság nélkül megközelíthető szerencsés körülményei miatt) többezer ember úticéljának kellene lennie, mint egy olyan nemzeti kincsnek, amely szépségénél fogva megérdemli mindenki támogatását. Ehelyett az látható, hogy csak kevesen ismerik ezt a nagyszerű barlangot, a Tapolcát megtekintő idegenek pedig a propaganda elmaradottsága és elégtelensége miatt nem tudnak róla, ezért nem látogatják meg a barlangot. A „jó bornak nem kell cégér” féle régi, elavult és hazug mondást szem előtt tartva dolgozó barlangi propaganda csak magára vessen, ha a jelenlegi versengés idején is minden a régi marad, és a tavasbarlangról még csak kevesen hallottak.

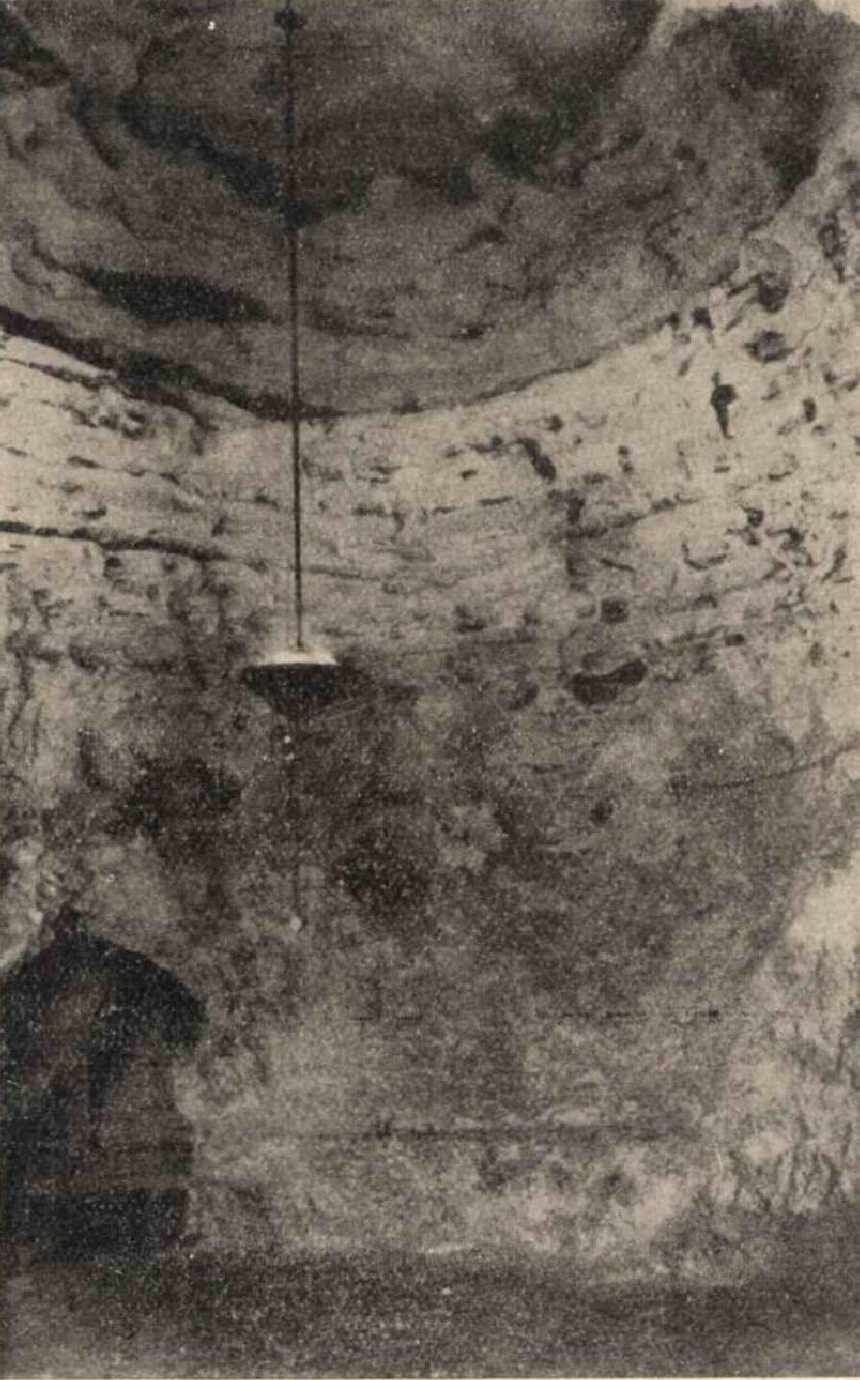
Tapolcai-tavasbarlang, Lóczy-terem (1940-ben publikált fénykép)

Pedig amit ez a föld alatti, utcák és házak alatt húzódó kanyargós barlang adni tud a látogatóknak, az felülmúl minden várakozást, mely áhítatra sarkall és meglepetést okozó szépségeivel belefojtja a szót a szemlélődőkbe. A csodák üregeibe leszállni azonban nehézkes, gyerekes. A Föld egyik legcsodálatosabb barlangjába ugyanis a nyílt utcáról egy minden ismertetőjel nélküli, vörösre festett vastetővel ellátott lejárat vezet, amelynek oldalfalai vörös téglákból állnak. Ha nincs pénz egy magyaros motívumokkal díszített várócsarnokkal ellátott lejáróház létrehozására, akkor az lenne a legkevesebb, ha a jelenlegi lejárót egy feltűnő táblával ellátnák, mert ezzel felhívnák a figyelmet a lent található csodás kincsekre. Ez a legelső követelmény azon a messzire vezető úton, mely a barlang országos és világraszóló sikeréhez vezet.
A tavasbarlangba az utcáról egy 73 lépcsőfokból álló lépcsőn lehet lemenni. Nagy melegben nagyon jólesik a barlang mérsékelten hűvös levegője, mely meghűlés veszélye nélkül hűti le az embert. Az első terem egy száraz aljzatú, tág, magas és nagy fülke, amelyben a bal oldalon lévő, lyukszerű mélyedést halványsárga fény világítja meg. A mélyedést víz tölti ki, melynek aljáról, a vízből világít a halványsárga fényt adó lámpa, melyet csak akkor vesz észre a látogató, mikor a vezető a botjával megkavarja a vizet. Ilyenkor derül ki, hogy a mélyedés majdnem tele van üvegszerűen tiszta, kristályos, mozdulatlan felszínű, a fenékig átlátszó vízzel. Az üvegszerű víz felszínén tűzfényként villognak a víz alatti sárga villanylámpa fénytörésének káprázatos színtobzódásai, színes, villódzó hullámai. A barlang mindegyik termét bevilágítják a mennyezetről lógó, erősen világító és színes fényt adó villanylámpák. A piros, kék, zöld, sárga és fehér fényözönben csodálatosabbnál csodálatosabb színhatások kápráztatják el a látogatót.
Az első, Lóczy Lajos nevét viselő terem É-i végében, az alacsonyan lévő mennyezet alatt egy kis tó helyezkedik el, melyben 1,5 m-es, kristálytiszta víz van. A barlangi tó halványzöldbe játszó pasztellkék vizével lenyűgöző hatást kelt. A finom, halvány színek, melyeket gyengén világít meg egy-két elrejtett lámpa fénye, derengve villódznak a mélyben. A mélység barlangi csendjét csak a boltozat felett hétköznapi életet élő utca leszűrődő zaja zavarja meg tompán és sejtelmesen. Furcsa érzés fogja el az embert akkor, mikor arra gondol, hogy pontosan a barlang mennyezete felett, 14 m vastag föld- és kőzetréteggel alátámasztva bonyolódik Tapolca egyik legforgalmasabb útjának zajos élete. A Lóczy-teremből alacsony folyosó vezet egy másik, nagyobb terembe, amely Darányi Ignác nevét kapta. Ebben a nagy üregben is van tóvá szélesült barlangi víz, mely szintén színes lámpákkal van megvilágítva, amivel bájos, lenyűgöző hatású, felejthetetlen látványosságot alakítottak ki.

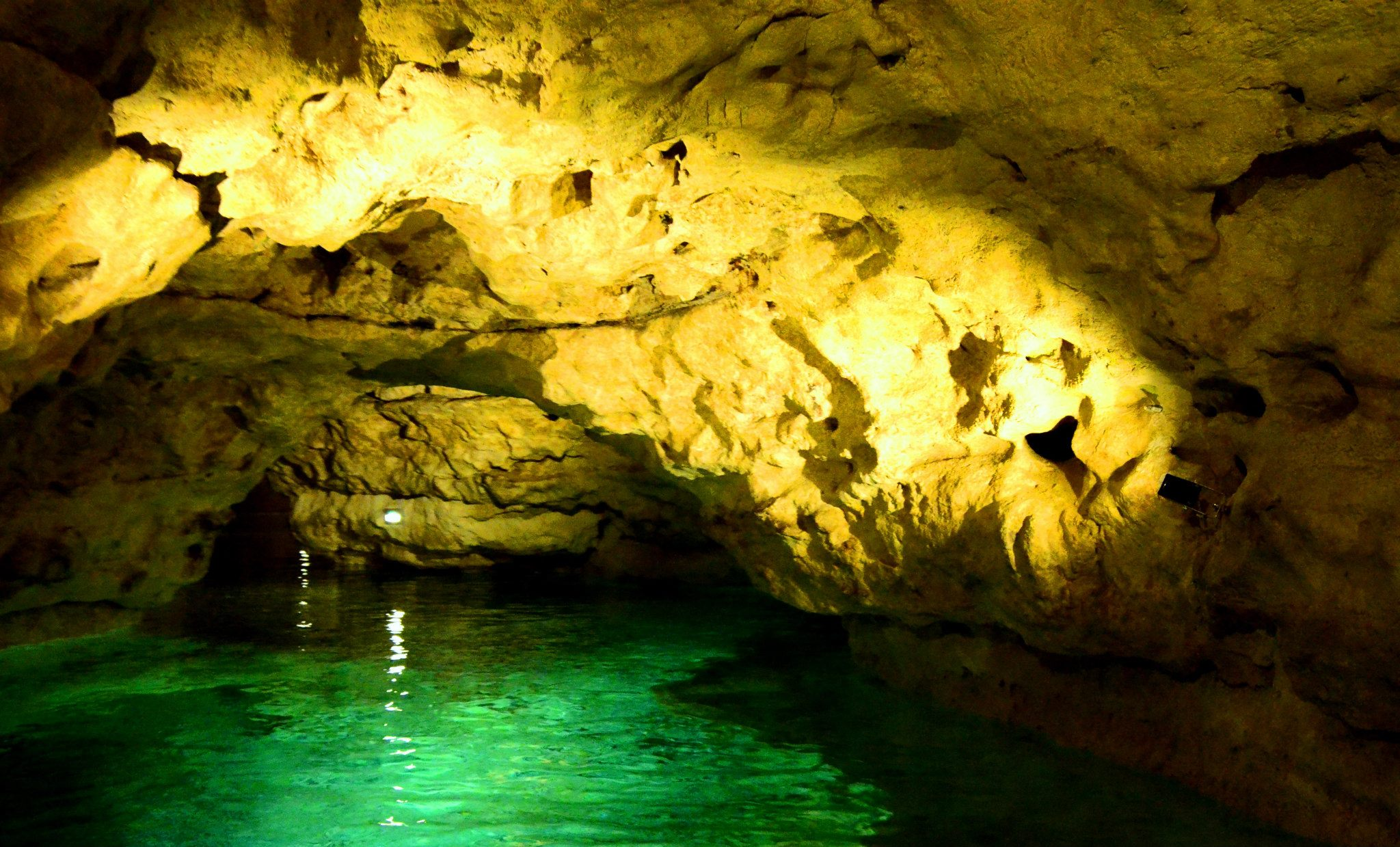
A Tapolcai-tavasbarlang egyik része

A barlangtermek mennyezete mindenhol 5–6 m magasan van és az üreget alkotó kőzet minden négyzetméterén megfigyelhető a víz rombolva teremtő munkájának eredménye. Szeszélyes bemélyedéseket, kisebb-nagyobb lyukakat, csavarszerű vájatokat fúrt magának a föld alá szorult víz, majd a vizek eltűnésével ezek a vájatok barlangüregekké váltak, melyeket napjainkban színes villanylámpák világítanak meg. Néhol langyos víz csepeg a durván faragott, magas boltozatról, ahol apró függőcseppkő alakult ki az évszázadok óta tartó, állandó csorgás miatt. A barlangban található négy tavat a település sok pénz felhasználásával összekapcsolta, emiatt a barlang egy része jelenleg csónakkal bejárható, ami páratlan, nagyszerű élmény. Most tervezi Tapolca, hogy egy másik barlanggal, a Kórház-barlanggal összeköti a tavasbarlangot, amivel további nagyszerű részek kapcsolódnának a Földön jelenleg egyedülálló természeti csodához. A Földön ez az egyetlen olyan barlang, amely város alatt fekszik. Nemrég új barlangrészeket fedeztek fel a tavasbarlangban, amivel tovább gazdagodott ez a remek, föld alatti csodavilág. Lehetőség van további részek felfedezésére, de ehhez állami segítség kell, mert a településnek nincs hozzá elég pénze.
A barlang hosszabbik folyosójának végén, ahol legátlátszóbb a víz és az aljzat minden színes kavicsa jól látható, apró halak cikáznak a sötét vízben, amelybe egy csónak villamos fényszórója vakító fénykévét hasít. Az itt megfigyelhető hal a fürge cselle. Ez a halfaj az egyetlen olyan állat, amely barlangban (ahol több a sötétség, mint a világosság) él. A csónak fényszórójának pazar világossága végigpásztázza a barlang szabálytalan falát és a zuhogó aranyfényben nedvesen csillognak a víztől csepegő, fényes oldalfalak. A csónakba beszállás után egy 80 m hosszú, föld alatti víziúton lehet megnézni a barlangot, ahol rejtelmes sötétségbe veszik minden.

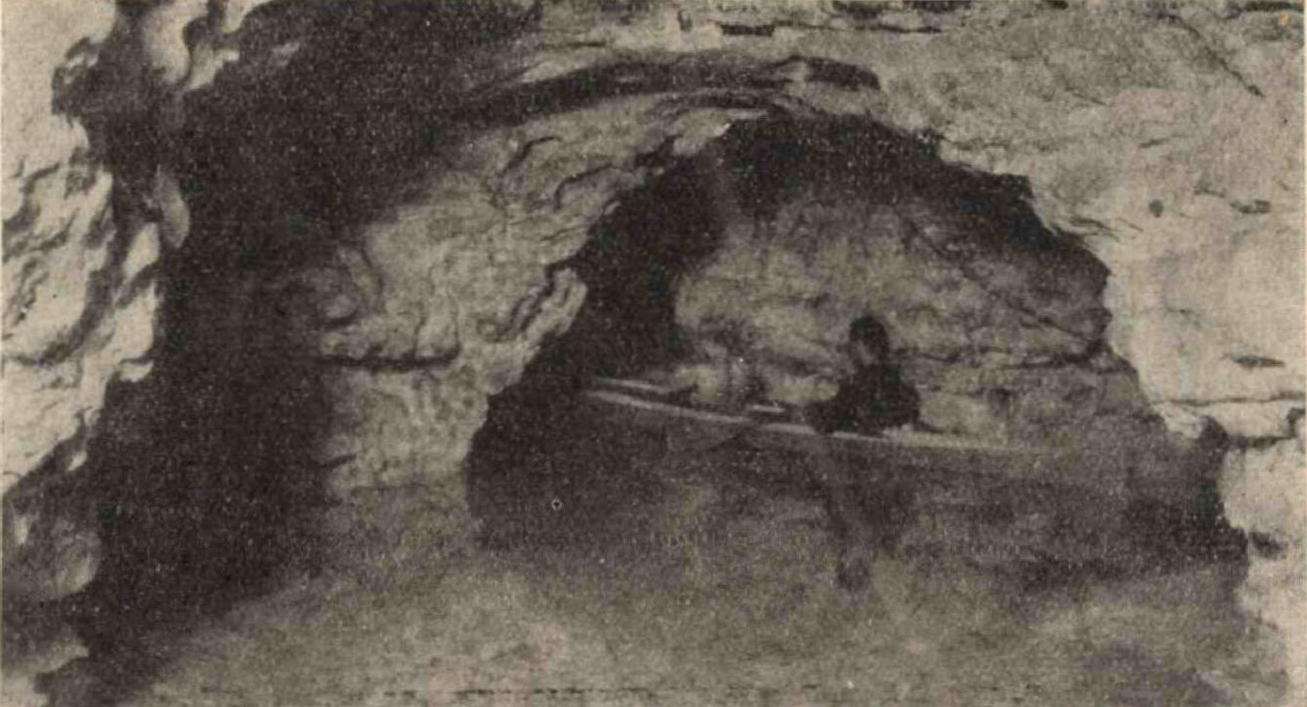
Csónakázás a Tapolcai-tavasbarlangban (1940-ben publikált fénykép)

A tó feneke szintén szeszélyesen változó. Egy-egy helyen majdnem a feneket súrolja a csónak, máshol pedig hirtelen 4–5 m méllyé válik a víz. Ezek a mély részek olyanok, mintha kutak vagy aknák lennének. Néhány helyen olyan alacsonyan van a mennyezet, hogy a csónakban majdnem le kell hasalni, máshol meg fel lehet állni, miközben a látogató árnyéka ijesztő formákat vet a sötét falakra és a vékonyan gyűrűző üvegzöld vízre. Aranysárga szőnyeget borít a reflektorfény az örökké nedves, csepegő falakra. A villogó fényvisszaverődésbe nehéz belenézni, mert utána percekre vakká válik az ember. Fokozza a látványt a néhol víz alá rejtett színes lámpák alulról felfelé világító pazar színkavalkádja, amely nagyon rejtélyes itt lenn, a síri csendű alvilági birodalomban.
A rövid csónakséta után, amikor megint szilárd föld van a látogató talpa alatt, sokáig nem tud megszólalni a csodálatos élmény hatása miatt. A tavasbarlang, amely csodálatos gazdagságú tárháza a színeknek, fényeknek, üvegszerűen áttetsző vizeknek és csillogó fényekkel megelevenített barlangi falaknak, 15 perc alatt kényelmesen bejárható és részletesen megfigyelhető. A színek és fények bőkezű sokasága így is felejthetetlen élmény, és a barlang rejtett szépségeit mélyen a lelkébe vésve hozza el az ember magával, mikor felér a napfényre. A tavasbarlangból elfolyó vizekből keletkezett és más forrásokból is táplálkozó tapolcai melegvízű tó vize, ugyanolyan átlátszó, mint a barlangi tavak tiszta vize.
A Balatoni Kurír 1943. február 25-i számában megjelent egy Berger Károly által írt cikk (a cikk végén csak B. K. szignó olvasható), amelyet Berger Károly a Péchy-Horváth Rezső által írt cikkre (Balatoni Kurír, 1943. február 4-i szám) írt válaszként. Berger Károly saját és Tapolca nevében köszöni Péchy-Horváth Rezsőnek azt, hogy Péchy-Horváth Rezső már nem először írt a tavasbarlangot ismertető publikációt, de főleg azért, mert érdekes, szép és értékes cikket jelentetett meg nemrég a Balatoni Kurírban. Berger Károly személyesen is ismeri Péchy-Horváth Rezsőt, aki nemcsak a Tapolcai-tavasbarlangról, hanem egyéb dolgokról is írt nagyon értékes és tanulságos cikkeket. Azonban Péchy-Horváth Rezső megállapítása, mely szerint a tavasbarlang nincs megfelelően reklámozva, Berger Károly szerint nem teljesen igaz, mert pl. a Balatoni Kurírban is megjelentek Tapolcai-tavasbarlangról szóló hirdetések és minden évben beadott jelentésében mindig felhívta a Tapolca által kinevezett Tapolcai Barlang Bizottság figyelmét arra, hogy nem szabad elhanyagolni a reklámot, a propagandát. Ennek a felhívásának a bizottság az anyagi viszonyainak megfelelően eleget tesz.
Azt is írta Péchy-Horváth Rezső, hogy kezdetleges módon lehet bejutni a barlangba. Az utcáról egy ismertetőjel nélküli vastetővel ellátott lejárat vezet a barlangba. Berger Károly ezzel kapcsolatban azt írta, hogy Péchy-Horváth Rezső legalább már négy éve nem látta a barlangot, mert a barlang előtt egy feltűnő tábla látható, amely öt éve lett elhelyezve. A táblán nagy betűkkel írt szöveg van: Tavasbarlang lejárata. Ez tehát elkerülte Péchy-Horváth Rezső figyelmét. Az azonban tény, hogy egy vastető fedi a barlang lejáratát, amely kívülről tényleg nem nagyon bíztató, de praktikus, mert könnyen kezelhető. A Tapolcai Barlang Bizottság már évekkel ezelőtt foglalkozott azzal a tervvel, hogy készíttet egy díszesebb bejáratot, de ez olyan sokba került volna, hogy nem volt rá pénz, ezért nem lett megvalósítva.

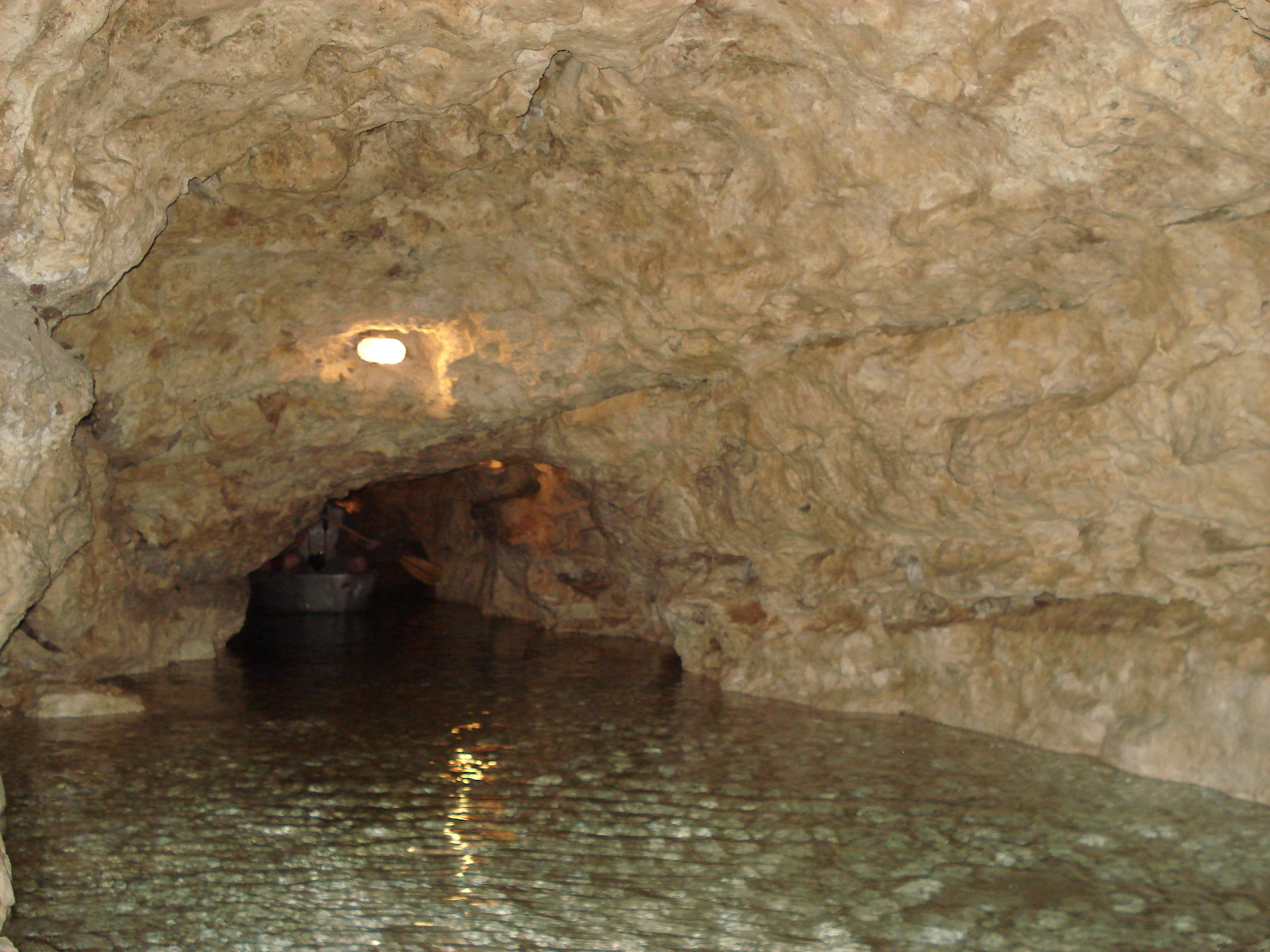
A Tapolcai-tavasbarlang egyik része

A településnek az a terve, hogy a belépőjegyekből befolyt összeget a barlang fejlesztésére fordítja, hogy nagyobb látogatóforgalmat érjen el, tehát ezt nem alaptőkegyűjtésre használja fel, aminek minden évben látható a bizonyítéka, és tényleg bele is fekteti a különböző munkálatokba. Így lett megvalósítva pl. a barlangi tavak összekötése, hogy csónakkal járhatók legyenek; csónakkörjárat készítése, ami elég jól sikerült és fokozza a barlang bevételét. A legnagyobb munka azonban két évvel ezelőtt zajlott, amikor elkezdődött az új lejárat kialakítása és össze lett kötve a vásártéri kút a barlanggal. Ezzel teljesen fel lett használva a barlang jövedelme, és tekintve, hogy támogatást (bár az meg lett ígérve) még a mai napig sem kapott Tapolca, abba kellett hagyni a további munkát. Az új bejárat befejezetlenül, bekerítve és felül lefedve áll a vásártér közepén.
Ezek a felsorolt munkák Péczely Béla (kórházigazgató, a bizottság tagja) tervei alapján készültek. A legnagyobb munka, ami szintén nagyon fontos, azonban ezután következne, de ez ugyancsak anyagiak hiányában kivitelezhetetlen. Elképzelés született arról ugyanis, hogy a tavasbarlang és a kórház alatti barlangok össze legyenek kötve. Ha ez sikerül, akkor ebből a most meglévő szerény barlangból Magyarország egyik szép és látványos barlangja lenne. Mindez csak a pénzen múlik. Felmerült a barlangnak a település közepén található malomtóval történő összekötése is, de ez még csak távoli terv. Egyelőre az is elég lenne, ha a felsorolt munkák be lennének fejezve. A bizottság megtesz mindent, amennyire az anyagiak engedik, hogy propaganda és reklám céljára, amelyek nagyon fontosak, sok pénzt áldozzon. Évekkel ezelőtt, akkor, amikor éppen kutatták Berger Károlyék a barlangot, a barlangban jártak német turisták. Akkor még nem volt csónak a barlangban, ezért tutajjal vitte át Berger Károly a németeket a vízen, hogy megnézhessék a barlang belső részeit is. Nagyon tetszett nekik a barlang és azt mondták, ha ez a barlang Németországban lenne, akkor jobban ki lehetne használni, mert Németország erre a célra sokkal többet áldoz, és megtérül a befektetett pénz az idegenforgalomban. Egyszer Rákosi Jenő is járt a Tapolcai-tavasbarlangban.

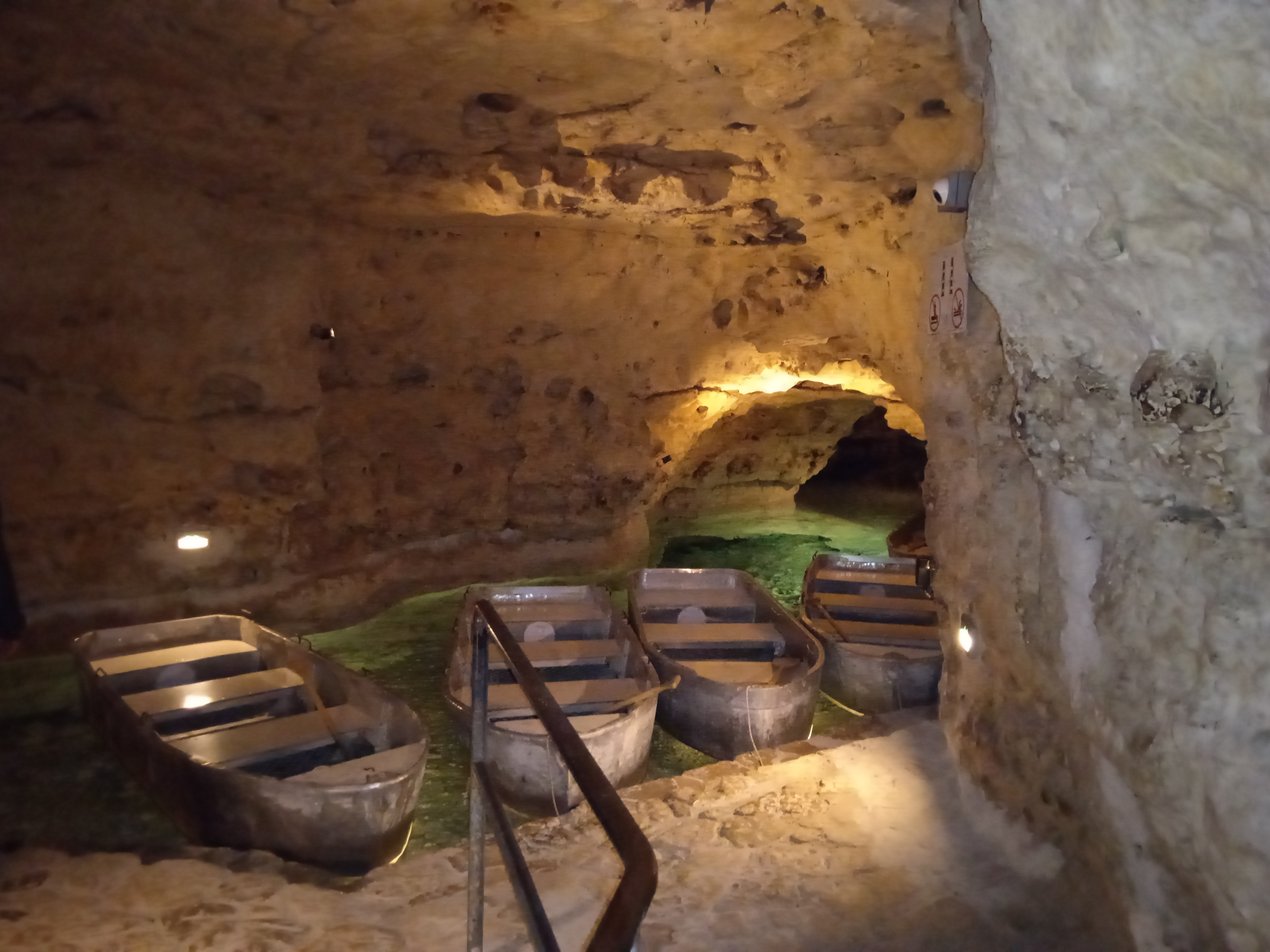
Tapolcai-tavasbarlang, csónakkikötő

A Magyar Turista Élet 1943. évi 13. (július 15-i) számában meg van említve, hogy védetté lett nyilvánítva a Tapolcai-tavasbarlang. A Természettudományi Közlöny 1943. évi 230. pótfüzetében szó van arról, hogy a természetvédelemről szóló 1935. IV. tc. alapján az Országos Természetvédelmi Tanács 1939-ben történt létrejötte óta a földművelésügyi miniszternek a vallás- és közoktatásügyi miniszterrel egyetértve hozott határozatai alapján az Országos Természetvédelmi Tanács javaslatára törvényes védelem alá került pl. a Tapolca határában és tulajdonában lévő tavasbarlang kb. 4,4 kataszteri holdnyi területtel (1942. április 18-tól a 85.350/1942. számú FM határozattal).
A Nemzeti Újság 1943. november 28-i számában lévő, Ambrózy Migazzi Nóra által írt cikkben az olvasható, hogy Tapolca utcáin frissen haladt egy katonás csoport, amely a barlang felől jött és a csoportban lévők a barlangról beszéltek. Ambrózy Migazzi Nóráék a barlang felé mentek és vezetőt kerestek. Megtalálták az idős vezetőt, aki azt mondta sóhajtva nekik, hogy reggel óta már harmadszor mássza meg a dombot. Délután pedig még 20-an fognak jönni. Odalent azonban nem esik az eső és nem fúj a szél, ráadásul meleg is van, ezért elindultak a barlangba Ambrózy Migazzi Nóráék a vezetővel. A Kisfaludy utcában fel sem tűnik az embernek a kocsiút és a gyalogút között lévő kis vaskapu, amelynél megálltak, mert innen kezdődik a barlang lejárata. Páran vártak a rácshoz támaszkodva, mások pedig sietve jöttek, mikor megérkeztek a vezetővel. A vezető azt mondta, hogy nyáron nem volt ekkora érdeklődés, majd kitárta a vendégek előtt a barlang ajtaját.

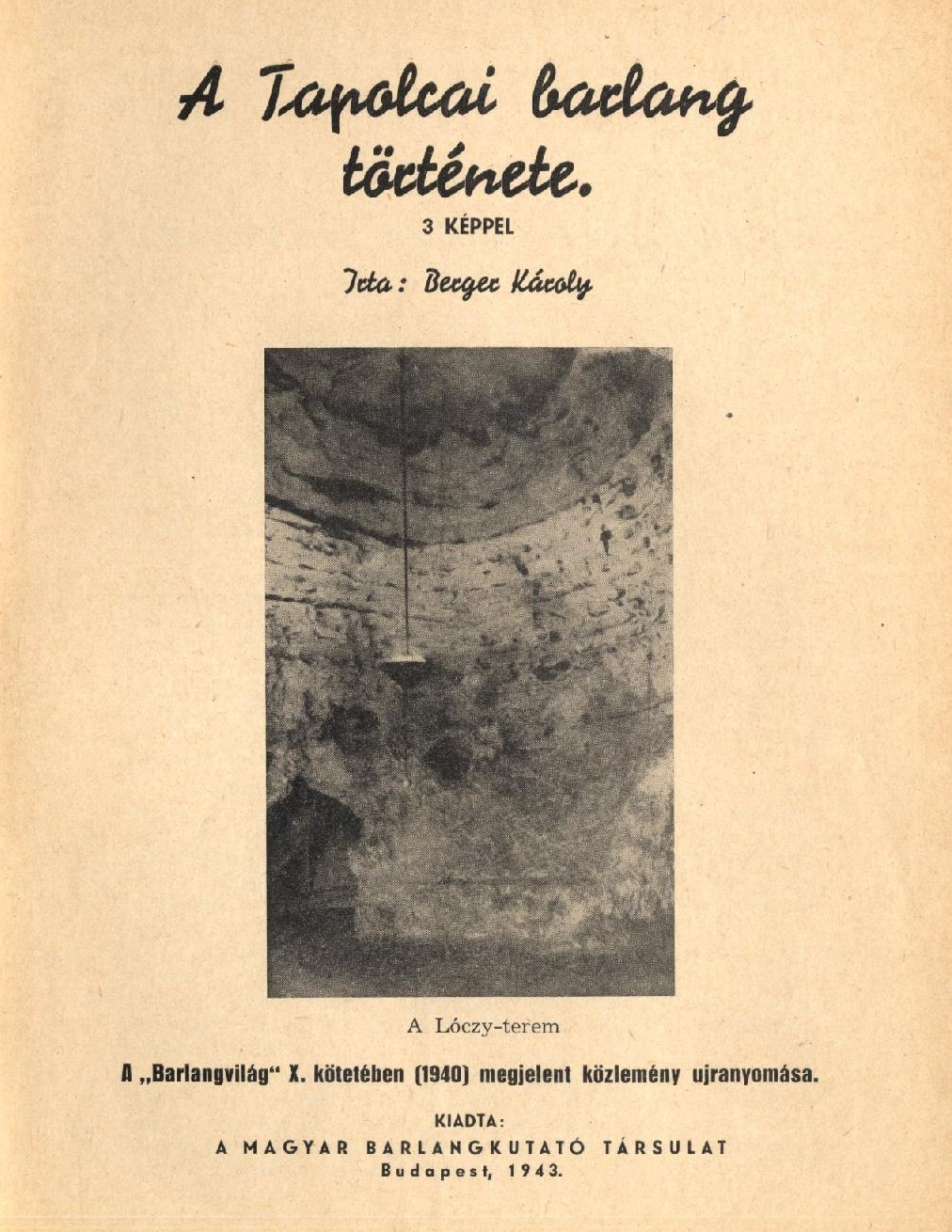
A Berger Károly által írt és 1940-ben publikált tanulmány 1943-ban kiadott újranyomásának címoldala

Téglával kirakott oldalfalak között lépcsőn mentek le. Fentről leszűrődött a világosság a legalsó lépcsőfokig. Lábuk alatt egyszerre volt sima és ruganyos a föld. Egy kis előcsarnokba jutottak, amelyet a természet alkotott. A vezető lehajolt és az egyik, homályosan látható szikla alján kiemelt egy négyszögletes záróablakot, amely vasból készült. Az ablak mögött láthatóvá vált a kavicsra ágyazott, halványzöld színű, kristálytiszta víz, mely élőn, frissen mozgott a nyíláson túl. A vezető azt mondta, hogy 14 m mélyen vannak a felszín alatt, és amit látnak, az a szomszéd ház kútjának alja. 31 éve ásták ezt a kutat és akkor fedezték fel a barlangot. A felfedezés úgy történt, hogy a kutásó leereszkedett a mélybe, majd kiemelt maga előtt egy lazán álló követ. A kő mögött üreget látott, de omladékos föld és törmelék gátolta meg azt, hogy behatoljon az üregbe. A kútásó félt és nem mert továbbmenni. Jelezte, hogy felhúzhatják, majd elmondta, amit látott. Elterjedt az eset híre és híres barlangkutatók érkeztek Tapolcára.
Lóczy Lajos és Jordán Károly ereszkedtek le kútásó vödörrel, majd az elmozdított kő helyén bemászva, ott, ahol Ambrózy Migazzi Nóráék álltak, feltárták a barlangot. Akkoriban az nehéz munka volt. Fáklyákkal a kezükben, hason csúszva haladtak előre, és eleinte ők sem tudták, hogy megéri-e feltárni a barlangot. Az egyik látogató azt kérdezte, hogy megérte-e, mire a vezető azt válaszolta, hogy azt döntsék el a látogatók. A vezető továbbterelte a gondjaira bízott, kíváncsi csapatot. Pár lépéssel arrébb a vezető felkapcsolta a villanyt, és a piros, sárga, kék ernyőjű lámpák különleges fényében kitárult előttük a Lóczy-terem. A sziklafalak mindenhol magasak voltak. A kb. 6–7 m magas falak különböző boltozatokban, bordázott kupolákban íveltek a fejük felett. Kőzetükbe kisebb-nagyobb mélyedéseket vájt az évezredek óta dolgozó víz, mely később lejjebb húzódott és munkája emlékeként itt hagyta a gyönyörű formájú alakzatokat.
Barlangkedvelő vezetőjük azt mondta, hogy ezek felső miocénből származó, harmadkori szarmata mészkövek. Egy nem nagyon intelligensnek tűnő, fiatal lány erre azt mondta, hogy most már tudjuk. A mészkövet nem oldotta volna a víz, ha nem lett volna benne szénsav. De mivel Magyarország és főleg Tapolca környékének vizeiből majdnem mindig kimutatható szénsav, ezért a Bakony hegység mélyéből, föld alatti üregeken át ideáramló, kissé szénsavas víz elvégezhette kőfaragó munkáját, és rombolva épített, alkotott. A vezető előre ment és ekkor meglátták az alámosott sziklapillérekkel körbevett kristálytiszta tavat. Ez tényleg egy föld alatti tó, melynek partján, mintha Kharón hagyta volna ott, kíhúzott csónak állt. A tóhoz vezető deszkapalló körül millió apró hal úszott és a megvilágított mély víz alján lévő minden kis kő színe és formája látható volt. A vezető azt mondta, hogy ezek a halak csak a barlangban, a barlanggal kapcsolatban álló, tapolcai Meleg-tóban és az Inn folyóban fordulnak elő. A halnak fürge cselle a neve és hatalmas csapatokban él. Szereti a víz hőmérsékletét, mely télen-nyáron egyformán 18 °C.

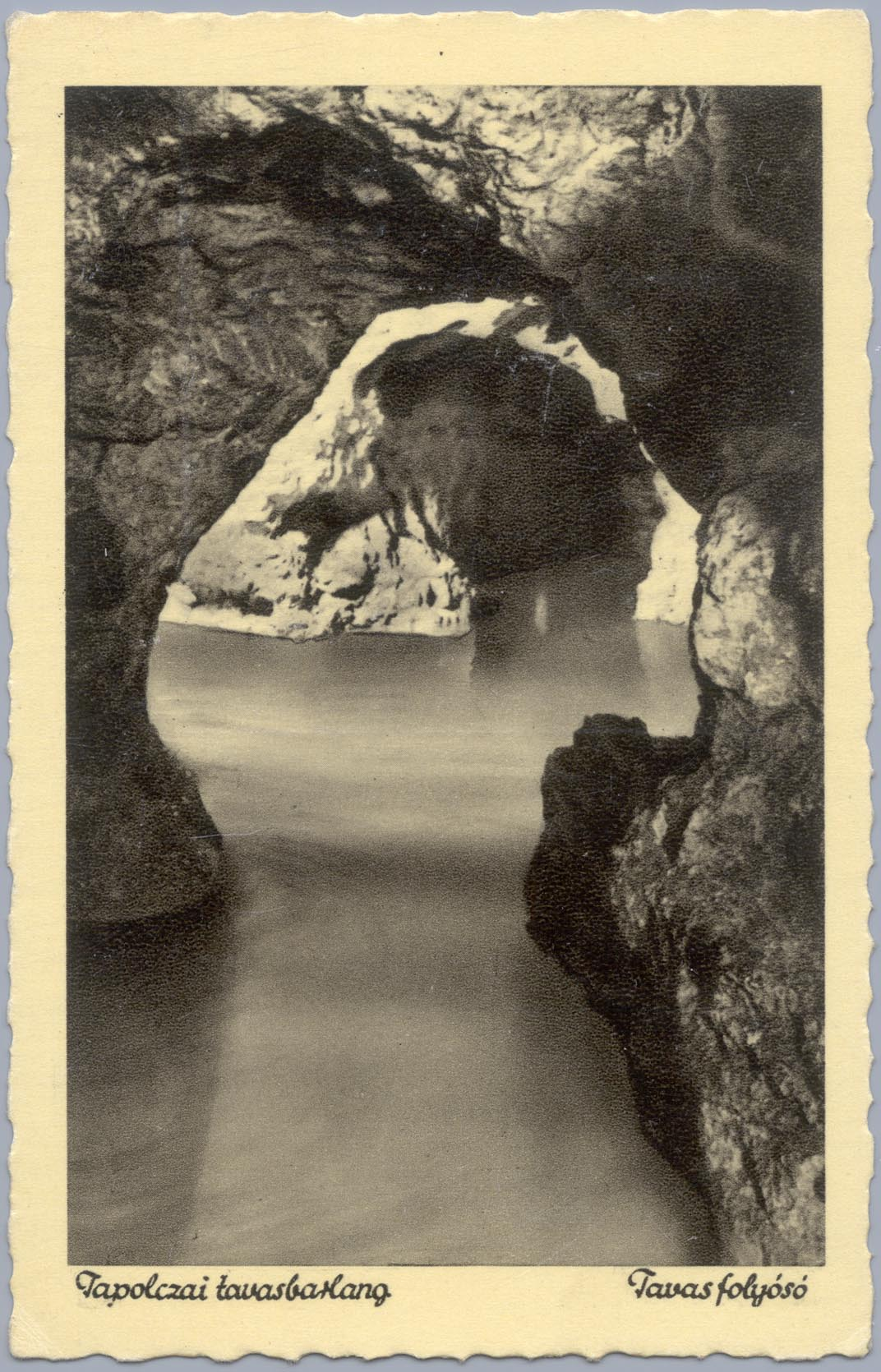
Tapolcai-tavasbarlang, tavas folyosó (régi képeslap)

Ambrózy Migazzi Nóra a Caprin található, kék barlangot látta maga előtt, mikor a csónak hol összeszoruló, hol pedig mélyen lelógó sziklák között úszott. A csónak alatt 7 m mély a víz. Lehajoltak, felemelkedtek, de senki sem kiáltotta a capri csónakosok elnyújtott jelzéseit, mégis haladtak, és gyönyörködve tették meg a 80 m hosszú körutat. A vezető azt mondta, hogy a tapolcai fiataloknak főleg nyáron, villanyfénynél jó szórakozás ez. Olyan tiszta itt akkor is a levegő, mint egy hegyen. Ez a legjobb bizonyíték arra, hogy a barlangok érintkeznek a külvilággal. A látogatók a Darányi-terembe mentek, ahol megint tudományos magyarázat kezdődött. Sokan nem figyeltek oda, hanem csak nézelődtek, pedig érdekes, hogy a terem mennyezetén egy fordított gleccsermalom figyelhető meg. A víznek itt nemcsak kémiai (korróziós), hanem mechanikai (eróziós) munkája is látható. Az örvénylő vízzel bekerült kövek nem lefelé, hanem felfelé vájták ki az üregeket, emiatt jött létre ez a nagyon ritka természeti jelenség.
Tényleg láthatóak a mennyezet gömbölyű üregei, és Ambrózy Migazzi Nóra azt is elképzelte, ahogy nagyon régen forgott bennük az örvénylő vízzel bekerült kő. Hallható, hogy mi történik a mélyben, melyet sem a jelenlegi Tapolca helyén egykor élt kelták, sem a rómaiak nem hallhattak, mert a barlang és a házak között 8 m vastag föld van, és senki nem tudta, hogy olyan helyen építkezik, mely alatt barlangok vannak. A vezető azt mondta, hogy ez a vastag föld minden súlyt kibír. Emiatt a barlangok a legbiztonságosabb mendékek a jelenlegi háborúban ledobott bombák elől, mely a legutóbbi 7 komoly légiriadó alkalmával is bebizonyosodott. A butuska kis lány megkérdezte, hogy volt-e támadás. A vezető azt mondta, hogy nem volt, de lehetett volna.
A vezető egy kis barlangba vezette a vendégeket, ahol a sziklákkal körülvett kis tó felszínén szürke, nem átlátszó réteg volt megfigyelhető. Itt látható, hogyan oldotta fel a víz a követ. A hártyaszerűen vékony réteg a mészkő porózus kioldása miatt jött létre. Alatta csillog a víz, mint a másik tóban. Ilyen barlangokkal, föld alatti vízfolyásokkal van aláaknázva Tapolca és a környék. A kutatások folytatásához kevés a pénz. A természet érdekes és ritka jelensége, illetve a 20. század barlangokba kívánkozó emberének biztos menedéke a Tapolcai-tavasbarlang, amelyen sziklaszilárdan állnak a házsorok, kanyarognak az utcák. Remélhető, hogy csak komoly légiriadókkor kell majd használni, de támadásokkor soha. Remélhető, hogy az őszi ködben a nyárról álmodozva sokan elszánják magukat arra, hogy meglátogatják majd a barlangot.

### 1955–1973
Az 1955. évi Természet és Társadalom című folyóiratban lévő, Gólisz Ferenc által írt cikkben az olvasható, hogy a Bakony hegység mészkőfennsíkján átfolyó víz a Zalahalápon kifolyó forrásban lát napvilágot, majd eltűnik és a Tapolcán található Malom-tóban bukkan fel megint. Ez a víz vájta ki a Tapolcán fekvő Tavasbarlangot, amely a Dunántúl egyik legérdekesebb látványossága. A barlang viszonylag nem rég alakult ki, ezért még benne van a barlangot létrehozó karsztvíz. A pliocénben történt hatalmas kéregmozgások ÉK–DNy irányú hasadékokat alakítottak ki a szarmata mészkőben és ezek mentén utat találtak a föld alatti, barlangvilágot kialakító vizek. A Balaton leszakadt árkának szívóhatása miatt megindult a föld alatti vizek tómeder felé áramlása. Ezek a vizek keveredtek a fokozatosan feltörő hévforrásokkal, melyek szifonokon át jutottak a jelenlegi barlangrendszerbe és a karsztvizet 18–19 °C-os vízzé melegítették fel. A Tavasbarlangban lévő víz kapcsolatban van szifonokon keresztül a tapolcai Malom-tóval, amely 19 °C hőmérsékletű. A barlang karsztvizének szintje is lesüllyed, ha a Malom-tó vizét tisztítás miatt leeresztik.

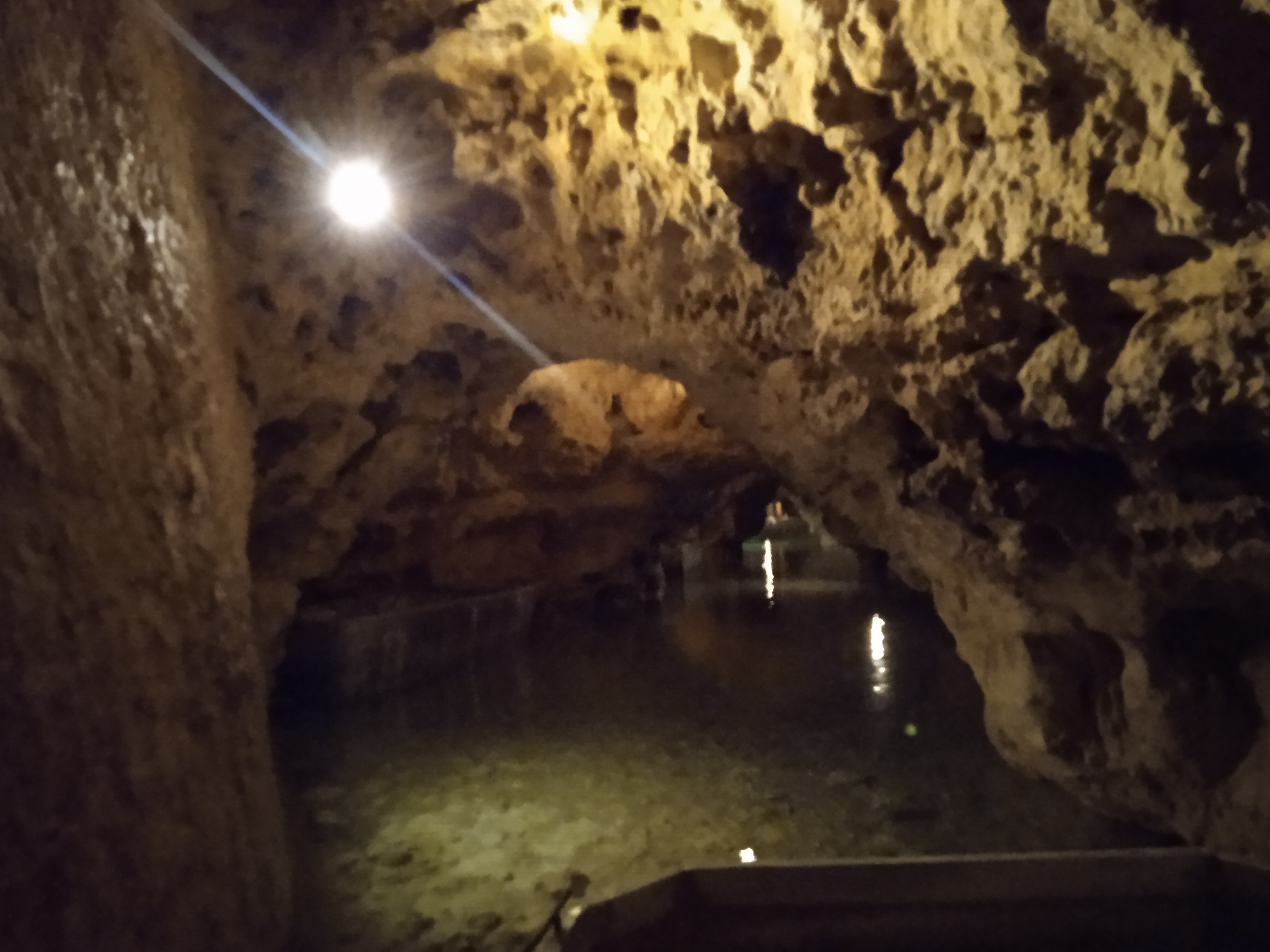
A Tapolcai-tavasbarlang egyik része

A Tavasbarlang 1912-ben lett megnyitva a látogatók előtt, a járatokat néhol kiszélesítették és villanyvilágítással látták el. A kb. 30 m vastag mészkőrétegben a barlang 14 m mélységben helyezkedik el. A 340 m hosszú barlang legnagyobb terme a Lóczy-terem, melyben jól láthatók a mennyezeten lévő, karsztvíz által létrehozott oldásformák, kavernák. A nedves levegő miatt puha és morzsalékos a terem fala. Csak mikroszkopikus méretű cseppkövek vannak a barlangban. Víz borítja a barlang belső járatainak alját. Csónakban lehet végigevezni a kb. 18 m hosszú, vízborította járatban. A kristálytiszta víz alatt lévő, jól látható repedések a villanyfényben érdekes látványt nyújtanak. A fürge cselle (csitri) a barlang egyetlen élőlénye. Az apró halak föld alatti járatokon át közlekednek a barlang és a Malom-tó között. A Tavasbarlang rendszeréhez tartozik a Kórház-barlang is. Régen Tapolca alatt egy egységes barlanghálózat húzódott, mely itt-ott beomlott és több részre tagozódott a kéregmozgások miatt. A Kórház-barlang alja kissé magasabban van a tavasbarlangénál, emiatt a Kórház-barlang alja száraz. Folyamatban van a Tapolca alatti barlangrendszer feltárása.
Az 1956. évi Karszt- és Barlangkutatási Tájékoztatóban található, Maucha László által írt közlemény szerint fürdőügyi és vízellátási problémák megoldását szolgálták a tapolcai Malom-tónál végzett vizsgálatok.

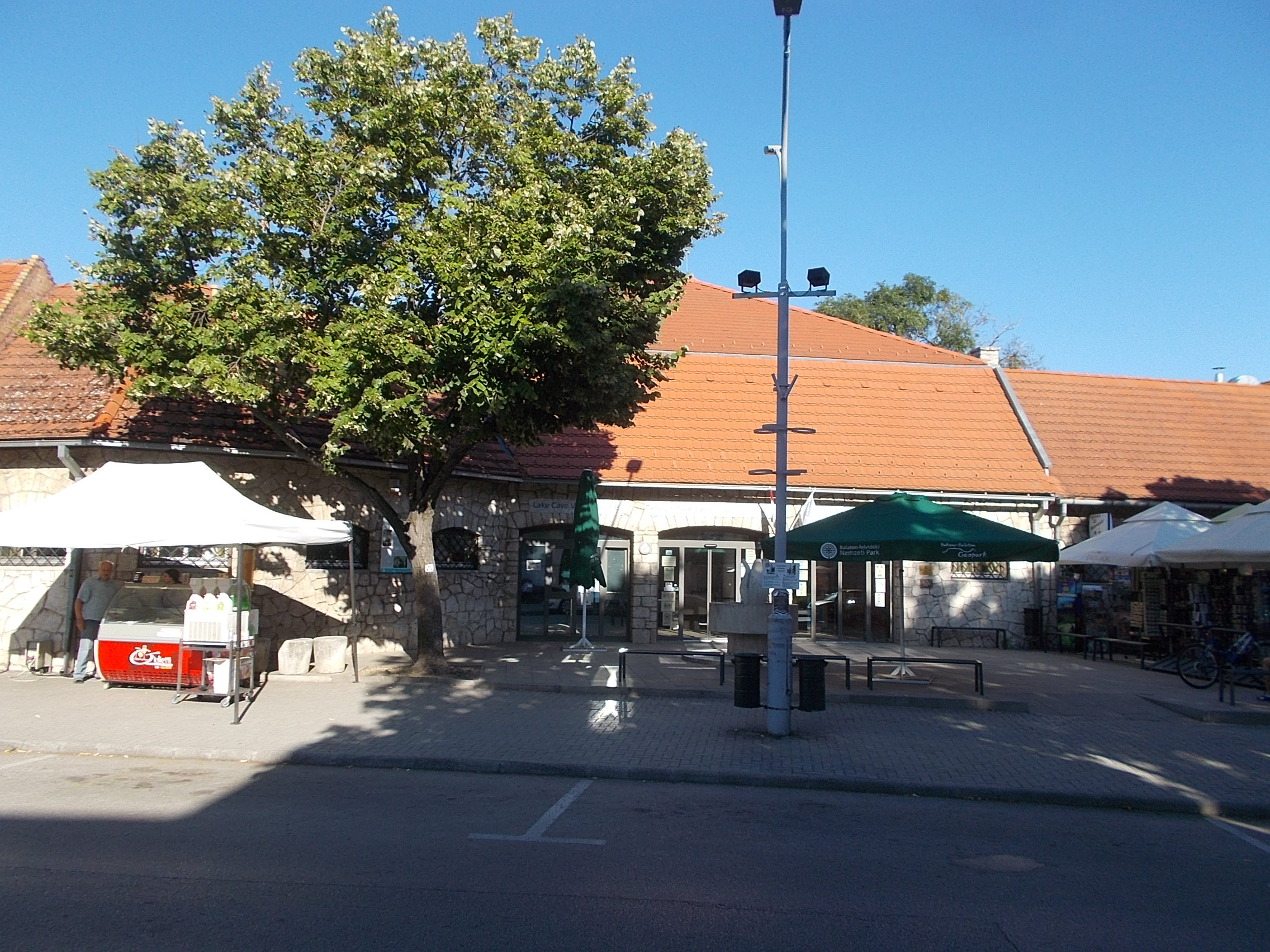
A Tapolcai-tavasbarlang látogatóépülete 2019-ben

Az 1960. évi Karszt- és Barlangkutatási Tájékoztató áprilisi füzetében publikálva lett a Magyarországon elhelyezkedő, idegenforgalmi célokra kiépített jelentősebb barlangok látogatási statisztikája. A statisztika szerint a Tapolcai-tavasbarlangot 1950-ben 5687 fő, 1951-ben 6863 fő, 1952-ben 8591 fő, 1953-ban 9172 fő, 1954-ben 10 726 fő, 1955-ben 12 258 fő, 1956-ban 16 038 fő, 1957-ben 21 025 fő, 1958-ban 23 334 fő, 1959-ben pedig 30 449 fő tekintette meg. A barlangot 1950 és 1959 között 144 143-an látogatták meg. A barlang 1957 előtt teljesen elhanyagolt állapotban volt, csak kutatók keresték fel. A betonjárdák és lépcsők építését 1957-ben kezdték meg és 1959-ben a barlang ⅔ részét villanyvilágítással látták el. A teljes barlang villanyvilágításának kialakítása 1960 első félévében fog befejeződni. A barlangban kb. 3 kataszteri hold területű csónakázótavat, a barlangbejáratnál pedig 30 férőhelyes idegenforgalmi átvonuló szállást létesítettek. Nyárig felállítanak egy kempinget.
Az 1960. évi Karszt- és Barlangkutatási Tájékoztató novemberi füzetében lévő, Balázs Dénes által írt közleményben szó van arról, hogy a tapolcai Malom-tó forrásának foglalásához kapcsolódóan a Vízgazdálkodási Tudományos Kutató Intézet vizsgálatokat végez a Balaton-vidék vízellátásának érdekében. Ez a bővízű karsztforrás a megjelenési helyén szennyezetten bukkan elő, emiatt a forrásfoglalást sokkal beljebb, a városi szennyeződési lehetőségek kiiktatásával kell megoldani. Az MHS Könnyűbúvár Szakosztályának Hortolányi Gyula által vezetett tagjai vállalták a föld alatti vízjárat ismeretlen útjainak feltárását. November 6-án és 7-én kb. 100 m hosszú, víz alatti barlangrendszert fedeztek fel a búvárok. Továbbjutásuknak csak az volt az akadálya, hogy a biztosítókábel nem engedte a távolabbra merészkedést. Az MHS könnyűbúvárai az 1960. december 30. és 1961. január 7. közötti időszakra új expedíciót szerveztek, melynek során az új barlangjáratokat feltérképezik a víz alatt és filmet készítenek izgalmas munkájukról.
Az 1960. évi Karszt- és Barlangkutatási Tájékoztató decemberi füzetében lévő, Balázs Dénes által írt publikációban az van írva, hogy a Karszt- és Barlangkutatási Tájékoztató novemberi füzetében napvilágot látott egy közlemény, amely szerint az MHS Könnyűbúvár Szakosztálya (a VITUKI által irányítva) 1961 januárjának első hetére egy víz alatti expedíciót szervezett a Tapolcai-tavasbarlang kutatására. A rádió és a sajtó hírei alapján sikerrel járt ez a vállalkozás. A könnyűbúvárok feltérképeztek kb. 300 m hosszú, vízzel teli barlangjáratot. A tapolcai Malom-tó forrásának vízhozama kb. 20 ezer l/p. Ez a víz szennyezettsége miatt eddig felhasználatlanul tovább folyt. Most a kutatók által végzett felfedezés alapján lehetőség van arra, hogy a forrás vizét belső szakaszból vezessék felszínre. Ezzel a tevékenységükkel a barlangkutatók a Balaton-környék vízellátási problémáinak megoldásához nagy segítséget nyújtanak.

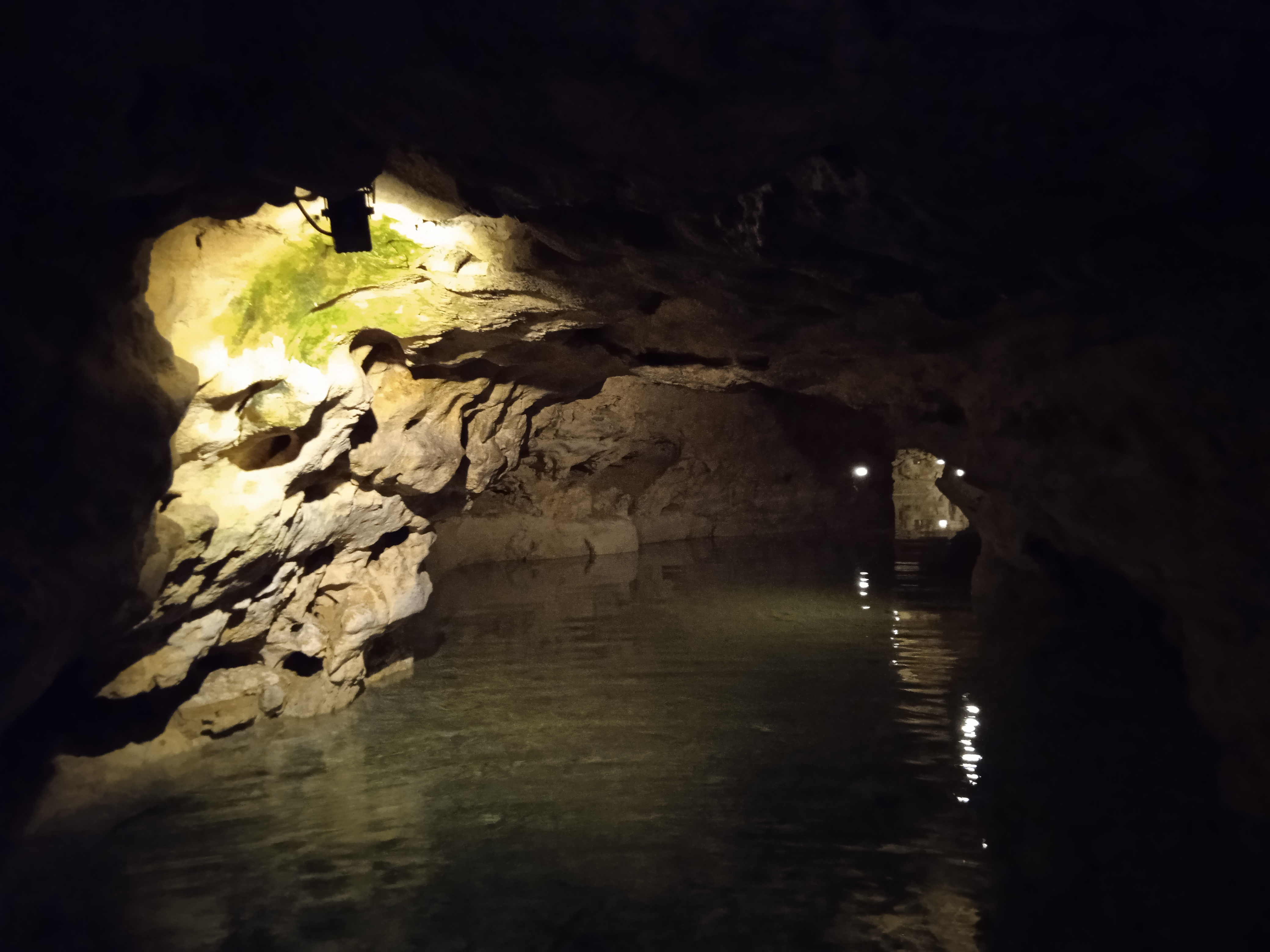
A Tapolcai-tavasbarlang egyik része

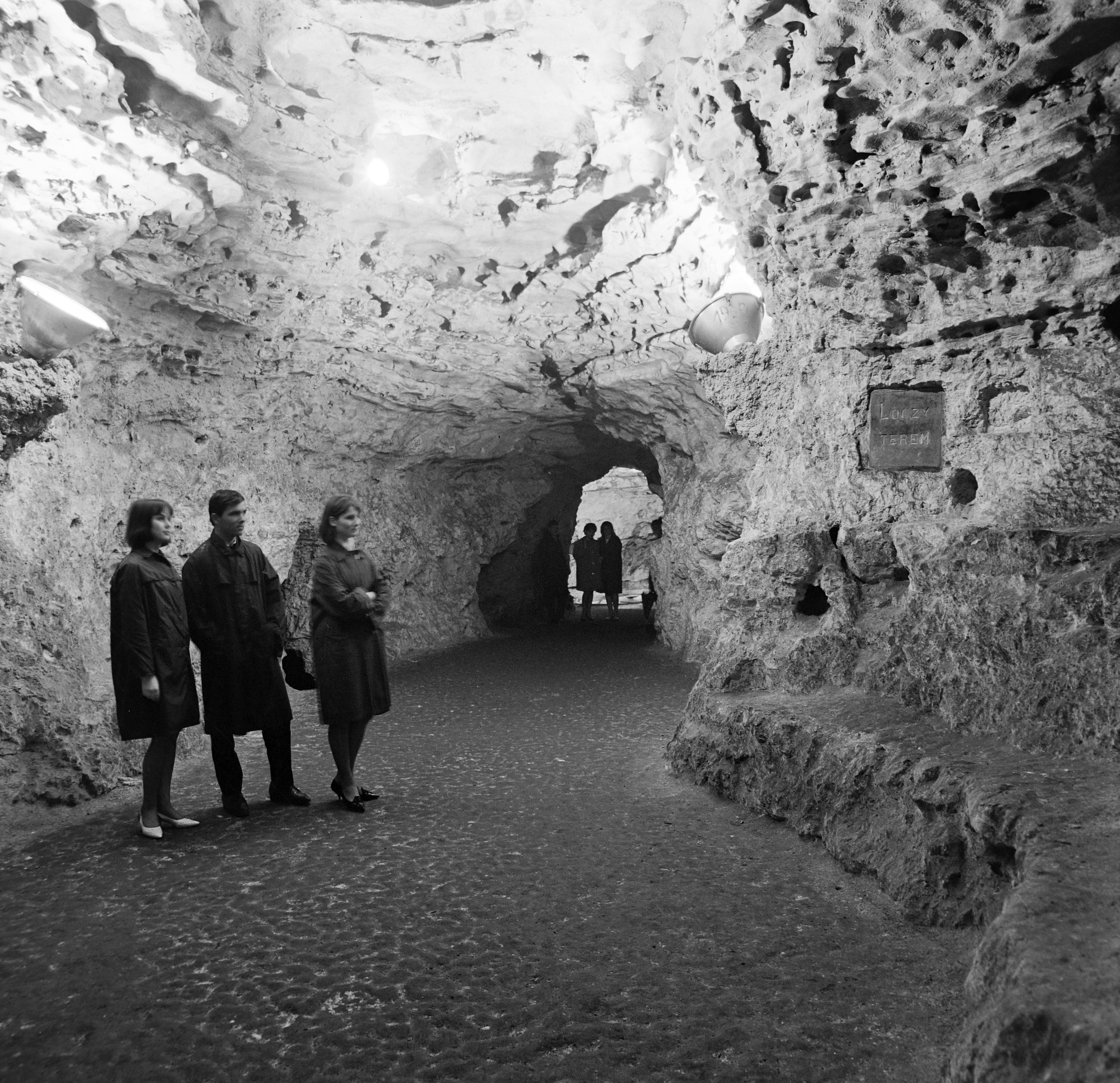
A Tapolcai-tavasbarlangban lévő Lóczy-terem 1966-ban

Az 1961. évi Karszt- és Barlangkutató 1. félévi számában megjelent, Balázs Dénes által írt áttekintésben az olvasható, hogy a tapolcai Tavas-barlangot Veszprém Megye Tanácsának Idegenforgalmi Hivatala kezeli. A barlang látogatottsága megnégyszereződött az elmúlt tíz év során. Az 1960. évi viszonylag kis emelkedést az okozta, hogy az év első öt hónapjában nem lehetett látogatni a barlangot, amely ekkor építkezések miatt volt zárva. A Tapolcai-tavasbarlangot 1951-ben 6863 fő, 1952-ben 8591 fő, 1953-ban 9172 fő, 1954-ben 10 726 fő, 1955-ben 12 258 fő, 1956-ban 16 038 fő, 1957-ben 21 025 fő, 1958-ban 23 334 fő, 1959-ben 30 449 fő, 1960-ban pedig 31 701 fő nézte meg. Az Abaligeti-barlangot 1960-ban meglátogatók száma (26 787 fő) megközelítette a Dunántúlon lévő másik barlangot, a Tapolcai-tavasbarlangot 1960-ban meglátogatók számát.
Az 1961. évi Karszt- és Barlangkutató 2. félévi számában lévő, Kessler Hubert által írt, Barlangkutatás és vízgazdálkodás című tanulmányban meg van említve, hogy barlangi búvároknak köszönhetők azok a felfedezések, melyek eredményeként megtalálták a Tapolcai-tavasbarlang 300 m-nél hosszabb szifonsorozatát. Vízellátás céljából vált szükségessé a már régóta ismert tavasbarlang azon járatainak vizsgálata, melyek Tapolcán kívülre (a település fertőzési lehetőségeknek kitett területén kívülre), a barlang vizét tápláló, föld alatti patak eredete, a Bakony hegység felé haladnak. Ha az elkezdett kutatások eredményesek lesznek, akkor a föld alatti patakból a Balaton-vidék kb. félmillió lakosának és üdülőjének vízellátása biztosítható.
Az 1961. évi Karszt- és Barlangkutatási Tájékoztató áprilisi füzetében, Barátosi József tanulmányában meg van említve, hogy a Tapolcai Tavasbarlang fajtája tavas barlang. A folyóirat július–augusztusi füzetében lévő, Marek István által közzétett munkatervből, amely a Magyar Karszt- és Barlangkutató Társulatnak el lett küldve, megtudható, hogy a Magyar Honvédelmi Sportszövetség Budapesti Elnöksége Könnyűbúvár Szakosztály Barlangkutató Csoportja tervezte a Tapolcai-tavasbarlang további feltárását, víz alatti részeinek feltérképezését, a barlangról készített, víz alatti filmjük kiegészítését, hangosítását, a korábban elkészült filmnek a bécsi szpeleológiai kongresszuson történő bemutatását. Az 1961. évi Karszt- és Barlangkutatási Tájékoztatóban, a Hortolányi Gyula által írt hozzászólásban szó van arról, hogy Hortolányi Gyula a Tapolcai-tavasbarlang vízzel kitöltött, alsó barlangrendszerének egyik felfedezője.
Az 1961. évi Karszt- és Barlangkutatási Tájékoztató novemberi füzetében található, Zákonyi Ferenc által írt közlemény szerint a Tapolcai-tavasbarlangot meglátogatók száma nagyon emelkedett 1961-ben. 1961. október 1-jén elérte a 49 528 főt, év végéig pedig túl fogja haladni az 50 000 főt. A barlang felfedezése óta a barlangnak 1961-ben volt a legtöbb látogatója. Nagyon jól sikerült az 1961-ben befejezésre kerülő barlanglejáró épülete, amely Vákár Tibor tervezőmérnök elképzelése alapján lett kivitelezve. A márványlapokkal, kovácsoltvas díszekkel, büfével ellátott épület nagyon jó benyomást nyújt a barlangot megtekintőknek már az első percekben. A barlanglejáró épülete majdnem 600 000 Ft-ba került, de a barlangba történő lejutás éveken keresztül sokszor kifogásolt problémája ezzel megoldódott. A korábban szemétládának csúfolt lejárat helyett jelenleg egy minden kívánságnak megfelelő, korszerű épület fogadja a vendégeket.
Az 1961. évi Karszt- és Barlangkutatási Tájékoztató novemberi füzetében lévő, Müller Ernő által írt beszámolóban szó van arról, hogy a Magyar Karszt- és Barlangkutató Társulat klubhelyiségében (a Lenin-teremben) 1961. október 25-én lebonyolított MKBT klubnapon Kádár Imre értékes előadást tartott az MHS Könnyűbúvár Szakosztály Barlangkutató Csoportjának eddigi munkájáról. A csoport jelenleg a Tapolcai-tavasbarlang víz alatti részeinek feltárásával és feltérképezésével foglalkozik. Ehhez nagyon pontos előkészítés és nagy kitartást igénylő munka kell. A barlang térképének elkészítéséhez szükséges felméréshez teljesen új módszereket kellett kidolgozniuk, mert a felmérés hagyományos módszerei a víz alatti barlangok térképezésénél egyáltalán nem, vagy csak nagyon átalakítva alkalmazhatók. Eddig a barlang főága lett feltérképezve. A csoport tagjai nagyon lelkesen folytatják újszerű munkájukat. Az előadás után pár vetített fényképpel illusztrálták munkájukat, majd levetítették a barlangban készült mozgófilmjüket.

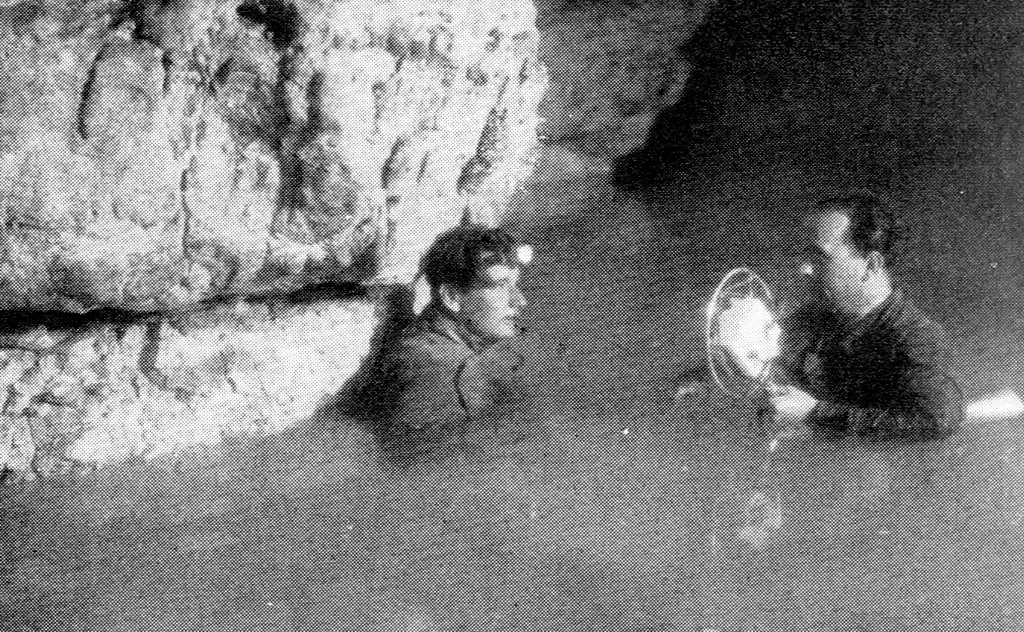
Helyszíni rádióriport Kessler Huberttel a Tapolcai-tavasbarlangból

Az 1962-ben kiadott, A barlangok világa című könyvben az van írva, hogy a Közép-Európában lévő barlangok levegőjének átlaghőmérséklete 10±1 °C, de ettől természetesen van melegebb levegőjű barlang is, pl. a Tavas-barlang (Veszprémtapolca). A barlang vize 18–20 °C-os. A Tavasbarlangban előfordulnak Plusiocampa breviantennata (Loksa, 1960) és Campodea augens Silv. nevű, lábaspotrohú rovarok. Nagyon érdekes a tavasbarlang esete, ahol a fürge csellének (Phoxinus phoxinus L.) kialakult egy barlangban élő formája, amely felszíni fajtársaitól méretekben, színben és élettanilag is különbözik. Ivóvízellátással kapcsolatosak a Veszprém megyében található Tapolca tavasbarlangjában folyó kutatások, ahol 300 m hosszig követték víz alatt a barlangi patakot eredete felé a Honvédelmi Sportszövetség búvárai, hogy felfedezzék a szennyeződési lehetőségektől mentes vízkivételi helyet. Majdnem félmillió ember vízszükségletét lehet majd innen biztosítani a vizsgálatok eredményes befejezése után. Csak nagyon mély szifonoknál, pl. a Tapolcai-tavasbarlang szifonjai esetében lehet szabad úszással megpróbálni átúszni a szifonon.
A Balaton-környék leglátványosabb és legnagyobb barlangjának, a Tavasbarlangnak Tapolcán, a Kisfaludy Sándor utcában van a bejárata. Azokra a harmadkor végén végbement földkéregmozgásokra vezethető vissza a barlang kialakulása, melyek miatt a Tapolcai-medence mészkőlapjában hatalmas repedések jöttek létre. Ezek mentén tudott a Bakony hegység karsztos felszínén beszivárgó és a Balaton felé folyó csapadékvíz a föld alatt kioldani kisebb-nagyobb barlangokat. Ezeknek a barlangoknak egyikét, vagy talán egy összefüggő nagy barlangrendszer egyik részét találták meg 1902-ben, amikor kutat ástak a Kisfaludy Sándor utcában. A kút oldalában, 8 m mélységben kis nyílást fedeztek fel, amit kitágítottak annyira, hogy Németh Ferenc kőművesmester át tudott bújni azon, és megtalálta a napjainkban ismert barlang nagy részét.

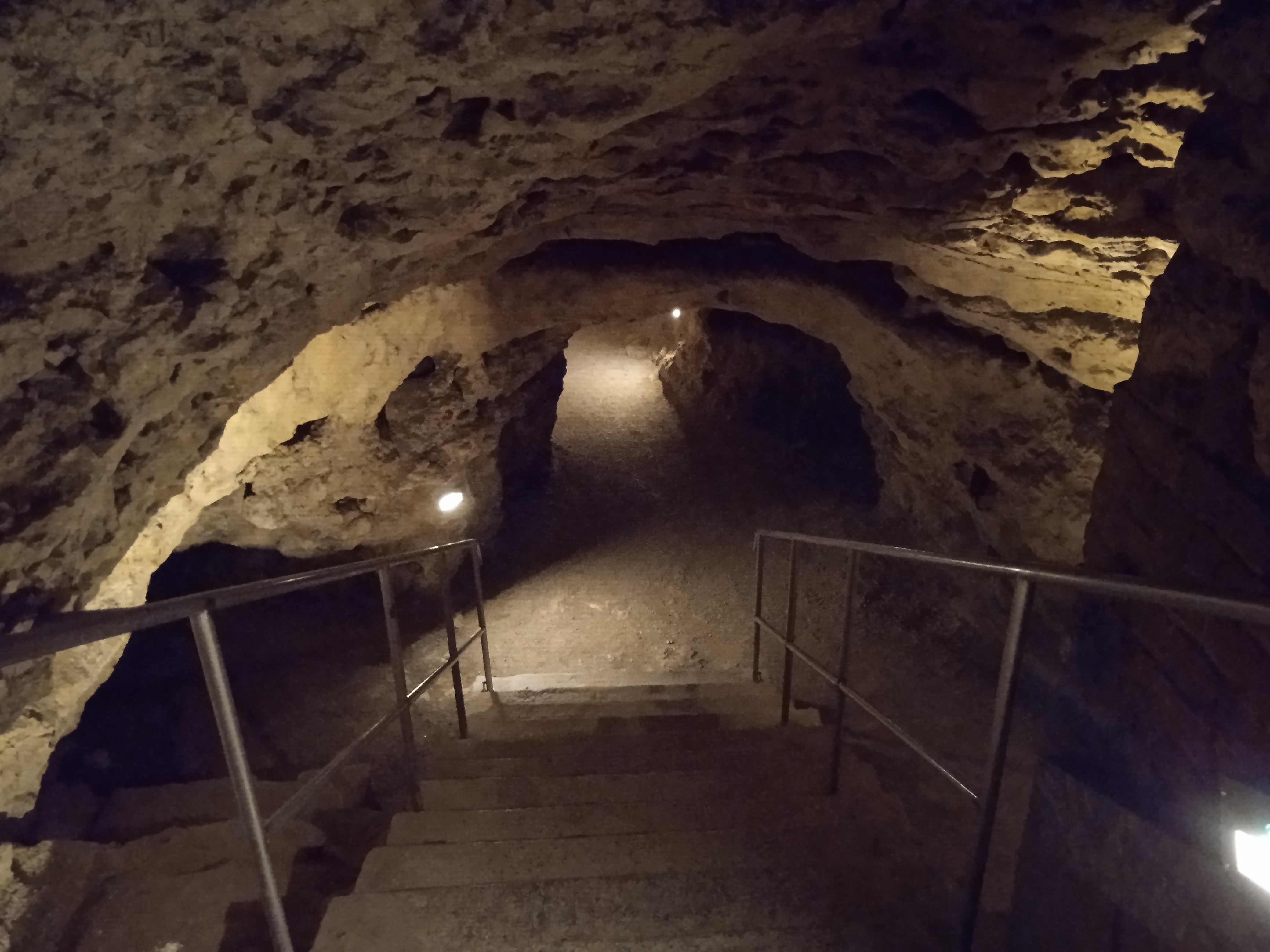
Tapolcai-tavasbarlang, a bejárati lépcső alja

A barlang további feltárása id. Lóczy Lajos kezdeményezésére kezdődött meg, majd 1913-ban megépült a látogatók által jelenleg is használt lépcsős lejárat. 1928-ban ellátták villanyvilágítással a barlangot, amit az érdeklődők akkor a jellegzetes, föld alatti tavak első partjáig nézhettek meg. 1938-ban lett eltávolítva a tavakat elválasztó kőtörmelék és egy mesterséges, 25 m hosszú, vízzel borított táró lett készítve. Ezzel lehetővé vált az, hogy a barlang vízzel borított részei is megtekinthetők legyenek a látogatók számára. Ezekben a barlangrészekben csónakkal lehetett közlekedni. 1945 után a Veszprém megyei Idegenforgalmi Hivatal szép épületet emelt a barlangbejárat fölé és elvégeztette a barlang idegenforgalmi kiépítését. Kessler Hubert elkészítette a Tapolcai-tavasbarlang és a Kórház-barlang térképét, valamint megindította a részletes hidrológiai kutatásokat. Ezekhez kapcsolódóan 1961 elején találták meg a Honvédelmi Sportszövetség Hortolányi Gyula által vezetett barlangkutató búvárai azt a kb. 300 m hosszú, víz alatti barlangszakaszt, amelyből valószínűleg megtudható a barlangban található víz eredete.
A vendégek a barlangot manapság a Kisfaludy Sándor utcában épült, ízléses fogadóépületben kezdődő 74 lépcsőfokos lejárati tárón keresztül érhetik el. A mesterséges lejárat az első nagy terembe, a Lóczy-terembe vezet. Útközben jól érzékelhető a kellemesen meleg, párás levegő. A terem elejének jobb oldalán elhelyezett lámpa azt a kutat világítja meg, melynek építésekor felfedezték a barlangot. A 20 m hosszú, 6–8 m széles terem falain és mennyezetén félgömb alakú fülkék, odvak vannak, melyek az egykor itt folyt víz oldó hatása miatt jöttek létre. Innen három sziklanyílás vezet egy 50 m hosszú, néhol teremmé szélesedő folyosóba, amelynek végén egy kis pocsolya van. Ez a tócsa kapcsolatban áll a búvárok által nemrég feltárt víz alatti barlangrésszel.

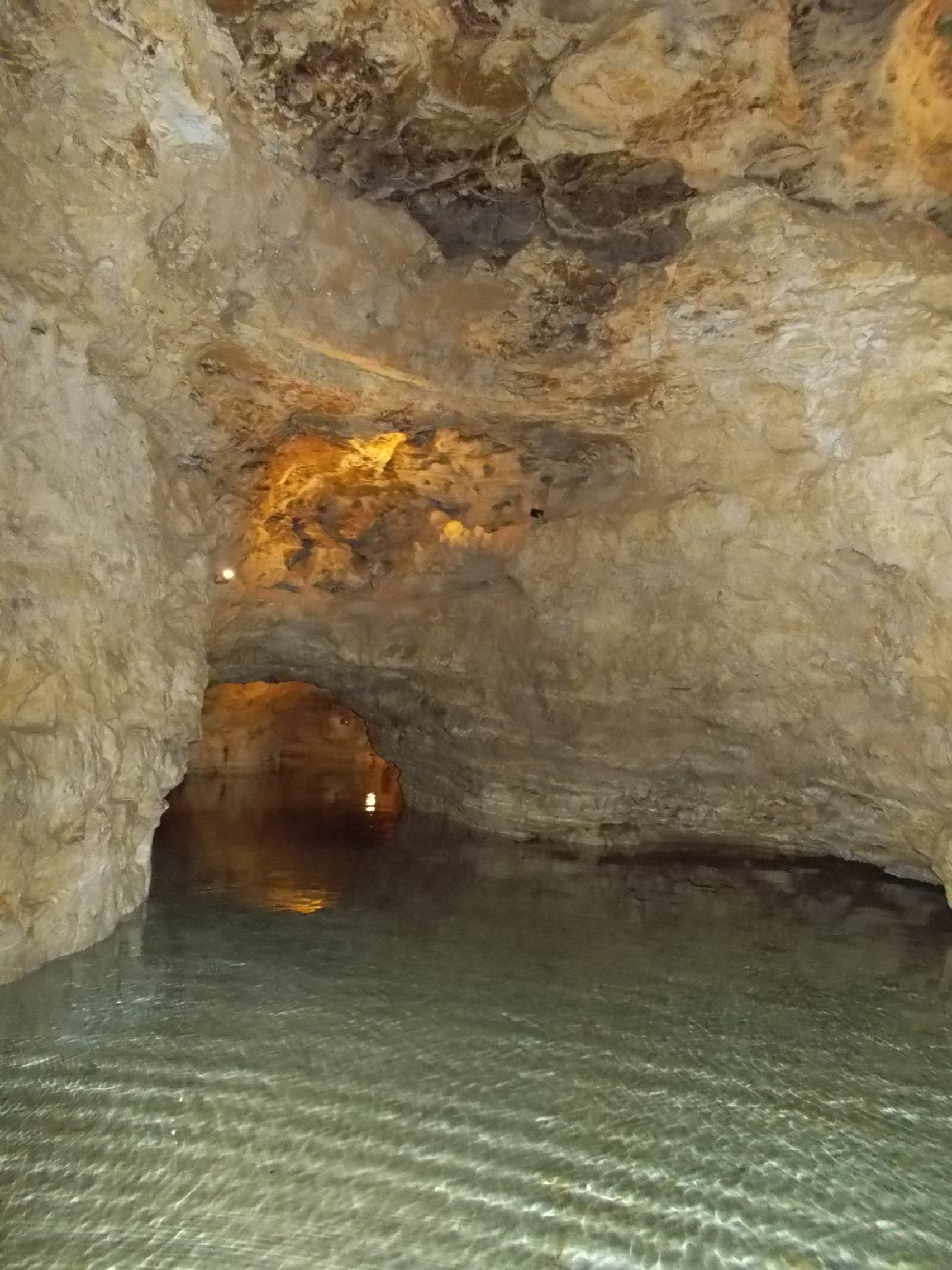
A Tapolcai-tavasbarlang egyik része

A folyosóból vissza kell menni a Lóczy-terembe, amelynek É-i végén kékes-zöldes színben csillog a föld alatti tó tükre. Innen csónakon lehet folytatni az utat. Jobb oldalon, a víz szintje alatt kb. 2 m-re helyezkedik el az a nyílás, amelyen keresztül feltártak egy víz alatt lévő, kb. 300 m hosszú barlangszakaszt. Itt fordulnak elő azok a kis halak (fürge cselle), melyek a Malom-tóból úsznak a barlangba ismeretlen úton. Éles szögben balra fordul az út kb. a Viola utca alatt. Itt 4–5 m mélységben megint víz alatti nyílások fekszenek, melyek új feltáró lehetőségeket jelentenek. Egyik helyen, a tó jobb oldalán ki lehet szállni a csónakból és viszonylag kényelmetlen úton el lehet jutni a Piac tér beomlott kútjának aljához.
A csónakutat folytatva balra kell kanyarodni, majd utána végigmenni azon a 25 m hosszú, mesterséges tárón, amely visszavezet a kiindulási helyre, a Lóczy-teremben kialakított kikötőhöz. Komoly népgazdasági érdek fűződik a barlang további kutatásához, mert a 18 °C-os barlangi víz eredetének kérdése nemcsak barlangtani, hanem ivóvízellátási szempontból is nagyon fontos. Ha ugyanis sikerülne megtalálni a föld alatti vízfolyásnak azt a szakaszát, ahol a víz még Tapolcán kívül, azaz fertőzési lehetőségek nélkül foglalható lenne, akkor az felbecsülhetetlen jelentőségű lenne a Balaton-vidék ivóvízellátásának szempontjából. A kiadványban publikálva lett a barlang helyszínrajza, amelyen láthatóak a barlang járatai is. A könyvbe bekerült két fekete-fehér fénykép, amelyek bemutatják a Tapolcai-tavasbarlang egy-egy részét.

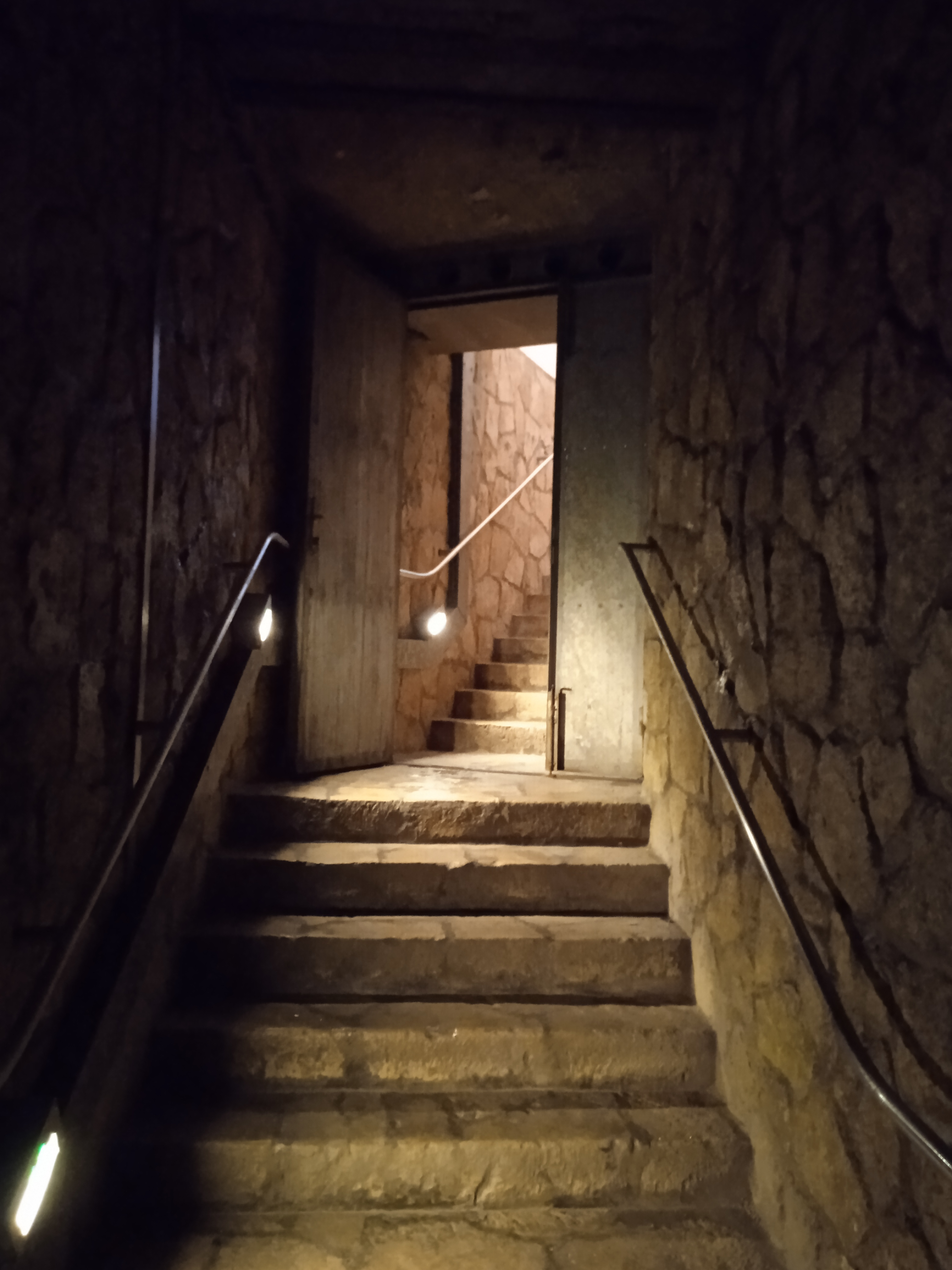
A Tapolcai-tavasbarlang lejáratának egyik része

Az 1962. évi Karszt- és Barlangkutatási Tájékoztatóban, Láng Sándor tanulmányában meg van említve, hogy a Bakony hegység egyik karsztformája a Tapolcai-tavasbarlang és a hegység sok, bővízű karsztforrása (melyek közül némelyiknek 40–50 m³/perc a vízhozama) közül az egyik a Tapolcai-tavasbarlang. A Bakony hegység karsztjelenségei fejletlenek (pl. a Tapolcai-tavasbarlang). Az 1963. évi Karszt- és Barlangkutatási Tájékoztató 4–5. füzetében publikált, Schőnviszky László által írt beszámolóból megtudható, hogy a Magyar Karszt- és Barlangkutató Társulat vezetősége 1963. június 4-én ülést tartott, amelyen Kessler Hubert jelentette, hogy bár az MKBT Barlangklimatológiai Szakbizottságának vezetője megbetegedett, de folytatódnak az elkezdett magszemvizsgálatok (pl. a Tapolcai-tavasbarlangban 400/l volt az eredménmy a külszíni 6000/l-rel szemben). Az eddigi kedvező eredmények miatt az OKI Magyarország néhány jelentős barlangjában elvégzi a vizsgálatot.
Az 1963. évi Karszt- és Barlangkutatási Tájékoztató 4–5. füzetében található, Hortolányi Gyula által írt beszámolóban szó van arról, hogy a Tapolcai-tavasbarlang vize általában 18 °C hőmérsékletű. Az Autóalkatrészgyár Könnyűbúvár Barlangkutató Szakosztálya feltételezi, hogy az ismert barlangrendszereken kívül van egy másik, teljesen ismeretlen, az előbbiektől független vízrendszer (barlangrendszer) Tapolca alatt. A szakosztály a tavasbarlang víz alatti részében fekvő, levegős teremben levegőmintát gyűjtött. Ezt az eseményt közvetítette a televízió. Elvégezték a barlang műszaki bejárását a szakosztály tagjai, amelyre azért volt szükség, mert a Veszprém megyei Idegenforgalmi Hivatal víz alatti lámpákkal akarja megvilágíttatni a csónakázóutat. A helyszíni szemlén a szakosztály igyekezett szaktanácsot adni mind a megrendelőnek, mind a tervezőnek.
Az 1963. évi Karszt- és Barlangkutatási Tájékoztató 7–8. füzetében lévő, Hortolányi Gyula által publikált cikkben az van írva, hogy a Tapolcai-tavasbarlang folytatását képező, víz alatti barlangrendszer 1960. november 7-i felfedezése óta megtörtént a barlangrendszer egy részének feltárása és feltérképezése. Ilyen jellegű és hasonlóan jelentős kutatási eredményeket eddig külföldön sem értek el. Ezek azonban még csak kezdeti eredmények, melyek kiindulási alapul szolgálnak. Tovább kell kutatni azokat a jelenségeket, melyek a különböző méréseknél (vízminta, vízhőmérséklet, víz alatti felderítőutak) meg lettek figyelve. Az elérhető eredményeknek komoly tudományos, idegenforgalmi és népgazdasági eredményei lehetnek, mert Tapolca alatt nemcsak az ismert barlangok (régi vizes és száraz, víz alatti új) helyezkednek el, hanem ezeken kívül van egy másik barlang(rész) is (ahogy ez az ismert barlangokban történt megfigyelések alapján is feltételezhető). Ugyanis a Tapolcai-medencében (fedett karszt) szarmata mészkő van, nincsenek törések a mészkőmasszívumban, vízszintes irányúak a réteglapok, illetve könnyen oldja a mészkősziklát a sok, de lassan mozgó víz is.
A Hortolányi Gyula által végzett új vízhőmérséklet-mérések eredménye igazolni látszik a fenti feltételezést. A Malom-tó forrásainak hőmérséklete elkülöníthetően eltérő. A források egy részének vize a barlangból ismert kb. 18 °C hőmérsékletű, míg a többi forrás kb. 8 °C-os. A 8–9 °C-os, normál karsztvíz hőmérsékletű források vízhozama becslés alapján az összes vízhozam ¼-e. Ezekből a mérésekből arra lehet következtetni, hogy az eddig feltárt barlangok mellett, talán azoktól független, csak közös forrásuknál találkozó barlang(rész) is létezik.

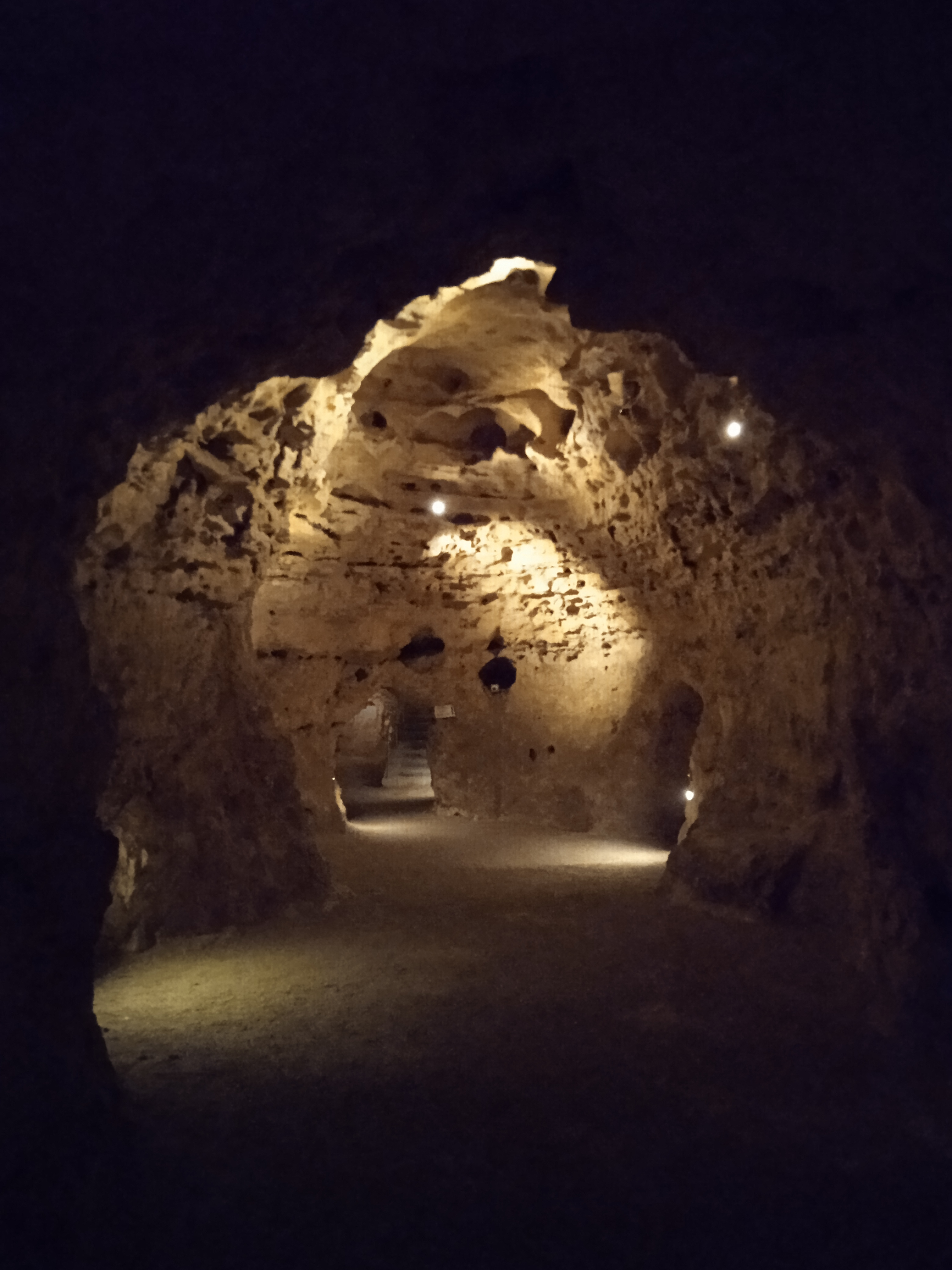
Tapolcai-tavasbarlang, Lóczy-terem

Legkevesebb két eset képzelhető el: (1.) nyilvánvalónak tűnik, akár közös, akár eltérő vízgyűjtőterületet feltételezve, hogy nem ugyanazon az úton érkezik a forráshoz a két, különböző hőmérsékletű víz. A Malom-tóban is előbukkanó források kézzel érzékelt, mérőműszerrel nem ellenőrzött hőmérséklete különbözik. A források egy részénél nem érzékelhető a tóvíz és a forrásvíz közötti eltérés, máshol viszont a tó vizénél sokkal melegebb, kis vízhozamú források fakadnak. Ebből arra lehet következtetni, hogy (2.) az ismert barlangi vizek kb. 18 °C-os hőmérséklete nem feltétlenül következik abból, hogy a víz mélyebbről (az ismert karsztvízszint átlagánál mélyebbről) jön, hanem elképzelhető, hogy a normál, 8 °C-os karsztvíz egy részét felmelegíti egy nagy hozamú és magas hőmérsékletű (vízhozam és vízhőmérséklet együtthatója) vízbetörés, akár különálló barlangrendszerben, akár összefüggő rendszer egy részén.
Akár külön rendszerben, akár összefüggő rendszer különböző területein található a két, különböző hőmérsékletű víz (a 8 °C-os és a 18 °C-nál melegebb), mindenképpen megbízható mérésekkel kell előkészíteni, hogy el lehessen jutni víz alatti felderítésekkel a kétféle víz találkozásához, majd el lehessen különíteni a feltárt vizeket úgy, hogy a normál karsztvíz még fertőzetlen föld alatti (víz alatti) szakasza le van zárva. Ugyanott víznyerőhelyek telepítésével meg lehetne oldani a Balaton ÉNy-i részének vízellátását, míg az ismert barlangrendszer mai, vagy tetszés szerinti alacsonyabb szintre feltöltődését a feltételezett, 18 °C-nál melegebb termálvíz oldaná meg. A körvonalazott lehetőségek bizonyíthatóan fennállnak, a jelenlegi nyitott kérdések megoldhatók, csak a kivitelezést és annak anyagi biztosítékait kell megteremteni.
A kivitelezés kb. így kezdődik: (1.) a Malom-tóban lévő források pontos hőmérséklet-méréseit, a normál karsztvízhozam mérését, vegyi és bakteriológiai vizsgálatát sürgősen meg kell oldani. (2.) 1964 elején a Tapolcai-tavasbarlangban átjárót kell bontani a víz alatti oldalágból a barlang száraz ágához, villanyvilágítással kell ellátni a víz alatti járatot, filmre kell venni a munkálatokat és az így nyert lehetőséget (bemutató külföldi búvárok számára) megfelelően reklámozni kell. (3.) 1964-ben további feltáró munkát, méréseket (hőmérséklet, fertőzöttség), térképezést, filmkészítést kell végezni, illetve fel kell tárni a vízgyűjtőterület(ek)et. Mindezeket addig kell folytatni, míg elkülöníthetővé válik a 2. és a 3. típusú víz. Közben a tó felől is kellene egy bejáratot bontani a vízzel teli barlangrendszerbe, hogy így víz alatti út nyíljon a barlang és a tó között (idegenforgalom). Ezzel a kutatómunka függetlenítve lenne a barlang látogatási idejétől. A folyamatos munka biztosítása miatt közben (sőt, szinte először) kell építeni egy kutatóházat.

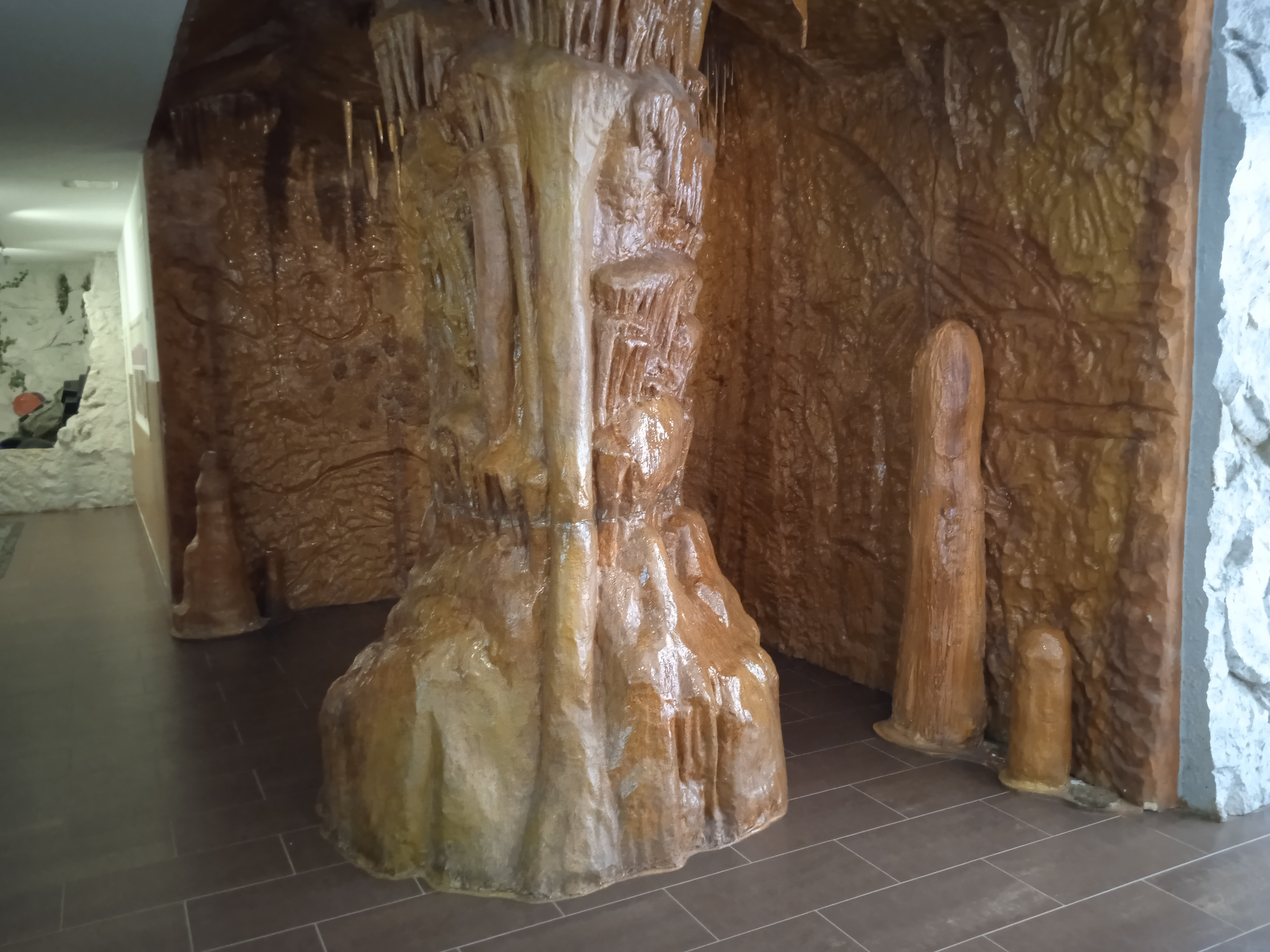
A Tapolcai-tavasbarlang látogatóépületében lévő műcseppkövek

Dénes György közölte, hogy az 1963. november 14-i ülésen a Magyar Karszt- és Barlangkutató Társulat választmánya megvitatta és elvben elfogadta a fenti javaslatot. A választmány megállapította, hogy a felvázolt munka mérete miatt társulati szintű összefogás szükséges. Határozatot hozott emiatt Tapolcai Tavasbarlang-kutató Munkabizottság létrehozására. A választmány a megalakítandó munkabizottság vezetésével Hortolányi Gyulát bízta meg, akit felhatalmazott arra, hogy gyorsan szervezze meg a munkabizottságot, a tervezett kutatások anyagi-műszaki feltételeinek biztosítása miatt tegye meg a szükséges intézkedéseket, a munkabizottság segítségével irányítsa a kutatást, hogy a tervezett kutatások eredményesen végződjenek, és a társulathoz benyújtandó részletes műszaki és gazdasági tervek alapján gondoskodjon a munka mielőbbi elkezdéséről.
Az 1964. évi Karszt és Barlang 1. félévi számában közölt, Dénes György által írt összeállítás szerint 1964-ben a könnyűbúvár barlangkutatók dolgoztak a Tapolcán lévő Tavas-barlang víz alatti járatainak feltárásán. A Népszabadság 1965. május 28-i számában az olvasható, hogy a tapolcai tavasbarlang villamosítását befejezték. Idén nyáron már a barlang minden pontját megtekinthetik a látogatók. Az 1965. évi Karszt és Barlang 1. félévi számában lévő, barlangos sajtófigyelőben meg van ismételve a Népszabadság 1965. május 28-i számában található, Tapolcai-tavasbarlangról szóló hír. Az 1970. évi Karszt és Barlangban lévő barlanglátogató-statisztikából megtudható, hogy a Tapolcai-tavasbarlangot 1960-ban 31 701 fő, 1969-ben 101 617 fő, 1970-ben pedig 137 334 fő látogatta meg. Az összeállításban látható egy grafikon, amelyen ábrázolva van a Magyarországon lévő jelentősebb kiépített barlangok 1951–1970 közötti látogatószámának alakulása.

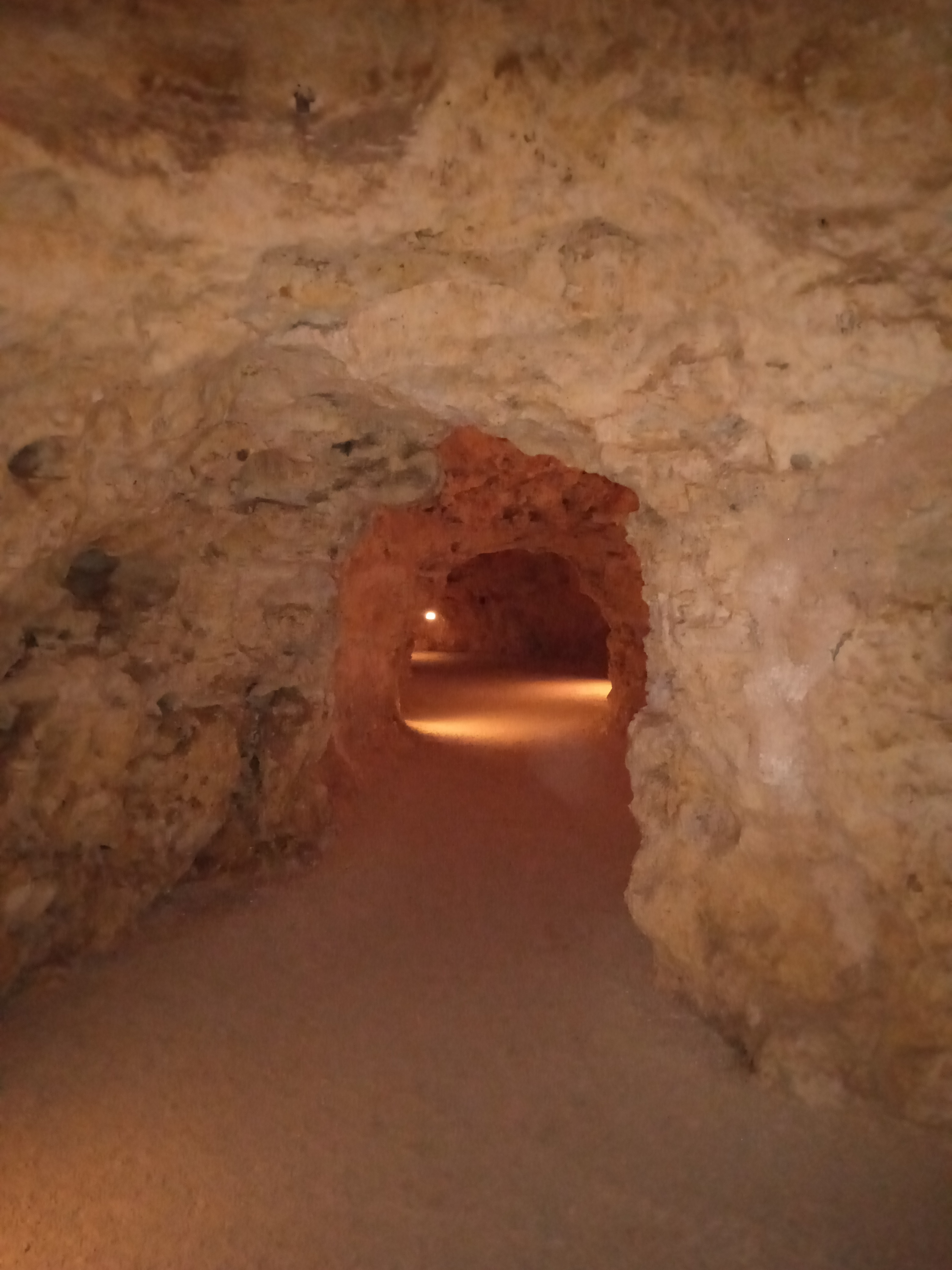
A Tapolcai-tavasbarlang egyik része

Az 1972. évi Karszt- és Barlangkutatási Tájékoztató 7. füzetében található, Horváth Győző által írt csoportjelentésben az van írva, hogy a Vörös Meteor Nautilus Könnyűbúvár Barlangkutató Csoport 1972-ben néhány alkalommal kutatta a továbbjutás lehetőségét a Tapolcai-tavasbarlangban. Nagyon eredményes volt a csoport tagjainak munkája. Sikerült a vízzel kitöltött járatokban néhány helyen továbbjutniuk és új oldaljáratokat felfedezniük. Az általuk feltárt egyik új, vízzel kitöltött járat a Kórház-barlang felé halad. 1973-ban folytatni kívánják a barlangban a könnyűbúvárok a feltáró kutatást.
Az 1972. évi Karszt és Barlangban lévő barlanglátogató-statisztika szerint a Tapolcai-tavasbarlangot 1970-ben 137 334 fő, 1971-ben 141 711 fő, 1972-ben pedig 144 725 fő látogatta meg. Az 1972. évi Karszt- és Barlangkutatási Tájékoztató 7. füzetében található, Murinai József által írt csoportjelentésben szó van arról, hogy a Ganz-Mávag SE Szilvássy Andor Barlangkutató Csoport 1972-ben meglátogatta a Tapolcai-tavasbarlangot és gyűjtötte a barlang bibliográfiai anyagait. Az 1973. évi Karszt és Barlangban publikált barlanglátogató-statisztikában meg van említve, hogy a Tapolcai-tavasbarlangban 1972-ben 144 725, 1973-ban pedig 216 163 érdeklődő járt. Az 1973. évi látogatószám az 1972. évihez képest 149,3 % (1972 = 100 %). Jelentősen megugrott a Dunántúlon lévő barlang forgalma, mely a zánkai úttörőtábor lakóinak csoportos látogatása miatt történt.

### 1975–1983
Az 1975 első félévi MKBT Beszámolóban az olvasható, hogy a Vörös Meteor TE Nautilus Barlangkutató-Könnyűbúvár Csoport 1974-ben fő kutatási területén, Tapolcán dolgozott nagyon intenzíven, mert az OTVH azt kérte. A csoport célja és feladata a Kórház-barlangot a Tapolcai-tavasbarlanggal összekötő, természetes járatok felfedezése. Emiatt kutatásaikat a tavasbarlang ÉNy-i irányba nyúló járataiban, melyek szűkebbek és nehezebben járhatóak, végezték. 1974-ben a csoport 17 alkalommal, 37 napot, 220 órát töltött a barlang vízzel töltött rendszerének és a Kórház-barlang száraz járatainak kutatásával és térképezésével. A kutatás során a csoport több mint 300 m hosszú új járatot fedezett fel, ebből 1974-ben 150 m hosszú, addig ismeretlen barlangszakaszt. Ebből 200 m hosszúságot feltérképeztek. Feltártak 7, eddig ismeretlen, levegős termet, valamint levegős felboltozódást. Köztük olyan is van, mely a Kórház-barlang és a tavasbarlang víz alatti járatait összekötő tervezett táró elkészítéséhez felhasználható.

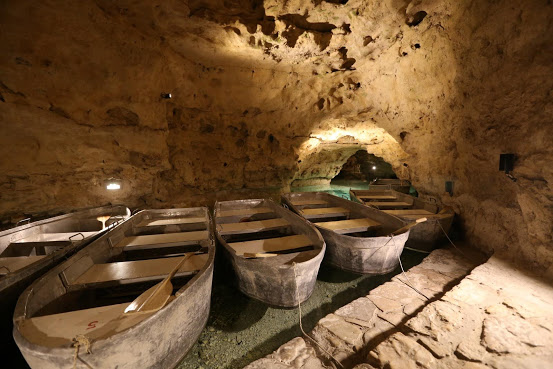
Tapolcai-tavasbarlang, Lóczy-terem hátsó része

A csoport a víz alatti kutatásokon kívül feltárta a Lóczy-teremből induló száraz járatot az MHSZ-járat Ny-i részével összekapcsoló Átjárót, mely nagyon lecsökkenti a Kórház-barlang irányába történő kutatások veszélyességét. A feltáró munkát problémák nehezítették ebben az évben. Az 1974 májusában feltárt IV. terem egy része a következő merülésig beomlott, a törmelék pedig a további utat eltorlaszolja. Ez az omlás az itteni kutatást leállította egy ideig. A veszélyes munkát csak az omladék részletes átvizsgálása után kezdhették újra a csoport tagjai. A bontómunkához speciális, hosszú bontószerszámot készítettek. Ezzel a szerszámmal biztonságos távolságból lehetett dolgozni, mert várható volt, hogy a beszakadt mennyezetről megint törmelék omlik a járatba. Figyelembe kellett azt is venniük, hogy a szerszámmal úszó búvár biztonságban legyen a majdnem 50 m hosszú táv átúszása közben.
Az 1974. december 27–29. között tartott táboruk során próbálták először átbontani a veszélyes omlást, de a rengeteg törmeléknek csak egy részét tudták eltávolítani. Többszörösen veszélyes lett a munka a felkavarodó iszap miatt, ezért egy-egy alkalommal csak rövid ideig lehet itt dolgozni. Az omladékos járat átjárhatóvá tételéhez újabb merülések szükségesek, de elképzelhető az is, hogy jobban elzárja a járatot a megbontott törmelék. A problémák ellenére feltártak eddig 300 m-nél több új járatot. Az új részek még nincsenek rajta a barlang térképén. A Tapolcai-tavasbarlang és a Kórház-barlang ismert járatai közötti távolság 70 m-rel lett kisebb. A csoport tagjai találtak a barlangban egy olyan mohafajt, mely korábban nem fordult elő a barlangban. Ez a mohafaj a Természettudományi Múzeum által végzett meghatározás szerint Eucladium verticillatum. A tavasbarlang az 1974. évi feltárásokkal elérte az 1 km hosszt és ezért már Magyarország km-es nagyságrendű barlangjai közé tartozik. A csoport 1975-ben is fő feladatának fogja tekinteni a tapolcai kutatásokat.

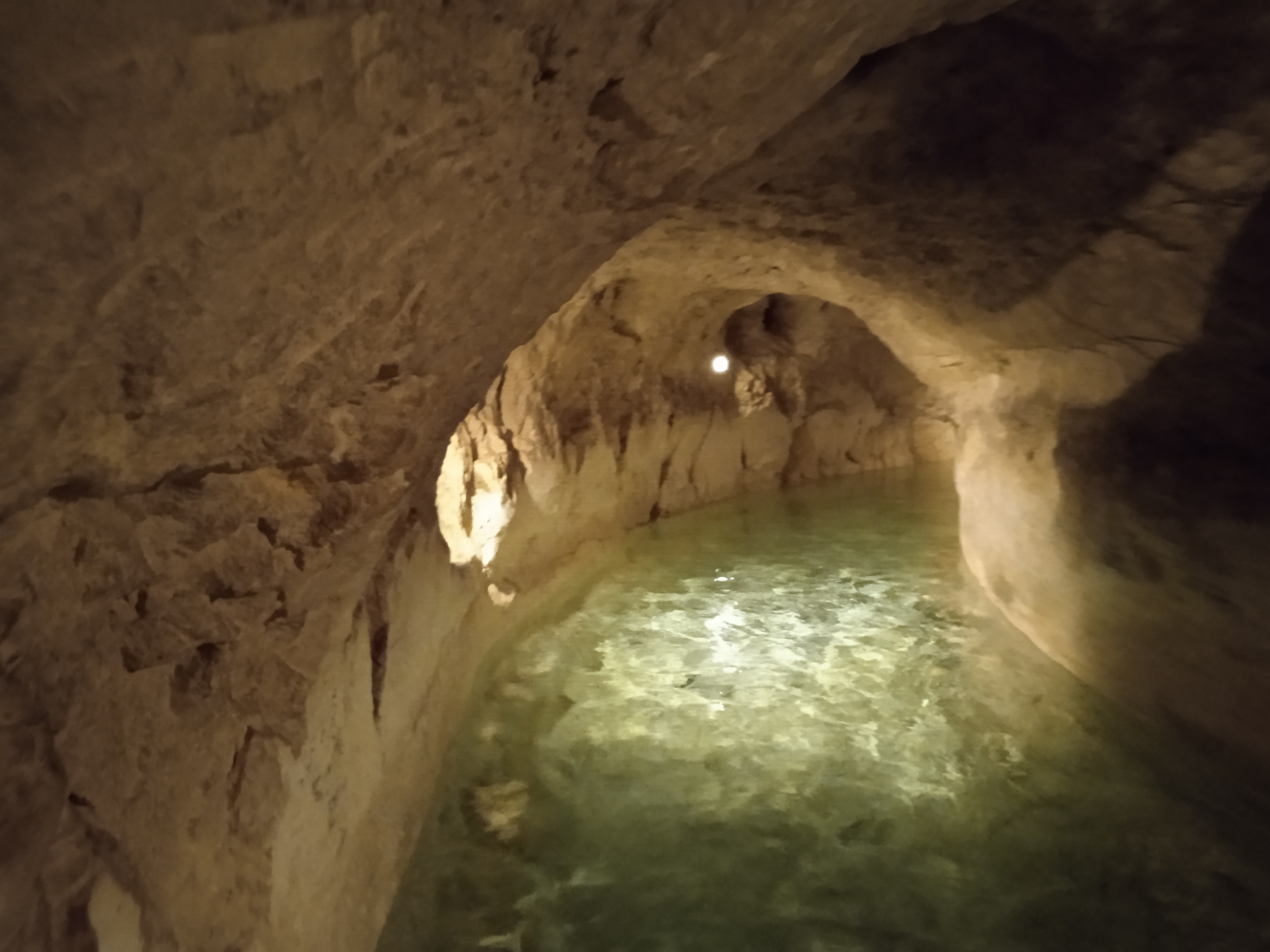
A Tapolcai-tavasbarlang egyik része

Az 1975. évi Karszt és Barlangban lévő barlanglátogató-statisztikából megtudható, hogy a Tapolcai-tavasbarlangot 1973-ban 216 163 fő, 1974-ben pedig 176 547 fő látogatta meg. Az 1974. évi látogatószám az 1973. évihez képest 81,7 % (1973 = 100 %). A barlang látogatószáma azért csökkent, mert  1973-ban a zánkai úttörőtáborból szokatlanul sok csoport érkezett. A Bertalan Károly és Schőnviszky László által összeállított, 1976-ban megjelent Magyar barlangtani bibliográfia barlangnévmutatójában meg van említve a Balaton-felvidéken található barlang Tapolcai-Tavas-barlang néven. A barlangnévmutatóban fel van sorolva 109 irodalmi mű, amelyek foglalkoznak a barlanggal. A 123. tétel helyett a 125. tétel említi a barlangot.
Az 1976-ban befejezett és Bertalan Károly által írt, Magyarország barlangleltára című kéziratban szó van arról, hogy a Tapolcai Tavasbarlang (Tóbarlang) a Bakony hegységben és a Tapolcai-medencében, Tapolcán helyezkedik el. Tapolca belterületén, a Kisfaludy Sándor utca és a Viola utca alatt húzódik. A 112,96 m tszf. magasságban lévő barlangbejárat a Kisfaludy Sándor utcában épített előcsarnokból érhető el. A barlang 339,77 m hosszú, de ehhez még 414 m hosszú vízalatti járat kapcsolódik. A tavasbarlang, amelyben vízalatti járatok vannak, szarmata mészkőben jött létre. Turista látványosságként üzemel. Jelenleg is folyik a barlang feltárása. A kézirat barlangra vonatkozó része 4 publikáció alapján lett írva.
1976-ban vált országos jelentőségű barlanggá a 4400-as (Bakony) barlangkataszteri területen lévő, tapolcai Tavas-barlang. Az 1976. évi Karszt és Barlangban publikált barlanglátogató-statisztikában meg van említve, hogy a Tapolcai-tavasbarlangban 1974-ben 176 547, 1975-ben pedig 157 474 érdeklődő járt. Az 1975. évi látogatószám az 1974. évihez képest 89,2 % (1974 = 100 %). Veszprém megyéből Tar Kálmán (a Balatontourist Nord csoportvezetője) azt a tájékoztatást adta, hogy 1976-ban és a következő években majdnem 1 millió forintot fordítanak a barlang világításának és fogadóterének korszerűsítésére. A Tapolcai-tavasbarlang elkülönített részében a Tapolcai Városi Kórház 1975-ben 220 légzőszervi beteget gyógykezelt.

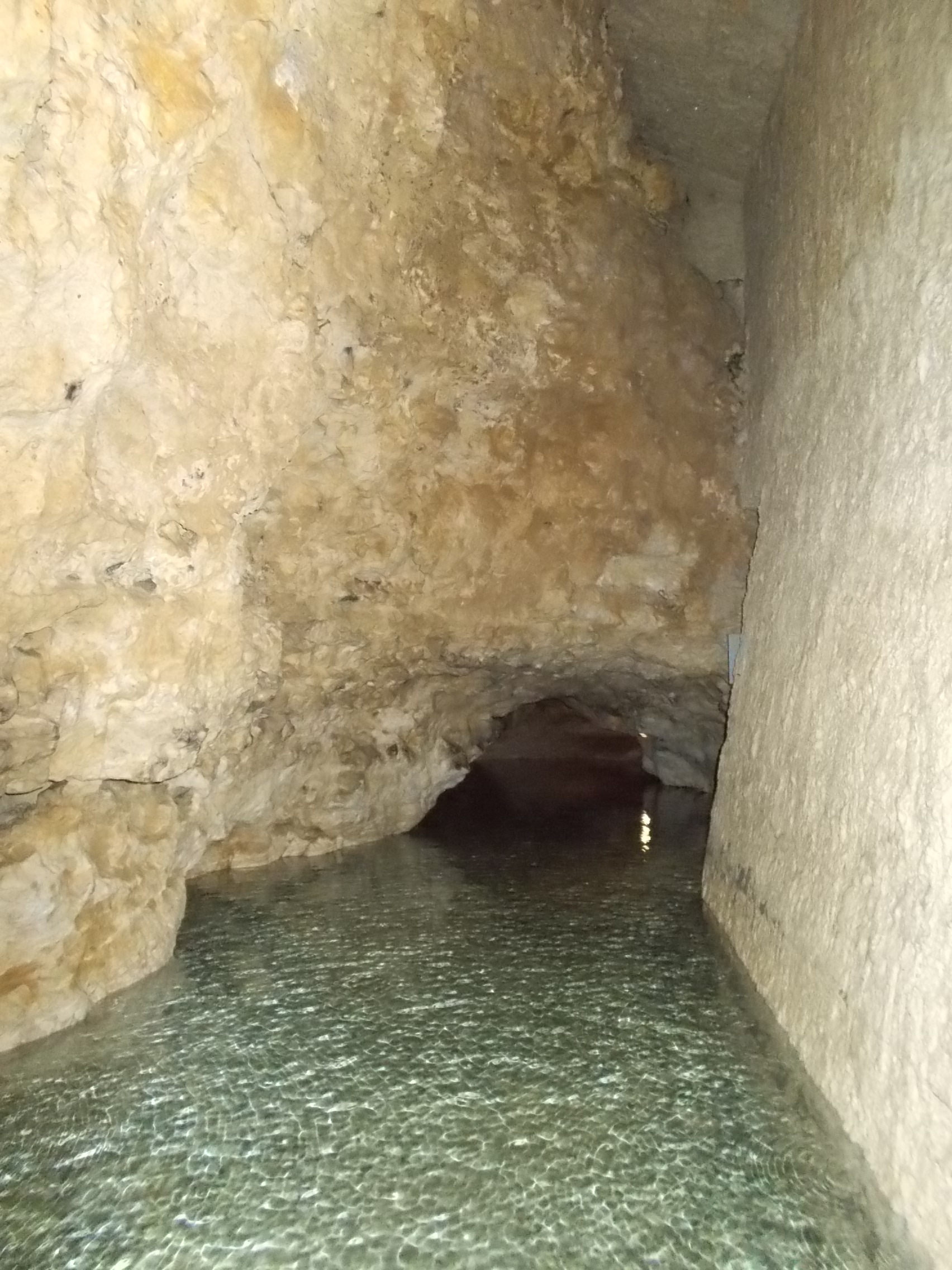
A Tapolcai-tavasbarlang egyik része

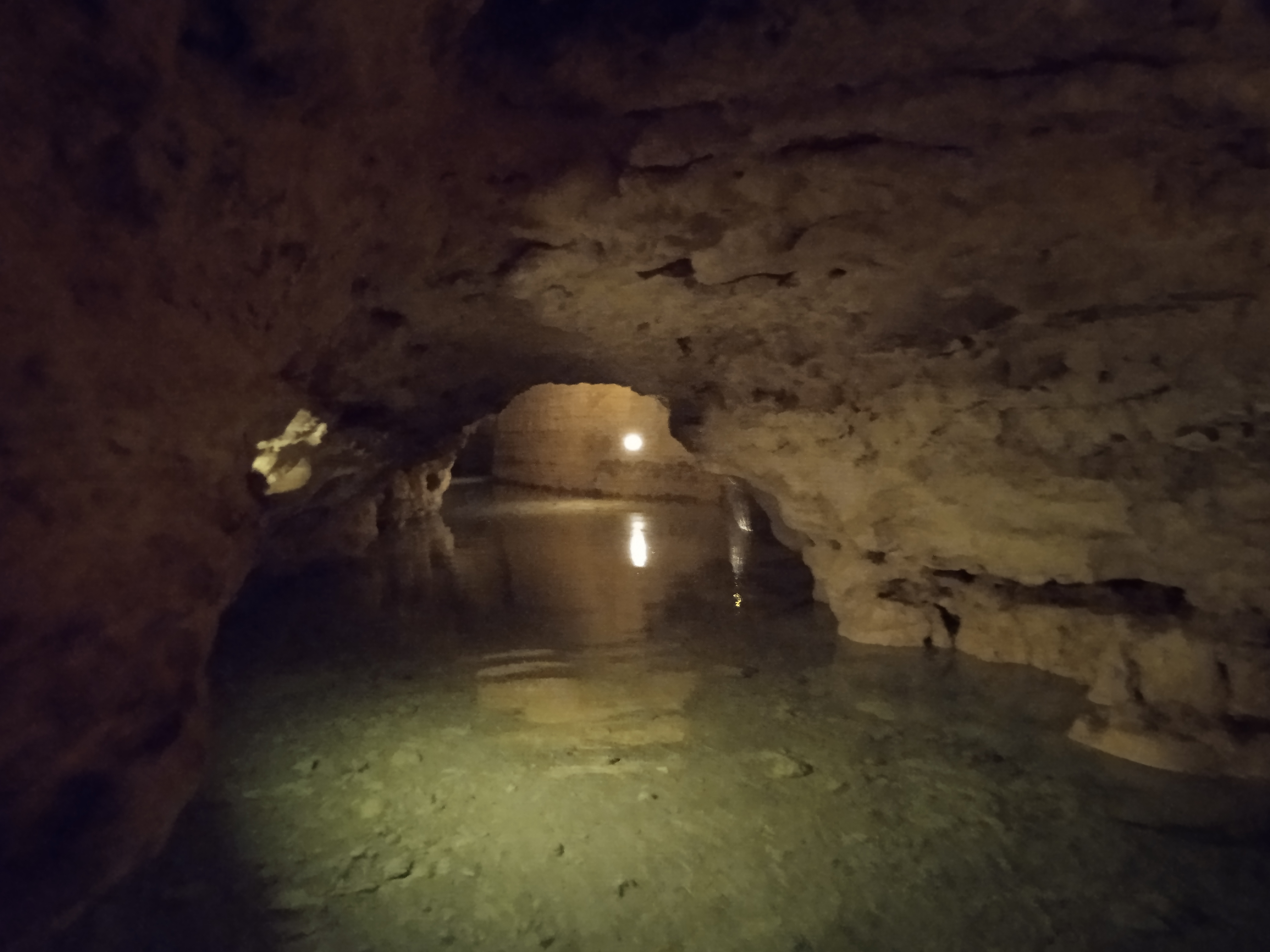
A Tapolcai-tavasbarlang egyik része

Az 1976-ban összeállított, országos jelentőségű barlangok listájában lévő barlangnevek pontosítása után, 1977. május 30-án összeállított, országos jelentőségű barlangok listáján rajta van a Bakony hegységben, Tapolcán található barlang Tapolcai-Tavas-barlang néven. Az 1977. évi Karszt és Barlangban lévő barlanglátogató-statisztikából megtudható, hogy a Tapolcai-tavasbarlangot 1975-ben 157 474 fő, 1976-ban pedig 158 060 fő látogatta meg. Az 1976. évi látogatószám az 1975. évihez képest 100,4 % (1975 = 100 %). Veszprém megye Tanácsának Idegenforgalmi Hivatala közölte, hogy elhatározták a Tapolcai-tavasbarlang korszerűsítését a rendkívül nagy látogatottság miatt. Főleg a barlang vendégeinek kulturált fogadását kívánják megoldani. A Bányászati Kutató Intézet készítette el a terveket.
Az 1977. évi Karszt és Barlangban megjelent, Bajomi Dániel által írt tanulmány szerint Campodea augens Silv. (troglofil faj) és Plusiocampa breviantennata Loksa nevű lábaspotrohú rovarok (Diplura) élnek a tapolcai Tavas-barlangban. Érdekes a Tapolcai-tavasbarlangban előforduló fürge cselle (Phoxinus phoxinus L.), melynek egy sajátos barlangi formája alakult itt ki. Ez felszíni fajtársaitól nagyságban, színben és élettanilag is különbözik. A tanulmányban van egy Magyarország térkép, amelyen a Magyarországon lévő, biológiailag kutatott barlangok földrajzi elhelyezkedése figyelhető meg. A térképen látható a biológiailag részlegesen feldolgozott Tapolcai-tavasbarlang földrajzi elhelyezkedése. 23 állatfaj lett meghatározva a barlangból. A folyóirat 1977. évi különszámába bekerült a tanulmány angol nyelvű változata. Ebben a tanulmányban is közölve lett a térkép, amelyen Tapolca's Tavas a barlang neve.
Az 1977. évi Karszt és Barlangban kiadott, Bertalan Károly által írt összeállításban az van írva, hogy Tapolcán 1902-ben kútásással barlangnyílást fedeztek fel, és ezen átkúszva találták meg a jelenlegi Tavas-barlang első termeit. 1961. január 1–9.: búvárok a Tapolcai-tavasbarlangban 300 m hosszú, víz alatti járatrendszert úsztak be. Búváros barlangkutatásról ekkor készült először mozgófilm Magyarországon. Az 1977. évi Karszt és Barlang különszámában publikált, Tourism in Hungarian caves című, angol nyelvű tanulmányban szó van arról, hogy Magyarország turisztikai célra kiépített 9 barlangja közül egyik a Balaton-felvidéken fekvő Tapolca's Tavas Cave (Lake Cave at Tapolca). Az összeállításhoz mellékelve lett egy fekete-fehér fénykép, amelyen a Tapolcai-tavasbarlangban csónakázók figyelhetők meg. A tanulmányban van egy Magyarország térkép, amelyen látható Magyarország turisztikai célra kiépített barlangjainak földrajzi elhelyezkedése és az, hogy Budapestről közúton hogyan közelíthetők meg. A térképen látható a Tapolcai-tavasbarlang földrajzi elhelyezkedése, és az, hogy Budapestről az M7-es autópályán, majd a 71-es főúton haladva érhető el.
Az 1977. évi Karszt és Barlang angol nyelvű különszámában megjelent, The longest and deepest caves of Hungary (December 31, 1975) című közleményből megtudható, hogy a Balaton-felvidéken fekvő, 1000 m hosszú Tavas Cave of Tapolca 1975. december 31-én Magyarország 14. leghosszabb barlangja. A 13. leghosszabb barlang (Vass Imre-barlang), a 15. leghosszabb barlang (Fekete-barlang), a 16. leghosszabb barlang (Jávor-kúti-víznyelőbarlang) és a 17. leghosszabb barlang (Borókás-tebri 4. sz. víznyelőbarlang) szintén 1000 m hosszú.
Az 1977. december 31-i állapot szerint (MKBT Meghívó 1978. május) a Balaton-felvidéken lévő és kb. 1000 m hosszú Tapolcai-Tavas-barlang Magyarország 13. leghosszabb barlangja. Az 1977. évi Karszt és Barlangban megjelent összeállítás alapján, 1977. december 31-én Magyarország 14. leghosszabb barlangja a Balaton-felvidéken elhelyezkedő, 1977. december 31-én, 1976-ban és 1975-ben kb. 1000 m hosszú Tapolcai-tavasbarlang. Ez az összeállítás naprakészebb az 1978. májusi MKBT Meghívóban publikált listánál. A 13. leghosszabb barlang (Vass Imre-barlang), a 15. leghosszabb barlang (Fekete-barlang) és a 16. leghosszabb barlang (Borókás-tebri 4. sz. víznyelőbarlang) szintén kb. 1000 m hosszú.
Az 1978. évi Karszt és Barlangban publikált barlanglátogató-statisztikában meg van említve, hogy a Tapolcai-tavasbarlangban 1976-ban 158 060, 1977-ben pedig 144 529 érdeklődő járt. Az 1977. évi látogatószám az 1976. évihez képest 91,4 % (1976 = 100 %). Az összeállításban látható egy grafikon, amelyen ábrázolva van a Magyarországon elhelyezkedő 4 legjelentősebb barlangkomplexum és a Miskolctapolcai-tavasbarlang 1951–1977 közötti látogatószámának alakulása. A grafikonon megfigyelhető a Tapolcai-tavasbarlang látogatószámának alakulása.
Az 1980. évi Karszt és Barlang 1. félévi számában publikálva lett, hogy a kiemelt jelentőségű Tapolcai-tavasbarlang a 4400-as barlangkataszteri területen (Bakony hegység és É-i előtere) helyezkedik el. A barlangnak 4450/1. a barlangkataszteri száma. Az MKBT Dokumentációs Bizottsága a helyszínen el fogja helyezni, a többi kiemelt jelentőségű barlanghoz hasonlóan, a barlang fémlapba ütött barlangkataszteri számát. A barlangkataszteri szám beütéséhez alapul szolgáló fémlap ugyanolyan lesz mint a többi kiemelt jelentőségű barlang fémlapja. Az 1980. évi Karszt és Barlang 1. félévi számában lévő, Balázs Dénes által készített barlanglátogató-statisztikából megtudható, hogy a Tapolcai-tavasbarlangot 1978-ban 78 760 fő, 1979-ben pedig 124 633 fő látogatta meg. Az 1979. évi látogatószám az 1978. évihez képest 158,2 % (1978 = 100 %). A barlangban jelentős felújítási munka folyt 1978 végén és 1979 elején, emiatt 1979-ben a barlangot csak május 3-án nyitották meg a látogatóknak.

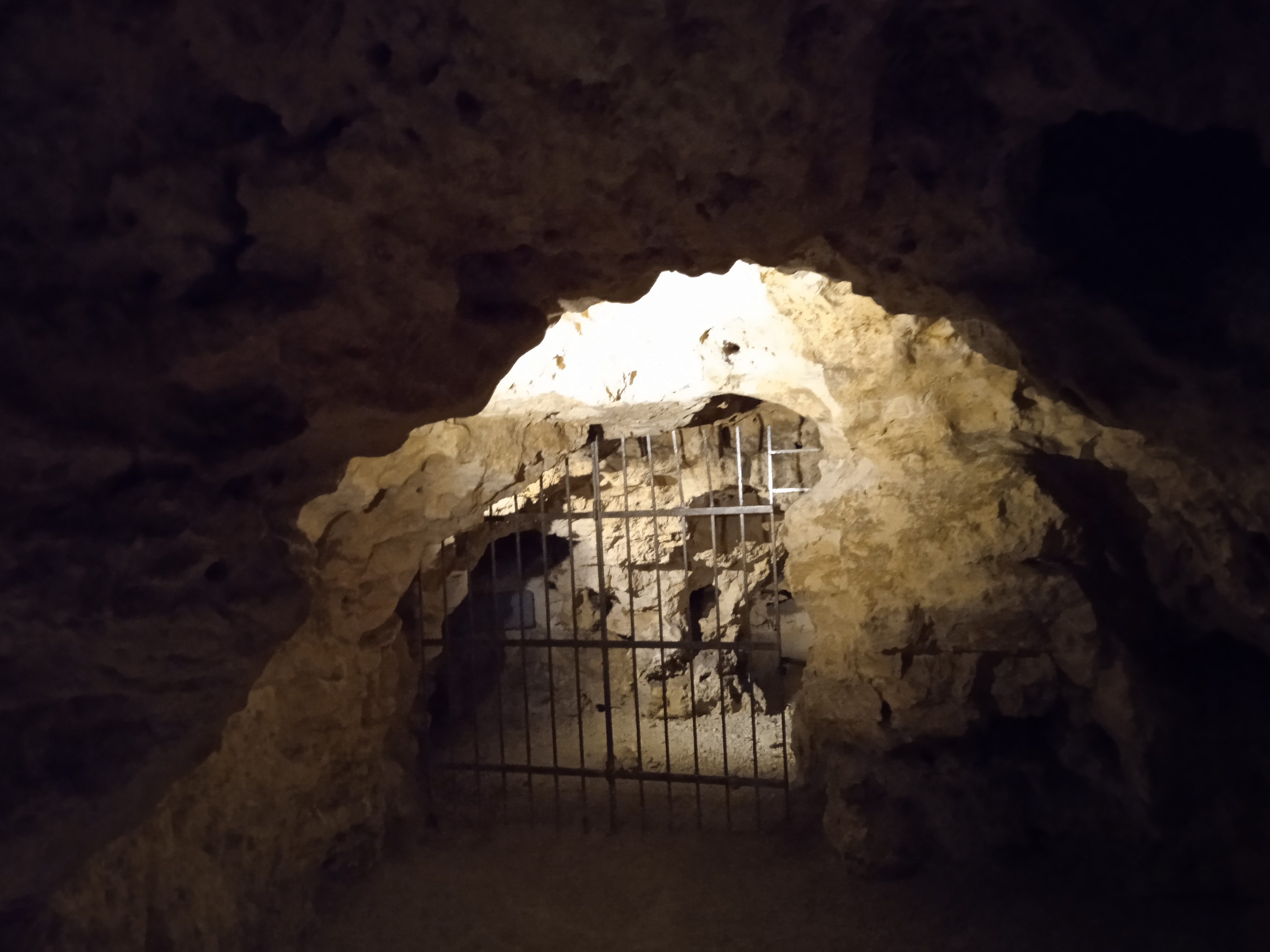
A Tapolcai-tavasbarlang egyik része

Az 1980-ban megjelent, Kordos László által írt, Az elmúlt húsz év barlangfeltárásai (1961–1980) című tanulmányban az van írva, hogy az MHS Könnyűbúvár Szakosztálya 1960/1961 fordulóján indított támadást a Tapolcai-tavasbarlang víz alatti járatainak felderítésére. A sikeres kísérlet eredményeként a szakosztály 300 m hosszú új, víz alatti járatot tárt fel a barlangban. A Vörös Meteor Nautilus könnyűbúvárai 1969-ben a Tapolcai-tavasbarlangban 200 m hosszú új, víz alatti járatot fedeztek fel. A Vörös Meteor Nautilus könnyűbúvárai 1974-ben a Tapolcai-tavasbarlang hosszát újabb 150 m-rel növelték. Emiatt a barlang elérte az 1 km hosszúságot.
Az 1980. évi Karszt és Barlang 2. félévi számában publikált barlanglátogató-statisztikában meg van említve, hogy a Tapolcai-tavasbarlangban 1979-ben 124 633, 1980-ban pedig 115 434 érdeklődő járt. Az 1980. évi látogatószám az 1979. évihez képest 92,6 % (1979 = 100 %). A barlangban nagy gondot jelent az évek óta tapasztalható rendkívül alacsony vízállás, valamint a vízszintingadozás. Ezért a barlangban csak néha lehet csónakázni, akkor is csak 1–2 személynek. Minden bizonnyal a bauxitbányászattal függ össze a vízszint süllyedése. A barlang a Balaton-vidék egyik fő turisztikai látványossága, emiatt nagyon fontos, hogy az illetékesek megtalálják a barlangi tó vízszintszabályozásának megfelelő módját. Az 1981. évi Karszt és Barlangban lévő barlanglátogató-statisztikából megtudható, hogy a Tapolcai-tavasbarlangot 1980-ban 115 434 fő, 1981-ben pedig 115 519 fő látogatta meg. Az 1981. évi látogatószám az 1980. évihez képest 100,1 % (1980 = 100 %). Az 1982. évi Karszt és Barlangban található barlanglátogató-statisztika szerint a Tapolcai-tavasbarlangot 1981-ben 115 519 fő, 1982-ben pedig 64 296 fő látogatta meg. Az 1982. évi látogatószám az 1981. évihez képest 55,7 % (1981 = 100 %).

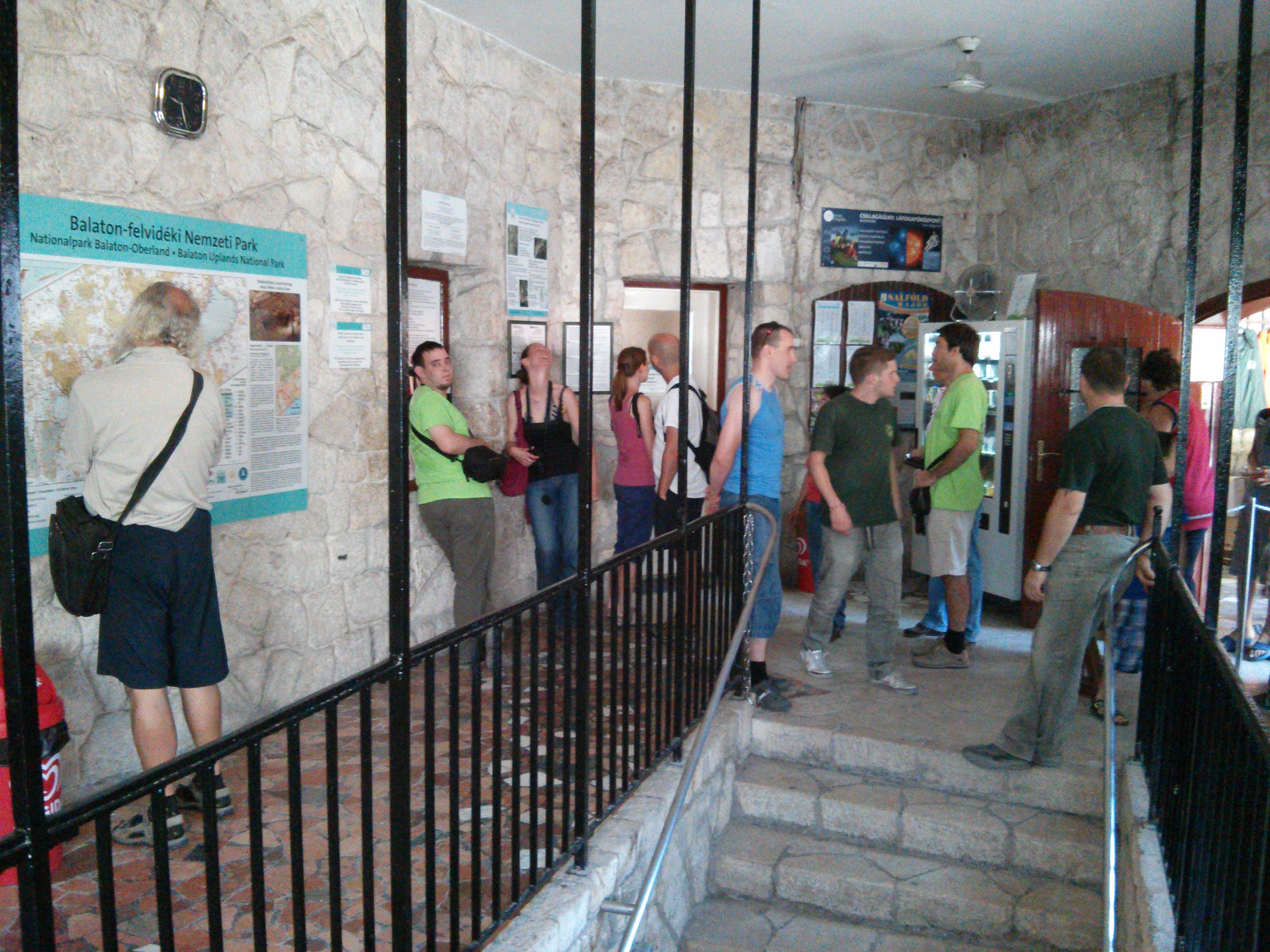
Látogatók a Tapolcai-tavasbarlang látogatóépületében

1982. július 1-től az Országos Környezet- és Természetvédelmi Hivatal elnökének 1/1982. (III. 15.) OKTH számú rendelkezése (1. §. és 3. §., illetve 5. sz. melléklet) értelmében a Bakony hegységben lévő Tapolcai-tavasbarlang fokozottan védett barlang. Az 1982. szeptember–októberi MKBT Műsorfüzetben meg van említve, hogy a Bakony hegységben található Tapolcai-tavasbarlang fokozottan védett barlang. A felsorolásban a barlangnevek az MKBT által jóváhagyott és használt helyesírás szerint, javított formában lettek közölve. Az 1983. évi Karszt és Barlangban publikált barlanglátogató-statisztikában meg van említve, hogy a Tapolcai-tavasbarlangban 1982-ben 64 296, 1983-ban pedig 58 060 érdeklődő járt. Az 1983. évi látogatószám az 1982. évihez képest 90,3 % (1982 = 100 %).

### 1984
Az 1984-ben napvilágot látott, Magyarország barlangjai című könyvben az olvasható, hogy az 1960-as években Magyarországon történt barlangfeltárások közül az egyik jelentős barlangfeltárás volt a Tapolcai-tavasbarlang új, 300 m hosszú, víz alatti szakaszának felfedezése (1960/1961). Ugyancsak az 1960-as években Magyarországon történt barlangfeltárások között az egyik jelentős barlangfeltárásnak számít a Tapolcai-tavasbarlang 200 m hosszú, új szakaszának felfedezése (1969). 1925-ben Kadić Ottokárt hívták meg a Magyarországon lévő nagyobb barlangok (Tapolcai-tavasbarlang, Lóczy-barlang, Abaligeti-barlang) felméréséhez. 1937-ben készült el a Tapolcai-tavasbarlang vízjáratának csónakázóútja. A bányászat miatt lecsökkent a Tapolcai-tavasbarlang vízszintje. A források elapadása alapvetően veszélyezteti a természeti környezetet: a növényzetet és az állatvilágot. Veszélyezteti a turizmust, idegenforgalmat, fürdőgyógyászatot is. Gondoljunk pl. a Tapolcai-tavasbarlang szomorú sorsára.

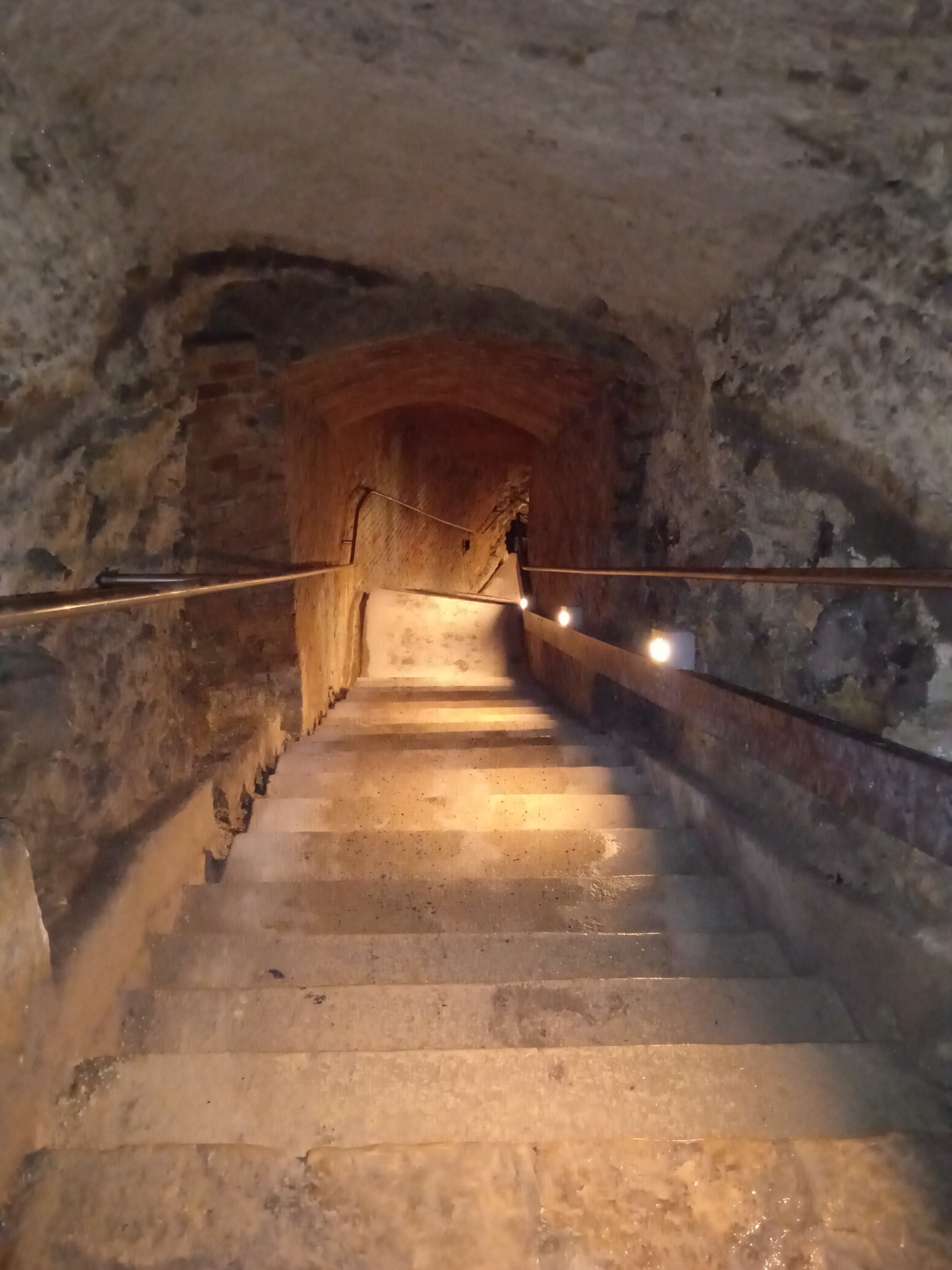
A Tapolcai-tavasbarlang lejárata, amely a barlang látogatóépületében kezdődik

A Bakony hegység jelentős méretű föld alatti rendszereként sokáig csak a Tapolca alatti barlangok voltak ismertek. Az első könnyűbúvár-merülést (1957-ben) Magyarországon Dráger-típusú oxigénes készülékkel Ráday Ödön hajtotta végre, amikor megpróbált bejutni a Tapolcai-tavasbarlang víz alatti járataiba. A Magyar Honvédelmi Sportszövetség Budapesti Elnökségének Könnyűbúvár Szakosztálya egy tíznapos kutatótábor során, 1960. december 31-e és 1961. január 9-e között a Tapolcai-tavasbarlangban 300 m hosszú, víz alatti járatot úszott be, amiből 214 m-t feltérképeztek, majd előbb fekete-fehér, később, 1961-ben színes filmet forgattak. Hortolányi Gyula a barlang eredményes búvár barlangkutatója. A magyar könnyűbúvár barlangkutatók által végzett legjelentősebb feltárások (új, föld alatti vízzel borított és levegős járatok felfedezése) pl. a Tapolcai-tavasbarlangban, az Orfűi Vízfő-barlangban, az esztramosi Rákóczi-barlangokban, a Molnár János-barlangban, a Baradla Rövid-Alsó-barlangban és a Hévízi-tó forrásbarlangjaiban történtek.
A Tapolcai-tavasbarlangról szóló könyvfejezet szerint Tapolca és a tavasbarlang jelenleg már elválaszthatatlanok egymástól, pedig nem vezethető nagyon régre vissza a barlang története. A Kisfaludy utca 6. sz. alatt, Tóth Pál pékmester telkén minden bizonnyal 1902 januárjában kezdett kutat ásni Németh Ferenc. Ami ezután történt, vagyis a barlang felfedezését, érdemes a régi tudósításból, a Tapolcai Lapok első évfolyamának 7. számából idézni: Már 14 m mélyre lementek, mikor a munkások robbantás után észrevették, hogy a kút gödrének DNy-i oldalán egy nyílás keletkezett, melyen keresztül egy ember át tud bújni összekuporodva. A kíváncsiság hamar rávett néhány vállalkozó szellemű embert, hogy benézzenek a nyílásba. Az első kutatók meglepve tapasztalták, hogy a szűk nyílás gyorsan egy szélesebb, másfél métertől 4–5 m magas folyosóvá válik.
Később úriemberek is jártak lenn tudományos eszközökkel, akiknek elbeszélései alapján tudjuk, hogy a nyíláson átbújva, a folyosó ÉK-i irányba halad és a kúttól 8 m-re barlanggá szélesedik, mely kb. 50 m hosszú. A barlang végén található egy tó, melynek vize 19 °C hőmérsékletű. A levegő hőmérséklete 19,5 °C. A tavon túl lévő szikla falában van néhány nyílás, melyen átbújva az ember megint egy barlangba kerül, melyben nagyon mély víz látható. Tovább kutatva még több ilyen barlangot fedeztek fel. A felfedezésről táviratban értesítette Redl Gusztáv polgári iskolai igazgató a Magyar Királyi Földtani Intézetet. A távirat megérkezett az intézetbe és Lóczy Lajos Jordán Károlyt és testvérét, Jordán Viktort Tapolcára küldte a hír ellenőrzése miatt. A Balatonfelvidék című lap tudósítója szerint a Pestről jött urak megvizsgálták a barlangot, illetve megállapították, hogy a barlang vízszintje csak 10 cm-rel lett alacsonyabb a tapolcai tó vizének lecsapolása miatt.

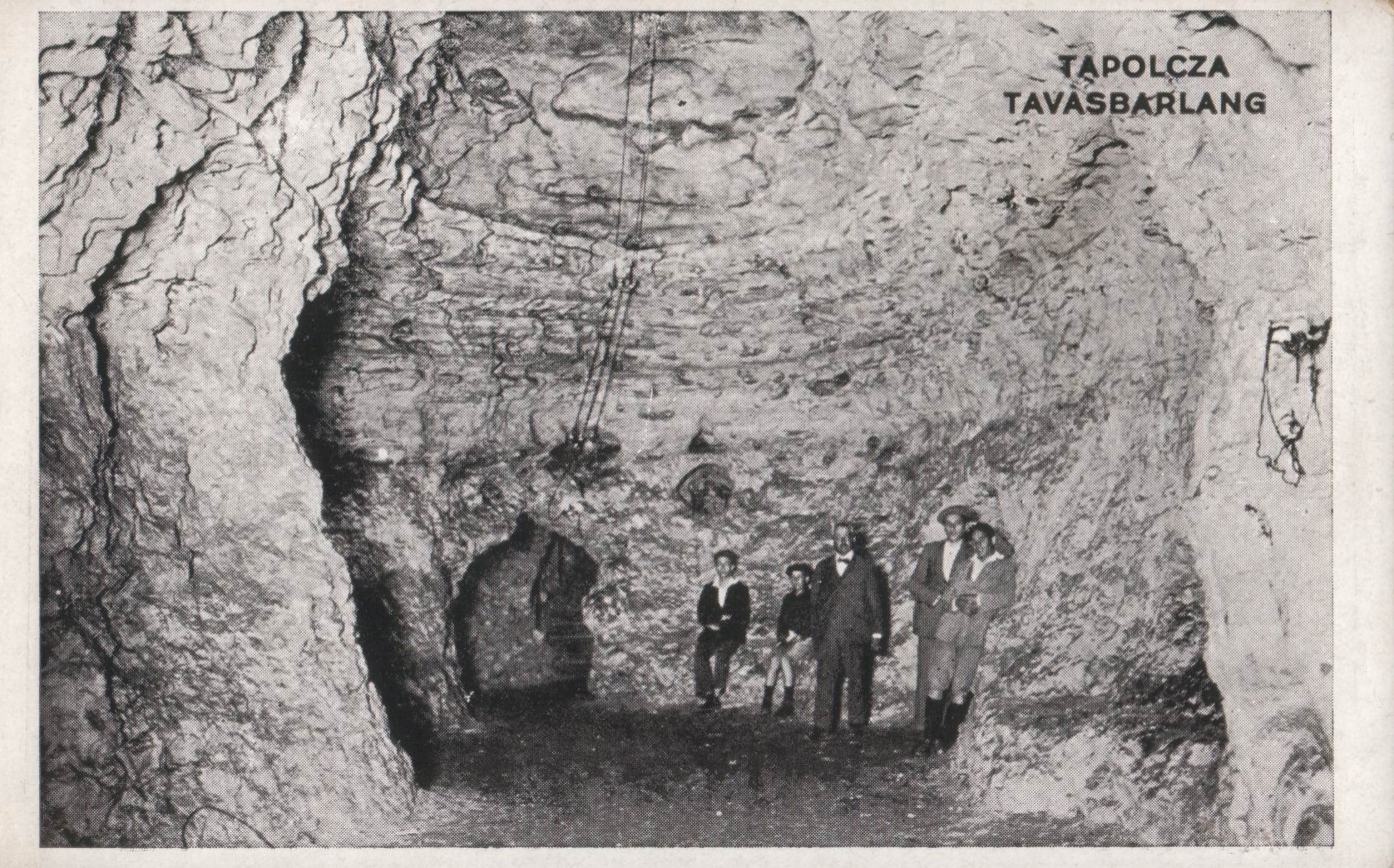
Tapolcai-tavasbarlang (régi képeslap)

A felfedezés után nem sokkal Tapolca lakói hasznosítani akarták természeti kincsüket. Vastagh János 1910-ben vetette fel a barlang megnyitásának gondolatát, majd ugyanebben az évben az üregrendszer felmérését és megnyitását elhatározták az egyik képviselőtestületi gyűlésen. Megalakították a Barlangtársulatot és megbízták a kivitelezéssel Keszler Aladár építőmestert. Keszler Aladár elkészítette a barlang térképét, 1911-ben elkezdte ásni a lejáratot és alig egy hónap alatt elérték a barlangot. A barlangot három évre bérbe adta 1912-ben Gróf Gyula tapolcai lakosnak a Tapolcai Barlangfeltáró Társaság, majd megtörtént a kiépített barlang műszaki hatósági átvétele, vagy ahogy akkor hívták, a műtanrendőri bejárás. Ezen Lóczy Lajos is részt vett, és a barlang legnagyobb termét Lóczy-teremnek nevezte el a társaság. Az új barlanglejárat hossza vízszintes vetületben 26 m, amelyben 75 lépcsőfokon lehet lemenni. A barlang hossza 85 m, legnagyobb szélessége 15 m és legnagyobb magassága 6,5 m volt. Találtak a barlangban az 1912. május 5-i ünnepélyes megnyitó idején nyolc kisebb-nagyobb tavat, melyeket megvilágítottak különböző színű villamos lámpákkal.
Az új látványosságot már 1913-ban 19 iskola diákjai keresték fel, és elkezdődött a balatoni fürdővendégek zarándokútja is. Az első világháborúban elhanyagolták a barlangot, villanyvilágítása elromlott. A rendszeres idegenforgalom a helyreállított barlangban 1923-ban kezdődött el, és Keszler Aladár egy régi kút beomlott maradványait fedezte fel új részeket kutatva. Közben, 1925-ben megint olyan hírek keltek szárnyra, hogy elsüllyed a barlangokra épült Tapolca. Ennek a feltételezésnek az alapja az akkori nagykanizsai földrengés híre volt. Hivatalos szakértő meghívását és az igazság kiderítését követelték az újságok. Berger Károly (a Barlang Társulat igazgatója) szakértői vizsgálatra felkérte Kadić Ottokárt, aki sziklamászókkal együtt elkezdte felmérni a tavasbarlangot. 1937-ben bekapcsolódott a kutatásba Kessler Hubert, aki a vízszint mesterséges süllyesztésével 145 m hosszú új járatot tárt fel, emiatt a barlang 352 m hosszúvá vált.

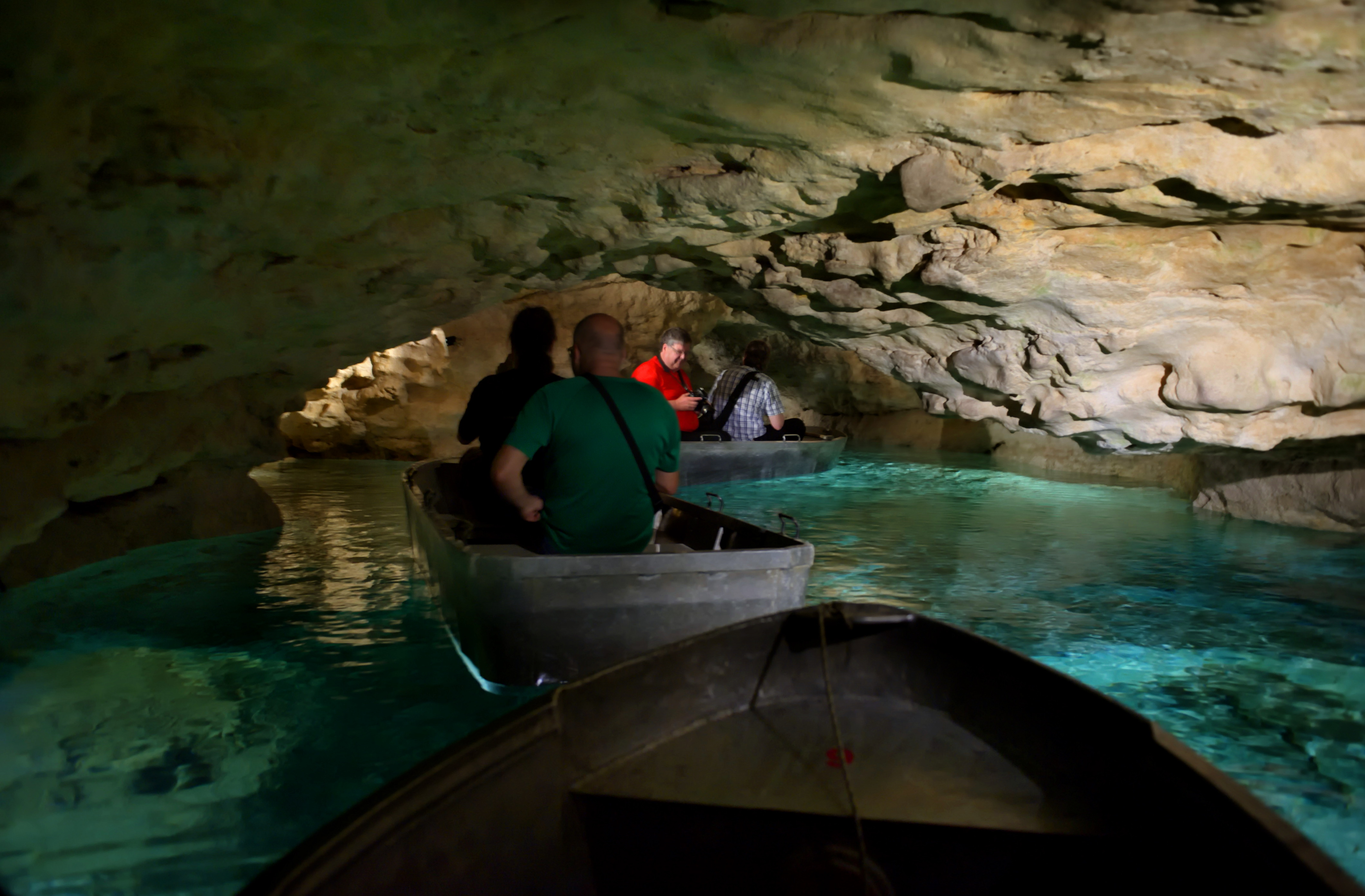
Tapolcai-tavasbarlang, csónakázók

Eltávolították 1938–1939-ben a tavakat egymástól elválasztó törmeléket, így lett kialakítva a jelenleg is használt csónakázó körfolyosó. 1940 őszén nyitottak egy új bejáratot a barlangba az elhagyott, vásártéri kút bontásával, de nem érték el eredeti céljukat, mert nem sikerült összekötni a tavasbarlangot és a Kórház-barlangot. A második világháborúban többször felvetődött, hogy óvóhellyé alakítják a barlangot, ami nem valósult meg, de a barlang berendezései tönkrementek. A barlangot 1952-ben az Idegenforgalmi Hivatal vette kezelésbe és ezzel újraindult a barlang fejlesztése. 1953-ban a csónakázó útvonalat kimélyítették és a második legnagyobb teremben, a korábbi Darányi-teremben elhelyeztek egy Batsányi-emléktáblát. A világítást rendbe tették és készítettek egy új bejárati épületet. Megindult az egyre jelentősebb idegenforgalom.
1957-ben a barlang életében új fejezet kezdődött, mert megjelent a barlangban az első békaember, Ráday Ödön, akinek a víz alatti járatok kezdeti szakaszait sikerült beúsznia. 1960 novemberében kezdték el sikeres kutatómunkájukat az MHS Budapesti Elnökségének könnyűbúvárai, akiket Hortolányi Gyula vezetett. Év végén, egy tíznapos tábor során a barlangban voltak és a csónakázó körjáratból nyíló három szifonba beúszva, felfedeztek összesen kb. 300 m hosszú új járatot, melyből 214 m-t térképeztek fel. Munkájukról, melyet a sajtó nagy érdeklődéssel kísért, fekete-fehér, víz alatt felvett filmet készítettek. Ezt 1961-ben Kessler Hubert előadásával együtt bemutatták a bécsi III. Szpeleológiai Kongresszuson. Később forgatni kezdtek egy színes filmet is, de azt nem fejezték be. Várattak magukra a további búvárakciók és felfedezések.

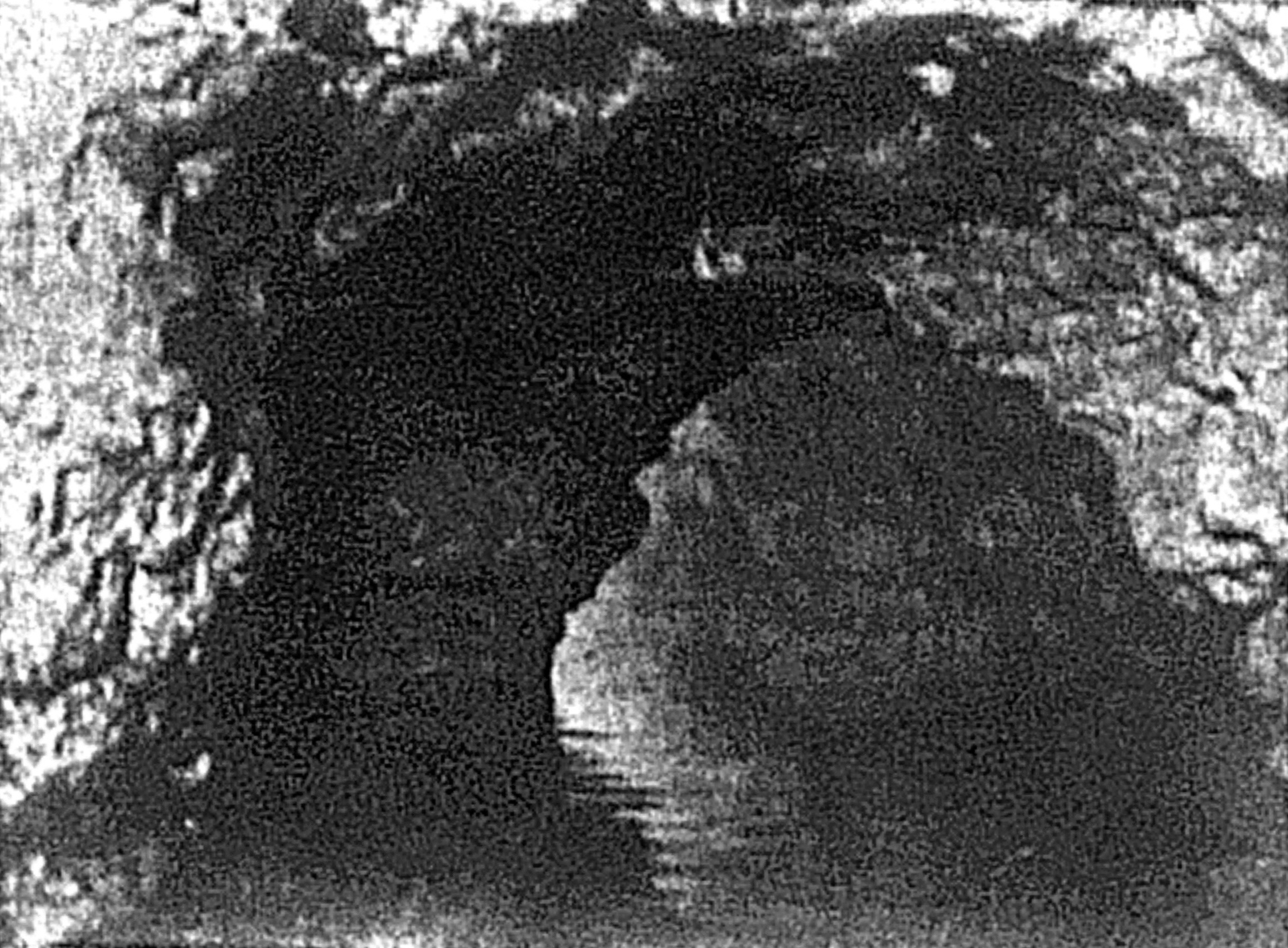
A Tapolcai-tavasbarlang egyik része (1936-ban publikált fénykép)

A szifonokat 1967-ben kezdték el újra vizsgálni, melyet a Vörös Meteor Nautilus csoport végzett, és több évig tartó munkával feltárta a csónakázójárat Ny-i felén az ágakra szakadó, levegős termeket is tartalmazó Meteor-ágat, amely a Kórház-barlang felé nyúlik. A csoporttagok által feltárt másik, jelentős víz alatti barlangszakasz É-i irányba indul a csónakázó körjáratból, és Nautilus-ág lett a neve. Kutatásaikkal a barlang 200 m hosszú víz alatti járattal lett nagyobb. A barlang hossza 1974 végén elérte az 1 km-t. 1974–1976 között sikerült feltárniuk az MHSZ-körjárat és a Meteor-ág között elhelyezkedő Átjárót. Megtalálták az Átjáróval párhuzamosan haladó, 70 m hosszú víz alatti és levegős járatokat. Ezzel kiiktattak a búvárútból kb. 100 m hosszú víz alatti járatrészt, ezzel a további kutatásokat nagyon megkönnyítették. Már 1977-ben hasznát vették ennek, mert a csónakázótótól ÉNy-ra felfedeztek egy kb. 180 m hosszú körjáratot, amely a Kórház-barlang felé tartó MHSZ-körjárat–Átjáró–Meteor-ág között van.
Nem sikerült törvényszerűséget felfedezni a barlang járatrendszereiben és sok kérdés vár feleletre a víz alatti járatok keletkezésével kapcsolatban. Mindezekkel Plózer István foglalkozott átfogóan. Tanulmánya szerint Tapolca közvetlen felszíne alatt a laza szövetű szarmata mészkő nagyon karsztosodott, a település alatt régi és jelenkori vízjáratok vannak. A sok ismert és ismeretlen üregben hideg és langyos vizek találhatók, melyek lassú áramlása és keveredése miatt erős oldóhatás van jelen. A Tapolcai-tavasbarlang járatai ilyenek. Néhány tapolcai forrás, illetve a barlangi tó és a mélyfúrásokban feltárt vizek melegebbek a Bakony hegységben lévőknél, ami az alaphegységet képező dolomit hasadékain felszálló melegebb karsztvíz miatt van. Mivel sehol sem nagyobb 18 °C-nál a mérhető vízhőmérséklet, ezért az eredeti triász karsztvíz minden bizonnyal nem melegebb 35–44 °C-nál. A legtöbb kút vize Tapolcán hidegebb (11–13 °C), tehát független az előző rendszertől. A Vörösmarty utca 9. számú ház alatti kút vize azonban szintén langyos és vízszintje, a barlangi tóhoz hasonlóan, 120,4 m tszf. magasságban van. Mindezek alapján lehet, hogy a barlangi tó, a Vörösmarty utcai kút vize és a Malom-tó forrásai napjainkban egy rendszert alkotnak, és ennek járható összefüggését kívánják megtalálni a búvár barlangkutatók.

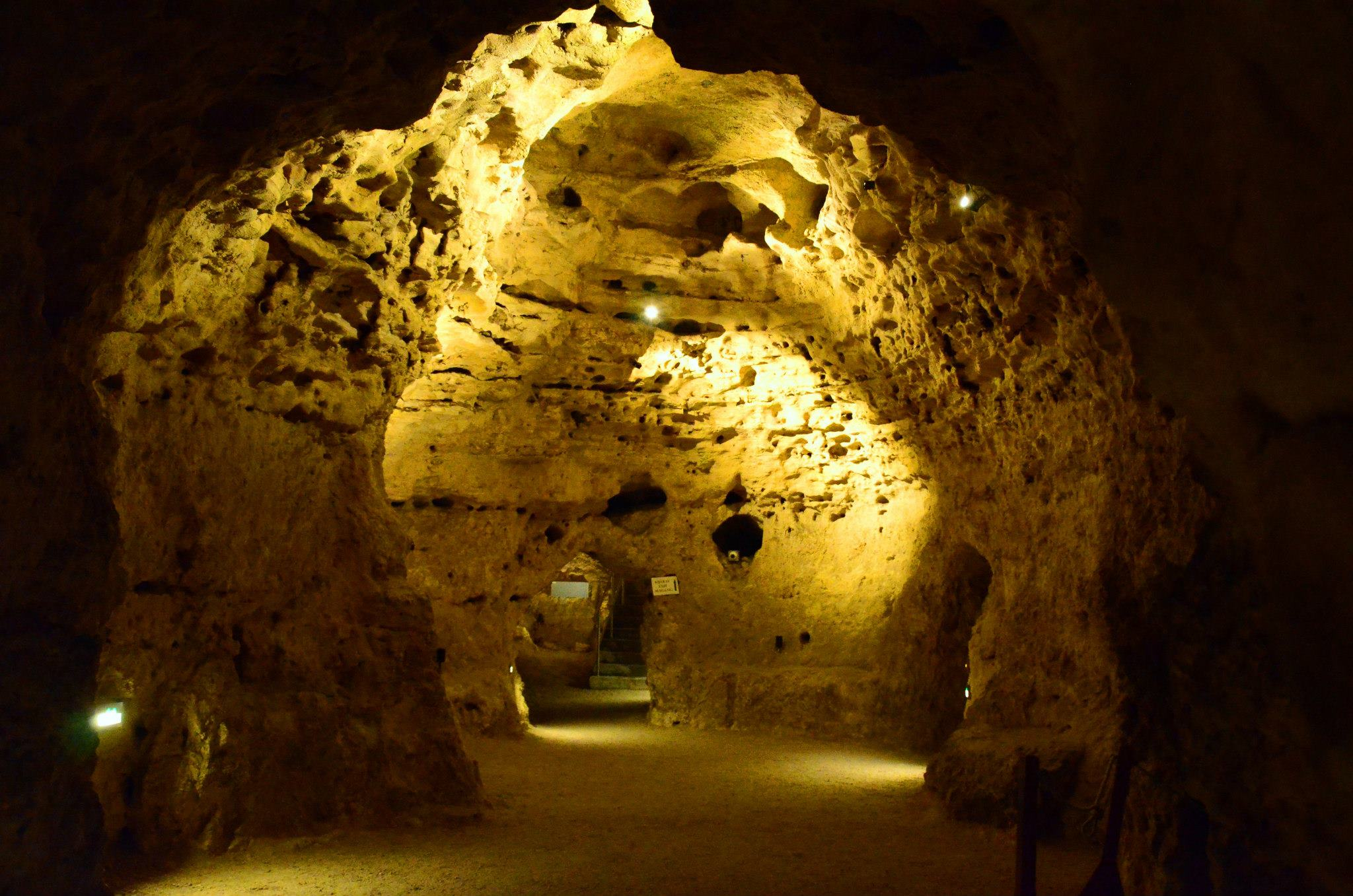
Tapolcai-tavasbarlang

Tapolca egyedi földtani és morfológiai helyzetéből adódik, hogy Tapolcának jelenleg hatalmas vízgyűjtőterülete van, amely a földtörténeti közelmúltban is hatalmas volt, ezért érthető, hogy a Malom-tó forrásának óriási a vízhozama (percenként kb. 22 ezer liter). A tapolcai barlangok rendszerét a száraz Kórház-barlang és több, azóta betemetett beszakadás is mutatja, nemcsak a nagyrészt vízzel fedett tavasbarlang. A tavasbarlang felfedezéséről szóló híradásokban is meg van említve a Kincses-gödör. A Tapolcán lévő különálló barlangok összekötése még nem történt meg.
A tavasbarlang élővilágának közismert és legfeltűnőbb képviselője a tó vizében többezres tömegben előforduló fürge cselle (Phoxinus phoxinus), melyet csetrinek hívnak a tapolcaiak. Dudich Endre mutatta ki, hogy ennek a halfajnak itt egy sajátos barlangi formája jött létre, mely felszíni fajtársaitól nagyságban, színben és élettanilag is különbözik. Az idegenforgalom miatt érdekesen megváltozott a barlang mohaflórája. Boros Ádám ugyanis gyűjtött és publikált 1964-ben négy olyan mohafajt (Fissides bryoides, Gymnostonnum rupestre, Tortula muralis, Bryum capillare), amelyeket a barlangból már nem lehetett kimutatni az 1970-es évek elején, de az Eucladium verticillatum nevű faj elterjedt. Orbán Sándor szerint a korábban nem észlelt mohafaj annyira elszaporodott a nagy teljesítményű lámpák miatt, hogy kipusztította, kiszorította az eredeti, Boros Ádám által meghatározott mohaflórát. Loksa Imre vizsgálta 1960-ban, az előző két évben végzett gyűjtései alapján a barlang szárazföldi ízeltlábúit. 22 fajt mutatott ki, amelyek közül leggyakoribbak a troglofil ugróvillások.

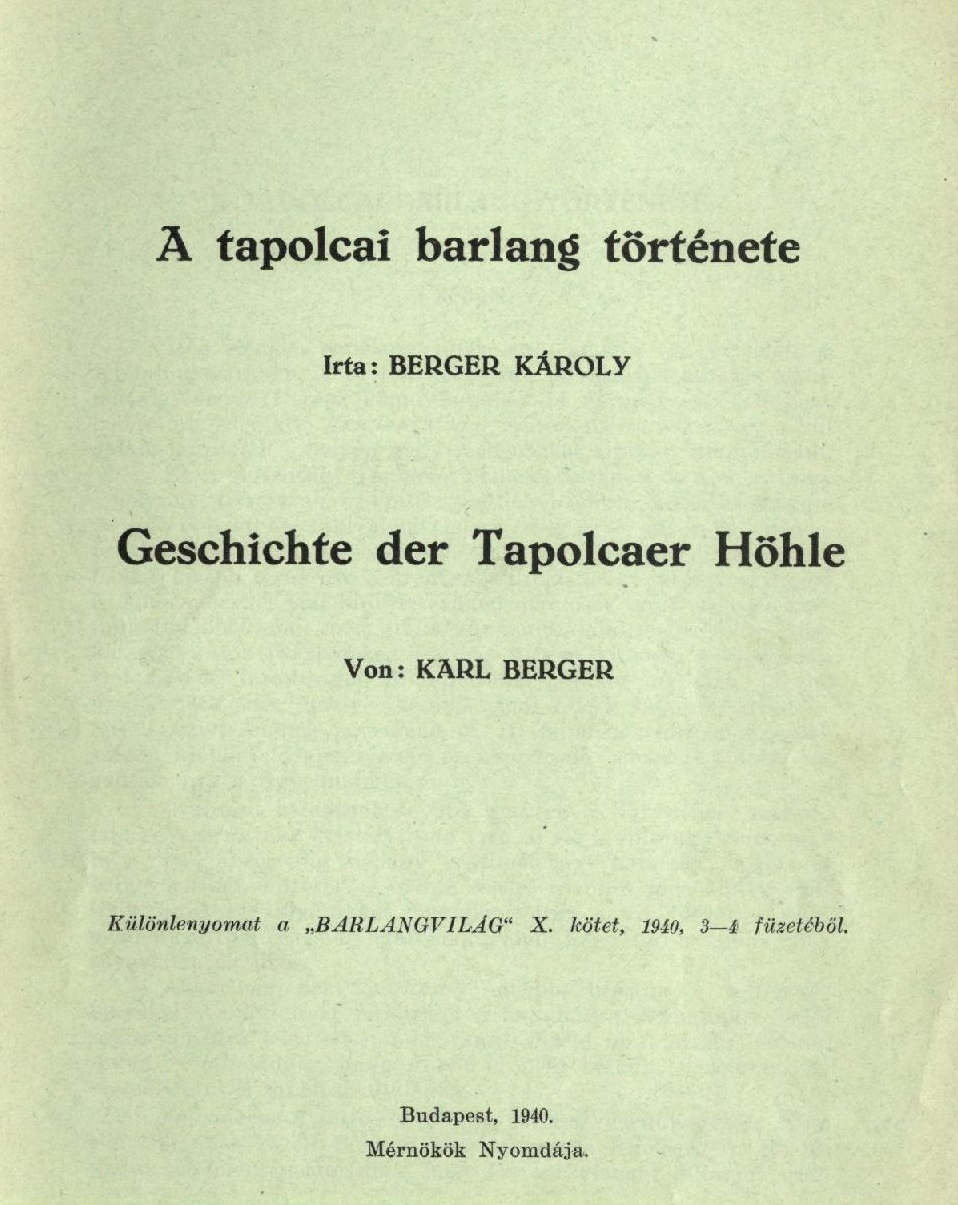
A Berger Károly által írt és 1940-ben publikált tanulmány 1940-ben kiadott különlenyomatának címoldala

A barlang levegőjének hőmérséklete a bejárat közelében lévő, száraz részekben (Lóczy-terem és környéke) a legalacsonyabb és legváltozékonyabb (10,4–17,6 °C), míg a tó környékén már érezhető a langyos víz kiegyenlítő és melegítő hatása, mert ott 17,6 és 20,2 °C között ingadozik a hőmérséklet. Loksa Imre szerint legmelegebb (19,6–20,2 °C) a csónakázófolyosó ÉK-i kanyarulatának partja. A barlang levegője nemcsak magas hőmérséklete következtében tűnt ki a magyarországi barlangokéi közül, hanem gyógyhatása miatt is. Az 1950-es évek elejéig úgy gondolták, hogy a szamárhurutos és szívasztmás betegségekben szenvedőket a barlang levegője, a különböző szembántalmakkal élőket pedig a tó vize gyógyítja. Az Országos Közegészségügyi Intézet egy tífuszjárvány után, 1929-ben megvizsgálta Tapolca föld alatti vizeit. Ekkor derült ki, hogy a település majdnem mindegyik kútja kapcsolatban van egymással, az egykori leánypolgári iskola kútjának kivételével, mert az abba bejuttatott festék sem a barlangban, sem a Malom-tóban nem jelent meg.
A debreceni Egyetemi Gyógyszertani Intézet végzett 1958-ban levegővizsgálatokat, melyek alapján feltételezték, hogy a barlangban nincsenek meg a külső levegőben lévő, kóros anyagok és ennek köszönhető az asztmás tünetek csillapodása, visszafejlődése. Az 1963–1965-ben Kessler Hubert által elkezdett rendszeres vizsgálatok bizonyították, hogy a barlang levegője tényleg gyógyhatású és kedvező a légúti betegségben élőknek. A később elkezdett meteorológiai vizsgálatok, melyeket Somogyi József főorvos vezetett, fényt derítettek arra, hogy a légzőszervi betegségek gyógyulását elősegíti a barlangi levegő. A kísérleti kúrán 240 beteget kezeltek, akik közül 117 a terápia után tünet- és panaszmentessé vált.
Tovább folynak a kutatások a Tapolcai-tavasbarlangban. Lassan, de növekszik víz alatti és levegős járatainak hossza, de látogatottsága is egyre nagyobb, hiszen egy év alatt 150 ezernél több érdeklődőt vonzott az 1970-es években. Az 1980-as évek legelején a közeli bauxitbányák karsztvízmentesítő munkái miatt a barlangtó vízszintje nagyon és tartósan lesüllyedt, ezért csak később lehet majd megint csónakázni a tavasbarlangban. A könyvfejezetbe bekerült a Tapolcán lévő barlangok helyszínrajza, amelyen látható a Tapolcai-tavasbarlang járatainak is a felszíni vetülete. A térkép a Plózer István által 1975-ben publikált helyszínrajz felhasználásával készült. A fejezetben látható a tavasbarlang alaprajz térképe, amelyet Horváth Győző készített 1974-ben. Az alaprajz térképen, amelyen jelölve van az É-i irány, meg vannak különböztetve egymástól a száraz járatok, a szabad vízfelszínű járatok és a víz alatti járatok.
A magyarországi barlangokban előforduló magasabb rendű gerinces állatokat néhány troglobiont puhatestű mellett a barlangi körülményekhez kismértékben alkalmazkodott fürge cselle nevű halfaj (Tapolca) egészíti ki. A kiadványban van egy Magyarország térkép, amelyen a Magyarországon lévő, biológiailag kutatott barlangok földrajzi elhelyezkedése figyelhető meg. A térképen látható a biológiailag részlegesen feldolgozott Tapolcai-tavasbarlang földrajzi elhelyezkedése. A kiadványban publikálva lett két fekete-fehér fénykép, amelyek bemutatják a barlangot. Az első fényképen a barlang csónakázásra is alkalmas barlangi tava látható. A második fényképen a barlangnak a bányászat karsztvízsüllyesztő hatása miatt kiszáradt egykori kikötője és alacsony vízszintű tava figyelhetők meg. A könyv országos barlanglistájában szerepel a barlang Tapolcai-tavasbarlang (Tóbarlang) néven. A listához kapcsolódóan látható a Déli-Bakony, a Balaton-felvidék és a Keszthelyi-hegység barlangjainak földrajzi elhelyezkedését bemutató 1:500 000-es méretarányú térképen a barlang földrajzi elhelyezkedése.

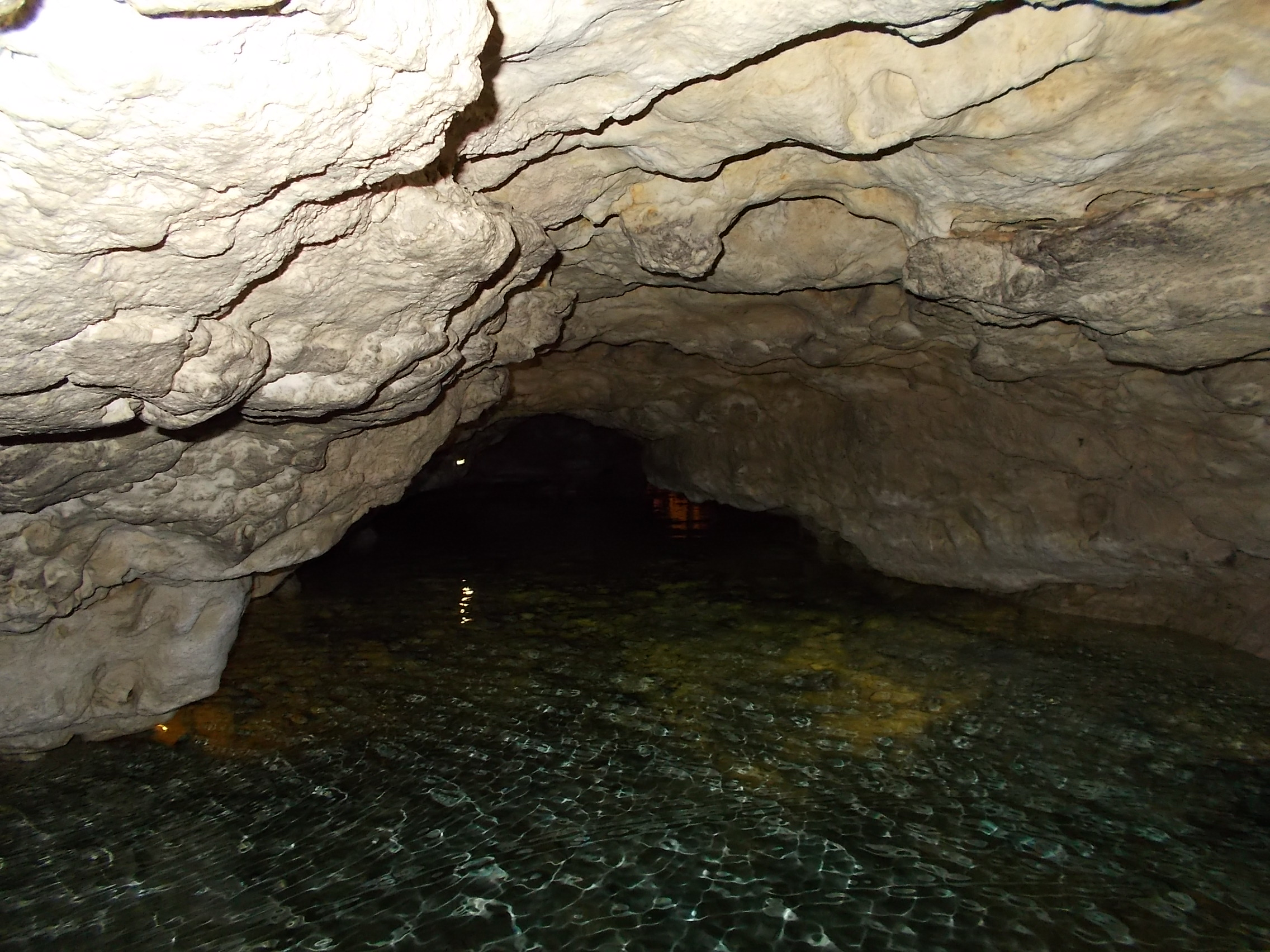
Tapolcai-tavasbarlang

Az 1984-ben megjelent, Lista a Bakony barlangjairól című összeállítás szerint a Tapolcai-medencében, a 4450-es barlangkataszteri tájegységben, Tapolcán helyezkedik el a Tapolcai-tavasbarlang (Tavas-barlang, Tó-barlang). 4450/1 a barlangkataszteri száma a karsztos barlangnak, amely 1010 m hosszú és 17 m mély. Kilenc kiemelt jelentőségű, fokozottan védett barlang van a Bakony hegységben, amelyek közül egyik a Tapolcai-tavasbarlang. A Bakony hegység harmadik leghosszabb barlangja. Az 1984. évi Karszt és Barlangban lévő barlanglátogató-statisztikából megtudható, hogy a Tapolcai-tavasbarlangot 1983-ban 58 060 fő, 1984-ben pedig 55 702 fő látogatta meg. Az 1984. évi látogatószám az 1983. évihez képest 95,9 % (1983 = 100 %).

### 1985–2001
Az 1985. évi Karszt és Barlangban publikált barlanglátogató-statisztikában meg van említve, hogy a Tapolcai-tavasbarlangban 1984-ben 55 702, 1985-ben pedig 57 667 érdeklődő járt. Az 1985. évi látogatószám az 1984. évihez képest 103,5 % (1984 = 100 %). Az 1986. évi Karszt és Barlangban megjelent bibliográfia regionális bibliográfia részében szerepel a barlang Tapolcai-tavasbarlang néven. Az összeállítás szerint a Karszt és Barlangban publikált írások közül 3 foglalkozik a barlanggal. (A 728. tétel helyett a 731. tétel foglalkozik a barlanggal.) Az 1986. évi Karszt és Barlangban lévő barlanglátogató-statisztikából megtudható, hogy a Tapolcai-tavasbarlangot 1985-ben 57 667 fő, 1986-ban pedig 48 626 fő látogatta meg. Az 1986. évi látogatószám az 1985. évihez képest 84,3 % (1985 = 100 %). Az 1987. évi Karszt és Barlangban található barlanglátogató-statisztika szerint a Tapolcai-tavasbarlangot 1986-ban 48 626 fő, 1987-ben pedig 49 519 fő látogatta meg. Az 1987. évi látogatószám az 1986. évihez képest 101,8 % (1986 = 100 %).
Az 1987. évi Karszt és Barlangban kiadott, Hazslinszky Tamás által összeállított barlanglátogató-statisztika (1951–1987) Tapolcai-tavasbarlangra vonatkozó adatai (1978 végétől zárva volt, majd 1979 május 3-tól üzemelt a barlang):
| év              | 1951    | 1952    | 1953    | 1954   | 1955    | 1956    | 1957    | 1958    | 1959    | 1960    | 1961    | 1962    | 1963    | 1964    |
| látogatók száma | 6863    | 8591    | 9175    | 10 726 | 12 258  | 16 038  | 21 025  | 23 334  | 30 449  | 31 701  | 54 506  | 68 559  | 71 375  | 80 224  |
| év              | 1965    | 1966    | 1967    | 1968   | 1969    | 1970    | 1971    | 1972    | 1973    | 1974    | 1975    | 1976    | 1977    | 1978    |
| látogatók száma | 92 575  | 70 000  | 60 000  | 75 778 | 101 617 | 137 334 | 141 711 | 144 725 | 216 163 | 176 547 | 157 474 | 158 060 | 144 529 | 178 760 |
| év              | 1979    | 1980    | 1981    | 1982   | 1983    | 1984    | 1985    | 1986    | 1987    |         |         |         |         |         |
| látogatók száma | 124 633 | 115 434 | 115 519 | 64 296 | 58 060  | 55 702  | 57 667  | 48 626  | 49 519  |         |         |         |         |         |

Az 1987. december 31-i állapot alapján Magyarország 24. leghosszabb barlangja a 4450/1 barlangkataszteri számú, kb. 1000 m hosszú Tapolcai-tavasbarlang. A 22. leghosszabb barlang (Baradla Rövid-Alsó-barlang) és a 23. leghosszabb barlang (Diabáz-barlang) szintén kb. 1000 m hosszú. Az összeállítás szerint az 1977. évi Karszt és Barlangban közölt hosszúsági listában a Tapolcai-tavasbarlang kb. 1000 m hosszú. Az 1988. évi Karszt és Barlangban publikált barlanglátogató-statisztikában meg van említve, hogy a Tapolcai-tavasbarlangban 1987-ben 49 519 érdeklődő járt (a barlang 1988-ban műszaki okok miatt zárva volt).
Az 1989. évi Karszt és Barlangban lévő, Magyarország barlangjai című összeállításban szó van arról, hogy a három hegységrész közé ékelődő Tapolcai-medence fiatal szarmata mészkövében az előbukkanó langyos-meleg és a hideg karsztvizek keveredése labirintusszerű, leginkább vízszintes kiterjedésű járatrendszerek keletkezését eredményezte. A Tapolcai-tavasbarlang légteres részeit kútásás során, 1902-ben fedezték fel, majd hamarosan megnyitották idegenforgalom számára is. 1957-ben kezdődött vízalatti járatainak kutatása. A barlang hossza napjainkban eléri az 1 km-t. A Tapolcai-tavasbarlang ÉNy-i végpontjaitól csak 150 m-re van a hasonló jellegű, de majdnem száraz Kórház-barlang. A kb. 25 km-re végzett bauxitbányászat preventív védelmét szolgáló karsztvízszint-süllyesztés az utóbbi években már a térség vizes barlangjaiban is nagyon érződik. Tapolcán 2 m-es vízszintsüllyedés érzékelhető.
A publikációban lévő 1. ábrán (Magyarország térkép) be van mutatva a Tapolcai-tavasbarlang és a Kórház-barlang földrajzi elhelyezkedése. A folyóirat 1989. évi különszámában napvilágot látott ennek az utóbbi tanulmánynak az angol nyelvű változata (The caves of Hungary). Ebben a tanulmányban Tapolcai-tavas Cave a barlang neve. Az angol nyelvű tanulmányhoz mellékelve megjelent egy olyan lista, amelyben Magyarország leghosszabb barlangjai vannak felsorolva. A felsorolás szerint a Balaton-felvidéken fekvő, 1000 m hosszú Tapolcai-tavasbarlang (Tapolcai-tavas Cave) 1988-ban Magyarország 24. leghosszabb barlangja. (1977-ben is 1000 m hosszú volt a barlang.)
Az 1990. évi Karszt és Barlangban található barlanglátogató-statisztika szerint a Tapolcai-tavasbarlangot, amely 1989-ben zárva volt, 1990-ben 87 899 fő látogatta meg. A barlang 1990. május 1-jén, a felújítás után nyílt meg. Az 1991. évi Karszt és Barlangban lévő barlanglátogató-statisztikából megtudható, hogy a Tapolcai-tavasbarlangot, amely 1991. március 1. és 1991. október 31. között üzemelt, 1991-ben 58 639 fő látogatta meg. Az 1991. évi látogatószám az 1990. évihez képest 67 % (1990 = 100 %). A látogatók megoszlása: 31 651 fő (54 %) felnőtt, 20 767 fő (35 %) diák, 6221 fő (11 %) pedig gyermek. A látogatóknak körülbelül a fele külföldi volt. Az 1992. évi Karszt és Barlangban található barlanglátogató-statisztika szerint a Tapolcai-tavasbarlangot 1992-ben 79 800 fő látogatta meg. Az 1992. évi látogatószám az 1991. évihez képest 136 % (1991 = 100 %).

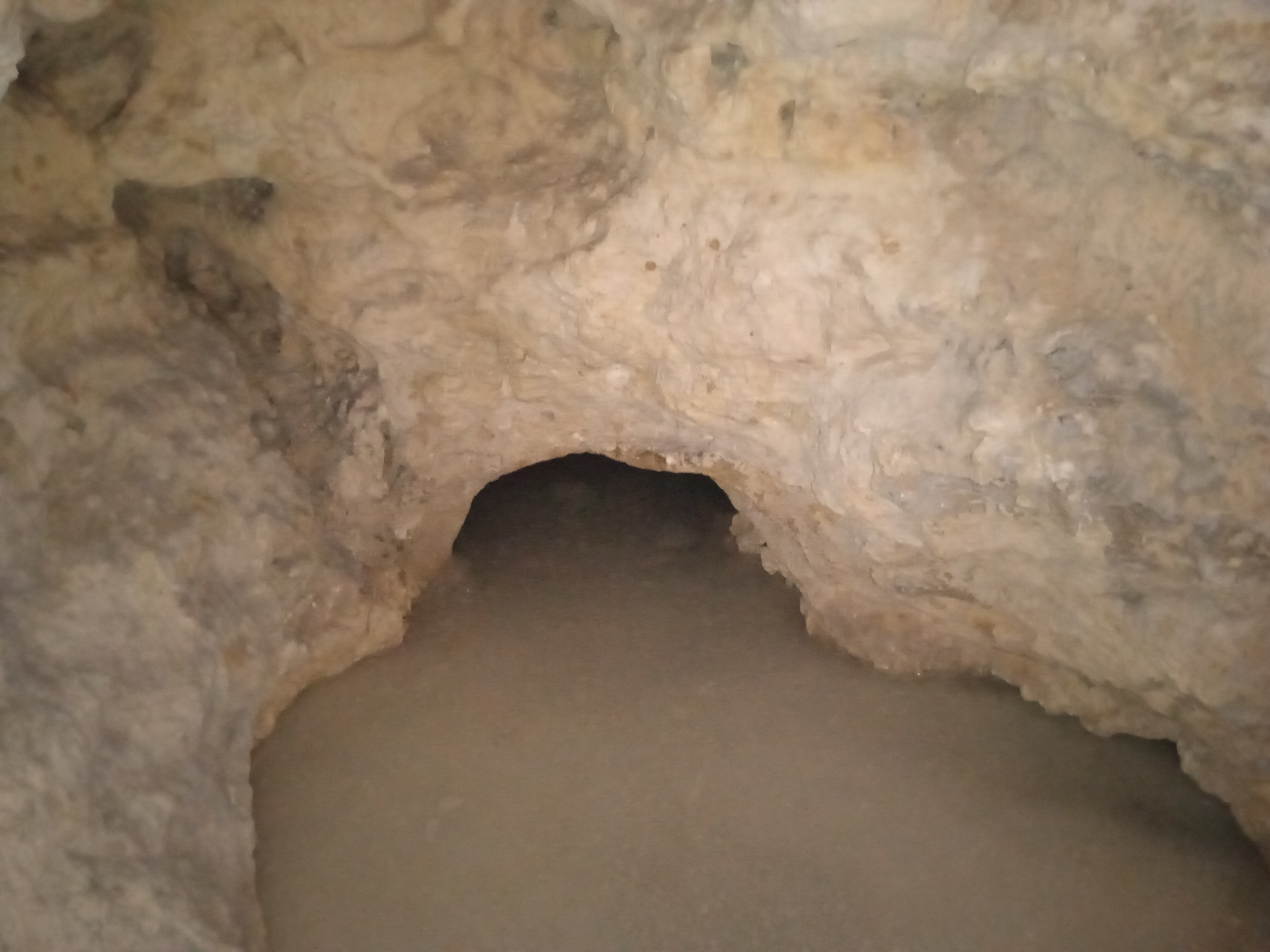
A Tapolcai-tavasbarlang egyik része

Az 1994. évi Karszt és Barlangban publikált barlanglátogató-statisztikában meg van említve, hogy a Tapolcai-tavasbarlangban 1994-ben 5000 érdeklődő járt. Az 1994. évi látogatószám az 1993. évihez képest 60 % (1993 = 100 %). Az 1995–1996. évi Karszt és Barlangban lévő barlanglátogató-statisztikából megtudható, hogy a Tapolcai-tavasbarlangot 1995-ben 60 040 fő, 1996-ban pedig 65 029 fő látogatta meg. (A barlang május 1. és október 31. között üzemelt.) Az 1997. évi Karszt és Barlangban található barlanglátogató-statisztika szerint a Tapolcai-tavasbarlangot 1997-ben 69 000 fő látogatta meg. Az 1997. évi látogatószám az 1996. évihez képest 107 % (1996 = 100 %). A látogatók megoszlása: 49 % felnőtt, 51 % diák és nyugdíjas.
1998. május 14-től a környezetvédelmi és területfejlesztési miniszter 13/1998. (V. 6.) KTM rendelete szerint a Balaton-felvidéki Nemzeti Park Igazgatóság illetékességi területén, a Tapolcai-medencében található Tapolcai-tavasbarlang látogatók számára nem megnyitott szakaszai az igazgatóság engedélyével látogathatók. Az 1998–1999. évi Karszt és Barlangban publikált barlanglátogató-statisztikában meg van említve, hogy a Tapolcai-tavasbarlangban 1998-ban 108 734, 1999-ben pedig 97 800 érdeklődő járt. (A barlang május 1-től üzemelt.) A 2000–2001. évi Karszt és Barlangban lévő barlanglátogató-statisztikából megtudható, hogy a Tapolcai-tavasbarlangot 2000-ben 113 943 fő, 2001-ben pedig 90 508 fő látogatta meg. (A barlang április 1. és november 30. között üzemelt.) 2001. május 17-től a környezetvédelmi miniszter 13/2001. (V. 9.) KöM rendeletének értelmében a Bakony hegység területén lévő Tapolcai-tavasbarlang fokozottan védett barlang. Egyidejűleg a fokozottan védett barlangok körének megállapításáról szóló 1/1982. (III. 15.) OKTH rendelkezés hatályát veszti.

### 2002-től

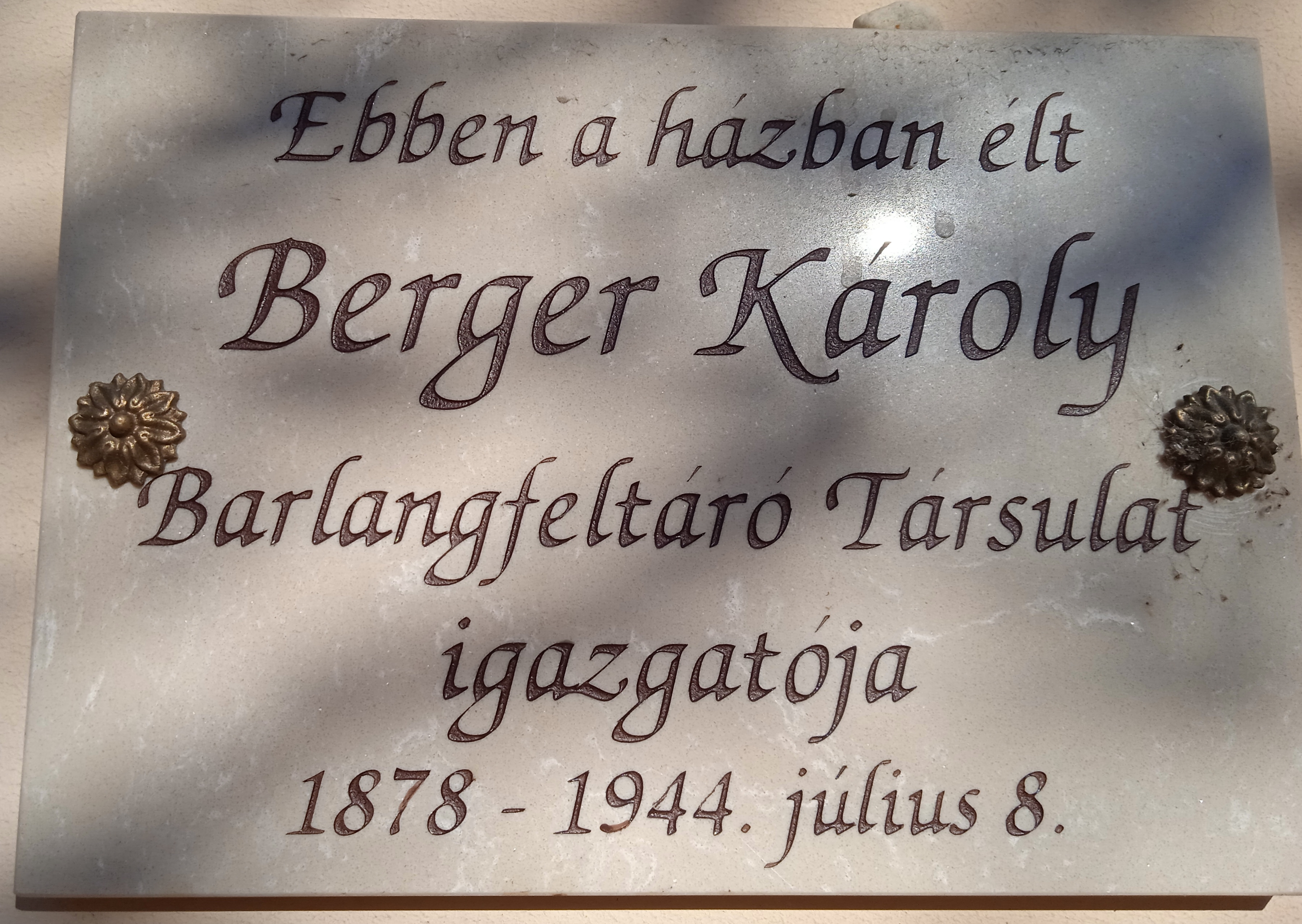
Berger Károlynak, a tavasbarlang kezelését végző Barlangfeltáró Társulat igazgatójának emléktáblája (Tapolca, Fő tér)

A 2002–2003. évi Karszt és Barlangban található barlanglátogató-statisztika szerint a Tapolcai-tavasbarlangot 2002-ben 99 366 fő, 2003-ban pedig 95 284 fő látogatta meg.
A 2003-ban kiadott, Magyarország fokozottan védett barlangjai című könyv Kórház-barlangot bemutató része szerint a Tapolcai-tavasbarlangban az 1960-as évek elején elkezdett terápiás mérések eredményei biztatóak voltak, de nem volt lehetőség ott gyógyszakaszt kialakítani a turisztikai hasznosítás miatt. Ekkor vetődött fel az a gondolat, hogy átjáróval össze kell kötni a Tapolcai-tavasbarlangot és a Kórház-barlangot. Az érdekelteket azonban elrettentette az elkészítendő 140 m-es alagúttal kapcsolatos munka, emiatt önálló, a kórház alatt végzendő méréseket kezdeményeztek. Régóta foglalkoztatta az embereket a tavasbarlang és a Kórház-barlang összekötésének lehetősége, mely a Kórház-barlangban lévő Macska-ág felfedezésével közvetve bizonyítva lett, mert a két barlang járatai itt keresztezik egymást. A Kórház-barlang geológiai, morfológiai jellemzői nagyon hasonlóak a tavasbarlangéihoz, de a kőzetrétegek emelkedése következtében a Kórház-barlangban a járatok szárazra kerültek. Szembetűnő különbség, hogy a tavasbarlang termei kisebbek. A Kórház-barlang kitöltése a tavasbarlangihoz viszonyítva kiegészül a felszínről a törések mentén bemosott pannon homokkal. A Kórház-barlangról szóló könyvfejezetben van egy felszíni térkép, amely a Tapolcai-tavasbarlang és a Kórház-barlang járatait is szemlélteti. A térképen jelölve van az É-i irány.
A Tapolcai-tavasbarlangról szóló könyvfejezet szerint a tavasbarlangnak (Tavas-barlang, Tóbarlang) 4450/1 a barlangkataszteri száma. A barlang a Balaton-medencében (Tapolcai-medence), a Veszprém megyében lévő Tapolcán helyezkedik el. A barlang 3280 m hosszú, 22 m függőleges kiterjedésű és 250 m vízszintes kiterjedésű. Tapolca belterületén, a Kisfaludy Sándor utca 3. alatti fogadóépületben, 132 m tszf. magasságban nyílik a barlang mesterséges lejárata. A tavasbarlang írott műben először a Tapolczai Lapok 1903. február 15-i számában lett említve. Ekkor felfedezése miatt lett említve. A barlangot 1903. február elején végzett kútásás közben találták meg. A munkások jelezték, hogy robbantáskor a kút oldalán nyílás keletkezett, amely 12 m mélyen van. A 60 cm-es lyukon bemászva egy 4–5 m magas terembe érkeztek, amelynek végét mozdulatlan víztükrű tó zárta le. Az első felfedezők, Németh Ferenc kútásó mester és munkásai kb. 50 m hosszig járták be a barlangot.

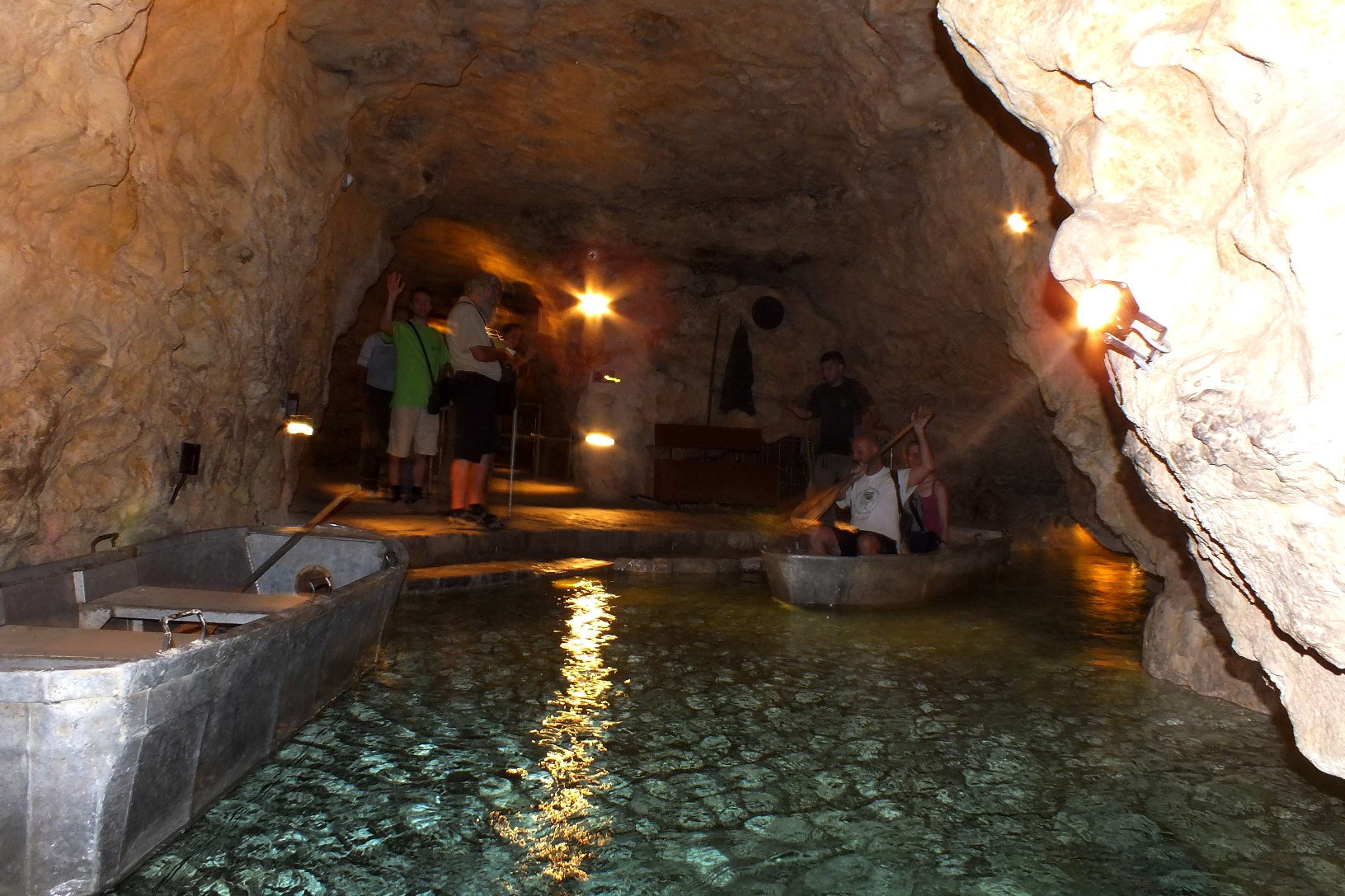
Látogatók a Tapolcai-tavasbarlangban

Gyorsan elterjedt a felfedezés híre, de először csak 1910-ben vetették fel a megnyitás gondolatát. Ugyanebben az évben megalakult a Barlangfeltáró Társulat Berger Károly vezetésével. A kiépítési tervek elkészítésével és a kivitelezéssel Keszler Aladár építőmestert bízták meg. Munkája eredményeként 1911-ben elkészült a lejárat. Az 1912. május 5-én tartott megnyitón Lóczy Lajos (geológus), a Balaton környékének híres kutatója is részt vett. Magyarországon először itt alkalmaztak idegenforgalmi célból megnyitott barlangban villanyvilágítást, amit 1930-ban felújítottak. A barlang ekkor csak 85 m hosszú volt.
A Barlangbizottság 1923-tól folyamatosan dolgoztatott a barlangban, igazgatója és a feltárások vezetője megint Berger Károly lett. 1925. novemberben Kadić Ottokár a barlang megtekintése után javasolta a víz alatti járatok búvárkutatását, de erre 30 évig várni kellett. 1936-ban járt le a Barlangtársulat 25 éves koncessziója, ezért a barlang visszakerült a település tulajdonába. A feltárások folytatása miatt meghívták Kessler Hubertet, akinek segítségével ekkor 145 m új járatot fedeztek fel a vízszint csökkentésével. A tavasbarlangot 1937-ben vizsgálta át Kessler Hubert. A tavakat elkülönítő törmeléket eltávolították 1938-ban, melynek köszönhetően május 1-jén megindult a csónakázás, de ugyanazon az úton kellett visszatérni a csónakkikötőhöz. Ennek kiküszöbölése miatt 1938 májusára elkészítették azt a 20 m-es mesterséges folyosót, amely a csónakok körforgalmát jelenleg is lehetővé teszi. Ezt a munkát dr. Péczely Béla kórházigazgató vezette.

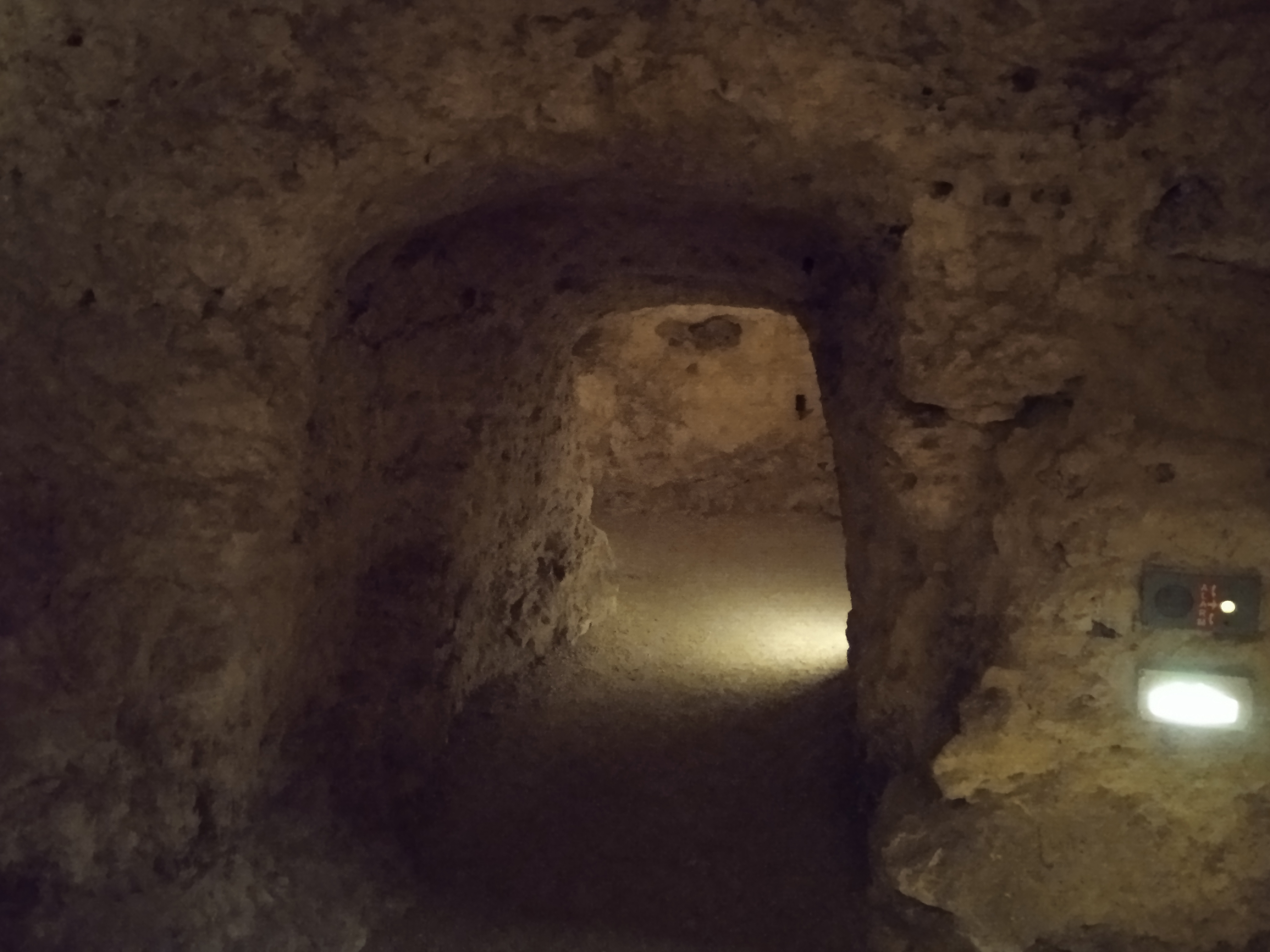
A Tapolcai-tavasbarlang egyik része

A második világháború során óvóhelyként használták a föld alatti termeket, és a régi vásártéren lévő kútból másik bejáratot nyitottak a barlang belsejébe a biztonság fokozása miatt. Az idegenforgalmi hasznosítás 1951-ben lett újraindítva. Ekkor az Idegenforgalmi Hivatal kezdte kezelni a barlangot és elkészült a jelenleg is használt fogadóépület. Az 1970-es évek közepétől a barlang vízszintje fokozatosan süllyedt a közeli bauxitbányászat karsztvízkiemelő tevékenysége miatt. 1982-től megszűnt a csónakázási lehetőség, majd 1987 végén bezárták a barlangot. 1989-ben a Bakonyi Bauxitbánya kapta meg a kiépített részek hasznosítási jogát, amelynek során a megrongálódott fogadóépületet felújította, a csónakázó körjáratot, amely kiszáradt, pedig látogathatóvá tette. Ennek eredményeként a barlang megint megnyílt a vendégek előtt 1990 májusában. 1998-ra a víz visszanyerte eredeti szintjét a bányászat megszüntetése és a Malom-tó gátjának rekonstrukciója után, majd 1998. május 1-jén újra megindult a csónakázás a barlangban.
A barlang tervszerű kutatása 1957-ben, búvármerülésekkel kezdődött, amelyeket Ráday Ödön vezetett. Ekkor új folyosókba tudtak beúszni. 1974-re a barlang elérte az 1 km hosszt a Vörös Meteor Nautilus Könnyűbúvár Klub munkájának eredményeként. A következő jelentős lépést, mely a lecsökkent vízszint miatt történt, a Tapolcai Plecotus Barlangkutató Csoport Kolláth János által vezetett tagjai tették. 1993-ig 1800 m hosszú járatot fedeztek fel, 1994-ben pedig a barlang 400 m-rel lett hosszabb. Ekkorra megakadályozta a levegős részek kutatását a vízszint emelkedése. A feltárásokkal olyan részek lettek megismerve, amelyekből újra el lehetett kezdeni a kutató búvármerüléseket. Először a Maróthy László által vezetett Poseidon Búvár Sportegyesület dolgozott, majd a Szabó Zoltán által vezetett Plózer István Vízalatti Barlangkutató Csoport folytatta a munkát, amely napjainkban is tart.

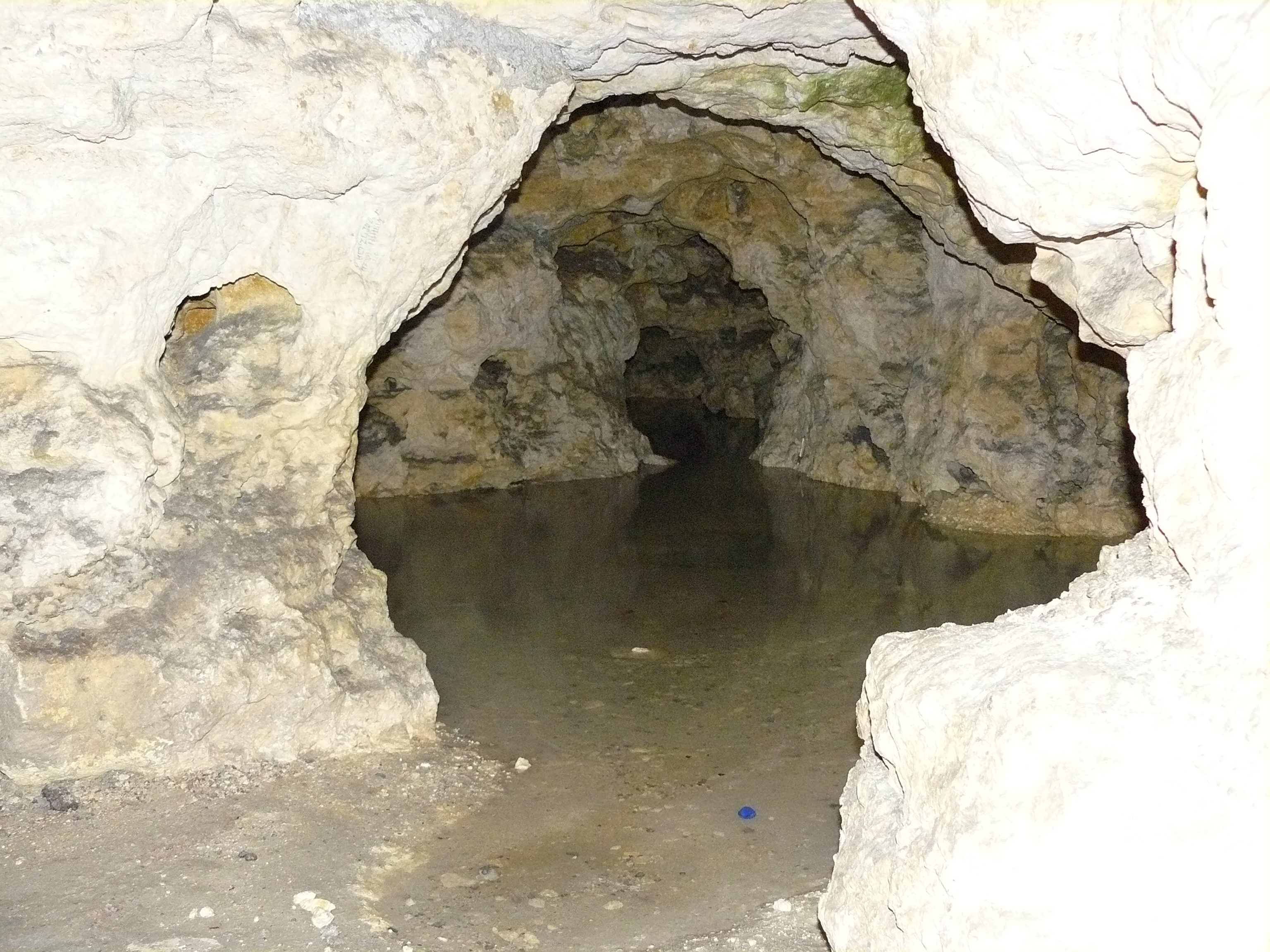
A Tapolcai-tavasbarlang egyik része

A miocén tenger 13,7 millió évvel ezelőtt alakította ki a barlang befoglaló rétegsorát. Ebben váltják egymást 1–2 cm-es agyagcsík betelepülésekkel a jól kristályosodott rétegek és a márgás rétegek. A felszín alatt mindenhol egyforma mélységben helyezkednek el a rétegek. Enyhén emelkedik a terület É-ra. Emiatt van az, hogy amíg a tavasbarlang legnagyobb része víz alatt fekszik, addig a Kórház-barlang járatai szárazak. A felszín alatt 3–8 m között márgaréteg fekszik, amely nem ereszti át a vizet és meggátolja a felszíni csapadék barlangba jutását. Ez alatt több rétegben váltják egymást 12 m mélységig a homokos, agyagos mészkőrétegek, amelyek alatt jól kristályosodott rétegek vannak. A barlang jellegét alapvetően két tényező befolyásolta: az elsődleges tektonikai hálózat és a rétegszerkezet. A terület törésrendszere illeszkedik a Bakony hegység fő tömegének ÉK–DNy-i és erre merőleges, ÉNy–DK-i preformáltságához. A járatok többségében láthatók a főirányok, de sokszor rövid részek után az irányok váltakozva követik egymást.
Egyedi sajátosságokat mutat az üregrendszer hidrológiája. A Tapolcai-medncébe eljutó víz két úton halad a fő vízgyűjtőterület felől. Egyrészt a triász dolomitra támaszkodik a miocén mészkő, ami miatt biztosított a nagy mennyiségű hideg karsztvíz utánpótlása. Másrészt a medence alatt a dolomit lehúzódik 300–400 m mélységig. Az ide lejutó víz a vulkáni utóműködés miatt 35–40 °C-ra felmelegszik, a repedéseken feljutva keveredik a hideg vízzel, és létrejön a rendszert kitöltő 18–20 °C-os forrásvíz. A változó keresztmetszetű járatokat, amelyekben véletlenszerű oldásformák figyelhetők meg, keveredési korrózió alakította ki. A terület erózióbázisa a Tapolca D-i részén lévő, 12–15 m³/perc hozamú forrásrendszer, amely a barlangokkal összefüggő Malom-tavat táplálja. Az ismertetett rétegek meghatározták a járatok elhelyezkedését és alakját. Legerősebben a jól kristályosodott rétegekben fejtette ki hatását a keveredési korrózió. Itt szinte csak oldott járatok vannak jelen. Ezek a csőszerű vagy fekvő ellipszis keresztmetszetű járatok 0,8–1,5 m átmérőjűek. Ahol ezek megfelelően közel kerültek egymáshoz, vagy széles, lapos tér kioldása történt, ott gyorsan leszakadozott az agyagcsíkok mentén a mennyezet. Omlások miatt jöttek létre a boltozatos termek, melyeket tovább alakított az oldás.

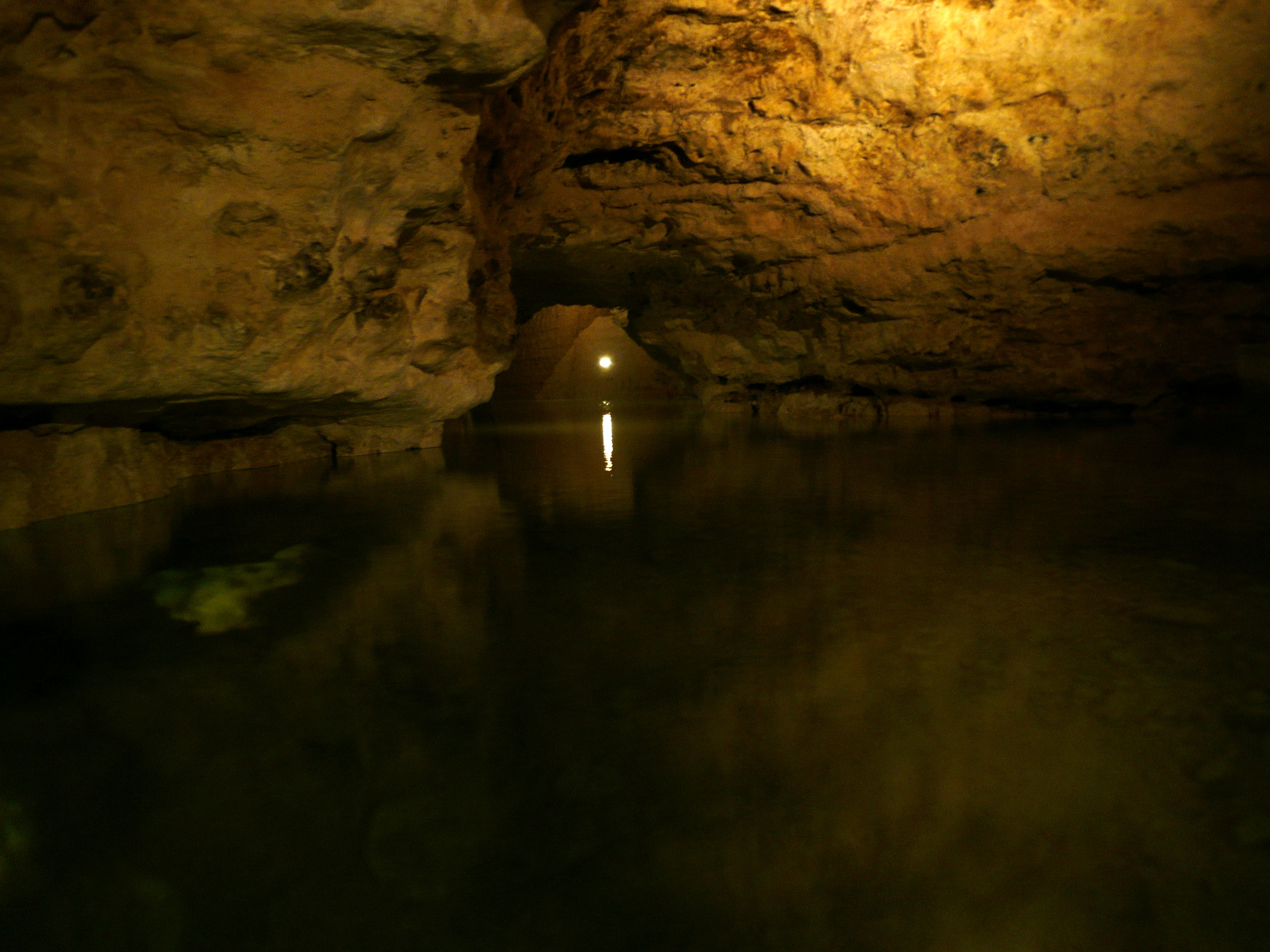
A Tapolcai-tavasbarlang egyik része

A barlangnak három járatszintje van, melyek közül a felső szint a víztől 3 m-rel magasabban helyezkedik el. Ez fejletlen a kevésbé oldható homokos mészkő miatt. A második szint a jelenlegi vízszinttől 2 m-rel lejjebb található. A barlang legnagyobb része ebből áll. Felszakadásaiból alakultak ki a levegős termek, amik ezért nem tekinthetők önálló szintnek. A harmadik, 20 m mélységig lehatoló szintre csak leírások utalnak, mert fel lettek töltve a járatok tisztításakor. A turistaszakasz termeiben (Lóczy-terem, Batsányi-terem) eredetileg sok törmelék volt, melyet eltávolítottak, ezért azokban természetes állapotú járat nincs. A barlangban kevés a kitöltés, mely főleg agyag. A barlangban kevés ásványképződmény, cseppkő van. Láthatók hévizes kiválások, melyek két különböző formában fordulnak elő. A falakat néhol, kisméretű (1–2 mm-es) kalcitkristályok bevonata borítja. Másik jellegzetes képződménye, amely csak a mennyezeten, hasadékok, kürtők peremén helyezkedik el, egy aragonitkiválás. Több cm-esre is megnőnek fenyőág alakú pamacsai. A vizsgálatok bebizonyították, hogy aeroszolból váltak ki olyan helyen, ahol hirtelen irányt vált a légáramlás. A langyos karsztvíz nagyon befolyásolja a barlang klímáját, ezért a levegő hőmérséklete eléri a 18–20 °C-ot. A relatív páratartalom 100% a közvetlen vízfelületek miatt.
A barlangban többször történt tudományos kutatás. Ezek közül kiemelendő a Plecotus Barlangkutató Csoport segítségével, Mészárosné Hardi Ágnes által végzett mikrobiológiai vizsgálatsorozat, amely rávilágított az emberi környezet hatása következtében kialakuló, kommunális szennyezések jelenlétére. A barlangban folytatott másik jelentős vizsgálatsorozat a Hakl József által irányított, a debreceni ATOMKI által végzett radonmérés-sorozat, amelynek során 6 éven át figyelték a felszín alatti légtér radonkoncentrációjának változását. A hidrológiai és morfológiai értékei miatt (1982 óta) fokozottan védett természeti érték lépcsőkkel, járdákkal kiépített, elektromos világítással ellátott szakasza egész évben megtekinthető. A barlangtúra 30 percig tart, a túraútvonal 340 m hosszú, melynek egy részét csónakázva tehetik meg a vendégek. A Tapolcai-tavasbarlanggal egységes hidrológiai rendszert alkotó Kórház-barlang feltárásának története is hasonló a Tapolcai-tavasbarlangéhoz.

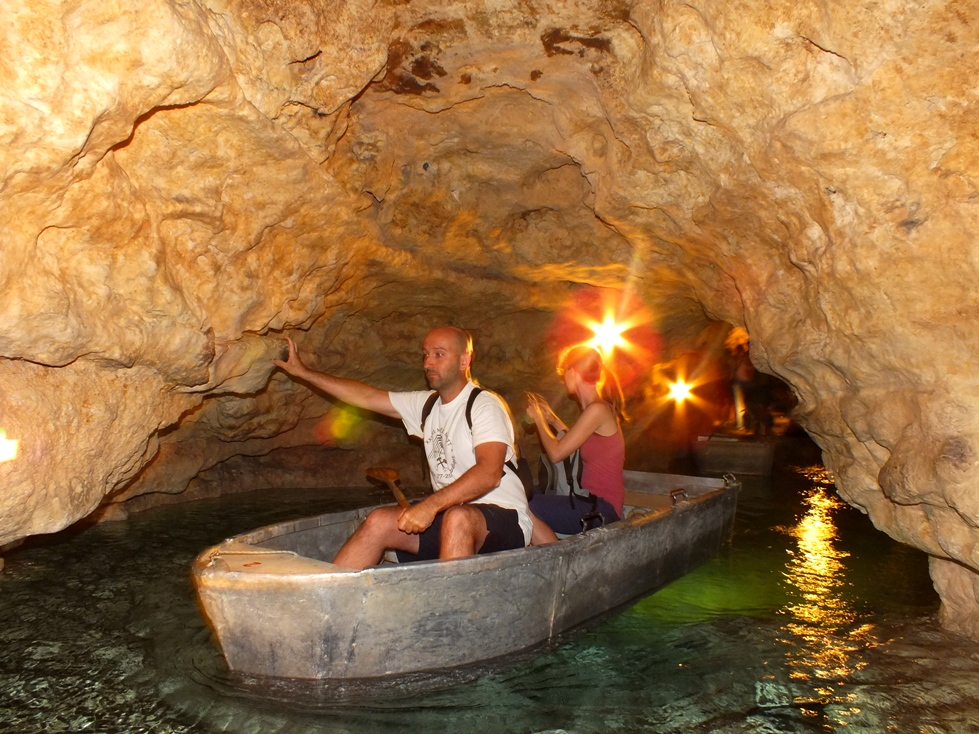
Csónakázók a Tapolcai-tavasbarlangban

A könyvbe bekerült a Tapolcai-tavasbarlang alaprajz térképe, amelyen színekkel vannak megkülönböztetve egymástól a száraz (a térképen fehér színnel jelölve), a szabad víztükrű (a térképen világoskék színnel jelölve) és a víz alatti (a térképen sötétkék színnel jelölve) szakaszok. A térképen jelölve van az É-i irány. A térképet 2002-ben a Plecotus Barlangkutató Csoport, a Plózer István Vízalatti Barlangkutató Szakosztály és Szabó Zoltán készítették. Az ismertetésben látható két színes fénykép, amelyek bemutatják a barlangot. Az első fényképen a tavasbarlangban lévő, víz alatti folyosó, a második fényképen pedig a barlangban merülő egyik búvár figyelhető meg. Mindkét fényképet Sári Attila készítette. A Tapolcai-tavasbarlangról szóló könyvfejezet 5 irodalmi mű alapján lett írva. A kiadványban található, Egri Csaba és Nyerges Attila által készített hosszúsági lista szerint a Tapolcai-medencében lévő és 4450-1 barlangkataszteri számú Tapolcai-tavasbarlang Magyarország 12. leghosszabb barlangja 2002-ben. A 2002-ben 3280 m hosszú barlang 1977-ben 1000 m, 1987-ben pedig szintén 1000 m hosszú volt.
A 2004–2005. évi Karszt és Barlangban publikált barlanglátogató-statisztikában meg van említve, hogy a Tapolcai-tavasbarlangban 2004-ben 97 118, 2005-ben pedig 92 878 érdeklődő járt.
A 2005-ben megjelent, Magyar hegyisport és turista enciklopédia című könyvben önálló szócikke van a barlangnak. A kiadványban az van írva, hogy a Tapolcai-tavasbarlang Tapolca belterületén található. A turizmus számára megnyitott, fokozottan védett természeti érték mesterséges bejárata 132 m tszf. magasságban helyezkedik el. Kútásás során 1902-ben feltárt szakasza már 1913-ban ki lett építve. 1938-ban egy csónakázásra alkalmas részt alakítottak ki benne úgy, hogy a kisebb tavakat elválasztó törmeléket eltávolították. A 3280 m hosszú, kb. 250×250 m vízszintes kiterjedésű barlang a Tapolcai-medence fiatal szarmata (miocén) mészkövében feltörő langyos-meleg vizek és hideg karsztvíz keveredésével keletkezett. Labirintust alkotó, leginkább vízszintes kiterjedésű járatai oldásformákban gazdagok és víz alatt húzódik jelentős részük.

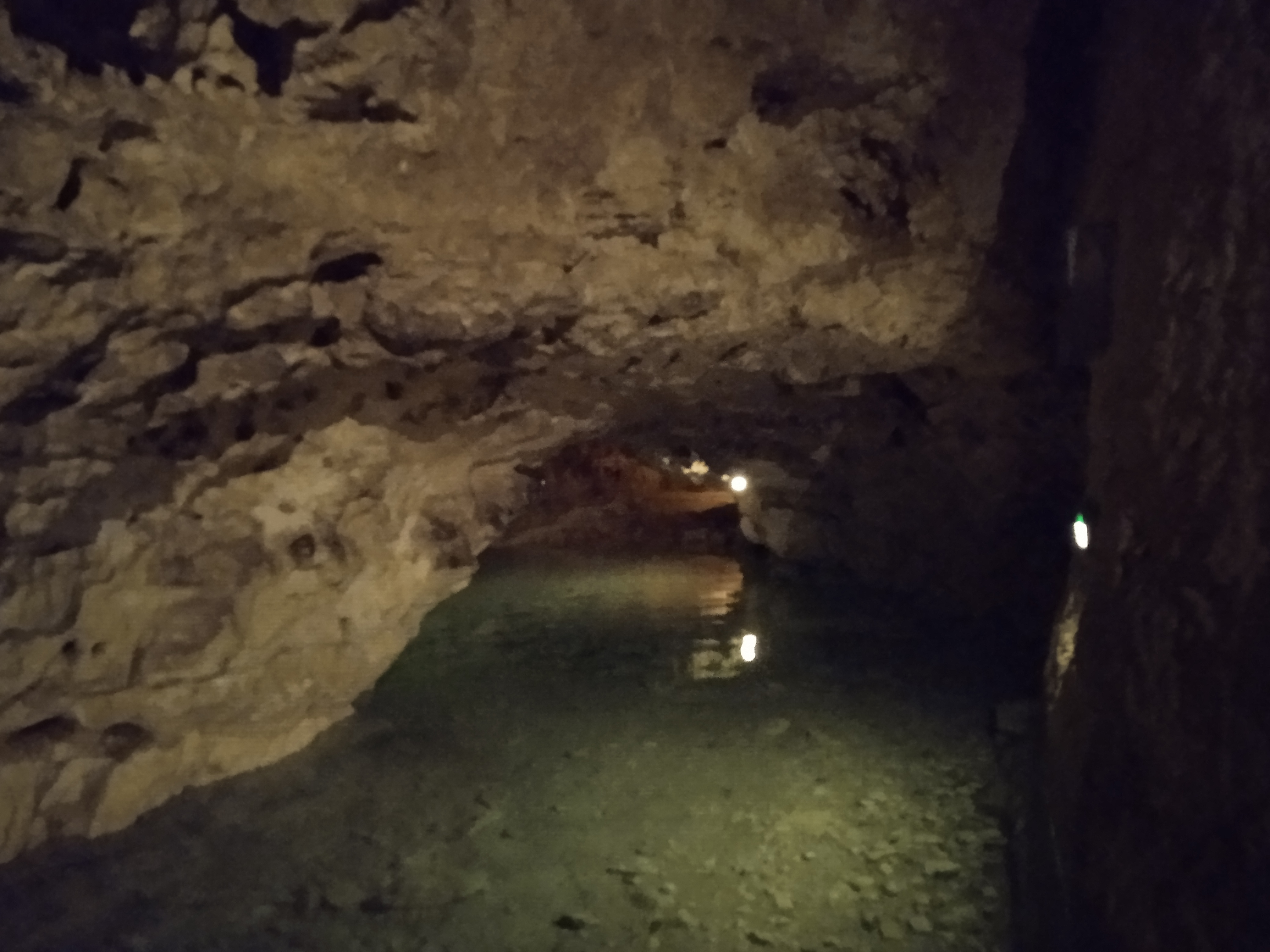
A Tapolcai-tavasbarlang egyik része

A barlang vizében előfordul egy halfaj, a fürge cselle (Phoxinus sp.), amely a felszínen élő fajtársaitól színben és méretben is eltér, illetve alkalmazkodik a fényhiányhoz. Az 1980-as évekre a karsztvízszint süllyesztése miatt egy ideig szünetelt a csónakázás, de jelenleg már megint működik. A Kórház-barlang szócikkében meg van említve, hogy a Kórház-barlang DK-i végpontjai 150 m-re megközelítik a Tapolcai-tavasbarlang járatait. Plózer István szócikke szerint Plózer István legjelentősebb kutatási területei a Tapolcai-tavasbarlang, a Molnár János-barlang és a Hévízi-forrásbarlang voltak. Surányi Csaba szócikke szerint Surányi Csaba részt vett a Tapolcai-tavasbarlang kutatásában.
2005. szeptember 1-től a környezetvédelmi és vízügyi miniszter 22/2005. (VIII. 31.) KvVM rendelete szerint a Balaton-felvidéki Nemzeti Park Igazgatóság működési területén, a Tapolcai-medencében található Tapolcai-tavasbarlang látogatók számára nem megnyitott szakaszai a felügyelőség engedélyével látogathatók. 2005. szeptember 1-től a környezetvédelmi és vízügyi miniszter 23/2005. (VIII. 31.) KvVM rendelete szerint a Bakony hegységben lévő Tapolcai-tavasbarlang fokozottan védett barlang. 2007. március 8-tól a környezetvédelmi és vízügyi miniszter 3/2007. (I. 22.) KvVM rendelete szerint a Balatoni Nemzeti Park Igazgatóság működési területén lévő Tapolcai-tavasbarlang a látogatási célú barlangi búvármerülésre igénybe vehető barlangok körébe tartozik. Naponta legfeljebb 20 fő használhatja látogatási célú barlangi búvármerülésre. A 2008. évi Karszt és Barlangban lévő barlanglátogató-statisztikából megtudható, hogy a Tapolcai-tavasbarlangot 2006-ban 107 132 fő, 2007-ben pedig 111 932 fő látogatta meg.
A 2009. évi Karszt és Barlangban található barlanglátogató-statisztika szerint a Tapolcai-tavasbarlangot 2008-ban 110 583 fő látogatta meg. A 2010. évi Karszt és Barlangban publikált barlanglátogató-statisztikában meg van említve, hogy a Tapolcai-tavasbarlangban 2009-ben 112 330 érdeklődő járt. A 2011. évi Karszt és Barlangban lévő barlanglátogató-statisztikából megtudható, hogy a Tapolcai-tavasbarlangot 2010-ben 105 608 fő, 2011-ben pedig 112 330 fő látogatta meg. A 2012–2014. évi Karszt és Barlangban található barlanglátogató-statisztika szerint a Tapolcai-tavasbarlangot 2012-ben 111 858 fő, 2013-ban 106 150 fő, 2014-ben pedig 114 122 fő látogatta meg. A 2015–2016. évi Karszt és Barlangban publikált barlanglátogató-statisztikában meg van említve, hogy a Tapolcai-tavasbarlangban 2015-ben 147 156, 2016-ban pedig 144 424 érdeklődő járt. A 2017–2018. évi Karszt és Barlangban lévő barlanglátogató-statisztikából megtudható, hogy a Tapolcai-tavasbarlangot 2017-ben 153 299 fő, 2018-ban pedig 157 402 fő látogatta meg.

## Látogatási statisztika
A Tapolcai-tavasbarlang látogatóinak száma évenként:
| év              | 1950    | 1951    | 1952    | 1953    | 1954    | 1955    | 1956    | 1957    | 1958    | 1959    | 1960    | 1961    | 1962    | 1963       | 1964    |
| látogatók száma | 5687    | 6863    | 8591    | 9175    | 10 726  | 12 258  | 16 038  | 21 025  | 23 334  | 30 449  | 31 701  | 54 506  | 68 559  | 71 375     | 80 224  |
| év              | 1965    | 1966    | 1967    | 1968    | 1969    | 1970    | 1971    | 1972    | 1973    | 1974    | 1975    | 1976    | 1977    | 1978       | 1979    |
| látogatók száma | 92 575  | 70 000  | 60 000  | 75 778  | 101 617 | 137 334 | 141 711 | 144 725 | 216 163 | 176 547 | 157 474 | 158 060 | 144 529 | 178 760    | 124 633 |
| év              | 1980    | 1981    | 1982    | 1983    | 1984    | 1985    | 1986    | 1987    | 1988    | 1989    | 1990    | 1991    | 1992    | 1993       | 1994    |
| látogatók száma | 115 434 | 115 519 | 64 296  | 58 060  | 55 702  | 57 667  | 48 626  | 49 519  | zárva   | zárva   | 87 899  | 58 639  | 79 800  | nincs adat | 5000    |
| év              | 1995    | 1996    | 1997    | 1998    | 1999    | 2000    | 2001    | 2002    | 2003    | 2004    | 2005    | 2006    | 2007    | 2008       | 2009    |
| látogatók száma | 60 040  | 65 029  | 69 000  | 108 734 | 97 800  | 113 943 | 90 508  | 99 366  | 95 284  | 97 118  | 92 878  | 107 132 | 111 932 | 110 583    | 112 330 |
| év              | 2010    | 2011    | 2012    | 2013    | 2014    | 2015    | 2016    | 2017    | 2018    | 2019    | 2020    | 2021    | 2022    | 2023       | 2024    |
| látogatók száma | 105 608 | 112 330 | 111 858 | 106 150 | 114 122 | 147 156 | 144 424 | 153 299 | 157 402 |         |         |         |         |            |         |

## További irodalom
| További irodalom |
| --- |
| - Ámon Vilmosné: Balatoni tájak. A tapolcai tavasbarlang. A Magyar Asszony, 1940. augusztus 1. (20. évf.) A (melléklap) 73–75. old. - B. (Berger Károly): Élet a föld alatt. Két német biológus kutatása a tapolcai Tavasbarlangban. Tapolcai Újság, 1938. december 11. - Cholnoky Jenő: Magyarország földrajza. (A Föld és élete 6.) Budapest, Franklin, 1937. - Cholnoky Jenő: Hegyek – völgyek. (A csillagoktól a tengerfenékig 3.) Budapest, Franklin, 1940. - Diószeghy Miklós: Kínaiak, ceyloniak, brazilok Tapolcán, ahol két hete nyolcvan méter hosszú föld alatti tavon csónakázhatnak az idegenek. Emléktáblával hálálkodnak a szamárhurutosok a barlang gyógyító hatásáért. Új Magyarság, 1938. május 8. 8. old. - Dornyay Béla – Zákonyi Ferenc: Balatonfelvidék útikalauz. Budapest, Sport, 1955. - Emresz Károly: A Tapolcai medence. Tájföldrajzi tanulmány. Szeged, 1937. - Fritz Geyer – Hans Mann: Studien an Höhlen und Thermalteich von Tapolca am Plattensee in Ungarn. Archiv für Hydrobiologie, Stuttgart, 1940. (36. köt.) 359–385. old. - Gyenes István: A barlangok fölé épült város. Tapolca föld alatti barlangjaiban bombabiztos kórház és műtőtermek berendezését tervezik. Pesti Hírlap, 1943. május 28. 7. old. = Tapolca és Vidéke, 1943. augusztus 21. - Iván József szerk.: Balatonfüred környéke és a Balaton. Balatonfüred, 1935. 144 old. - (Kerekes József): Az újabb barlangkutatások eredményei. Tapolcai Újság, 1939. szeptember 24. - Kessler Hubert: Tavasbarlang Tapolcán. Új Universum, 1938. (2. köt.) 61–66. old. - Kessler Hubert – Mozsáry Gábor: Barlangok útjain, vizein. Budapest, 1985. - Kolláth János: Tapolcai-tavasbarlang. Tájak Korok Múzeumok kiskönyvtára, 1991. (401. sz.) - Kolláth János: A tapolcai barlangok bemutatása. (Barlangok a városok alatt konferencia kiadványa.) Magyar Karszt- és Barlangkutató Társulat, 1998. - Kolosváry Gábor: Die Spinnenfauna der ungarischen Höhlen. Mitt. üb. Höhlen- und Karstforschung, 1928., Heft 4., 109–113. old. - Kotsis Tivadar: A tapolcai tavasbarlang. Ifjúság és Élet, 1942/1943. (18. évf.) 102. old. - Mészárosné Hardi Ágnes: A tapolcai Tavasbarlang mikrobiológiai vizsgálata. Kézirat, 1994. (Diplomadolgozat a Gödöllői Agrártudományi Egyetemen.) - Mócsy András: A kacsa bizonyítéka nem kacsa. Ifjúság és Élet, 1941/1942. (17.) évf. 136–137. old. - Németh István: A barlang ügye. Tapolca és Vidéke, 1944. május 20. - Pajor Géza: A tapolcai tavasbarlang. Ifjúság és Élet, 1930/1931. (6. évf.) 241. old. - Péchy-Horváth Rezső: A Bálványtól a Badacsonyig. Veszprém, 1936. - Péchy-Horváth Rezső: La Grotta dei Maghi. Hungaria Magazin, 1941. (6. évf.) 5. sz. 14. old. - Péchy-Horváth Rezső: Természetvédelmi területek Magyarországon. Pesti Hírlap, 1944. szeptember 12. - S. J. (Sebestyén Jenő): Bizottsági tárgyalás a föld alatt. A tapolcai tavasbarlang továbbfejlesztése. Tapolcai Újság, 1938. május 1. - S. J. (Sebestyén Jenő): Bizottsági gyűlés a föld alatt. A barlangbizottság helyszíni szemléje. Tapolca és Vidéke, 1940. november 2. (2. évf.) - S. J. (Sebestyén Jenő): Föld alatti utakon. Megvan a kapcsolat a Tavasbarlang és a vásártéri kút közt. Tapolca és Vidéke, 1940. október 19. (2. évf.) - Tóth Aurél: A földrajzi helyesírás és a földrajzi nevek helyes írása. Iskola és Élet (Ifjúság és Élet?), 1937? 1. 48. - Zákonyi Ferenc szerk.: A Tapolcai tavasbarlang. (A Veszprém Megyei Tanács Idegenforgalmi Hivatalának kiadványa, 16.) Budapest, 1962. (2. kiadás) - –: Éjszakai tudományos kutatás a tavasbarlangunkban. Tapolcai Lapok, 1925. szeptember 15. - –: A tapolcai tűzvész és a barlang. Tapolcai Újság, 1935. július 28. - –: Húsvét másnapján lejár a barlang-szerződés. Tapolcai Lapok, 1936. április 11. - –: A tavasbarlang további részeinek föltárása. Tapolcai Lapok, 1936. október 31. - –: Tóbarlang-e a tavasbarlang, avagy mi fontosabb: a tavas-e, a tó-e, vagy a barlang? Balatoni Kurír, 1936. november 4. = Tapolcai Lapok, 1936. november 7. - –: A város átvette a tavasbarlang igazgatását. Tapolcai Lapok, 1936. április 18., június 6., június 27., július 11., augusztus 15., szeptember 26. - –: Kessler Hubert vizsgálja ismét a tapolcai barlangok állapotát. Tapolcai Újság, 1937. november 21. - –: Ki fedezte fel a Tavasbarlangot? Tapolcai Újság, 1937. szeptember 5. - –: Tavak egy város alatt. Kessler Hubert és Budinszky Sándor helyszíni közvetítése a tapolcai barlangokból július 27-én. Új Magyarság Rádiója, 1937. július 25–31-ig - –: Újabb barlangüregek felfedezése. Tapolcai Újság, 1937. február 14. - –: Utazás egy ősi magyar barlangban. A föld alatti Tapolca évmilliárdos rejtelmei. Pesti Napló, 1937. január 10. 38. old. - –: Folytassuk a barlangkutatást! Dr. Csányi Pál képviselőtestületi indítványa a barlangfeltárás érdekében. Tapolcai Újság, 1938. április 10. - –: Apadt a tapolcai tavasbarlang. Zalamegyei Újság, 1939. augusztus 8. - –: Balaton. (Turistatérkép.) Tervezte a Magyar Királyi Honvéd Térképészeti Intézet, Budapest, 1939. 1:50.000. - –: Óvóhelyet építenek a tapolcai tavasbarlangból. Zalai Közlöny, 1939. december 1. - –: A tapolcai barlangkutatást folytatják. Zalamegyei Újság, 1939. július 11. - –: Életveszélyes kirándulás a tapolcai tavas barlangba. Új Nemzedék, 1940. július 26. - –: Tavasbarlangunk további föltárása. Szerdán átértek a vásártéri kútból 17 méteres sziklafal áttörése után a tavasbarlang egyik folyosójába. Tapolcai Lapok, 1940. október 19. - –: Újból megindult a barlangkutató munka. Tapolca és Vidéke, 1940. augusztus 31. - –: Negyven új barlangot fedeztek fel Erdélyben tavaly. Új Nemzedék, 1942. március 2. 7. old. - –: A tapolcai tavasbarlang. Hungária Magazin, 1942. (7. évf.) 8. sz. 16. old. - –: Ungarische Höhlenforschung. Ungarn, 1942. (3. évf.) (Budapest, Leipzig) 508–509. old. - –: Új csónak a barlang vizén. Tapolca és Vidéke, 1943. augusztus 7. - –: Aktatologatással nem épül meg sohasem a tapolcai barlang-óvóhely. Zalamegyei Újság, 1944. szeptember 18. - –: Az árok- és barlangóvóhelyek ügyeit a főváros út- és mélyépítési ügyosztálya intézi. Pest, 1944. július 25. - –: A barlangóvóhelyek ügye. Tapolca és Vidéke, 1944. április 22., április 29., május 20., november 18. - –: Sürgős intézkedést a barlangóvóhelyek ügyében! Tapolca és Vidéke, 1944. szeptember 16. |